# Liste der Baudenkmale in Cottbus
Die Liste der Baudenkmale in Cottbus führt alle Baudenkmale der brandenburgischen Stadt Cottbus und ihrer Ortsteile auf. Grundlage ist die Veröffentlichung der Landesdenkmalliste mit dem Stand vom 31. Dezember 2020. Die Bodendenkmale sind in der Liste der Bodendenkmale in Cottbus aufgeführt.

## Legende
In den Spalten befinden sich folgende Informationen:
- ID-Nr.: Die Nummer wird vom Brandenburgischen Landesamt für Denkmalpflege vergeben. Ein Link hinter der Nummer führt zum Eintrag über das Denkmal in der Denkmaldatenbank. In dieser Spalte kann sich zusätzlich das Wort Wikidata befinden, der entsprechende Link führt zu Angaben zu diesem Denkmal bei Wikidata.
- Lage: die Adresse des Denkmales und die geographischen Koordinaten. Link zu einem Kartenansichtstool, um Koordinaten zu setzen. In der Kartenansicht sind Denkmale ohne Koordinaten mit einem roten beziehungsweise orangen Marker dargestellt und können in der Karte gesetzt werden. Denkmale ohne Bild sind mit einem blauen bzw. roten Marker gekennzeichnet, Denkmale mit Bild mit einem grünen beziehungsweise orangen Marker.
- Bezeichnung: Bezeichnung in den offiziellen Listen des Brandenburgischen Landesamtes für Denkmalpflege. Ein Link hinter der Bezeichnung führt zum Wikipedia-Artikel über das Denkmal.
- Beschreibung: die Beschreibung des Denkmales
- Bild: ein Bild des Denkmales und gegebenenfalls einen Link zu weiteren Fotos des Baudenkmals im Medienarchiv Wikimedia Commons

## Denkmalbereiche
| ID-Nr.   | Lage           | Bezeichnung | Beschreibung | Bild |
| -------- | -------------- | --- | ------------ | --- |
| 09100229 | Cottbus (Lage) | Satzung zum Schutz des Denkmalbereiches „Westliche Stadterweiterung (1870–1914) um die Bahnhofstraße und den Schillerplatz“ |              | Satzung zum Schutz des Denkmalbereiches „Westliche Stadterweiterung (1870–1914) um die Bahnhofstraße und den Schillerplatz“ |
| 09100347 | Branitz (Lage) | Satzung zum Schutz des Denkmalbereiches „Branitzer Parklandschaft“                                                          |              | weitere Bilder |

## Baudenkmale in Cottbus

### Cottbus
| ID-Nr.                           | Lage | Bezeichnung | Beschreibung | Bild |
| -------------------------------- | --- | --- | --- | --- |
| 09100203                         | (Lage) | Altstadt Cottbus einschließlich des Territoriums der einstigen Wallanlagen, der erhaltenen Stadtmauerabschnitte sowie des Gebiets des historischen Schlossgartenbereichs zwischen Schlossberg bzw. Stadtmauer und Mühlgraben bzw. Spree | Zur Altstadt von Cottbus mit den einstigen Wallanlagen gehören die noch erhaltenen Stadtmauerabschnitte und das Gebiet des historischen Schlossgartenbereichs zwischen Schlossberg–Stadtmauer und Mühlgraben–Spree. | weitere Bilder |
| 09100023                         | (Lage) | Stadtbefestigung mit den Stadtmauerabschnitten (Stadtmauerresten) entlang der Mauerstraße (Mauerstraße 1–3, 4–6) und der Stadtpromenade (Westteil der Befestigung), entlang der Töpferstraße und der Münzstraße (Nordteil der Befestigung), entlang der Münzstraße, Sandower Straße und am Schloßberg (Ostteil der Befestigung), entlang der Straße Am Spreeufer, des Brandenburger Platzes und der Mühlenstraße (Südteil der Befestigung)                                                                                | | Stadtbefestigung mit den Stadtmauerabschnitten (Stadtmauerresten) entlang der Mauerstraße (Mauerstraße 1–3, 4–6) und der Stadtpromenade (Westteil der Befestigung), entlang der Töpferstraße und der Münzstraße (Nordteil der Befestigung), entlang der Münzstraße, Sandower Straße und am Schloßberg (Ostteil der Befestigung), entlang der Straße Am Spreeufer, des Brandenburger Platzes und der Mühlenstraße (Südteil der Befestigung)                                                                    |
| 09100098                         | (Lage) | Ehemalige Wallanlagen: Neustädter Platz, Brandenburger Platz, Stadtpromenade, Puschkinpromenade, Spreebogen, Mühlgraben | | Ehemalige Wallanlagen: Neustädter Platz, Brandenburger Platz, Stadtpromenade, Puschkinpromenade, Spreebogen, Mühlgraben |
| 09100128                         | (Lage) | Parkeisenbahn, in Eliaspark, Tierpark, Branitzer Park | Die Cottbuser Parkeisenbahn wurde 1954 als Pioniereisenbahn eröffnet und führt heute vom Bahnhof „Sandower Dreieck“ vorbei an Stadion der Freundschaft, Messegelände und Tierpark bis zum Branitzer Park. | weitere Bilder |
| 09100126                         | (Lage) | Blechenpark | Vom Goethepark kommend, den Hauptarm der Spree über die „Blechenbrücke“ kreuzend, gelangt man in den „Blechenpark“, der 1930, zu Ehren des 1798 in Cottbus geborenen Kunstmalers Carl Blechen, angelegt wurde. Markant ist hier die Kastanienallee. An der östlichen Flanke laden verschlungene Wege um Blumenrabatten und Zierhölzer herum zum Entspannen ein. 1934/35 wurde der Park nach Süden hin mit einer Uferpromenade erweitert, damals „Rosenufer“ genannt, heute ist das die „Ludwig-Leichhardt-Allee“. Dort findet man zunächst Rondell (Gartenkunst)Sitzrondelle, eingebettet in Rosen- und Gräserpflanzungen, bevor die Allee ab der kleinen Spreewehrbrücke, wiederum als Kastanienallee, zum „Lindenplatz“ mit Planetarium führt. | weitere Bilder |
| 09100281                         | (Lage) | Carl-Blechen-Denkmal | Das „Carl-Blechen-Denkmal“ stand seit 1957 im Cottbuser Bleichenark. Jürgen von Woyski ließ die Bronzefigur in Lauchhammer gießen. Sie stand auf einem Ziegelsteinsockel und stellte einen stehenden jungen Mann mit Papier und Stift in der Hand dar. Im Februar 2008 entdeckte man den Diebstahl der Statue, der wahrscheinlich die Arbeit von Metalldieben war. Eine neu gestaltete Skulptur (keine Replik) wurde im Juli 2023 am gleichen Standort aufgestellt. Carl Eduard Blechen wurde 1798 in Cottbus geboren, er gehörte zu den bedeutendsten Malern des 19. Jahrhunderts. Während seines zehnjährigen Besuches des Lyzeums an der Oberkirche entdeckte er durch seinen Freund Christian Gottfried Lemmrich die Leidenschaft für das Malen. Studienreisen führten ihn zur Ostsee, in den Harz, in die Sächsische Schweiz, aber auch von den langen Reisen nach Italien brachte er seine Motive mit. Seine Kunstwerke waren Aquarell- und Ölgemälde, seine Skizzen aus Kreide. Als Landschaftsmaler bekannt, war er als Professor in diesem Bereich an der Berliner Akademie für Künste tätig. Durch seinen frühen Tod im Jahre 1840 gerieten seine Kunstwerke bis ins 20. Jahrhundert in Vergessenheit. Heute befinden sich seine Bildersammlungen im Schloss von Fürst Pückler (Branitzer Park). | weitere Bilder |
| 09100188                         | Adolf-Kolping-Straße 17/18 (Lage) | Katholische Kirche St. Marien Friedenskönigin und Pfarrhaus | In den Jahren 1934/1935 wurde der doppeltürmige Klinkerbau in der Adolph-Kolping-Straße ausgeführt, wobei die Entwürfe für das Gebäude vom Breslauer Diözesanbaurat Anton Mokroß stammen und die Cottbuser Firma Pabel die Bauleitung übernahm. Die Kirche ist 40 m lang und 20 m breit, und der Innenraum mit dem 18 m hohen Hauptschiff und den niedrigeren Nebenschiffen gibt 1200 Personen Platz. Die Heiligenstatuen und der Hauptaltar wurden vom Cottbuser Holzbildhauer Felix Hertelt geschaffen. In dem Altarraum ist eine frühbarocke Figur der „Maria regina pacis“ (Maria Friedenskönigin) aus dem Erfurter Dom zu finden. Obwohl während des Zweiten Weltkrieges sieben der bleiverglasten Fenster verloren gingen, konnten sie anhand der erhaltenen Originalzeichnungen 1954/1955 vom sorbischen Glasmaler Gottfried Zawadski neu gezeichnet und von einer Dresdner Firma hergestellt und ersetzt werden. In den 1950er Jahren erhielt die Front der Kirche eine von dem Weißenfelser Künstler Rudolf Brückner-Fuhlrott geschaffene Plastik des auferstehenden Christus aus weißem Beton. Von 1976 bis 1992 wurde die Kirche umgebaut. Die Aufsicht über die Umbaumaßnahmen übernahm der Dresdner Architekt Wolfram Starke, für die künstlerische Gestaltung der Innenräume war der Bildhauer Friedrich Press verantwortlich. Der Raum für die Gottesdienste ist seit dem Umbau von einer symbolischen Dornenkrone umgeben, die gegenüber dem Altar von einem schlichten weißen Holzkreuz durchbrochen wird. Im Jahre 1994 wurde die Marienkirche zur Propsteikirche erhoben. | weitere Bilder |
| 09100533 Teilobjekt zu: 09100188 | Adolf-Kolping-Straße 17/18 () | Glocke | | ein Bild hochladen |
| 09100391 Teilobjekt zu: 09100188 | Adolf-Kolping-Straße 17/18 (Lage) | Pfarrhaus | | BW |
| 09100117                         | Am Kiekebuscher Wehr (Lage) | Eisenbahnbrücke | Die Spreebrücke bei Kiekebusch gehört zur Bahnstrecke Cottbus–Spremberg und wurde im Jahr 1867 eröffnet. Ihre Besonderheit sind die erhaltenen Blockhäuser zur militärischen Sicherung der Bahnstrecke an beiden Ufern der Spree. | weitere Bilder |
| 09100033                         | Altmarkt 10 (Lage) | Wohnhaus (Ersatzneubau) | Der Ersatzneubau Altmarkt 10 eines Bürgerhauses stammt aus dem Jahr 1767. | Wohnhaus (Ersatzneubau) |
| 09100034                         | Altmarkt 11 (Lage) | Wohnhaus | Das Gebäude am Altmarkt 11 wurde 1800 erbaut. | Wohnhaus |
| 09100035                         | Altmarkt 12 (Lage) | Wohnhaus | Das Wohnhaus Altmarkt 12 rechts auf dem Bild wurde um 1795 erbaut und 1980 umfangreich instand gesetzt. | Wohnhaus |
| 09100036                         | Altmarkt 13 (Lage) | Mietwohnhaus | Das Mietswohnhaus Altmarkt 13 ist ein 1891 erbauter, fünfachsiger Putzbau mit Ladengeschoss und zwei Obergeschossen unter einem Berliner Dach. | Mietwohnhaus |
| 09100037                         | Altmarkt 13a (Lage) | Wohnhaus | Das Wohnhaus Altmarkt 13a wurde 1821/22 erbaut. In den 1860er Jahren wohnte hier die Familie von Hindenburg. Der Vater von Paul von Hindenburg war Hauptmann des 18. Preußischen Infanterie-Regiments, das seinen Standort in Cottbus hatte. | Wohnhaus |
| 09100039                         | Altmarkt 14 (Lage) | Wohnhaus (Ersatzneubau) | Der Ersatzneubau Altmarkt 14 wurde von 1983 bis 1985 errichtet. Davor standen hier zwei schmale Bürgerhäuser mit einer Breite von jeweils sechs Metern. | weitere Bilder |
| 09100040                         | Altmarkt 15 (Lage) | Wohnhaus | Das Baudenkmal Altmarkt 15 stammt ursprünglich aus dem Mittelalter. Nach dem Stadtbrand 1671 wurde es auf den Resten des Vorgängerbaus wieder aufgebaut. | Wohnhaus |
| 09100041                         | Altmarkt 16 (Lage) | Wohnhaus (bis auf die Fassade Ersatzneubau) | Bei der Sanierung des Altmarktes wurde das Haus Altmarkt 16 neu erbaut, dabei ist die Fassade weitgehend erhalten geblieben. | Wohnhaus (bis auf die Fassade Ersatzneubau) |
| 09100042                         | Altmarkt 17 (Lage) | Wohnhaus | Das Wohn- und Geschäftshaus Altmarkt 17 stammt wahrscheinlich aus dem 18. Jahrhundert. Es waren früher zwei Gebäude, seit 1892 hat das Haus die Hausnummer 17. Bei dem Neubau in den Jahren 1991/1992 blieb nur die Fassade erhalten. | weitere Bilder |
| 09100043                         | Altmarkt 18 (Lage) | Wohnhaus | Das Wohnhaus Altmarkt 18 wurde im 18. Jahrhundert erbaut. Seit 1737 befand sich hier eine Gastwirtschaft. Bei der Sanierungswelle in den 1980er Jahren wurde das Haus nicht umgebaut. So ist die Grundsubstanz erhalten geblieben. | Wohnhaus |
| 09100044                         | Altmarkt 19 (Lage) | Wohnhaus | Das Wohnhaus Altmarkt 19 im Stil des Spätbarocks wurde in den 1870er Jahren um ein Stockwerk erhöht und die Fassade verändert. In den Jahren 1992/93 wurde das Gebäude neu aufgebaut, Fassade und Keller blieben dabei erhalten. | Wohnhaus |
| 09100045                         | Altmarkt 20 (Lage) | Wohnhaus | Das Vorgängerhaus stammte aus dem Spätmittelalter, brannte aber 1671 ab. Das jetzige Haus Altmarkt 20 wurde um 1690 erbaut. In den Jahren 1982/83 und 1995 wurde das Haus umgebaut. | weitere Bilder |
| 09100046                         | Altmarkt 21 (Lage) | Wohn- und Geschäftshaus mit Theatersaalanbau (Altes Stadthaus) | Der als „Stadthaus“ Altmarkt 21 bekannte dreigeschossige traufständige Putzbau unter einem Krüppelwalmdach weist Details aus verschiedenen Bauepochen auf. | weitere Bilder |
| 09100471 Teilobjekt zu: 09100046 | Altmarkt 21 () | Theatersaal | | ein Bild hochladen |
| 09100047                         | Altmarkt 22 (Lage) | Wohnhaus (bis auf die Fassade Ersatzneubau) | Das zweigeschossige, dem Barock nachempfundene Bürgerhaus Altmarkt 22 mit einem Dreiecksgiebel ist eines der ältesten Gebäude am Altmarkt. | Wohnhaus (bis auf die Fassade Ersatzneubau) |
| 09100048                         | Altmarkt 23 (Lage) | Wohnhaus | Das traufständige Wohn- und Geschäftshaus Altmarkt 23 mit einem steilen Satteldach stammt vermutlich aus dem vorigen Jahrhundert. | weitere Bilder |
| 09100472 Teilobjekt zu: 09100048 | Altmarkt 23 (Lage) | Hofgebäude | | BW |
| 09100049                         | Altmarkt 24 (Lage) | Wohn- und Geschäftshaus „Löwenapotheke“ sowie Hofgebäude „Alte Löwenapotheke“ | Das im Stil des Barocks erbaute Wohn- und Geschäftshaus Altmarkt 24 mit Staffelgiebel und deutlicher Etagengliederung beherbergt seit 1568 im Erdgeschoss eine Apotheke. | weitere Bilder |
| 09100473 Teilobjekt zu: 09100049 | Altmarkt 24 () | Verbindungsbau | | ein Bild hochladen |
| 09100 Teilobjekt zu: 09100049    | Altmarkt 24 () | Seitenflügel | | ein Bild hochladen |
| 09100 Teilobjekt zu: 09100049    | Altmarkt 24 () | Hofgebäude | | ein Bild hochladen |
| 09100 Teilobjekt zu: 09100049    | Altmarkt 24 () | Brunnen | | Brunnen |
| 09100050                         | Altmarkt 25 (Lage) | Wohnhaus | In dem kleinen, zweigeschossigen Giebelhaus Altmarkt 25 an der Südseite des Altmarktes befindet sich ein Uhrenservice im Erdgeschoss. | Wohnhaus |
| 09100051                         | Altmarkt 26 (Lage) | Wohnhaus | Das rechteckige Gebäude Altmarkt 26 mit kurzen Seitenflügeln und einem hohen Walmdach stammt aus dem 17. Jahrhundert. | Wohnhaus |
| 09100052                         | Altmarkt 27 (Lage) | Wohnhaus | Das zweigeschossige Bürgerhaus Altmarkt 27 im Barockstil mit fünf Gebäudeachsen, einem Schweifgiebel sowie einem Satteldach entstand im 18. Jahrhundert. | Wohnhaus |
| 09100183                         | Am Amtsteich 15 (Lage) | Dieselkraftwerk | Das 1927 von Werner Issel im Auftrag der AEG erbaute Dieselkraftwerk ging am 1. April 1928 in Betrieb. Seit Mai 2008 ist das Brandenburgische Landesmuseum für moderne Kunst \| Dieselkraftwerk Cottbus, kurz BLMK, in dem denkmalgeschützten Bau untergebracht. | weitere Bilder |
| 09100254                         | Am Amtsteich 16 (Lage) | Mietwohnhaus mit Einfriedung | Dieses im Jahr 1897 von der Firma M. Krüger & Co. in Auftrag gegebene denkmalgeschützte Mietwohnhaus wurde vom bekannten Cottbuser Maurermeister Paul Broeßke gebaut. Es vereint Elemente der niederländischen Renaissance mit einigen architektonisch typischen Merkmalen des Jugendstils. Über einem hohen, geziegelten, L-förmigen Sockelgeschoss liegen zwei weitere Geschosse sowie das Dachgeschoss. Abgeschlossen wurde das Gebäude mit einem Berliner Dach. Horizontal erfolgt eine optische Trennung durch Ziegelbänder und Ziegelfriese. Die hohen Fenster sind mit weiteren Ziegelverzierungen umfasst, über ihnen befinden sich verschiedene Bekrönungen mit floralen sowie renaissancetypisch geometrischen Stuckornamenten. Diese setzen sich an den Standerkern der Seitenachsen fort, insbesondere an den reich verzierten Friesplatten auf der Höhe des Dachgeschosses (enthalten Erbauungsdatum und Initiale „K“ des Auftraggebers). Ab 1900 gehörte das Wohnhaus, heute „Villa Schmidt“, Therese Schmidt. Nach 1927 wurde es Eigentum der Städtischen Werke beziehungsweise der Nachfolgeeinrichtungen. | Mietwohnhaus mit Einfriedung |
| 09100268                         | Am Amtsteich 18 (Lage) | Ehemaliges Fabrikgebäude mit Gedenktafel der Arbeiterbewegung | Die baugeschichtliche Bedeutung dieses ehemaligen Fabrikgebäudes liegt in seiner Verwendung als eine der ersten mit Wasserkraft betriebenen Spinnereifabriken in Cottbus. Bauherr war von 1830 bis 1835 William Cockerill, Junior, der im damaligen Raum Preußens die industrielle Entwicklung im Bereich der maschinellen Tucherzeugung stark forcierte. 1835 übernahm Ernst Rodig die Fabrik, nach 1840 wechselten die Eigentümer häufig. 1917 wurde die Fabrik Stadteigentum und war bis 1927 Sitz der „Märkischen Volksstimme“ (brandenburgische Tageszeitung der SPD). 1970 wurde eine Gedenktafel am Gebäude mit folgender Inschrift angebracht: „In diesem Gebäude hatte während der Novemberrevolution der Soldatenrat und die Redaktion der Märkischen Volksstimme ihren Sitz – eingeweiht anlässlich des VI. Pioniertreffens durch die Bezirksdelegation Suhl.“ Seit 1991 befindet sich das Museum für Natur und Umwelt sowie die Lausitzer naturkundliche Akademie e. V. dort. Das in schlichter Form gehaltene, ehemalige Fabrikgebäude ist ein dreistöckiger, ziegelsichtiger Putzbau mit einer längsseitigen Trauffassade. Im Erdgeschoss sieht man feine Quaderungen, und die Fenster wurden in Rundbogennischen eingelassen. Die Fenster in den beiden Obergeschossen sind eingefasst von Lisenen. Die Schließung der Wandöffnung für die Antriebswelle des Wasserrades (westliche Außenseite) und der Umbau der ursprünglich in dreischiffige Produktionssäle unterteilten Geschosse stellten bauliche Veränderungen dar. | Ehemaliges Fabrikgebäude mit Gedenktafel der Arbeiterbewegung |
| 09100115                         | Am Anger 1 (Lage) | Mietwohnhaus | Das viergeschossige Eckgebäude ist ein Wohn- und Geschäftshaus vom Ende des 19. Jahrhunderts. Während das Erdgeschoss nur eine schlichte Putzquaderung aufweist, sind die Obergeschosse in Sichtziegelbauweise ausgeführt und durch senkrechte Putzbänder unterteilt. Ein Gurtgesims und ein aufgeputztes Sohlbankgesims trennen das Geschäftsgeschoss von den Wohngeschossen, der Zwischenraum wird durch fensterbreite Putzspiegel verziert. Alle Fenster der oberen Geschosse tragen Faschen und eine Verdachung. Im ersten Obergeschoss wird oberhalb der Verdachung durch Ornamentputz und Gemäuer ein Rundbogen mit aufgeputztem Schlussstein angedeutet. Im zweiten Obergeschoss wird durch die gleiche Technik ein Segmentbogen gebildet. In der östlichen Gebäudeseite gibt es drei übereinanderliegende Blindfenster, während im Erdgeschoss echte Segmentbogenfenster zu sehen sind. Der Eckerker hat in den beiden unteren Obergeschossen Steinkreuzfenster, im dritten Obergeschoss geht der Erker in eine oktogonale Form über und wird über dem Traufgesims mit einem Erkerturm gekrönt, der mit Rundbogenfenstern, zwei Blindfenstern und einer Wetterfahne ausgestattet ist. Das Traufgesims wird durch einen Zahnschnitt aufgewertet. Mit Putzstrukturen versehene Zwerchgiebel betonen die zwei zentralen Achsen an der Straßenfront. Dazwischen liegen symmetrisch angeordnete Schleppgauben. | Mietwohnhaus |
| 09100116                         | Am Großen Spreewehr (Lage) | Spreewehrmühle, bestehend aus Mühlengebäude mit Wasserrad und Mühlentechnik, fünf Wehrpfeilern des historischen Spreewehrs und Kranwinde | Die 1798 erbaute wasserbetriebene Öl- und Gräupchenmühle wurde bis 1831 genutzt. Dann wurde mit dem Bau des Großen Spreewehrs und des Hammergrabens begonnen, um das gelegentliche Hochwasser der Spree zu verhindern, der Hammergraben sollte als Wasserabfluss dienen. 1867 erwarb Christian Löcher die Mühle und erhielt vom Landrat im gleichen Jahr die Erlaubnis, eine Schankwirtschaft zu betreiben. 1904, mit der Eingemeindung Sandows, wurden die Mühle und die Schankwirtschaft Eigentum der Stadtgemeinde. Verschiedene Pächter betrieben Mühle und Schankwirtschaft in den folgenden Jahren. Nach 1945 war die Mühle die erste, die für Cottbus wieder Mehl produzierte. 1960 wurde die Schankwirtschaft wegen Baufälligkeit abgetragen. 1965 neu aufgebaut, entstanden 60 Sitzplätze in der Gaststätte. Schnell steigende Besucherzahlen führten erneut zum Platzmangel. 1968 erfolgte ein weiterer Um- und Ausbau. Neben größeren Innenräumen entstand auch ein großer Café-Garten im Freien. Im Jahre 1987 wurde die Mühle zum technischen Denkmal „Spreewehrmühle“ erklärt und entsprechend umgebaut. Im Dezember 1998 war es dann endlich so weit, nach vollständiger Rekonstruktion wurde auch die 1991 erneut geschlossene Gaststätte „Spreewehrmühle“ wieder eröffnet. Da im Jahre 2015 erhebliche Schäden an tragenden Teilen der Konstruktion festgestellt wurden, mussten Zulauf und Wasserrad erneuert werden. Diese Arbeiten wurden zwischen Herbst 2019 und Frühjahr 2020 durchgeführt. | weitere Bilder |
| 09100118                         | Am Spreeufer 1 (Lage) | Elektrizitätswerk | Das um die Jahrhundertwende entstandene, alte E-Werk der Stadt wurde 1901 durch die Firma Dyckerhoff und Widmann erbaut. Mit der Erzeugung elektrischen Stroms durch die Nutzung der Wasserkraft der Stadtmühle nahm im April 1903 das erste städtische Elektrizitätswerk seinen Betrieb auf. Das E-Werk verfügte zu dieser Zeit über je zwei Wasserturbinen, Dampfmaschinen und Kesselanlagen. Zweimal 220 Volt Betriebsspannung wurden durch das ca. 38 Kilometer lange Kabelnetz geliefert. Wie sich die neue Technologie durchsetzen und die seit 40 Jahren bestehende Gasbeleuchtung ablösen würde, interessierte damals viele Cottbuser. 1904 besaß Cottbus das modernste E-Werk in der Mark Brandenburg. Im letzten Vollbetriebsjahr 1913 bis zum Ersten Weltkrieg erzeugte das Werk ungefähr 4 Millionen Kilowattstunden. Man beschloss, ein neues E-Werk bauen zu lassen, aber die Ausführung und der Neubau wurden durch den Ersten Weltkrieg, die Weltwirtschaftskrise und den Zweiten Weltkrieg verhindert. Großkraftwerke auf Braunkohlebasis mit 110-Kilovolt-Überlandleitungen, die den Bezirk Cottbus zum Hauptlieferanten von Energie in der ehemaligen DDR machten, besiegelten schließlich die Stilllegung dieses alten Cottbuser Traditionsbetriebes. Alle technischen Anlagen und Ausrüstungsgegenstände wurden abgebaut und verschrottet. Nach der Wende wurde aus dem ehemaligen Elektrizitätswerk kurzzeitig eine Großraumdiskothek, heute befindet sich das Kunstmuseum der Stadt Cottbus in dem zu diesem Zweck umgebauten denkmalgeschützten Gebäude. | weitere Bilder |
| 09100093                         | Am Spreeufer 3 (Lage) | Villa | Erbaut wurde die Villa, auch „Sasse-Villa“, 1907/08 vom Baugeschäft Hermann Pabel & Co. im Auftrag des Kaufmannes Gottlob Richard Kieß. Um 1930 wurde Dr. Alfred Sasse Hauseigentümer, und nach 1945 nutzte es das Gesundheitswesen des Landkreises Cottbus. Das mit einem unregelmäßigen Grundriss errichtete Eckgebäude ist ein Putzbau mit klinkerverblendetem Souterrain, es verbindet traditionelle Architekturelemente mit den zeittypischen Baumerkmalen des Heimat- und Jugendstils. An beiden Hausseiten befinden sich mit Zwerchdächern abgeschlossene Risalite mit Schaufachwerk auf Höhe des Dachgeschosses. 1987 wurde an der Vorderfront der fein strukturierte Fassadenputz durch Glattputz ersetzt und das Dach instand gesetzt. | weitere Bilder |
| 09100451                         | Am Spreeufer 4 (Lage) | Wohnhaus | bezeichnet „1905 Villa Anna“; gelegen an der Spree und dem rückfließenden Mühlgraben | weitere Bilder |
| 09100016                         | Am Turm 22 (Lage) | Spremberger Turm (Turm der Stadtmauer) | Der Spremberger Turm ist das Wahrzeichen der Stadt Cottbus und befindet sich an der Spremberger Straße, auch „Sprem“ genannt, in der Altstadt von Cottbus. Im 13. Jahrhundert entstand die erste Anlage des Torturmes. | weitere Bilder |
| 09100114                         | Am Turm 22 (Lage) | Gedenktafel der Arbeiterbewegung | Diese Gedenktafel der Arbeiterbewegung befindet sich an der Nordseite des Spremberger Turmes in Cottbus, eine weitere in der Sandower Straße 29, Ecke Willy-Brandt-Straße 1. Die vom Cottbuser Bildhauer Heinz Mamat geschaffene Relieftafel aus Bronze wurde in Lauchhammer gegossen und am 14. Januar 1968 enthüllt. Ihre Inschrift lautet: „Ehre und Ruhm den Kämpfern gegen Kapp und Lüttwitz am 15. März 1920“. Sie erinnert an den Widerstand gegen den Kapp-Putsch. | Gedenktafel der Arbeiterbewegung |
| 09100105                         | Arndtstraße (Lage) | Wohngebiet Arndtstraße zwischen Webschulallee und Körnerstraße einschließlich der Straßenführung und -anlage sowie des Schmuckplatzes und dessen Gestaltung | Nach Vorbildern der Gartenstadtbewegung entstand auf Initiative des Beamten-Wohnungsvereins am südlichen Rand des Spreefelds nach Anlage der Arndtstraße 1909 bis 1913 eine qualitätsbewusste Mietwohnsiedlung. Im geschwungenen Verlauf der Arndtstraße wurden in diesem Zuge 27 Mehrfamilienhäuser errichtet. Ein Großteil der Grundstücke wurde von dem „Beamten-Wohnungs-Verein“ im Jahre 1909 erworben (heute „e. G. Wohnen“). Die Hausnummern 14/15 und 18 bis 27 (Südseite) sind Privatbauten, zum Verein „e. G. Wohnen“ gehören die Hausnummern 1 bis 9 sowie 16/17. | weitere Bilder |
| 09100204                         | Arndtstraße 1–9 (Lage) | Wohnanlage „Beamtenhäuser“ einschließlich Vorgärten und deren Einfriedung sowie der Platzsituation vor den Nr. 7–9 | Im Jahre 1909 erwarb der „Beamten-Wohnungs-Verein zu Cottbus eGmbH“ (heute e. G. Wohnen) einen größeren nördlich gelegenen Bereich in der Arndtstraße. Der Entwurf für das Gebiet orientierte sich an der aktuellen zeitgemäßen Gestaltung und wurde durch die gekrümmte Straßenführung sowie die zentrale Platzausweitung beeinflusst. Die zweigeschossigen Mehrfamilienhäuser mit ausgebauten Dachgeschossen in den Hausnummern 1–6 wurden 1910 fertiggestellt und im Folgejahr die Hausnummern 7–9. Die Gebäude sind in einer Blockrandbebauung errichtet, die durch einzelne freistehende Häuser unterbrochen wird. Als Basis wurden typisierte Hausformen verwendet, die durch wechselnde Details in den Eingängen sowie in der Fassaden- und Dachgestaltung akzentuiert wurden. Charakteristisch für die städtebauliche Lösung sind die verschiedenen Anordnungen von Eingängen, Balkonen und Loggien sowie auffällig großzügige Grundrisse. Des Weiteren gibt es einen Wechsel von Längs- und Giebelhäusern, während die Fassadengestaltung von Putzbändern unterbrochen wird. In den Häusern der Arndtstraße 6/7 befinden sich Wohnungen mit vier großen Zimmern, Bad, Küche und Mädchenkammer. Für 615 bis 630 Mark konnten die Wohnungen damals gemietet werden. | weitere Bilder |
| 09100321                         | Arndtstraße 27 (Lage) | Mietwohn- und Geschäftshaus | Dieses dreigeschossige, in Eckbauweise errichtete Gebäude dient als Wohn- und Geschäftshaus. Eine Kombination aus Mansard- und Satteldach, das von vier Fledermausgauben (eine zur Webschulallee, drei zur Arndtstraße) und einem quadratischen Dachreiter gekrönt wird, ist am Gebäude zu sehen. Die Fassaden zur Arndtstraße und zur Webschulallee sind in ihrem Stil grundverschieden. Zur Arndtstraße verbinden Pilaster in Kolossalordnung das Erd- mit dem Obergeschoss. Zwischen den Sprossenfenstern dieser beiden Geschosse befinden sich ovale Putzspiegel und über den Fenstern des Obergeschosses schmale Zahnschnittfriese. Ein Teil der Fassade ist risalitartig hervorgehoben, das zweite Obergeschoss verputzt. An den etwas breiteren Fenstern befinden sich Fensterläden. Als Abschluss hat das Haus pro Etage je eine Loggia. Im abgeschrägten Eckteil des Gebäudes befinden sich die Geschäftsräume mit zwei gesprossten Schaufenstern. Auf der linken Seite des Gebäudes gelangt man zur ebenfalls versprossten überdachten Eingangstür. Die Obergeschossfenster werden durch ein Sohlbankgesims und eine Überdachung miteinander verbunden. Um einen farblichen Übergang herzustellen, erbaute man an der heller gehaltenen westlichen Seite zwei Balkone. Die Fassade zur Webschulallee fällt durch ein Fachwerk im zweiten Obergeschoss auf, deren Außenwände leicht nach innen geneigt sind. Wieder bilden drei Loggien den Abschluss des Gebäudes. Von der Einfriedung sind der Klinkersockel und die Pfeiler des Zaunes noch erhalten. | weitere Bilder |
| 09100120                         | August-Bebel-Straße 42/43, 44 (Lage) | Volksschule (Bauhausschule) und Mietwohnhaus (Nr. 44) | Im Jahre 1928 beschloss der Magistrat der Stadt Cottbus einen Schulneubau aufgrund der steigenden Anzahl von Schülern, um eine solide Schulausbildung zu ermöglichen. 1929 entstand das bis dahin modernste Schulgebäude der Stadt im Bauhausstil nach Entwürfen des Stadtbaurates Hellmuth Schröder, die Volksschule (Bauhausschule). Die Schule in Stahlskelettbauweise wurde als Doppelschule (Trennung von Jungen und Mädchen) mit zwei Turnhallen, großer und kleiner Aula, Fachkabinetten, Küche, Waschküche, Essenraum und Hortzimmer für die Ganztagsbetreuung errichtet. Der U-förmige Gebäudekomplex ist hofseitig durch quaderförmige Baukörper unterschiedlicher Höhe gegliedert und enthält zwei Dachterrassen für den Unterricht im Freien. Der Schmuck des Baues bestand in der weißgefugten Klinkerfassade im Zusammenspiel mit der Fassaden- und Fenstergestaltung. Die Wandflächen sind durch bündig liegende Fenstergruppen verschiedener Formate gegliedert. Die Einweihung der VII. Gemeindeschule (Bismarckschule) erfolgte am 12. Mai 1930, die Bezeichnung „Bauhausschule“ setzte sich in den 1960er Jahren durch. Im Verlauf des Zweiten Weltkrieges wurde die Schule als Lazarett genutzt. Kaum beschädigt, wurde sie zum Kriegsende von der Sowjetarmee besetzt und im Jahre 1991 als Schule für die Kinder ihrer Angehörigen genutzt. Seit 1964 ist die Schule denkmalgeschützt und wurde 1994 saniert. Die Wiedereröffnung erfolgte im März 1998 als Grundschule und Schule mit sonderpädagogischem Förderschwerpunkt „körperliche und motorische Entwicklung“. Das Mietwohnhaus (August-Bebel-Straße 44) wurde 1930/31 nach der Bismarckschule als Lehrerwohnhaus erbaut und ist der Versuch eines Wohnhausbaues in Stahlskelettbauweise mit Wänden und Decken aus Schlackenbeton. Architekt war ebenfalls Stadtbaurat Hellmuth Schröder. Die Fassade aus Putz ist durch horizontale und vertikale Fensterbänder strukturiert, während auf der Hofseite Balkone zu finden sind. Der Bau ist als früher Vertreter des industriellen Wohnungsbaus zu sehen. Das Wohnhaus wurde 1999/2000 restauriert und saniert, wobei das Attikageschoss ausgebaut wurde. Das Mietwohnhaus (August-Bebel-Straße 44) wurde 1930/31 nach der Bismarckschule als Lehrerwohnhaus erbaut und ist der Versuch eines Wohnhausbaues in Stahlskelettbauweise mit Wänden und Decken aus Schlackenbeton. Der Architekt war ebenfalls Stadtbaurat Hellmuth Schröder. Die Fassade aus Putz ist durch horizontale und vertikale Fensterbänder strukturiert. Auf der Hofseite befinden sich Balkone. Der Bau ist als früher Vertreter des industriellen Wohnungsbaus zu sehen. Das Wohnhaus wurde 1999/2000 restauriert und saniert, wobei das Attikageschoss ausgebaut wurde. | weitere Bilder |
| 09100438                         | August-Bebel-Straße 80 (Lage) | Wohnhäuser | Eckgebäude August-Bebel-Straße 80/Schillerstraße 63. | weitere Bilder |
| 09100100                         | August-Bebel-Straße 85 (Lage) | Verwaltungsgebäude des Brandenburgischen Knappschaftsvereins | Dieses Gebäude wurde 1911 durch und für die Brandenburgische Knappschaft erbaut. 1945 bis 1959 diente dieses Haus der sowjetischen Kommandantur als Befehlsstelle, 1961 bis 1990 beherbergte der neubarock-neuklassizistische Bau den „Rat der Stadt“, 1990 bis 1993 das Cottbuser Stadtarchiv und Stadtmuseum. Nach der Rückübertragung an die Bundesknappschaft, den Nachfolger der Brandenburgischen Knappschaft, sanierte diese das Gebäude Mitte der 1990er Jahre. Seit 2000 ist dieser Putzbau Sitz der Bundesknappschaft. Das Verwaltungsgebäude hat einen L-förmigen Grundriss und hat einen von Säulen flankierten Eingang sowie ein voluminöses Mansarddach, gekrönt mit einem laternenförmigen Dachreiter. Der zentrale Eingangsrisalit mit einem Dreiecksgiebel bildet im westlichen Gebäudeteil den oberen Abschluss. Im Giebelfeld befindet sich eine Kartusche mit dem Cottbuser Stadtwappen. Der seitliche Erker bildet die einzige Abweichung zur sonst symmetrischen Gliederung. Der Ostflügel ist leicht zurückversetzt, während Treppenhausvorbauten, Balkone und variierende Fensterformate asymmetrisch untergliedert sind. Der Festsaal, Grundrissstrukturen, Ausstattungselemente wie Stuckdecken, Fenster, Türen und Treppenhäuser blieben bei Sanierungen erhalten. | weitere Bilder |
| 09100400                         | August-Bebel-Straße 87 (Lage) | Mietwohnhaus | Das Miethaus wurde 1904/1905 erbaut, der Entwurf kam von Walter Adler. Das Haus befindet sich an einer Straßenecke und ist als Eckgebäude gebaut. Die Fassade ist durch Erker und Zwerchgiebel gegliedert. Die Fassade ist geprägt durch Ornamente des frühen Jugendstils. | weitere Bilder |
| 09100239                         | Bahnhofstraße (Lage) | Stellwerksgebäude B23 einschließlich des Gleisbildstellwerks, auf dem Bahnhofsgelände | Das alte in der Bahnhofstraße befindliche Stellwerk B23 ist ein dreigeschossiger Klinkerbau direkt an der Bahnhofsbrücke und zeugt von wirtschaftlicher Blüte der damaligen Cottbuser Verkehrs- und Baugeschichte. Gebaut wurde das alte Stellwerk B23 mit Walmdach 1903 von der Firma Pabel aus Cottbus als das erste elektropneumatische Weichen- und Signalstellwerk Deutschlands. | weitere Bilder |
| 09100297                         | Bahnhofstraße 11 (Lage) | Höhere Bürgerschule mit Turnhalle sowie Einfriedung | Die ehemalige höhere Bürgerschule wurde 1889/90 nach Entwürfen des Stadtbaurates Schneider im klassizistischen Stil gebaut. Der dreigeschossige Ziegelbau mit steilem Mansarddach besteht aus einem Eckgebäude mit zwei Flügeln. | weitere Bilder |
| 09100354                         | Bahnhofstraße 19 (Lage) | Familienhaus Carstens | Wohnhaus für den Rechtsanwalt und Notar Moritz Carstens, 1904 nach Entwurf der Dresdner Architekten Schilling & Graebner durch das Baugeschäft Hermann Pabel & Co. erbaut | weitere Bilder |
| 09100205                         | Bahnhofstraße 24, Rudolf-Breitscheid-Straße 11b (Lage)                                                                                               | Kreisständehaus einschließlich Remise (später Landratsamt) | nach dem aus einem beschränkten Architektenwettbewerb hervorgegangenen Entwurf des Berliner Architekten Paul Freygang erbaut 1890–1892 durch den Bauunternehmer Ewald Schulz; zweigeschossig mit Walm- und Satteldach sowie zwei seitlichen Risaliten und fein gegliederter Fassade im Stil der „deutschen Renaissance“; am 26. März 1892 feierlich eingeweiht | weitere Bilder |
| 09100278                         | Bahnhofstraße 27 (Lage) | Mietwohnhaus mit Einfahrtstor | 1905–1906 als Wohnhaus und Firmensitz für das Baugeschäft Dümpert & Hanke; Das im Jugendstil gehaltene, repräsentative Mietshaus hat eine außergewöhnlich umfangreich erhaltene bauzeitliche Substanz. Die großzügigen Wohnungszuschnitte mit Dienstbotenaufgängen und die gehobene Ausstattung lassen die bürgerliche Wohnkultur um die Jahrhundertwende erkennen. | Mietwohnhaus mit Einfahrtstor |
| 09100253                         | Bahnhofstraße 45 (Lage) | Mietwohnhaus | Das Mietwohnhaus wurde 1902–1903 für den Zimmermeister Hermann Wust erbaut. Es ist ein in der Blütezeit des ornamentalen Jugendstils errichtetes, dafür aber erstaunlich schlichter Putzbau, der sich in die Blockrandbebauung der Bahnhofstraße einfügt. | Mietwohnhaus |
| 09100008                         | Bahnhofstraße 50 (Lage) | Mietwohnhaus | Das späthistoristische Gebäude wurde 1899–1900 für den Fabrikanten Paul Haase durch das Baugeschäft Hermann Pabel & Co. erbaut. | weitere Bilder |
| 09100383                         | Bahnhofstraße 51 (Lage) | Mietwohn- und Geschäftshaus | Dieses großzügig dimensionierte Eckgebäude wurde 1906–1907 für den Tischlermeister Wilhelm Schliack errichtet. | weitere Bilder |
| 09100206                         | Bahnhofstraße 52 (/ Rudolf-Breitscheid-Straße) (Lage)                                                                                                | Geschäftshaus einschließlich Druckerei- und Betriebsgebäude des Verlages Albert Heine (heute Stadtarchiv) | 1889 entstand die Druckerei des Verlags Albert Heine als Klinkerbau hinter dem erst 1924/1925 durch die Erben von Albert Heine erbauten Verlagshaus, das sich als Wohn- und Geschäftsbau im Neobarockstil in die Blockrandbebauung integrierte. Zum gesamten Betrieb gehörten die Druckerei mit Verlag für den Cottbuser Anzeiger und den Sportanzeiger sowie der Adressbuchverlag. 1930 kam eine Klischeeanstalt hinzu. | Geschäftshaus einschließlich Druckerei- und Betriebsgebäude des Verlages Albert Heine (heute Stadtarchiv) |
| 09100440                         | Bahnhofstraße 57 (Lage) | Ehemaliges Hotel „Zum Schwan“, jetzt Altstadthotel „Am Theater“ und Restaurant „Friedrichs“ | | weitere Bilder |
| 09100258                         | Bahnhofstraße 60 (Lage) | Wohnhaus | Dieses villenartige Wohnhaus wurde im Jahre 1886/1887 durch die Baufirma Paul Broeßke für den Kaufmann Püschel erbaut. Interessante Stilelemente nach dem italienischen Vorbild der Neorenaissance prägen das Gebäude. Dazu zählen die würfelartige Bauform für die zwei Hauptgeschosse, der rustikale Untersockel, das Kranzgesims und ein reich gestaltetes Halbgeschoss (Attika) unter dem Dach. | Wohnhaus |
| 09100384                         | Bahnhofstraße 63 (Lage) | Fassade des Mietwohn- und Geschäftshauses | Dieser breit angelegte Baukörper mit Mansarddach wurde 1906 für den Konditor Max Lauterbach errichtet. Bis 1992 wurde dieses Gebäude als Café genutzt. Danach folgte eine Sanierung unter Entkernung des Inneren im Rahmen eines Umbaus zum Ärztehaus. Die bauzeitliche Fassadenstruktur im Jugendstil zeigt die zeittypische filigrane Ornamentik und ist komplett erhalten geblieben. | Fassade des Mietwohn- und Geschäftshauses |
| 09100344                         | Bahnhofstraße 74 (Lage) | Villenartiges Wohnhaus mit Vorgarten und dessen Einfriedung | Die große späthistoristische Stadtvilla wurde im Jahre 1897 vom Maurermeister C. L. Schade erbaut, der auch Eigentümer des Hauses war. Die zweigeschossige Villa mit Keller- und Dachgeschoss wird durch sehr gut erhaltene zeittypische Bauelemente sehenswert. Auf der linken Seite des Hauses befindet sich die breite Hofeinfahrt, in der man über die rechts darin angelegte Eingangstür zum Wohnbereich kommt. | Villenartiges Wohnhaus mit Vorgarten und dessen Einfriedung |
| 09100345                         | Bahnhofstraße 75 (Lage) | Villenartiges Wohnhaus mit Vorgarten und dessen Einfriedung | Diese Familienvilla ist vom Maurermeister und Ziegeleibesitzer Paul Broeßke im Jahre 1875 erbaut worden, er war außerdem Eigentümer dieser Villa. | weitere Bilder |
| 09100346                         | Bahnhofstraße 76 (Lage) | Villenartiges Wohnhaus (einschließlich Hauspumpe) mit Vorgarten und dessen Einfriedung | Das Zwei-Etagen-Gebäude wurde im Jahre 1896 von F. Koppe in Auftrag gegeben und von Paul Broeßke erbaut. Er gestaltete die Familienvilla sehr aufwendig, besonders den Eckturm und die Loggia. | weitere Bilder |
| 09100441                         | Bahnhofstraße 77 (Lage) | Mietwohnhaus | | weitere Bilder |
| 09100241                         | Bautzener Straße 10, Inselstraße 27 (Lage) | Mietwohn- und Geschäftshaus mit Seitenflügeln, Quergebäude, Hofpflasterung und Pumpe | Dieses im Jugendstil der Jahrhundertwende gehaltene Mietwohnhaus (Bautzener Straße 10) mit einem Seiten- sowie Querflügel wurde 1889 vom Webergeschirrfabrikant Paul Siebert in Auftrag gegeben. Es stellt eine zeittypische Kombination aus Wohn- und Gewerbenutzung dar. Diese wird architektonisch besonders hervorgehoben durch einen lebhaften Wechsel zwischen dem variationsreichen Putzdekor und den schlicht gehaltenen rötlich-gelben Klinkerflächen der Fassade. Der plastische Putzdekor und der risalitartige Mittelteil gliedern die Vorderfront horizontal sowie vertikal. Während die Fenster im Erdgeschoss rundbogenartig umrahmt wurden, sind sie in den Obergeschossen von Ädikularahmungen eingefasst. Die Hausdurchfahrt besteht aus grober Quaderung (Rustika), zudem sind die Brüstungsfelder in den Obergeschossen mit Friesplatten und Halbbalustern reichhaltig verziert. Unterhalb der Traufe befindet sich ein Drempel mit weiteren Rundbogenfenstern und einem ausladenden Gesims. | Mietwohn- und Geschäftshaus mit Seitenflügeln, Quergebäude, Hofpflasterung und Pumpe |
| 09100009                         | Bautzener Straße 41 (Lage) | Villa mit Gartengrundstück und straßenseitiger Einfriedung | Die um 1903 erbaute Villa mit einer straßenseitigen Einfriedung wurde im Jugendstil erbaut. Sie ist in ihrer Art in der Region der Niederlausitz einzigartig. Während die Ost- und die Nordseite kaum bzw. gar nicht strukturiert sind, sind die anderen beiden Gebäudeseiten mit Putzbändern und reichhaltiger Ornamentik geschmückt. Die westliche Fassade ist im Erdgeschoss mit in der Höhe variierender Putzquaderung gestaltet. Diese Quaderung fasst den Seitenrisalit als senkrechte Struktur ein und ist fast bis zur Traufzone hochgezogen. Sie reicht an der südlichen Ecke jedoch nur bis zur Hälfte des Erdgeschosses und wird dort von einem Feston aus Blütenranken abgelöst. Das Muster ist auch im geschwungenen Zwerchgiebel zu finden. Die Gestaltung der Fassade wird durch die Verwendung verschiedener Fensterformen unterstrichen. Im Parterre befindet sich ein großes Rundbogenfenster, während im Obergeschoss drei überdachte Rechteckfenster zusammengefasst sind. Im Risalit sind im Erdgeschoss zwei Rechteckfenster, im Obergeschoss ein breites Rechteckfenster mit abgerundeten oberen Ecken und ein kleines Rundbogenfenster im Dachgeschoss eingebaut. Alle Fenster im Risalit sind mit geschwungenen Faschen eingefasst. Über dem Dachgeschossfenster ist wieder ein Feston eingearbeitet. Der Hauseingang liegt im Mittelrisalit an der nördlichen Gebäudeseite. Die drei Treppenhausfenster im Risalit sind in ihrem oberen Abschluss als ein Rundbogenfenster zusammengefasst. Durch die unterschiedliche Höhe wird der untere Abschluss stufenförmig versetzt. Die linke Gebäudehälfte hat im Erdgeschoss ein und im Obergeschoss zwei Rechteckfenster mit geschweiften Faschen. Die rechte Gebäudehälfte hat keine Fenster und wird durch Putzquaderung und ein Blattfeston verziert. Der Zwerchgiebel ist genau wie an der westlichen Seite mit einem kleinen Rundbogenfenster versehen und durch ein Blütenfeston geschmückt. Über dem Eingang befindet sich wiederum ein Feston mit dem Schriftzug „Salve“, übersetzt so viel wie „Hallo“. | weitere Bilder |
| 09100122                         | Bautzener Straße 42/43 (Lage) | Feierabend- und Pflegeheim | Der Gebäudekomplex des Seniorenheims „Riedelstift“ ist in den Jahren 1896 bis 1907 durch Stiftungen des Tuchfabrikanten Wilhelm Riedel entstanden. Das erste Gebäude ließ Riedel in der Bellevuestraße 44/45 (heute Bautzner Straße) errichten. Er schenkte es im Juni 1897 der Stadt, wo es zur „Riedelschen Stiftung für vaterlose Waisen“ wurde. Im Jahre 1902 erfolgte eine zweite Stiftung, die sich „Aussteuerstiftung“ nannte, und ein Jahr später wurde das „Riedelstift für achtbare Arme“ gegründet. Danach entstanden zwei weitere Gebäude, die zum „Asyl für ehrbare Hilfsbedürftige“ wurden. 1907 errichtete er ein „Werkstättenhaus der Riedelstiftung Selbsthilfe“. Damit wurden günstige Arbeitsräume für junge Handwerker, die sich selbstständig machen wollten, zur Verfügung gestellt und Lehrgänge über Volks- und Hauswirtschaft angeboten. Gegen Ende des Jahres 1930 wurde aus dem „Riedelstift“ ein Rentnerheim. 1940 lebten im „Riedelstift“ bereits 208 Bewohner. Beim Fliegerangriff im Jahre 1945 wurde die Pflegeabteilung total zerstört, aber später als Feierabendheim mit bis zu 300 Betten wieder aufgebaut. 1986 wurde die gesamte Einrichtung umfassend saniert. Nach 1990 wurde das „Riedelstift“ als Seniorenheim von der Stadt Cottbus zur freien Trägerschaft ausgeschrieben, im April 1993 wurde das Heim mit allen Mitarbeitern vom Arbeiter-Samariter-Bund, Ortsverband Cottbus/Niederlausitz e. V., übernommen. | weitere Bilder |
| 09100672                         | Bautzener Straße 140 (Lage) | Ehemaliges Gefängnis Cottbus / „Gedenkstätte Zuchthaus Cottbus“ (Träger Menschenrechtszentrum Cottbus e. V. (MRZ)) mit: - Umfassungsmauern mit 3 Wachttürmen, Torgebäude und Schleuse; - Hafthaus 1 und 2, C-Flügel, Verbindungsbau, Verwahrungsgebäude mit Revier, Ambulanz und Transportzellen; - Produktionsgebäude, Produktionshalle, Pentaconhalle, Wirtschaftsgebäude mit Sprela-Halle; - Freiflächen | | [[Vorlage:Bilderwunsch/code!/C:51.74769,14.33638!/D:Bautzener Straße 140, Ehemaliges Gefängnis Cottbus / „Gedenkstätte Zuchthaus Cottbus“ (Träger Menschenrechts  zentrum Cottbus e. V. (MRZ)) mit: - Umfassungs  mauern mit 3 Wachttürmen, Torgebäude und Schleuse; - Hafthaus 1 und 2, C-Flügel, Verbin  dungsbau, Verwahrungs  gebäude mit Revier, Ambulanz und Transport  zellen; - Produktions  gebäude, Produktions  halle, Pentaconhalle, Wirtschafts  gebäude mit Sprela-Halle; - Freiflächen!/\|BW]] |
| 09100184                         | Bautzener Straße (Lage) | Volkspark mit Badesee und Jubiläumsbrücke | | weitere Bilder |
| 09100124                         | Berliner Platz 1 (Lage) | Relief „Geschichte der Arbeiterbewegung“ | Das Beton-Relief Geschichte der Arbeiterbewegung, das an der Ostseite des Berliner Platzes in Cottbus zu sehen ist, wurde 1979 von Rudolf Sitte und Mitgliedern der künstlerischen Produktionsgenossenschaft Kunst am Bau geschaffen. Das Relief ist 22 m breit und 3,3 m hoch. Zu sehen sind Szenen der deutschen Geschichte des Mittelalters, der beiden Weltkriege und des Nationalsozialismus. Auch die DDR-Geschichte und die Freundschaft zur Sowjetunion wurden künstlerisch dargestellt. | Relief „Geschichte der Arbeiterbewegung“ |
| 09100125                         | Berliner Platz 4/5, Berliner Straße 6 (Lage) | Hauptpostamt | Am Berliner Platz wurde schon 1869 eine Telegraphenstation errichtet. Die neue Reichspost im Baustil der Neorenaissance wurde zwischen 1888 und 1891 gebaut. Ein Gitterturm nahm die damals benötigten Telegraphenleitungen auf. Im Jahre 1916 wurde beim beginnenden Erweiterungsbau der Telegraphenturm entfernt, da er nicht mehr benötigt wurde. Beim Bombenangriff am 15. Februar 1945 blieb das Gebäude weitgehend verschont, wurde jedoch im April 1945 im Zuge der letzten Kampfhandlungen durch Feuer vernichtet. Im Jahre 1951 begann man mit dem Wiederaufbau des Postgebäudes, nach dem 30. April 1955 erfolgte ein Erweiterungsbau. Danach erfolgte die Wiedereröffnung des Hauptpostamtes am 28. März 1957. Das Postgebäude sowie die Nebengebäude sind noch heute im Besitz der Deutschen Post und werden entsprechend genutzt. | weitere Bilder |
| 09100215                         | Berliner Straße 15, 16 (Lage) | Anlage, bestehend aus dem Gebäude der Alten Teppichfabrik von Otto Pietsch sowie dem Verwaltungsgebäude der Vereinigten Smyrnaer Teppichfabrik AG | 1861 gründete Karl-Theodor Kühn seine Teppichfirma (Dresdener Straße). Nachdem die Fabrik 1872 abgebrannt war, wurde in der Berliner-Chaussee-Straße 34 neu gebaut. Im Jahre 1873 übernahm Otto Pietsch die Fabrik, von der heute nur noch das vermutliche Wohn- und Produktionsgebäude (Berliner Straße 15) erhalten geblieben ist. | Anlage, bestehend aus dem Gebäude der Alten Teppichfabrik von Otto Pietsch sowie dem Verwaltungsgebäude der Vereinigten Smyrnaer Teppichfabrik AG |
| 09100237                         | Berliner Straße 27 (Lage) | Verwaltungsgebäude der Cottbuser „Städtischen Werke“ | Im Jahre 1913 erfolgten der Umbau und die Erweiterung des vorhandenen Verwaltungsgebäudes der 1861 in Betrieb genommenen städtischen Gasanstalt. Am Haupteingang wurden 1930 polygonale Wandpfeiler mit Laternen durch Rundpfeilerpaare ersetzt, alles andere blieb weitgehend erhalten. | Verwaltungsgebäude der Cottbuser „Städtischen Werke“ |
| 09100123                         | Berliner Straße 43–50 (Lage) | Wohnanlage | Dieses Ensemble wurde nach Entwürfen des Stadtbauamtes unter Baurat Johannes Boldt 1927 erbaut. Es ist ein Beispiel für das Engagement der Kommunen zum gemeinnützigen Wohnungsbau, der der Wohnungsnot der späten 1920er Jahre entgegenwirken sollte. Die acht dreigeschossigen Häuser mit geordneter Klinker- bzw. Putzfassade in geschlossener, spätexpressionistischer Blockrandbebauung befindet sich an der Südseite der Berliner Straße (zwischen der Friedrich-Engels-Straße und der Waisenstraße). | weitere Bilder |
| 09100271                         | Berliner Straße 54 (Lage) | Fassade des Mietwohnhauses | Dieser Eckbau an der Südseite der Berliner Straße zur Waisenstraße wurde 1903 im Auftrag des Bauherren und Architekten Carl Sichler errichtet. 1997 erfolgten die Restaurierung der Fassade und die Innenmodernisierung. | weitere Bilder |
| 09100326                         | Berliner Straße 57–59 (Lage) | Werkstätten der Städtischen Straßenbahn (Straßenbahndepot), bestehend aus den Werkstatt- bzw. Wagenhallen sowie dem Verwaltungsgebäude (Gebäudehülle), der Einfahrtstoranlage, Einfriedungsmauer sowie dem Hof einschließlich der Gleisanlagen und der Natursteinbefestigung | | weitere Bilder |
| 09100333                         | Berliner Straße 112 (Lage) | Mietwohnhaus | Dieser Putzbau mit Berliner Dach und schmuckvoller Fassade wurde im Jahre 1900 durch die Maurer- und Zimmermannsfirma Alfred Simon & Co. im Auftrag des Gastwirts Franz Petter erbaut. Es befindet sich an der Nordseite der Berliner Straße als mittleres Haus einer Gebäudegruppe. | Mietwohnhaus |
| 09100333                         | Berliner Straße 128 (Lage) | Wohnhaus | Dieses Wohnhaus mit einem kurzen Hofflügel wurde 1888/89 für den Ingenieur und Architekten Wilhelm Krumrey erbaut. Im Jahre 1997 erfolgten die Restaurierung der Fassade und eine Sanierung des Gebäudes, das an der Nordseite der Berliner Straße steht. | Wohnhaus |
| 09100231                         | Berliner Straße 130a–d (Lage) | Gebäude 1 (Nr. 130d) und 2 (Nr. 130a–c) des Packhofs der Cottbuser-Schwielochsee-Pferdeeisenbahn | Die zwei Remisen der Cottbuser-Schwielochsee-Pferdeeisenbahn wurden 1853 an der Nordseite der damaligen Berliner-Chaussee-Straße im Hofgelände des Grundstücks errichtet. Das Lagergebäude 1 (130 d) ist ostwestlich ausgerichtet und begrenzt das Gelände nach Norden. | Gebäude 1 (Nr. 130d) und 2 (Nr. 130a–c) des Packhofs der Cottbuser-Schwielochsee-Pferdeeisenbahn |
| 09100330                         | Berliner Straße 131 (Lage) | Mietwohnhaus | Dieses Mietwohnhaus wurde im Jahre 1911 im Auftrag des Elektrotechnikers Bruno Pohl erbaut. Die Bauform wird „Stil um 1800“ beziehungsweise Heimatstil (rustikale Variante) genannt. Zu Beginn des 19. Jahrhunderts wurden verschiedene architektonische Elemente der Landhausarchitektur auf die Miethausarchitektur übertragen. Das Gebäude ist ein solcher Vertreter. Im Jahre 2000 wurde eine Sanierung und Restaurierung durchgeführt, dabei wurden die Fledermausgauben durch Schleppgauben ersetzt. | Mietwohnhaus |
| 09100270                         | Berliner Straße 134 (Lage) | Mietwohnhaus | Das Gebäude in der Berliner Straße 134 ist ein Mietwohnhaus und wurde 1909/10 errichtet. Die Ausführung wurde durch das Bauunternehmen Heinrich Schenker realisiert. | Mietwohnhaus |
| 09100341                         | Berliner Straße 135/136 (Lage) | Wohnhaus mit Seitenflügel und Saalanbauten | Der Maurermeister Carl Leberecht Schade war um 1880 der Ersteigentümer des Wohnhauses mit Seitenflügel und umbautem Gewerbehof. Das Grundstück war bereits 1876/77 in seinem Besitz. Ab dem Jahre 1911 gehörte es einem seit 1901 in Cottbus tätigen evangelischen Gemeinschaftsverein. An der Ost- und Nordseite des Wohnhauses wurden bis 1914 durch den Gemeinschaftsverein Säle angebaut. Im Jahr 2012 zog der neu gegründete Evangelische Kindergarten in das Haus. | weitere Bilder |
| 09100264                         | Berliner Straße 143 (Lage) | Mietwohnhaus mit Läden und Hofbebauung | Dieses Mietwohnhaus mit Gewerbegebäuden wurde im Jahre 1895 im Auftrag des Fleischermeisters Hermann Klasche erbaut. Die Firma des Maurermeisters Edwald Schulz realisierte diesen Auftrag. | Mietwohnhaus mit Läden und Hofbebauung |
| 09100142                         | Bonnaskenplatz 2 (Lage) | Preußische höhere Fachschule für Textilindustrie zu Cottbus, bestehend aus dem Hauptgebäude, dem Verbindungsbau zwischen Hauptgebäude und Färberei, der Färberei, dem Maschinenhaus, dem Kesselhaus, dem Warenprüfsaal, der Weberei, der Spinnerei, dem Dessinateursaal, der Appretur und Walke, dem Sanitärtrakt zwischen Spinnerei und Appretur sowie der Stopferei [Wohnhaus mit Lehrsaalanbau] einschließlich den erhaltenen Teilen der Einfriedung                                                                   | Um dem Fachkräftemangel entgegenzuwirken und der starken Konkurrenz aus Sachsen gewachsen zu sein, ließ der Fabrikantenverein im Jahre 1896 die Webschule bauen. Am 3. Juni 1898 erfolgte die Einweihung durch den Oberbürgermeister Paul Werner. Der dreigeschossige neugotische Prachtbau beherbergte die Direktionsräume, drei Lehrsäle, eine Bibliothek, chemische Laboratorien, Sammlungen und die gefertigten verkaufsfähigen Waren. An das Hauptgebäude schließt sich ein Shedbau an, in dem die Färberei, die Appretur und der Web- und Montiersaal untergebracht waren. Für die Stopfschule gab es ein eigenes Gebäude mit dem Spruch „Der Weber dir bereit’ Windel und Sterbekleid“ im Eingangsportal. 1934 entwickelte sich die Webschule zur Textilingenieurschule. Der Lehrbetrieb wurde 1945 eingestellt und das Gebäude von der Bezirksbehörde der Deutschen Volkspolizei weitergenutzt. Der Sichtziegelbau mit Walmdach fiel durch seinen Staffelgiebel über dem Mittelrisalit auf. Das höchste Feld des Giebels wurde zu DDR-Zeiten abgerissen. Am 30. Dezember 2010 wurde das Gebäude durch einen Dachstuhlbrand schwer beschädigt, wobei der Staffelgiebel wegen Einsturzgefahr abgerissen wurde. Die Fassade wird horizontal durch Sockel-, Gurt- und Sohlbankgesimse untergliedert. Wechselnde Putzstrukturen heben die oberen Geschosse hervor. Das Traufgesims enthält einen Spitzbogenfries, und die Rundbogenfenster werden, ebenso wie der mit einer üppigen Portalrahmung ausgestattete Eingang, durch schwarze Klinker betont. | weitere Bilder |
| 09100393                         | Bonnaskenplatz 5 (Lage) | Mietwohnhaus mit Vorgarten und Einfriedung | Dieser dreigeschossige Putzbau wird durch seine aufwendige, symmetrische Fassadengestaltung bestimmt. Kartuschen, verschiedene Putzspiegel und Figuren beleben den Anblick ebenso wie die variierenden Fensterformen und -formate. Die vertikale Gliederung der Fassade erfolgt durch vier mittig angeordnete Loggien, die von zweigeschossigen Erkern eingefasst werden. Im Erdgeschoss befindet sich der im Bau zurückgesetzte Eingangsbereich, der eine feinrillige Putzbänderung enthält. Eine auffällige Portalrahmung umschließt die bauzeitlich versprosste Haustür. Durch zwei geschweifte, reich gestaltete Zwerchgiebel wird der Dachbereich optisch hervorgehoben. Die horizontale Gliederung erfolgt über durchgehende Sohlbankgesimse und ein Gurtgesims zwischen dem Erd- und dem Obergeschoss. Die Einfriedung mit dem Klinkersockel, den stuckverzierten Pfeilern und dem Eisenzaun ist noch im Original erhalten. | weitere Bilder |
| 09100394                         | Bonnaskenplatz 6 (Lage) | Mietwohnhaus mit Vorgarten und Einfriedung | Dieses dreigeschossige Wohnhaus mit ausgebautem Dachgeschoss wird von der farblichen Gestaltung seiner asymmetrischen Fassade bestimmt. Die Eingangstür befindet sich an der rechten Ecke des Gebäudes und ist mit einer geschwungenen Form sowie der verspielten Versprossung sehr aufwendig gearbeitet. Sie wird von einer auffallenden Portalrahmung eingefasst. Ein breites Gurtgesims, das im Risalit von drei ovalen Putzspiegeln unterbrochen wird, trennt das Erdgeschoss von den Obergeschossen. In jeder Etage haben die Fenster ein anderes Format. Die Frontseite des reich gestalteten Mittelrisalits, der im Dachgeschoss mit einem Austritt endet, ist in den unteren beiden Geschossen gerundet. Die drei Fenster des Erdgeschosses sind durch ein Sohlbankgesims verbunden und unterscheiden sich durch ihre Versprossung von den Fenstern des Obergeschosses. An den Ecken des Risalits sind unterhalb des Gurtgesimses vier Recken dargestellt, die scheinbar die Pilaster des Obergeschosses tragen. Ein brüstungshohes Zierdach scheint auf diesen Pilastern zu ruhen und schafft den Übergang zu dem Rundbogenfenster des zweiten Obergeschosses. Hier ist der Risalit nicht geschwungen, sondern rechteckig. Senkrechte, verspielt gearbeitete Profilleisten verbinden das Zierdach mit dem Austritt bzw. umlaufen das Fenster als Fasche. Die linke Gebäudeseite besteht aus einer Loggienachse, bei der die Form der Ausschnitte in jeder Etage variieren. Zwischen den beiden Obergeschossen sind Stuckornamente mit figürlichen Darstellungen angebracht. Im Dachgeschoss wird die Loggienachse mit dem Risalit durch einen geschwungenen Zwerchgiebel verbunden. In ihm sind die Rundbogenfenster der Dachgeschosswohnung sowie der Austritt untergebracht, geschmückt mit einer großen, verzierten Kartusche. | weitere Bilder |
| 09100216                         | Bonnaskenstraße 25 (Lage) | Mietwohnhaus | Dieses Mietwohnhaus wurde im Jahre 1903 erbaut. Es ist ein viergeschossiges Gebäude mit einem Flachdach, wobei das erste Geschoss vom zweiten durch ein breites Gesims getrennt ist. Die Straßenfassade ist optisch dreigeteilt und mit Stuckornamenten des Jugendstils verziert. Der größere Mittelteil mit weißem Putz ist von zwei Seitenrisaliten begleitet, die gelb geputzt spitz nach oben zulaufen. In dieser Spitze befindet sich Stuckdekor in Form eines lachenden Gesichtes, die zweiflügeligen Fenster der Seitenrisalite sind im 2. und 3. Geschoss von Blumenornamenten umrahmt. Die Fenster im zweiten Geschoss sind von zwei Adlern in Stuck flankiert, über dem Gesims befinden sich zwei Löwenköpfe aus Stuck. Im Mittelteil dominieren im 4. Geschoss Blumenrankenornamente. Die dreiflügelige, etwas zurückgesetzte Eingangstür ist in der unteren Hälfte mit Blattornamenten verziert und besteht oberhalb aus Glas. In der Mitte über der Tür thront ein Löwenkopf, und links sowie rechts neben der Tür sind zwei Verzierungen aus Stuck in Form feuerspeiender Drachen zu sehen. In seiner Kubatur und Fassaden- sowie Innenstruktur ist das Gebäude ein typisches Beispiel des städtischen Mietshauses um die Jahrhundertwende. | Mietwohnhaus |
| 09100274                         | Brandenburger Platz 4 (Lage) | Mietwohnhaus | Dieser viergeschossige Putzbau unter pappgedecktem Flachdach wurde im Jahre 1886 für den Kaufmann G. E. Franke errichtet. Die einfach strukturierten und ausgestatteten Wohnungen dienten Arbeitern als Unterkunft. Das Erdgeschoss wird von Putzbändern überzogen, und in den oberen Geschossen befinden sich über den profiliert gerahmten Fenstern Giebel- bzw. Gesimsverdachungen. Im 3. Obergeschoss werden die Rundbogenfenster von schwach hervortretenden Pilastern begleitet, auf denen sich kräftige, mit Akanthus dekorierte Konsolen befinden. Die Konsolen mit abschließender Attika tragen das Hauptgesims und sind seitlich als Kartusche ausgeführt. Die Balkone vor den mittleren Achsen sind mit filigranen, eisernen Brüstungen in geschwungenen, floralen Formen versehen und werden ebenfalls von reich verzierten Konsolen getragen. Hier zeigt sich die spätklassizistische Architekturform durch die kräftige Fensterrahmung und die Pilasteranordnung im 3. Obergeschoss. Außerdem gehört das Gebäude zu den wenigen Beispielen aus der Frühphase des Mietwohnhausbaus in Cottbus. | Mietwohnhaus |
| 09100449                         | Brandenburger Platz 6 (Lage) | Mietwohnhaus | Bauherr der Tischlermeister Hermann Wagner. 1985 Fassadenrestaurierung; in den 1990er Jahren vollständige Sanierung des Hauses. Das Gebäude über trapezförmigem Grundriss an der Nordseite des Platzes errichtet. Im Erdgeschoss mit Fugenschnitt beidseitig der Durchfahrt Läden, die ehemaligen Ladentüren zu Schaufenstern reduziert. Die Seitenachsen durch analogen Fugenschnitt als Risalite markiert und durch reich geschmückte Erker mit abschließendem Balkon akzentuiert. Vier Mittelachsen mit gelben Ziegeln verblendet; hier Fenster mit jeweils differenziert ausgeführten Putzrahmungen und Brüstungsfriesen, im dritten Stock mit rundbogigem, von Zahnschnitt begleitetem Abschluss. Über ausladendem Hauptgesims schlichte Attika. Ohne nennenswerte bauliche Veränderungen erhaltene Historismusfassade mit ästhetisch ansprechendem Erscheinungsbild, deren repräsentativer Gesamteindruck insbesondere auf der wirkungsvollen Rahmung der zentralen Verblendziegelfläche mit verputzten Wandbereichen sowie dem vielfältigen Fassadenschmuck basiert. Die Aufmerksamkeit, die der architektonischen Gestaltung gewidmet wurde, erklärt sich aus der exponierten Lage am Rande des in dieser Zeit neu erschlossenen Kaiser-Wilhelm-Platzes, an dessen Nordseite der Bau bis heute den baukünstlerisch wie städtebaulich prägnantesten Bestandteil bildet. | weitere Bilder |
| 09100223                         | Brandenburger Platz 46 (Lage) | Wohnhaus | Dieser zweigeschossige, fünfachsige Bau wurde 1740 in die Häuserzeile der Südostseite des Platzes eingebunden. 1876 fanden Restaurierungsarbeiten zumindest im Laden und Erdgeschoss statt. Um 1900 folgte auf der Hofseite ein zweigeschossiger und massiver Anbau unter einem Pultdach. Unter Einbeziehung des Anbaus wurde der Gastraum 1902 erweitert und tiefer gelegt. Die klare Fassadengestaltung zeigt die typische Putzgestaltung des 18. Jahrhunderts mit profiliertem Traufgesims sowie glatten Putzbändern, die als Gurtgesims die Geschosse trennen, als Sohlgesims die Fenster verbinden, und einfach profiliert die Fensterrahmen. Die Fenster sind axial, aber leicht unregelmäßig angeordnet und betonen die Eingangsachse. Das Dachwerk ist bauzeitlich erhalten als schwalbenschwanzverblattete Kehlbalkensparren-Konstruktion mit Hochsäulen und Hahnenbalken. Bei den Rahmenfüllungstüren, der Treppe und einigen Fenstern zeigen sich auch Bauphasen des 19. Jahrhunderts. Das Tuchmacherhaus ist eines der wenigen erhaltenen Gebäude der ersten geplanten Stadterweiterung von Cottbus und ist somit ein wichtiges bau- und stadtgeschichtliches Zeugnis. | Wohnhaus |
| 09100007                         | Brandenburger Platz 48 (Lage) | Mietwohnhaus | Dieser Verblendziegelbau unter einem kiesgedeckten Mansarddach mit Vorderhaus und Seitenflügel wurde 1901 errichtet. Das Erdgeschoss wird durch große Segmentbogenfenster gestaltet, der seitliche Hauseingang ist von plastischem Schmuck bekrönt und die Tür mit einem Eisengitter mit Blumendekor verziert. Die Fassade ist durch einen zweigeschossigen Mittelerker und ein doppeltes Kegeldach betont. Die paarig angeordneten Fenster sind mit Stuckornamenten gerahmt und über beide Mittelgeschosse durch Putzeinfassungen verbunden. Der Dachbereich zeigt ein zentral über den Erker gestelltes Zwerchhaus mit einem reich verzierten Giebel. Der Übergang vom Mansarddach zum Flachdach ist mit einem filigranen, eisernen Ziergitter versehen. | Mietwohnhaus |
| 09100305                         | Brandenburger Platz 56 (Lage) | Wohnhaus | Das Wohnhaus in spätklassizistischem Baustil ist ein 1875 an der Südseite des Brandenburger Platzes errichtetes Gebäude mit Seitenflügel. Nach 1980 erfolgten Innenmodernisierungsmaßnahmen, die Treppenanlagen und die Grundstruktur sind aber erhalten geblieben. An der Fassade befinden sich schwach ausgebildete, seitliche Risalite, die der sonst symmetrischen Gliederung der Obergeschosse entgegenstehen. Die teilverglaste Rahmenfüllungstür mit kräftiger Verzierung ist bauzeitlich erhalten. Die Fenster werden durch einfache Gesimse verdacht und verbunden. Die Gurtgesimse werden von variationsreichen Friesen begleitet, und in den Obergeschossen markieren Blendbaluster die Fensterbrüstungen. Der Traufbereich ist mit Friesplatten versehen und mit einem von Konsolen getragenen Kranzgesims gestaltet. Der Drempelbereich mit den schmalen, quer liegenden Fenstern sowie dem darüberliegenden Kranzgesims bildet den Übergang zum Satteldach. | Wohnhaus |
| 09100306                         | Brandenburger Platz 57 (Lage) | Mietwohnhaus | Das Mietwohnhaus an der südlichen Platzfront mit Hofflügel und Satteldach wurde 1876 erbaut. Die Seitenachsen der Fassade sind als Risalite hervorgehoben und geschossweise von Pilastern gefasst. Im zweiten Obergeschoss wurden Rundbogenfenster in den Risaliten verwendet. Die originalen Rechteckfenster des vierachsigen Mittelteils sind variierend bekrönt von Schmuckgirlanden bzw. Dreiecksverdachungen. An den Brüstungsspiegeln und an den Putzfeldern zwischen den Drempelfenstern finden sich dekorative Putzverzierungen. Das Kranzgesims auf Konsolen ist mit einem abschließenden Blütenfries verziert. Das bauzeitliche Haustor befindet sich an der linken Außenachse. Die Durchfahrt wird durch Pilaster gegliedert und die Deckenkehle von Stuckfries begleitet. Das seitlich erschlossene Treppenhaus wird von korinthischen Säulen gefasst. | Mietwohnhaus |
| 09100309                         | Breitscheidplatz (Lage) | Zierbrunnen | Der Brunnen mit dem Motiv der Schwebenden, 1926 von Wilhelm Gerstel und Egon Schmol geschaffen, steht im Bochumer Rosengarten. 1929, drei Jahre später, wurde in Cottbus auf dem damaligen Königsplatz (heute Brandenburger Platz) ein identischer Brunnen aufgestellt und „Tänzerinnenbrunnen“ genannt, gestiftet vom Druckereibesitzer und Freimaurer Otto Enke. Später nannte man ihn dann „Enkebrunnen“. In einer riesigen Schale aus Muschelkalkstein befinden sich mittig an einem vierkantigen Schaft, knapp über dem Wasserspiegel, zwei männliche und zwei weibliche Gesichter, in alle vier Himmelsrichtungen zeigend. Das obere Schaftende bildet eine Kugel, auf der eine 65 cm große Bronzefigur tanzt. Vier Delfine über den Köpfen der Gesichter mit dem Maul nach unten sprudeln Wasser. In den 1970er Jahren stand der Brunnen zeitweise im Blechenpark unweit des Carl-Blechen-Denkmals. Ein Jahr nach seiner Beschädigung, 1997, wurde der Brunnen durch die Spenden wohlhabender Cottbuser restauriert. Von der Enkelin des Stifters enthüllt, steht er wieder vor dem Lobedanhaus. | weitere Bilder |
| 09100129                         | Breitscheidplatz 2 (Lage) | Kaufmannshaus Lobedan | Von 1780 bis 1785 ließ der wohlhabende Material- und Tuchwarenhändler Samuel Friedrich Lobedan vor den Toren der Stadt ein Vorwerk mit Wohnhaus errichten. Auf dem Eckgrundstück zur Ostrower Straße wurde ein zweigeschossig verputzter Ziegelbau von acht zu drei Achsen mit einem Mansardwalmdach erbaut. Die Hauptfront, symmetrisch gegliedert, zeigt zum Breitscheidplatz. Die beiden Mittelachsen sind als flacher Risalit mit Zwerchhaus und Dreiecksgiebelabschluss gestaltet. Im Risalit sind die Fenster und Eingangsnischen rundbogig abgeschlossen. Die zweiflügelige Feldertür wurde nach 1945 erneuert. Ihr Oberlicht besitzt eine geschwungene Sprossung. Die rechteckigen Fenster der Seitenachsen zeigen an den Ecken geohrte Faschen, im Erdgeschoss dominieren rechteckige Blenden und im Obergeschoss Blendspiegel. Die Fassade und der Risalit werden von kräftig gequaderten Lisenen gefasst, diese sind mit dem Hauptgesims verbunden und werden über die Höhe des Zwerchhauses weitergeführt. Stuckverzierungen schmücken die abgerundeten Gebäudeecken. Das Gebäude ist eines der letzten Zeugnisse der Bürgerhausarchitektur der zweiten Hälfte des 18. Jahrhunderts mit tonnengewölbtem Keller, Kaminanlage sowie den im Bereich der Mansarde liegend und im Spitzbogen doppelt stehend konstruierten Dachstuhl. Um 1810 erfolgte ein Ausbau des Dachbereiches. Das Gebäude wurde von 1989 bis 1992 umfassend instand gesetzt, der östliche Trakt im Hofbereich abgerissen. Im Jahr 2000 erfolgte der Umbau zum Geschäftshaus. | weitere Bilder |
| 09100130                         | Briesmannstraße 2, Ostrower Platz 2 (Lage) | Fabrikanlage | Die ehemalige Enke-Fabrik ist in drei Bauabschnitten entstanden. Baubeginn war im Jahre 1890, erweitert wurde sie 1908 und in den Jahren 1922/1923. | weitere Bilder |
| 09100194                         | Burger Chaussee, Charlettstraße, Levinestraße (Lage)                                                                                                 | Flugplatz Cottbus-Nord, mit Güterboden, Kraftwagengarage, Befehlsstelle, fünf Luftfahrzeughallen, Motorenprüfstand, den Gebäuden der Flugzeugführerschule Cottbus und den Bauten der Erweiterung des Fliegerhorstes in ihrer Lage, ihren Proporti-onen und ihrem historischen Erscheinungsbild, einschließlich der Wegeführung, der Platzräume und der Gedenksteine im Bereich der denkmalrelevanten Gebäude sowie der Eingangssituation mit den Begrenzungsmauern und der Toreinfahrt zum nordwestlichen Kasernenbereich | Der Flugplatz Cottbus-Nord im Norden der Stadt, mit Güterboden, Kraftwagengarage, Befehlsstelle, sechs Luftfahrzeughallen, Motorenprüfstand und den Gebäuden der Flugzeugführerschule Cottbus, entstand um 1920 zur zivilen Nutzung für die „Riesengebirgslinie der Lufthansa“. Es folgten 1930 Erweiterungsbauten des Fliegerhorstes zur militärischen Nutzung. Ab Februar 1934 war der Flugplatz in die Flugzeugführerschule der Deutschen Verkehrsfliegerschule und Fliegerübungsstelle Cottbus des Deutschen Luftsportverbandes eingebunden. Am 15. Mai 1934 war der Ausbau abgeschlossen und zur Nutzung als Militärflugplatz freigegeben. 1941 siedelte sich die Focke-Wulf GmbH am Platz an, nach 1945 nutzten die sowjetischen Luftstreitkräfte den Flugplatz. Später wurde der Flugplatz zur Wiege der NVA-Luftstreitkräfte. Flugunfälle waren der Auslöser dafür, dass 1982 das Jagdgeschwader 1 aus Cottbus verlegt wurde, bis zur Auflösung der NVA wurde das Kampfhubschraubergeschwader 3 dort stationiert. Nach 1990 gab es Bestrebungen, Cottbus-Nord als Verkehrslandeplatz zu etablieren, doch scheiterten alle Pläne am Widerstand der Cottbuser Stadtverwaltung. Im November 2000 erfolgte die Eintragung der Flugplatzbauten in die Denkmalschutzliste des Landes Brandenburg. | weitere Bilder |
| 09100078                         | Burgstraße 17 (Lage) | Wohnhaus | Im Auftrag des Bäckermeisters G. A. Klingmüller entstand 1816/17 dieses Gebäude in zwei Bauabschnitten. Ernst Graske, der es 1820 erwarb, wollte eine Kornbrennerei und Likörfabrik betreiben. Das zweistöckige klassizistische Eckwohnhaus zeigt mit sieben Achsen zum Neustädter Tor. Die mittig angelegte Hofdurchfahrt mit dem bauzeitlichen Tor und den zwei aufgesetzten großen Rosetten hat noch erhaltene Radabweiser vor dem Tor. Während das Erdgeschoss nur eine schlichte Putzquaderung aufweist, wird das Obergeschoss durch gegliederte Pilaster an den Gebäudeecken und in den drei mittleren Achsen betont. Die Stuckrahmungen der oberen Fenster tragen zur Betonung der zweiten Etage bei. Über dem mittleren Obergeschossfenster prangt eine umrankte Kartusche. Die beiden seitlichen Fenster sind mit Stuckranken in den Brüstungsfeldern und sehr feinen Stuckaturen in den dreieckigen Verdachungen geschmückt, die in einer Kartusche in Ranken- und Blumenwerk eingebettete Frauenköpfe darstellen. Eine Initialkartusche mit „EG“ für die Initialen von Ernst Graske ist über dem Mittelportal der Hofdurchfahrt angebracht. Abgeschlossen wird das Gebäude durch ein Satteldach mit zwei Fledermausgauben. In der Hofdurchfahrt wurde eine ursprüngliche Schablonenmalerei restauriert bzw. rekonstruiert. In den Kellergewölben sind die zwei Bauabschnitte noch deutlich erkennbar. Die parallel zum First ausgerichteten Haupträume sind flachbogig überwölbt und durch korbbogige Unterzüge unterteilt. Der Innenhof wird von einem dreigeschossigen Seitenflügel und einem ebenso hohen Quergebäude aus dem 19. Jahrhundert eingefasst, beide wurden 1957 saniert und ausgebaut. Die südliche Grundstücksbegrenzung besteht aus den Resten der alten Stadtmauer. Teile des 1872 abgebrochenen Neustädter Tores sind in die Gebäude integriert. 1907 ließ Ernst Graske die Fassade in Jugendstilformen erneuern. 1995 wurde das Gebäude restauriert; es stellt ein Zeugnis der gehobenen Bürgerhausarchitektur des frühen 19. Jahrhunderts dar. | Wohnhaus |
| 09100131                         | Diesterwegstraße 2 (Lage) | Villa | Die zweigeschossige Landhausvilla im Diesterweg 2, vom Berliner Architekten Hermann Muthesius (1861–1927) geplant, wurde 1910/11 für den Fabrikanten Carl Huffmann erbaut. Typisches stilistisches Element für englische Landhäuser in Deutschland ist die Verbindung von Straßen- und Hauptgarten durch Terrasse und Pergola. Der Grundriss des Gebäudes ist funktionell angelegt und interessant, so wird die Zimmernutzung dem Lauf der Sonne angepasst. Ferner sind private und repräsentative Räume strikt getrennt, das bedeutet, dass die Küche nur über den Dienstboteneingang erreicht werden konnte. Ferner hat das Gebäude ein hohes ziegelgedecktes Walmdach mit einem großen Dachüberstand im Bereich der Traufen. Die Fassade ist von der lebhaften Gliederung des Baukörpers geprägt Alle Hausecken werden über achteckige Ausweitungen geformt, die als Balkone im Obergeschoss weitergeführt werden. Im Obergeschoss wurden die privaten Schlafräume, das Bad und die Fremdenzimmer angelegt. Der Zugang wurde mittels einer repräsentativen Treppe bewerkstelligt. Damals wohnte das Kinderfräulein im Dachgeschoss mit direkter Verbindung zu den Kinderzimmern. Nach dem Zweiten Weltkrieg wurde die Villa als Waisenhaus für Flüchtlingskinder genutzt. Einige Zeit später befand sich ein Kindergarten in den Räumlichkeiten des Gebäudes, und im Jahre 1992 zog ein Städtisches Kinderheim ein. Seit 2001 gibt es die „WG für Kids“ vom Paul Gerhardt Werk g GmbH in der Landhaus-Villa. | Villa |
| 09100266                         | Diesterwegstraße 4 (Lage) | Villenartiges Wohnhaus | Der zweigeschossige traufständige Putzbau mit Dach- und Kellergeschoss in der Diesterwegstraße 4 wurde 1911 errichtet. Er besitzt ein Mansarddach mit kleinen Dachfenstern. Der überdachte Eingang an der rechten Vorderseite des Hauses ist über eine Treppe erreichbar. Zusätzlich befindet sich rechts neben der Eingangstür ein kleiner Anbau mit zwei kleinen Fenstern an der Vorderseite. An der rechten Hausseite im zweiten Geschoss dominiert ein Altan mit Balkonabschluss. An der Vorderseite des Hauses sticht ein Mittelrisalit mit einem überdachten Erker im zweiten Geschoss optisch heraus. Neben dem Erker ist ein zurückgesetztes Halbrundfenster eingesetzt. Im ersten Geschoss gibt es schmucklose Rechteckfenster. Der Keller zeigt sich außen in unverputzter Ziegelbauweise und besitzt Bogenfenster. Ein zweites Halbrundfenster mit Sprossen ziert das Dachgeschoss, das eine Fachwerkstruktur aufweist. Das villenartige Wohnhaus besitzt asymmetrische, vielteilige Fassadenaufbauten und eine prägnante Mansarddach-Konstruktion. Die Architektur ist stark beeinflusst durch Elemente des Heimatstils. | Villenartiges Wohnhaus |
| 09100355                         | Drachhausener Straße 55 (Lage) | Kriegerdenkmal | Das Denkmal steht auf dem Gelände des FSV Viktoria 1897 Cottbus e. V. und wurde von der Firma K. E. Richter zum Gedenken der gefallenen Soldaten des Ersten Weltkrieges errichtet. Das Kriegerdenkmal besteht aus zwei Vierkantsockeln mit eingetieften Wandfeldern. Darauf befindet sich eine Figur aus Sandstein. Sie stellt einen Soldaten mit Stahlhelm, Waffenrock und langem Überwurfmantel dar. Der Soldat hat den Kopf leicht gesenkt und hält mit seinen vor dem Bauch verschränkten Händen einen Karabiner. | Kriegerdenkmal |
| 09100353                         | Dreifertstraße 1 (Lage) | Mietwohnhaus mit Einfriedungsmauer und Zaun zur Straße | Das Gebäude wurde 1894 von Paul Broeßke für den Dekorationsmaler Friedrich Wilhelm Henkel erbaut. Es handelt sich bei dem Bauwerk um einen Putzbau mit Berliner Dach, dessen Grundriss den unregelmäßigen Grundstücksgrenzen angepasst wurde. Die Fenster sind schlicht gerahmt, und pro Etage wechseln sich verschiedene Sturzformen bzw. Verdachungen ab. Der Sockel besitzt als stilistisches Mittel eine Quaderung. Im Bereich der Brüstung befinden sich zum Teil Friesplatten zur Dekoration. Die Gebäudeansicht wird von einem Polygonaleckerker sowie einem Seitenrisalit mit geschweiftem Zwerchgiebel im Stil der Renaissance bestimmt. Der Risalit wird durch einen Erker mit Balkonabschluss aufgewertet, dessen Brüstungsgitter filigran gearbeitet ist. An den Risaliten der beiden Untergeschosse schließt links eine Flachbogenloggia mit korinthischen Säulen an, und darüber befindet sich ein Balkon. Die Balkonbrüstungen sind hier massiv gearbeitet und besitzen durchbrochene Ornamente. Im hinteren Bereich der südlich schräg verlaufenden Schmalseite befindet sich ein Treppenhaus und eine Durchfahrt in den Hof. Die Rückseite des Wohnhauses ist ziegelsichtig belassen worden. Die straßenseitige Ansicht hingegen ist mit reich ornamentierten eisernen Lanzettenzaunfeldern auf Klinkersockel erbaut worden. Durch die Verbindung von Fassadenschmuck und plastischer Akzentuierung wirkt das späthistoristische Mietwohnhaus repräsentativ. Dies wird durch Risalite, Erker, Balkone und den seitlichen Treppenhausanbau architektonisch umgesetzt. Des Weiteren wurde beim Bau darauf geachtet, dass der Risalit des Giebels mit dem des nördlichen Nachbargebäudes korrespondiert. Die aufwendige architektonische Gestaltung resultiert aus der exquisiten Lage und dem Bestreben des Bauherren, sich und seine Firma zu repräsentieren. | weitere Bilder |
| 09100212                         | Dreifertstraße 8, Friedrich-Ebert-Straße 30 (Lage)                                                                                                   | Mietwohnhaus | Das Eckgebäude Dreifertstraße 8/Friedrich-Ebert-Straße 30 ist ein geschütztes Baudenkmal und wurde 1903/04 im Auftrag der Auguste-Stiftung durch die Firma des Architekten Georg Schneider entworfen und gebaut. | weitere Bilder |
| 09100132                         | Dreifertstraße 10 (Lage) | Villa Dreifert | Die Villa in der Dreifertstraße 10 in Cottbus wurde um 1868 errichtet. Bauherr war der Modehausbegründer Heinrich Dreifert. Das Gebäude wurde von etwa 1945–1990 durch die Sowjetarmee genutzt. In den Jahren 1997/98 wurde die Villa instand gesetzt sowie im Inneren umgebaut und modernisiert. Die Fassade wurde ebenfalls rekonstruiert und mit Bauschmuck ergänzt. Im Zuge der Sanierung wurde an der Rückfront ein älterer eingeschossiger Anbau um drei Etagen aufgestockt, der heute zu einer viergeschossigen Wohnanlage überleitet. Das Wohnhaus befindet sich an der Ostseite der Straße, weit in das Grundstück zurückgesetzt. Der eingeschossige Putzbau besitzt ein Souterrain und ein Satteldach mit einer hohen Drempelkonstruktion. Eine Ritzbänderung beziehungsweise -quaderung überzieht das Hauptgeschoss, während die Souterrain-, Hauptgeschoss- und Drempelfenster axial an der symmetrischen Straßenfassade angeordnet sind. Der Hauseingang befindet sich in einem übergiebelten Mittelrisalit mit einer Freitreppe. Über dem Eingang existieren Gesimsverdachungen auf verzierten Konsolen, die von kleinen vollplastischen Puttenreliefs umgeben werden. Die Hauptgeschossfenster seitlich neben dem Risalit haben ebenfalls eine Gesimsverdachung auf Konsolen. Oberhalb des Drempels wurde ein Konsolengesims gefertigt. An der Schmalseite im Süden gibt es eine Veranda mit Pilastergliederung. Die Villa der Kaufmannsfamilie Dreifert hat trotz den überdimensionierten Anbauten und dem Verlust von ursprünglicher Baumasse eine stadthistorische Bedeutung. | Villa Dreifert |
| 09100152                         | Dresdener Straße (Lage) | Südfriedhof, Gesamtkomplex | Bereits 1900 wurde von den Stadtverordneten beschlossen, im Süden der Stadt einen neuen und größeren Friedhof zu eröffnen. Im Jahre 1904, während der Amtszeit von Oberbürgermeister Paul Werner, wurde der Südfriedhof eingeweiht. Der „Gottesacker“ hat eine Fläche von 2,27 Hektar, das gesamte Gelände steht unter Denkmalschutz. Im Süden des Friedhofes befindet sich die Kriegsgräberstätte. Es ist eine Anlage für die Opfer des Ersten und des Zweiten Weltkrieges sowohl für militärische als auch für zivile Kriegsopfer. Und es gibt hier einen Neuen Jüdischen Friedhof (siehe Nr. 95). | weitere Bilder |
| 09100174                         | Dresdener Straße (Lage) | Neuer Jüdischer Friedhof | Die Verstorbenen der jüdischen Gemeinde Cottbus wurden bis zum Jahr 1814 in Friedland begraben. 1814 wurde der Alte Jüdische Friedhof in der Dresdener Straße eröffnet, der bis zum Anfang des 20. Jahrhunderts in Nutzung war. Er wurde 1938 beim Novemberpogrom verwüstet und 1960 abgeräumt. Auf dem Platz wurde ein Gedenkstein errichtet, und Teile der Umfassung blieben erhalten. Nachdem der Alte Jüdische Friedhof 1916 voll belegt war, wurde ein neuer jüdischer Friedhof benötigt. Dieser entstand 1916/17 auf dem städtischen Hauptfriedhof Südfriedhof. Die erste Beerdigung fand 1916 statt. Berta Hammerschmidt, Frau von Justizrat Abraham Hammerschmidt, wurde beigesetzt. Die Friedhofskapelle aus rotbraunem Klinkermauerwerk wurde 1929 errichtet. Bereits in den 1930er Jahren wurde der Friedhof von allen Seiten des Südfriedhofes eingeschlossen. Der Neue Jüdische Friedhof ist etwa 5000 Quadratmeter groß. Es sind ca. 60 Grabsteine vorhanden. Da in Cottbus wieder eine jüdische Gemeinde existiert, wird auch der Friedhof wieder genutzt. Doch auch aus Calau, Senftenberg, Drebkau und Großräschen werden Juden auf dem Neuen Jüdischen Friedhof bestattet. | Neuer Jüdischer Friedhof |
| 09100228                         | Dresdener Straße 1–4, 78/79, 80–82, 83/84, 85/86, Gartenstraße 18, Kochstraße 3–6, Ottilienstraße 22–24 (Lage)                                       | Wohnkomplex Dresdener Straße | Hierbei handelt es sich um einen Wohnkomplex mit einem 1954 bis 1956 errichteten Kindergarten. Die Gestaltungsideale der Nationalen Traditionen sind hier eingeflossen. Die Gebäude in der Dresdener Straße sind dreigeschossige Putzbauten. Als Fassadenschmuck des Erdgeschosses wurden Putznuten gewählt, deren optischer Abschluss eine Putzbänderung zwischen dem Erdgeschoss und der ersten Etage bildet. Die Gebäude besitzen Walmdächer, die zum Teil mit Fledermausgauben besetzt sind. Die Gebäude sind zu einem großen Teil traufständig und wurden 2008 saniert. Es wurden an einigen Bauwerken Balkone nachträglich aus Metall an der Hofseite installiert. Bei der Gartenstraße 18 handelt es sich um einen zweigeschossigen Putzbau unter Walmdach. Bei den Gebäuden Kochstraße 3–6 und Ottilienstraße 22–24 handelt es sich um dreigeschossige, traufständige Putzbauten mit einfachen Sprossenfenstern sowie einem Walmdach mit Schweifgauben. | weitere Bilder |
| 09100171                         | Dresdener Straße 22–30, 52–57, Hermann-Löns-Straße 14, 15, 16, Gallinchener Straße 11, 12 (Lage)                                                     | Wohnanlage | Hierbei handelt es sich um zwei Gebäudekomplexe der 1930er Jahre, die mit der Längsseite an der Dresdener Straße stehen. Die Gebäude sind traufständig und besitzen sowohl Walm- als auch Satteldächer mit Kehlen. In der Dresdener Straße 53, die an den viergeschossigen Verbindungsbau grenzt, ist das Treppenhaus mittels einer Schleppgaube hervorgehoben. Die anderen Treppenhäuser sind optisch durch etagenversetzte Fenster hervorgehoben, und in der obersten Etage existiert ein Querfenster. Die übrigen Fenster der Gebäude sind zweiflügelige Rechteckfenster. Der Grundriss der Gebäudekomplexe setzt sich aus einer L- und einer U-Form zusammen. Die Eingänge besitzen einfache Holztüren und sind zum Teil mit Betonplatten überdacht. Der Gebäudeteil in der Hermann-Löns-Straße 14 und 15 ist leicht versetzt gebaut. Das bedeutet, die Hausnummer 14 steht etwas weiter hinten als die Hausnummer 15. Der Komplex Dresdener Straße 52–57, Hermann-Löns-Straße 14–15 und Gallinchener Straße 11–12 ist momentan im bauzeitlichen, unsanierten Zustand, wohingegen die Pendants Dresdener Straße 22–30 und Hermann-Löns-Straße 16 saniert wurden. Hier gibt es über jeden Eingang eine Überdachung aus Beton, und auf dem Dach der Hermann-Löns-Straße 16 wurde eine Solaranlage installiert. Jeder Komplex verfügt über Grünanlagen auf der Hofseite. Im Jahr 2007 wurde mit der Sanierung der Gebäudeteile Dresdener Straße 22–30 und Hermann-Löns-Straße 16 begonnen; sie dauerte etwa ein Jahr. Diese Objekte werden als Schülerwohnungen für den Olympiastützpunkt Cottbus hergerichtet. | weitere Bilder |
| 09100172                         | Dresdener Straße 33, 50 (Lage) | Zwei Torhäuser | Im Jahr 1949 wurden das Gebäude in der Dresdener Straße 33 und das Gebäude in der Dresdener Straße 50 anlässlich der ersten ostdeutschen Landwirtschaftsmesse als Lehmmusterhäuser erbaut. Die Lehmziegelgebäude wurden aus ungebranntem Lehm errichtet und gelten heute mit ihrer Lehmbautechnik als ökologische Anschauungsobjekte. In dem Gebäude in der Dresdener Straße 50 befindet sich das Hotel mit Gasthof Zum Postkutscher. Das Haus ist ein eingeschossiger Fachwerkbau mit Dachgeschoss. Es besitzt ein Satteldach über Winkel sowie rechteckige Fenster mit einfachen Sprossen. Eine zweiflügelige Tür mit Glasfenster bildet den Eingang. Von dem weißen Putz hebt sich als Schmuck am Giebel eine mittelgroße restaurierte Figur des Cottbuser Postkutschers ab. Nach umfangreichen Baumaßnahmen entstand ein Hotel, eine Bauernstube mit 30 Sitzplätzen sowie ein zusätzliches Restaurant mit 48 Sitzplätzen. Das Gebäude in der Dresdener Straße 33 am Südfriedhof wurde im selben Fachwerkstil gebaut und steht dem Gasthaus gegenüber. Hier befindet sich eine etwas kleinere Figur eines Blumenmädchens als Hausschmuck am Giebel. | weitere Bilder |
| 09100110                         | Eichenplatz, Humboldtstraße 27–30, 41–43, Eichenstraße 14/15 (Lage)                                                                                  | Eichenplatz mit anliegenden Grundstücken und deren historischer Bebauung; Platzbildung zwischen Eichenstraße und Ulmenstraße mit Straßen- und Wegeführung sowie Baumbestand | Der Eichenplatz hat einen Radius von ca. 30 Metern und liegt zwischen der Eichenstraße, der Humboldtstraße sowie der Ulmenstraße. Ein klassisches Kopfsteinpflaster umschließt den Eichenplatz. Der alte Baumbestand aus 10 Eichen ist erhalten. Der Platzrand wird von Büschen eingerahmt. Auf dem Platz befinden sich zwei Parkbänke. Ein umgestürzter Baumstamm ohne Wurzeln und Äste ist für die Kinder als Gegenstand zum Balancieren aufgebaut. Die Gebäude auf den Grundstücken in der unmittelbaren Umgebung bestehen aus villenartigen Einfamilienhäusern, zum Teil ist deren historische Bebauung erhalten. Das zweigeschossige Gebäude in der Eichenstraße 14/15 ist ein Zweifamilienhaus mit einem Satteldach. Darauf sitzt ein Dacherker, der beide Haushälften miteinander verbindet. Die Hausseite in der Eichenstraße 14 ist hellgelb verputzt, und die Hausseite in der Eichenstraße 15 ist unverputzt. In der Humboldtstraße stehen zweigeschossige Gebäude mit Dachgeschossen sowie Walmdächern. Das Gebäude in der Humboldtstraße 41 ist ein Klinkerbau mit überdachtem Eingang. Das Garagendach dient als Terrasse. Ein Erker mit überdachter Terrasse dominiert das Gebäude in der Humboldtstraße 42. Der Erker ist mit Bänderklinkern geschmückt. Die rechteckigen Fenster haben eine Klinkerrahmung, und auf dem Dach befindet sich eine Giebelgaube. Das Gebäude in der Humboldtstraße 43 weist eine einfache Fensterrahmung auf. Auch hier dominiert ein Erker mit Terrasse. Das Dach ist an der Vorderseite von zwei Fenstern unterbrochen. Als eines der wenigen Häuser in der Humboldtstraße besitzt die Hausnummer 27 ein Mansarddach mit einer Fledermausgaube, deren Okulus ein Blickfang ist. Auf dem Dach befinden sich zwei Giebelgauben. Auffallend in der Hausnummer 28 ist im dritten Geschoss ein Halbrundfenster mit Sprossen. Das Gebäude in der Humboldtstraße 29 besitzt einen weißen Putz und einen Balkon. Über dem Balkon verläuft eine Bänderung, darüber dominiert ein Okulus. Das dreigeschossige Gebäude in der Hausnummer 30 besitzt eine breite überdachte Terrasse im zweiten Geschoss. Alle Grundstücke weisen einen hohen Baumbestand auf. Das städtebauliche Ensemble und der Eichenplatz sind Folge der Gartenstadtbewegung in Cottbus, die 1954 ihren Anfang nahm. | weitere Bilder |
| 09100004                         | Erich-Kästner-Platz 1 (Lage) | Evangelisches Gemeindehaus | Anfang des 20. Jahrhunderts fehlten im sich entwickelnden Cottbus größere Räumlichkeiten für die Kirchenarbeit. Im Gemeindekirchenrat wurde der Bau eines großen Gemeindehauses erörtert. Ein geeignetes Areal fand sich durch den Kauf des unbebauten Grundstücks Bahnhofstraße 5 und des östlichen Teils der Bahnhofstraße 4. Die Bauleitung wurde den Cottbuser Architekten Michaelis und Dietrich übertragen. Die Grundsteinlegung fand am 10. November 1913 statt. Das Gebäude ist ein freistehender zweistöckiger Ziegelbau mit einer großen Freifläche zur Straße hin. Die Fassade des zweistöckigen Gebäudes ist im Barockstil gehalten und war an die niederländische Bauweise angelehnt. Vertikale Mauerverstärkungen (Lisenen) und verschiedene großzügige Fensterformate geben der Fassade ein schlichtes Aussehen. Eine große Doppeltür in der Mitte und ein Zwerchgiebel im Dachbereich lockern die Symmetrie des Gebäudes auf. Im Erdgeschoss befanden sich eine Turnhalle, Versammlungs- und Vereinszimmer, Garderoben und die Küche. Das Obergeschoss bestand aus dem großen Saal mit Bühne für 500 Personen, einem kleinen Saal und mehreren Zimmern. Des Weiteren gab es einen Vorraum, in dem Speisen und Getränke eingenommen werden konnten. Schon am 23. August 1914 erfolgte die feierliche Einweihung des Gemeindehauses. Während des Ersten Weltkrieges wurde hier das Reservelazarett I untergebracht. Erst Ende 1919 wurde das Gebäude wieder seiner ursprünglichen Bestimmung übergeben. Es stand für Vereine, Veranstaltungen, Festlichkeiten und zur Aufnahme von durchreisenden Gästen zur Verfügung. Die Turnhalle diente besonders im Winter der sportlichen Betätigung wie orthopädisches Turnen, rhythmische Gymnastik und dem Sportunterricht der Schulen. Im Zweiten Weltkrieg diente das Gebäude wieder als Lazarett. Nach dem Fliegerangriff auf das Krankenhaus am 15. Februar 1945 wurde die chirurgische Abteilung hier untergebracht. Ab 1950 befand sich das Polizeikrankenhaus in diesem Objekt. Seit 1979 war die Station junger Techniker und Naturforscher hier untergebracht. Das Gebäude ist seit Mitte der 1960er Jahre im Besitz der Stadt Cottbus. In den 1990er Jahren war hier der Sitz des Museums für Natur und Umwelt. Nach längerem Leerstand erfolgte Ende der 1990er Jahre eine Außensanierung. Die Stadt Cottbus will das denkmalgeschützte Haus nach umfangreicher Sanierung und Rekonstruktion ab Ende 2012 als neues Stadthaus nutzen. Es soll unter anderem das Standesamt, die Büros der Stadtverordneten und das Stadtparlament beherbergen. | weitere Bilder |
| 09100133                         | Ewald-Haase-Straße 3, 3a, 3b (Lage) | Feuerwehrhauptwache mit Wohnhaus | Am 19. Februar 1929 beschloss der Magistrat den Bau einer neuen Feuerwache mit einem Kostenaufwand von 280.000 Mark an der ehemaligen Turnstraße (heute Ewald-Haase-Straße). Am 1. März 1929 gaben die Stadtverordneten die Genehmigung zum Bau. Das ursprüngliche Projekt ist der Zeit entsprechend abgeändert worden. Nach vielen Bemühungen des Feuerlöschdezernenten, Stadtrat Gehler, gelang es endlich durch Aufnahme einer Anleihe, die notwendigen Mittel sicherzustellen. Am 1. Oktober 1929 konnte der erste Spatenstich getan werden. Am 24. Oktober fand die Grundsteinlegung statt. Die Wehr hat zu dieser Zeit rund 150 Mitglieder, sie stand unter dem Kommando des Oberführers Otto Haeger; stellvertretender Oberführer war Optiker Albert Bergte. Am 29. Juni 1930 erfolgte im Rahmen des 31. Verbandstages der Freiwilligen Feuerwehr der Provinz Brandenburg die feierliche Übergabe der neuen Hauptfeuerwache. In den Jahren 1967/68 wurde die Feuerwache rekonstruiert und von 4 Toren auf 9 erweitert. Im Gesamtobjekt sind vier Teile zu unterscheiden: ein zweigeschossiges Depot mit Flachdach, ein viergeschossiger Schlauchturm mit zweiseitiger Uhr, das dreigeschossige Wohnhaus mit Fensterband und neun Dreizimmerwohnungen und die gesondert stehende Sanitätswache. Die große Fahrzeughalle befindet sich im Erdgeschoss mit einer Abmessung von 16,30 m × 11,25 m, ein Telegraphenzimmer mit der Feuermelde- und Fernsprechzentrale und ein Magazin. Die Höhe des Turmes beträgt etwa 22 m und ist gleichzeitig als Steigerturm und Schlauchtrocknungsanlage eingerichtet. Die Fassadenverkleidung ist verziert mit Buntklinker. | weitere Bilder |
| 09100343                         | Ewald-Haase-Straße 4 (Lage) | Mietwohnhaus und Nebengebäude | Dieses 1894/95 erbaute Wohnhaus ist ein dreigeschossiger Putzbau, dessen Fassade durch kräftige Farben kontrastiert. Über dem mittig gebauten Hauseingang, der von Pilastern gerahmt wird, befindet sich ein Balkon, der auf kräftigen Konsolen ruht. Ein Putzspiegel mit dem Erbauungsdatum befindet sich über der bauzeitlich erhaltenen Eingangstür. Im Erdgeschoss wird die vertikale Gliederung durch ein Sockel- und ein Sohlbankgesims übernommen. Die rustizierten Fensterfaschen werden durch aufgeputzte Schlusssteine abgeschlossen. Ein Gurtgesims trennt das Erd- vom Obergeschoss, dessen Fenster durch eine Ädikularahmung hervorgehoben werden. Putzspiegel in Fensterbreite verbinden diese mit dem darunterliegenden Gurtgesims. Die Fenster des zweiten Obergeschosses werden durch ein Sohlbankgesims verbunden. Des Weiteren verbindet ein Gurtgesims die Verdachungen dieser Fenster miteinander. Fensterbreite Putzspiegel mit Greifen verbinden das gezahnte Traufgesims mit den Verdachungen. | Mietwohnhaus und Nebengebäude |
| 09100134                         | Ewald-Haase-Straße 12 (Lage) | Fabrikantenvilla mit Villengarten einschließlich seiner historischen Einfriedungen | Die zweigeschossige Fabrikantenvilla in der Ewald-Haase-Straße 12 ist ein Klinkerbau. Das Gebäude ist traufständig und hat eine Dachkombination aus Satteldach und Walmdach. Das gesamte Gebäude besitzt Stichbogenfenster mit Holzrollläden, und die Fensterbänke sind aus Dachziegeln gestaltet. Das Dach besteht aus Ziegeln, und die Traufe hat als gestalterisches Element ein konisch aufeinander zulaufendes Zahnfries. Die Frontseite zur Ewald-Haase-Straße weist einen Erdgeschossanbau auf, der drei große gesprosste Stichbogenfenster und vier senkrecht gestufte vorspringende Mauerstreifen hat. Den Abschluss des Anbaus bildet ein Altan. Die einzelnen Etagen sind optisch mittels Gurtgesimsen voneinander getrennt. Unterhalb des Gurtgesimses sitzt direkt ein Zahnfries, das parallel zum Gesims in allen Etagen mitgeführt wird. Das Gebäude besitzt zwei sich gegenüberliegende Mittelrisalite, die durch ein Satteldach verbunden sind. Diese Risalite sind als separater Gebäudeteil gearbeitet, der aber mit den anderen verbunden ist. Daraus resultiert, dass die Risalite eine Etage mehr aufweisen als der Rest des Hauses. An der rechten Giebelseite des Gebäudes befinden sich zwei Erker. | Fabrikantenvilla mit Villengarten einschließlich seiner historischen Einfriedungen |
| 09100176                         | Fehrower Weg / Philipp-Reis-Straße (Lage) | Westfalendenkmal | Das Westfalendenkmal wurde am 16. Juli 1845 errichtet und erinnert an die Hinrichtung von fünf Deserteuren. Es ist ein Steinblock mit aufgesetztem gusseisernem Kreuz. Ruhestätte der unter französischer Herrschaft am 16. Juli 1813 hier erschossenen Krieger aus Westfalen steht als Inschrift auf dem Kreuz. In den Stein eingelassen ist eine Tafel mit den Namen der Hingerichteten. Nach der Schlacht von Großgörschen, während eines Waffenstillstands, desertierten scharenweise westfälische Soldaten, die auf Seiten der napoleonischen Armee kämpften, zu den Preußen. So auch die Soldaten der leichten Kavallerie Karl Mocke und Heinrich Menke sowie die Husaren Franz Kersick, Johann Westphal und Andreas Bremer. Die fünf Männer fühlten sich bereits in Sicherheit und machten auf einer Lichtung eine Rast, als sie von französischen Soldaten gefangen genommen wurden. General Beaumont wollte mit ihrer Erschießung ein Exempel statuieren und ließ sie von einem Kriegsgericht zum Tode durch Erschießen mit vorherigem Schaufeln des eigenen Grabes verurteilen. Um drei Uhr früh wurde die Hinrichtung durchgeführt, bei der mehr als eintausend Einwohner gezwungen wurden, anwesend zu sein. Das Tragische an der Geschichte ist, dass eine Begnadigung durch den französischen Marschall zu spät eintraf. | weitere Bilder |
| 09100259                         | Feigestraße 1 (Lage) | Auguste-Stift, Stiftsgebäude mit straßenseitiger Einfriedung und zugehörigen Freiflächen | Das Auguste-Stift wurde 1898–1900 mit den Mitteln der Witwe Auguste Löber erbaut. Es ist ein viergeschossiges Gebäude mit Walm- bzw. Satteldach, bestehend aus einem Haupttrakt und seitlichen Kopfbauten. | weitere Bilder |
| 09100275                         | Franz-Mehring-Straße (Lage) | Frühlingsgarten auf der Mühleninsel mit Ostrower Steg (zwischen Franz-Mehring-Straße bis zum Ostrower Steg) | Auf der südlichen Seite der Mühleninsel, wo einst Polsterwaren hergestellt wurden, findet man heute Wohnungen am Spreeufer. Weiter an der Spree entlang befindet sich der Frühlingsgarten. Vor 1954 befand sich hier lediglich ein Kastanienweg. In der heutigen Zeit ist die Pflege dieses Geländes in den Hintergrund geraten. Einst traf man dort auf seltene Bäume und andere Gewächse, wie zum Beispiel einen Mammutbaum, der 1953 der Stadt Cottbus geschenkt wurde. Ein altes Holzhaus, das einst ein Reet-Dach hatte, wurde anlässlich der Bezirksgartenbauausstellung 1956 erbaut. Über den angrenzenden Mühlengraben führt eine Brücke namens Ostrower Steg. Auf diesem Gelände leben heute auch Vögel und Fische. | Frühlingsgarten auf der Mühleninsel mit Ostrower Steg (zwischen Franz-Mehring-Straße bis zum Ostrower Steg) |
| 09100137                         | Franz-Mehring-Straße, Uferstraße (Lage) | Goethepark mit Amtsteich, Brücke und Dieselkraftwerk | Bis zum Jahre 1899 war das Gelände des heutigen Goetheparks ein sumpfiges Areal mit viel Gestrüpp. Nach der Umgestaltung zu einer Naturlandschaft entstand auf der feuchten Niederung der Mühleninsel die erste Cottbuser Parkanlage. Erst 1949 erhielt sie den Namen des Dichters Johann Wolfgang von Goethe, anlässlich seines 200. Geburtstages. Ein Blickfang des Parks ist der Amtsteich, der um 1600 auch der Karpfenzucht diente. In seiner Mitte befindet sich heute ein Springbrunnen. Im Winter wird der zugefrorene Teich zum Schlittschuhlaufen freigegeben. Gleich links neben dem Amtsteich befindet sich das Dieselkraftwerk. Dieses Industriedenkmal, das 1928 in Betrieb genommen wurde, beherbergt heute brandenburgische Kunstsammlungen. Auf der rechten Seite des Amtsteichs befindet sich das Restaurant Freizeitoase. Von 1756 bis ca. 1900 befand sich auf dem Gelände der Freizeitoase eine Wachsbleiche, in der Wachskerzen produziert wurden. Daher rührt auch der Name des dort vorbeiführenden Weges An der Wachsbleiche. Auch einen Kinderspielplatz findet man in dieser Parkanlage. Am Spreeufer sowie im Amtsteich leben Nutrias. | weitere Bilder |
| 09100224                         | Franz-Mehring-Straße 25–28, 40–44, Thomas-Müntzer-Straße 1–4, 7–10, Am Doll 6, 7, Willy-Brandt-Straße 25, 26, Wehrpromenade 4–6 (Lage)               | Wohnkomplex | Das Wohnviertel in Sandow-Mitte wurde 1955/56 in der Großbauweise erbaut. Es sind dreigeschossige Wohnblöcke, nur die Anzahl der Hauseingänge variiert. Zu dem Komplex gehören verschiedene Straßen und Blöcke. Alle Wohnblöcke stehen unter Denkmalschutz und sind ein Beispiel für die Bauleistungen nach dem Zweiten Weltkrieg. Sämtliche Miet- und Geschäftshäuser wurden von 2005 bis 2011 vollständig saniert. Die Außenfassaden wurden erneuert und das Innere vollständig modernisiert. | weitere Bilder |
| 09100189                         | Franz-Mehring-Straße 55, 61, An der Wachsbleiche 1, 1a (Lage)                                                                                        | Tuchfabrik Hermann Elias bestehend aus den drei Hauptgebäuden und der Fabrikantenvilla mit schmiedeeiserner Umzäunung | Im Jahr 1878 erwarb der Kommerzienrat Hermann Elias den südlichen Teil der Mühleninsel als Fabrikgelände. Er ließ darauf drei mehrgeschossige Gebäude mit den dazu passenden Nebengebäuden als eine der größten Cottbuser Tuchfabriken errichten, die ehemaligen Tuchfabrik Hermann Elias. Außerdem entstand in der heutigen Franz-Mehring-Straße 56 seine Villa. Durch seine Stiftung wurde 1902 der gleichnamige Eliaspark erschaffen. | Tuchfabrik Hermann Elias bestehend aus den drei Hauptgebäuden und der Fabrikantenvilla mit schmiedeeiserner Umzäunung |
| 09100382                         | Friedrich-Ebert-Straße 36 (Lage) | Fassade des Wohn- und Geschäftshauses | Dieses Haus wurde 1870 an der Ostseite der Straße errichtet. Im Jahr 1876 folgte die nördliche Erweiterung des Wohnhauses um fünf Achsen mit einer Tordurchfahrt. Das Fabrik- und Wohngebäude sowie die ehemaligen Produktionsbauten im ersten Hof wurden 1992 zu einer modernen Passage mit Hotel und Büroräumen umgebaut, die spätklassizistische Straßenansicht restauriert und Fenster und Türen erneuert, wobei die Fenster des Erdgeschosses höher gesetzt wurden. Die dreizehnachsige Fassade wird von Gesims- und Pilasterstrukturen gegliedert. Die übergiebelten Zugangsachsen und Gebäudekanten sind asymmetrisch betont. Sohlbankgesimse und dem Sturz folgende Profilleisten verbinden die Rundbogenfenster der oberen Geschosse. Im obersten Stockwerk befinden sich wesentlich kleinere, gekoppelte Fenster, die zum Teil als Blindfenster ausgebildet sind. Hier werden die Sohlbankgesimse von plastischen Palmettenfriesen begleitet. Die flachen, über die Attika ragenden Blendgiebel sind verziert mit einem Aufsatz, Klötzchenfries und Medaillons mit eingestellten, nach antiken Vorbildern gefertigten Büsten. Von ursprünglich drei Büsten sind allerdings nur noch zwei erhalten. | weitere Bilder |
| 09100374                         | Friedrich-Ebert-Straße 38, 38a (Lage) | Mietwohn- und Geschäftshaus mit Seitengebäude | Dieser schmale Sichtziegelbau mit Berliner Dach wurde 1905 an der Ostseite der Straße gegenüber der Einmündung zur Virchowstraße erbaut. Ende 1990 erfolgte eine Fassadeninstandsetzung, die Wiederherstellung der 1971 beseitigten Geschäftseinbauten des Erdgeschosses und Modernisierungen im Hausinneren. Der langgestreckte, dreigeschossige Seitenflügel verfügt über einen L-förmigen Grundriss. Das Erdgeschoss ist heute verputzt, die Obergeschosse ziegelsichtig und mit aus rot gebrannten Ziegeln gemauerten Dekorationen, die die Brüstungsfelder und das Traufgesims hervorheben. In der rechten Außenachse ist die bauzeitliche Hauseinfahrt mit Tor erhalten geblieben. Die drei oberen Etagen sind zudem durch zurückhaltendes, plastisches Jugendstildekor aufgewertet. Die Fenster werden gerahmt von in die Fläche hinein vertieftem Dekor, das sich an der Kämpferzone konzentriert, an der wiederum linear-geometrische, vegetabile und maskenförmige Motive Anwendung fanden. Der flache Seitenrisalit über der Hauseinfahrt ist durch eine große Schmuckfülle (untertanderem groteske Maske, naturalistische Blumenranken) hervorgehoben. Die Konsolen, die das vorstehende Dach tragen, sind in die Fensterrahmungen des obersten Geschosses eingebunden. Zusammen mit dem benachbarten Gebäude Nr. 39 bildet dieses Haus ein städtebauliches Ensemble, das die Vielfalt der vom Jugendstil beeinflussten Dekorationsmittel verdeutlicht. | weitere Bilder |
| 09100320                         | Friedrich-Ebert-Straße 39 (Lage) | Mietwohn- und Geschäftshaus | Dieser Putzbau mit Berliner Dach und Seitenflügel entstand 1904/05. Dieses Bauwerk mit konventionellen Formen besitzt eine Jugendstildekoration, die, symmetrisch angeordnet, die Seitenachsen hervorhebt und die Gebäudemitte betont. Die Drillings- bzw. Zwillingsfenster des jeweiligen Wandsegments unterstützen diese Gliederung zusätzlich. Die Fensterstürze und Brüstungsspiegel werden von flach reliefierten, naturalistischen Blumen- und Blattmotiven begleitet. Im obersten Geschoss werden die Fenster von geometrisch ornamentierten Pilastern gerahmt. Grob strukturierter Putz überzieht das Erdgeschoss mit Quaderung. Die mittleren Etagen sind durch Sohlbankgesimse und hochrechteckige, geschossübergreifende Putzfelder in Wellenmuster zusammengefasst. Die Hoffront ist kalksandsteinsichtig. Hier sind die Fensterstürze und das Traufgesims in rotem Klinker ausgeführt. Im Zwickel zum Seitenflügel befinden sich Balkone mit Brüstungsgittern. Die Treppenanlage, Wohnungstüren und die Eingangsflurgestaltung sind traditionell und schlicht in historischen Formen erhalten geblieben. Anhand dieses Gebäudes sieht man das zeittypische Bemühen des Architekten um eine Synthese von erprobten Baustrukturen des Mietwohnhausbaus und des Jugendstils. | weitere Bilder |
| 09100136                         | Friedrich-Engels-Straße 61–66 (Lage) | Wohnanlage | Diese dreigeschossige Blockrandbebauung mit steilem, zum Wohngeschoss ausgebautem Satteldach wurde 1935 fertiggestellt. Die Projektierung dieser Quartierbebauung erfolgte bereits vor der Rezession Ende der 1920er Jahre. Dieses Ensemble ist als Beispiel des öffentlichen Wohnungsbaus im „Dritten Reich“ von Bedeutung. Die Reihenwohnhäuser sind mit Klinkersockel und Kratzputz versehen und symmetrisch gegliedert. Sie besitzen jeweils eine zentrale Eingangsachse, und seitlich schließen sich je drei Kastenfenster mit Sprossenteilung an. Die Fenster der Eingangsachsen variieren, da diese teils als Fenstertüren mit Gitterabschluss ausgebildet sind. Die Haustüren aus der Bauzeit sind mit einem mit zeittypischem Zackenprofil gerahmten Miniaturfenster ausgestattet, und im Treppenhaus befinden sich Terrazzotreppen. | Wohnanlage |
| 09100230                         | Friedrich-Ludwig-Jahn-Straße 8 (Lage) | Städtische Turnhalle mit ehemaligem Feuerwehrdepot, zugehörigem Turnplatz mit Lindeneinfassung, natursteingepflasterter Zuwegung, Torpfeilern und westlicher Umfassungsmauer | Die Turnhalle wurde 1873 unter der Leitung des Cottbuser Maurermeisters Ackermann und des Ratszimmermeisters Grünenthal errichtet. Im 19. Jahrhundert diente die Turnhalle für Turnpflichtstunden von Schülern der höheren Lehranstalten. In den Jahren 1889 und 1890 errichtete man einen spiegelbildlichen Erweiterungsbau. Die Turnhalle ist ein langgestreckter eingeschossiger Bau, der sich unter einem Walmdach befindet. Er hat eine symmetrische, durch Formsteinelemente belebte Fassade. Die Sockelzone schließt mit einem Kehlziegelband ab. Die aufgeputzten Traufgesimse sind von einem profilierten Gesimsband aus gelblichen Formziegeln begleitet. Die Längswände sind durch Lisenenordnung gegliedert. Bauzeitliche Türen und Fenster sind in Rundbogenöffnungen eingebaut. Über dem Eingang befindet sich der Schriftzug „Staedtische Turnhalle“. Die übereinander angeordneten Rundbogenfenster an der Schmalseite des Gebäudes erwecken den Eindruck, dass es sich um ein zweigeschossiges Haus handelt. Die oberen Fenster dienen allerdings nur zur Belichtung der Emporen. Verzierte Deckenbalken und Bretterdielen sind im Turnsaal sichtbar. An beiden Schmalseiten des Turnsaales befinden sich Nebenräume. Sie werden zum Beispiel als Waschräume oder Umkleidekabinen genutzt. Das Feuerwehrdepot von 1883/84 gehörte der Turnerfeuerwehr, die 1861 gegründet wurde. Bei dem Gebäude handelt sich um einen Rohziegelbau mit einem Flachdach. An der westlichen Achse der Langseite befindet sich ein zweigeschossiger Bau. Dort waren früher Bedienstetenwohnungen untergebracht. Das Gebäude orientiert sich an der Gliederung und Gestaltung der Turnhalle und variiert deren Motive leicht. Die einstigen Durchbrüche für die großen Ausfahrtstore sind noch sichtbar. Der großzügige Turnplatz ist von Linden eingefasst und liegt vor der Sporthalle. Neben dem Feuerwehrdepot an der Friedrich-Ludwig-Jahn-Straße befindet sich die Toreinfahrt, die von Ziegelpfeilern eingefasst ist. An der westlichen Grundstücksgrenze der Turnhalle sind Teile der alten Umfassungsmauer erhalten geblieben. | Städtische Turnhalle mit ehemaligem Feuerwehrdepot, zugehörigem Turnplatz mit Lindeneinfassung, natursteingepflasterter Zuwegung, Torpfeilern und westlicher Umfassungsmauer |
| 09100442                         | Friedrich-Ludwig-Jahn-Straße 12 (Lage) | Wohnhaus | | weitere Bilder |
| 09100294                         | Friedrich-Ludwig-Jahn-Straße 14 (Lage) | Wohnhaus | Das Wohnhaus wurde 1875 erbaut und gehört zu den wenigen Beispielen einer frühkaiserlichen Gebäudezeile von zweigeschossigen Mietwohnhäusern. Die Putzfassade zeigt sich mit bewahrtem spätklassizistischem Bauschmuck. Im Jahr 1884 kaufte Dr. Rothenbücher das Haus. Das Erdgeschoss der sechsachsigen Fassade hat eine kräftige Nutung. Durch kräftiges Gesims ist das Obergeschoss abgesetzt. Die Fenster sind hier in ädikulaartige Rahmungen gestellt. Die Brüstungen sind mit Friesplatten dekoriert. Das Traufgesims ist weit ausladend angebracht. Die Fenster und die zweiflügelige Eingangstür des Gebäudes erscheinen bauzeitlich. Das Haus gehört zur relativ frühen Phase der Stadterweiterung mit durchgehend geschlossener Straßenbebauung. | Wohnhaus |
| 09100369                         | Gallinchener Hauptstraße 52/54 (Lage) | Dorfschule mit Nebengebäude | Die alte Dorfschule wurde 1903 gebaut und eingeweiht. Im Jahr 1912 wurde das Gebäude für den ständigen Schulbetrieb bis 2005 erweitert. Seit 2006 ist hier das Stadtteilmuseum Gallinchen untergebracht. Das Objekt ist seit 2010 denkmalgeschützt, und zum Tag des offenen Denkmals im Jahr 2011 wurde das Denkmalschutz-Schild eingeweiht. Der Bau von 1903 ist ein eingeschossiges Klinkerbauwerk mit einem weit vorkragenden Satteldach. Die zweiflügelige hölzerne Stichbogen-Eingangstür wird von einem Risalit eingerahmt. Der Risalit mündet in einen dreieckigen Zwerchgiebel. Im oberen Bereich befinden sich drei rechteckige Sprossenfenster. Ein zweiter Eingang an der rechten Seite der Westfassade, mit einer zweiflügeligen Stichbogentür und einem gesprossten Oberlicht, ist über eine vierstufige Treppe begehbar. Auch die Ostseite des Gebäudes ist durch Risalite und dreieckige Zwerchgiebel gestaltet. 1912 wurde durch einen Anbau der rechteckige Grundriss in einen T-förmigen umwandelt. Der südliche Gebäudeteil besteht aus zwei Stockwerken, die ein Walmdach mit einer Fledermausgaube abschließt. Der Klinkeranbau hat ebenfalls Stichbogenfenster. Über dem Eingang auf der Südseite befindet sich, zu den Geschossen versetzt, das Flurfenster. An der Westseite des Anbaus ist auf einem Schild zu lesen „Lern in der Jugend, Weisheit und Tugend“. Das Gelände ist durch einen Metallzaun begrenzt. | weitere Bilder |
| 09100273                         | Gerhart-Hauptmann-Straße 8 (Lage) | Villa mit Pförtnerhaus | Diese dreigeschossige Villa besitzt an der Frontseite drei Achsen. Das Dachgeschoss mit acht quadratischen, asymmetrisch angeordneten Fenstern ist in das Walmdach integriert. Durch variierende Fensterformen und Formate wird die Gestaltung der Fassade aufgelockert. Zum Teil sind die Fenster und Türen mit Fensterläden ausgestattet. Die Eingangstür dominiert die erste Achse. Sie besitzt ein Vordach in Dreiecksform, das von zwei Pilastern gestützt wird. Ein hellbraunes Gurtgesims, das sich gut von dem weißen Putz abhebt, trennt optisch das erste und das zweite Geschoss. Die Mittelachse ist etwas zurückgesetzt gebaut. Sie besitzt im zweiten Geschoss einen Balkon mit Eisengeländer. Die rechte Hausseite wird von einer Terrasse dominiert, die sich über die gesamte Breite des Hauses erstreckt. Über vier Stufen erreicht man an der Hausseite entlang die Rückseite des Hauses. Fünf Terrassentüren führen in das Innere der Villa. Im zweiten Geschoss ist noch die Balkontür vorhanden, der Balkon wurde aber bereits abgetragen. Auf der Dachseite sitzt eine Walmdachgaube mit zwei Fenstern. Die Hausrückseite wird von einem verglasten Altan mit Balkonabschluss beherrscht. Auch dieser Balkon besitzt ein Eisengeländer. Darüber befindet sich ein Schweifgiebel mit einem Fenster. Der Altan besitzt vier Blendsäulen und wird im Erdgeschoss von zwei Fenstern flankiert. Eine neunstufige Steintreppe führt in den Garten. Die dreiachsige linke Hausseite wird von einem Mittelrisalit mit Walmdachgaube betont. In ihm gibt es eine dezentral angelegte Tür mit einer dekorativen Versprossung im Oberlicht und vergitterten Fenstern in verschiedenen Formaten. Das ehemalige, neu verputzte Pförtnerhaus steht links zur Grundstückseinfahrt und hat eine eigene Hausnummer (7). Es ist ein schlichter, eingeschossiger Putzbau unter einem Zeltdach mit einer vergitterten Fledermausgaube. | Villa mit Pförtnerhaus |
| 09100159                         | Gerhart-Hauptmann-Straße 15 (Lage) | Leichtmetallhalle des TKC | Am 1. Oktober 1968 wurde auf dem Gelände einer ehemaligen Kleingartenanlage mit den ersten Bauarbeiten begonnen. Die Halle gehört zu den ersten Gebäuden des ehemaligen „Textilkombinates Cottbus“. Anfang Januar 1969 begann man mit der Montage der 78 m breiten und 234 m langen Produktionshalle. Das Hallendach wurde aus Segmenten von 12 × 18 m auf Betonpfeilern der Hallenwände aufgesetzt. Die Dachfläche beträgt insgesamt 1400 m². Die Hallenwände wurden vorgefertigt. Die Hallengröße beträgt 18.000 m². Für viel Licht innerhalb der Halle sorgen große Sprossenfenster. Auch der Eingang besteht aus Glas und ist von farbigen Kacheln eingerahmt. Im Mittelbau der Halle befand sich ein Speiseraum, eine Kantine, eine Sanitätsstelle, Werkstätten und Büros. Nach der Wende übernahm die Bekleidungsfirma Steilmann die Halle. Auch einige Mitarbeiter konnten bleiben. Aber alle Bemühungen, die Textilindustrie in Cottbus am Leben zu erhalten, führten ins Leere. Durch die Globalisierung war der Standort hier zu kostenaufwendig geworden. | Leichtmetallhalle des TKC |
| 09100024                         | Gerichtsplatz 1 (Lage) | Mietwohnhaus | Im Südosten der Altstadt liegt das älteste drei- bis viergeschossige Mietwohnhaus von Cottbus. Das Gebäude wurde 1868 im Auftrag des Konditors Wilhelm Münnich errichtet. Der unbekannte Baumeister erzielte mit der unterschiedlichen Geschossigkeit eine optimale Ausnutzung des kleinen Eckgrundstücks. Mit U-förmigem Grundriss säumt es an der Nordseite des Gerichtsplatzes die Sandower Straße und die Magazinstraße. An den dreigeschossigen Mittelbau von sechs Achsen grenzen beidseitig viergeschossige Kopfbauten mit Walmdach. Der Anbau, zur Sandower Straße ausgerichtet, stellt sich viergeschossig auf fünf Achsen dar. Die Eckachse ist abgerundet. Im Erdgeschoss befindet sich eine Ladenzone, wo heute ein Reformhaus seine Geschäfte betreibt. Die Schmalseite zur Magazinstraße ist ebenfalls fünfachsig ausgebildet. Geschosshohe, mit Pilastern umrahmte Fenster, mehrfach profilierte Gesimse sowie variationsreiche Brüstungs- bzw. Sturzfelder gliedern die Front in typisch spätklassizistischer Bauart. Zwei lagernde Halbfiguren, die eine Blume halten, zieren die Brüstungsplatten im ersten Obergeschoss. Unterhalb des Kranzgesimses befinden sich Friese aus Medaillons mit vollplastischen Köpfen zwischen Fruchtgirlanden. Die Fassade des Mitteltrakts, zum Gerichtsplatz ausgerichtet, blieb nur noch teilweise erhalten. Dort befinden sich auch der Hauseingang sowie Fenster mit kräftigen Verdachungen in Form gesprengter Bögen bzw. Gesimsstücke. Zwei 1912 angebaute Balkone wurden 1994 wieder entfernt. An der Hofseite zur Magazinstraße befindet sich ein Dienstbotentreppenturm, in dem eine steile, um ein Auge gewendelte Treppenanlage mit grazilem Traljengeländer zu finden ist. | Mietwohnhaus |
| 09100287                         | Gerichtsplatz 2 (Lage) | Amtsgericht | Das Amtsgericht Cottbus ist zuständig für die kreisfreie Stadt Cottbus und den Landkreis Spree-Neiße in Brandenburg. Damit gehört es zum Landgerichtsbezirk Cottbus und zum brandenburgischen Oberlandesgericht. Nachdem das Schloss 1857 bis auf den heute noch erhaltenen Schlossturm und einen begehbaren Rundgang in 31 m Höhe vollständig abgebrannt war, hat der Justizfiskus 1870 für 17.700 Taler den größten Teil des Schlossgrundstücks erworben. Damit waren die Voraussetzungen für die Errichtung dieses Gerichtsgebäudes auf dem Schlossgelände geschaffen. Im Jahr 1872 ist der Plan für einen solchen Neubau entstanden. 1877 konnte das neue Gebäude an den Kreisgerichtsdirektor Göllner übergeben werden. Dabei handelte es sich um das heutige Landgerichtsgebäude oberhalb des heutigen Amtsgerichtes. In den Jahren 1905 bis 1907 ist wegen der Neuordnung der Gerichtsbarkeiten schließlich am Fuße des Hügels, der sich an der Altstadt-Grenze am Ufer der Spree erhebt, das Amtsgerichtsgebäude erbaut worden. Die bekannte Cottbuser Baufirma Herrmann Pabel und Co. hat es im Stil der Renaissance errichtet. Zwei niedrig gehaltene kupfergedeckte Ecktürme an der Hauptfront am Gerichtsplatz sind weit sichtbar und prägnant. Die Turmzimmer, die Eingangshalle und die Flure des Erdgeschosses und des 1. Stockwerks sind mit Kuppel-, Tonnen- und Kreuzgewölbe überdeckt. Über dem Schöffensaal dagegen spannt sich eine Holzdecke. Zur wechselvollen und nicht immer rühmlichen Geschichte gehört nach Angaben des Amtsgerichts die Nutzung der Räume als Stand- und Feldgericht in den Kriegsjahren. In der Zeit von 1945 bis 1949 diente das Haus als Sitz des russischen Bezirkskommandanten. In den Jahren 1949 bis 1990 zog die Kreisdienststelle des DDR-Ministeriums des Innern mit dem Bezirkswirtschaftsrat und der Staatssicherheit in die Räumlichkeiten. In den Jahren 1997 bis 2000 ist das Amtsgericht nach Gerichtsangaben für rund 3,8 Millionen Euro saniert worden. Für den Gerichtsbetrieb sind fünf Sitzungssäle, zehn Geschäftsstellen und Büroräume mit einer Gesamtfläche von 1800 Quadratmetern geschaffen worden. Eine besondere Herausforderung für Planer und bauausführende Firmen war die Sanierung des großen Sitzungssaals im Stil der Neorenaissance. Heute steht das Gebäude unter Denkmalschutz und fehlt bei keiner Stadtführung. | weitere Bilder |
| 09100285                         | Gerichtsstraße (Lage) | „Schlossturm“ (Bergfried) | Der Schlossturm ist heute das älteste Gebäude der Stadt und war ein Teil des zwischen 1857 und 1905 abgetragenen Schlosses, an dessen Stelle das heutige Amtsgericht zu finden ist. Der Unterbau des Schlossturmes stammt aus dem frühen 13. Jahrhundert. Am 24. August 1857 brannte der Turm aufgrund eines in der Spinnerei des Fürstenhauses ausgebrochenen Feuers vollständig aus. Der damalige Gutsbesitzer von Seydel plante daraufhin den Abriss des Turmes. Um das zu verhindern, wurde 1870 ein Schlossturmbau-Verein unter dem Ehrenpräsidium des Fürsten Pückler gegründet. Die Justizbehörde, seit 1870 der Eigentümer des Turms, befürwortete zunächst seine Abtragung. Kaiser Wilhelm I. reagierte auf ein Gesuch des Vereins mit einem Gnadengeschenk von 5000 Talern und der Beauftragung des Baurates von Morstein mit der Wiederherstellung des Turmes. Die Baumaßnahmen wurden 1877 in repräsentativer neugotischer Form abgeschlossen. 1931 erfolgte der Einbau einer Glocke; 1955/58, 1961 und 1967 folgten Instandsetzungsarbeiten, bei denen u. a. der Treppenaufgang erneuert und die Schiefereindeckung des Helms durch Mönch-Nonnen-Ziegel ersetzt wurde. 1980/81 wurde eine Ausgestaltungskonzeption erarbeitet, die den Schlossturm zu einem Aussichtsturm umfunktionieren sollte. Der Backsteinbau hat eine Höhe von 47,68 Metern, wovon der schmucklose mittelalterliche Unterteil 20 Meter beträgt. Der Grundriss hat die Form eines verzogenen Rechtecks (Nordseite 8,67 m, Südseite 8,82 m, Westseite 9,8 m und Ostseite 9,68 m). Im unteren Bereich beträgt die Mauerstärke 3 Meter. Im Zuge der Baumaßnahmen 1876/77 wurden der oberste Abschnitt des Turmschafts und der Oberteil mit Umgang (in der Höhe von 31 Metern) sowie die hohe Zinnenbrüstung mit Spitzbogenblenden und Pechnasenmotiven zwischen Eckpfeilern auf Sandsteinkonsolen geschaffen. Dazu kamen auf dem First zwei Turmkugeln und unterhalb des Aussichtsumganges an jeder Turmseite eine runde Uhr mit blauem Zifferblatt. An der Südseite befindet sich ein Spitzbogenportal, an der Westseite eingefügte spitzbogige Fenster. Innen befindet sich eine umlaufende Holztreppe mit Zwischenpodesten sowie zwei Holzpodeste in 22 und 31 Metern Höhe (Aussichtsgeschosse). | weitere Bilder |
| 09100288                         | Gerichtsstraße 1/2 (Lage) | Doppelpfarrhaus | Der rote Sichtziegelbau mit Umfassungsmauer und neugotischer Giebelgestaltung wurde 1891 erbaut. Die damalige Nutzung durch zwei Pfarrgemeinden deutet auf eine innere Zweiteilung hin. 1945 bis 1993 nutzte die Zentralverwaltung für Statistik diesen Sitz. Nachfolgend gelang das Doppelpfarrhaus wieder in kirchlichen Besitz und wurde 1997 renoviert. Die zehnachsige Fassade ist streng symmetrisch gegliedert. Die Türen, Treppenhäuser und Fußböden sind aus der damaligen Bauzeit erhalten geblieben. Die Gebäudeecken sind durch hohe zweiachsige, mit Giebeln gekrönte Seitenrisalite gefasst. Dazwischen befindet sich ein zweigeschossiger Trakt mit jeweils einem Eingang. Der Mitteltrakt sowie die Seitenrisalite sind mit schiefergedeckten Satteldächern ausgestattet. Die Fensterbögen sind stichbogig geformt, und über den Eingängen befindet sich jeweils ein großes Okulus. Als Fassadendekor findet man nur einige Formsteine. Dunkel lasierte Ziegel umziehen als Band den Bau, und die Giebeldreiecke der Risalite sind gestalterisch durch gestaffelte Lanzettenöffnungen herausgehoben. In dem westlichen Eingangsflur findet man heute eine Rekonstruktion einer Schablonenmalerei, im östlichen Eingangsbereich wurde eine ältere Schablonenmalerei mit neuer Farbfassung wiederhergestellt. | weitere Bilder |
| 09100286                         | Gerichtsstraße 3/4 (Lage) | Landgericht | Das Gebäude des Landgerichtes Cottbus befindet sich auf dem Gerichtsberg, auch als Schlossberg bezeichnet. Die preußische Justizverwaltung kaufte 1876 das Gebäude und ließ das durch einen Brand beschädigte ehemalige Fürstenhaus abreißen. An dieser Stelle entstand dann in den Jahren 1876/77 nach einem Entwurf des preußischen Ministeriums unter der Bauleitung von Kreisbaumeister Frick das Landgerichtsgebäude mit neoklassizistischen Stilelementen. Der dreigeschossige Ziegelrohbau entstand auf einem hohen Sockelgeschoss. Die Fassade des Gebäudes ist mit Sandsteinplatten verblendet und die Gebäudekanten mit Sandsteinquadern abgesetzt. Reichen Sandsteindekor findet man auch um Fenster und Gesimse. Der Bau, von allen Seiten freistehend, ist 13 Achsen lang und drei Achsen breit. Die symmetrische Bauweise des Gebäudes, vor allem durch die Anordnung der Fensterfronten unterstrichen, endet in einem flachen, mit englischem Schiefer gedeckten Walmdach. Die westliche Fassade zum Schlosshof wird von einem dreiachsigen Mittelrisalit geprägt, in dem ein Rundbogenportal den Eingang betont. Dieser Mittelrisalit endet in einem bekrönten Dreiecksgiebel, an dem auch verzierte Dachschrägen zu finden sind. An der östlichen Fassadenseite befinden sich dagegen beidseitig des Mittelrisalits zwei vieleckige Treppenhausvorbauten mit Rundbogenfenstern. Die westliche Ansicht wird im Erdgeschoss von gerade geschnittenen rechteckigen Fenstern geprägt, die mit Sandsteinplatten gerahmt sind. Das sich darüber befindliche Gurtgesims trennt das Erdgeschoss optisch vom ersten Obergeschoss mit den hohen giebelverdachten Rundbogenfenstern. Die Brüstungsfelder sind durch ein Band aus Sandsteinplatten verbunden. Rechteckfenster mit Gesimsverdachungen weist dagegen das zweite Obergeschoss auf. Besonders schmuckvoll ist der senkrechte Abschluss vom Dachdrempel, gestaltet als ein breites Traufband mit Okuli. Darüber befindet sich ein vorkragendes Kranzgesims mit einem Akanthusdekor. Im Gebäude selbst findet der Besucher sehenswerte zeitgeschichtliche Innenausbauten: Treppenanlagen mit Eisengeländern, Fächergewölbe und dekorative Holzdecken mit Kassetten. Der ca. 6 m hohe Schwurgerichtssaal wird durch Wandpfeiler mit Kapitellen geteilt und durch die hohen Rundbogenfenster erhellt. Das komplette Haus wurde in den Jahren 1994 bis 1996 umfangreich saniert und wird auch heute noch als Gerichtsgebäude genutzt. Die Verwendung von Sandstein unterstreicht den besonderen Aufwand, der bei diesem frühen Justizbau betrieben wurde, und zeigt die Entwicklung der Stadt zum Verwaltungszentrum der Lausitz. | weitere Bilder |
| 09100080                         | Gertraudtenstraße 1 (Lage) | Pfarrhaus sowie Gemeindekirchenamt | Das Pfarrhaus wurde zwischen 1712 und 1718 an der Stelle des baufälligen Wohnhauses des Inspektors der Oberkirche Johann Wittscheibe errichtet. Das Gemeindekirchenamt wird auch als „Pfarrhauswinkel“ bezeichnet. 1891 wurde es als eingeschossiger nördlicher Seitenflügel an das Pfarrhaus angebaut. 1900 durch das Baugeschäft Hermann Pabel und Co. erstmals vergrößert und aufgestockt, kam es 1927/28 durch den Architekten Max Hanke zu einem zweigeschossigen Erweiterungsbau. | weitere Bilder |
| 09100277                         | Große Mühle 1, Kiekebuscher Weg 14 (Lage) | Gesamtanlage Große Mühle Madlow | Gesamtanlage mit ehemaliger Mahlmühle (neue Getreidemühle), einstigem Schneide- und Ölmühlengebäude, Getreidesilo, Wohnhausteil der alten Mahlmühle, Wohnhaus aus dem letzten Drittel des 19. Jahrhunderts, zwei Nebengebäuden, Madlower Mühlgraben mit der Anlage der Gerinne an der Mahlmühle, Merkpfahl, Gerinne an der Schneidemühle, zwei Bohlenbrücken über den Mühlgraben sowie Bogenbrücke über den Priorgraben einschließlich der dazugehörigen Stauanlagen und Wehre | weitere Bilder |
| 09100138                         | Güterzufuhrstraße 7 (Lage) | Bahnhofsempfangsgebäude der Cottbus-Großenhainer Eisenbahn | Gleich neben dem Tunnelausgang auf der nördlichen Seite des Hauptbahnhofs und dem Güterbahnhof ist die Güterzufuhrstraße 7. Damals diente dieses Gebäude als Bahnstationsgebäude. 1870 wurde die 80 km lange Bahnstrecke zwischen Cottbus und Großenhain in Betrieb genommen. Das Bahnhofsgebäude der Cottbus-Großenhainer Eisenbahn wurde erst 1877/78 errichtet. Im westlichen zweigeschossigen Teil des Hauses wohnte früher der Stationsvorsteher. Im östlichen Bereich befanden sich die Gepäckabteilung und Büroräume. 1882 musste der Bahnhof wegen der schlechten wirtschaftlichen Situation an Preußen verkauft werden, wurde 1885 dann aber geschlossen. Das Gebäude blieb bei der Bombardierung des Cottbuser Bahnhofs Ende des Zweiten Weltkrieges 1945 unversehrt. Nachdem die Personenbeförderung nach und nach über den Staatsbahnhof abgewickelt worden war, diente der Großenhainer Bahnhof ab 1970 als Güterbahnhof. In den 1990er Jahren wurde das Gebäude restauriert und wird seitdem als Bürogebäude genutzt, in dem heute mehrere Firmen ansässig sind. | Bahnhofsempfangsgebäude der Cottbus-Großenhainer Eisenbahn |
| 09100141                         | Heinrich-Zille-Straße 120 (Lage) | Historische Kernbauten der ehemaligen Bezirksparteischule M. Kalinin | Das erste Gebäude wurde 1937 als Kaserne für die motorische Gendarmerie errichtet. Ab 1951 wurde das Gelände als Schule genutzt, wobei weitere Schulbauten erforderlich waren. Die Bezirksparteischule „M. Kalinin“ war bis 1990 eine wichtige Bildungseinrichtung in Cottbus. 1991 baute man die Häuser zum Kongresshotel um und errichtete neue Gebäude für den Hotelbetrieb. Später wurde das Gelände von der Best Western Group übernommen, die das Hotel unter dem Namen „Parkhotel Branitz und Spa“ betrieb. Ende 2010 erfolgte die Schließung des Hotels. Von den Kernbauten der ehemaligen Bezirksparteischule sind drei langgestreckte Unterrichtsgebäude, zwei kleinere Schulgebäude, die sich in der Mitte des Geländes befinden und worin sich die Schulmensa sowie die Küche befanden, und zwei Wohnhäuser für Lehrer erhalten. Alle Häuser besitzen Walmdächer. In der Käthe-Kollwitz-Straße befindet sich der Eingangsbereich, der auf das Schulgelände führte. Hier steht eine überdachte Toreinfahrt, die mit der linken Hausseite eines zweigeschossigen Schulgebäudes verbunden ist. Auf dem Dach über der linken bzw. rechten Hausseite sitzt jeweils eine Fledermausgaube. In der Frontseite sind die quadratischen Fenster im ersten Geschoss durch ein dunkles Gurtgesims, das sich gut von dem weißen Putz abhebt, von den rechteckigen Fenstern im zweiten Geschoss getrennt. Das Dachgeschoss mit seinen asymmetrisch angeordneten Fenstern ist in das Walmdach integriert. Das eingeschossige Haus in der Wilhelm-Busch-Straße ist ein schmuckloser Putzbau und wurde als Lehrerwohnhaus genutzt. Auffallend ist eine zweite Regenrinne, die sich etwa einen halben Meter unter der Dachtraufe befindet. Das nächste Gebäude in der Wilhelm-Busch-Straße ist ein zweigeschossiges Schulgebäude, in dem nur die Fenster im Obergeschoss eine einfache Verdachung aufweisen. An der linken Hausseite schmückt ein rechteckiger Putzspiegel in der Mittelachse das Gebäude. Die darauffolgenden Häuser wurden für das Hotel 1991 neu erbaut. An der Kreuzung Lenbach- und Heinrich-Zille-Straße steht das letzte zweigeschossige Schulgebäude, das von außerhalb des Geländes sichtbar ist. An der Frontseite sticht ein gelb verputzter Mittelrisalit heraus, der mit drei französischen Fenstern bestückt ist. Zwischen den beiden Geschossen verzieren asymmetrisch angeordnete quadratische Putzspiegel das Gebäude. Das Dachgeschoss ist in das Walmdach integriert. Am anderen Ende der Lenbachstraße steht ein zweites Lehrerwohnhaus. Dieses besitzt an der rechten Hausseite einen Anbau mit Flachdach, in dem sich die Eingangstür befindet. Die Achsen des eingeschossigen Anbaus sind pilasterartig gegliedert. Das Walmdach wird von einer Flachdachgaube geschmückt. Auch an diesem Gebäude befindet sich eine zweite Regenrinne etwa einen halben Meter unter der Dachtraufe. Die beiden kleineren eingeschossigen Schulgebäude sind in der Mitte des Geländes T-förmig angeordnet. | Historische Kernbauten der ehemaligen Bezirksparteischule M. Kalinin |
| 09100143                         | Hermann-Löns-Straße (Lage) | Turm und Eingangstor des ehemaligen Max-Reimann-Stadions (Sportzentrum Cottbus) | Im Jahr 1950 wurde der Beschluss gefasst, die ehemaligen Sportanlagen des MTV 1861 in Cottbus wiederherzurichten. So wurde noch im Herbst desselben Jahres begonnen, das ehemalige Sportgelände des MTV 1861 instand zu setzen. 1952 fand die Stadionweihe statt. Zur gleichen Zeit entstand die Radrennbahn, die zu diesem Zeitpunkt bereits fertiggestellt war und schon genutzt wurde. Die neuen Stadien werden durch die Humboldtstraße, Hermann-Löns-Straße und die Johann-Mantel-Straße eingerahmt. Im Eingangsbereich (Hermann-Löns-Straße) entstanden Sozialgebäude und ein Kampfrichterturm, die bis heute sehr gut erhalten sind. Höhepunkt war die Friedensfahrt 1965 und 1969, wo das Sportzentrum Cottbus Etappenziel des Straßenrennens war. Die Zufahrt war über die Hermann-Löns-Straße in das Stadion, wo dann die Siegerehrung durchgeführt wurde. | weitere Bilder |
| 09100292                         | Huttenplatz 2 (Lage) | Mietwohnhaus mit Einfriedungsmauer | Das Gebäude am Huttenplatz 2 ist ein traufständiger zweigeschossiger Putzbau mit Dachgeschoss. An der Vorderfront dominieren auf dem Walmdach zwei dreieckige Schweifgiebelgauben, die je mit zwei Ornamenten verziert sind. Drei kleine Dachfenster auf Vorder- und Rückseite sind erkennbar. Rechteckige Fenster mit weißer Fensterrahmung und braunen Fensterläden schmücken das Gebäude, wobei im ersten Geschoss die Fenster zusätzlich mit einer Dreiecksverdachung verschönert sind. Der Eingangsbereich besteht aus einer zurückgesetzten Holztür mit Oberlicht und einer weißen Rundbogenrahmung. Auf dem Dach der Hausseiten sowie an der Rückfront sind je zwei kleine Giebelgauben aufgesetzt. Die Hausrückseite wird zusätzlich von einem Mittelrisalit mit einem Dreiecksgiebel dominiert. Außerdem stechen sechs kleine quadratische Fenster mit weißer Rahmung an der Rückseite aus dem Putz hervor. Ein Gesims, das sich gut von dem orangefarbenen Putz abhebt, trennt optisch die Geschosse. Der Keller zeigt sich von außen in einer unverputzten Sichtziegelbauweise. Die ca. 1 Meter hohe Einfriedungsmauer ist stufenförmig gemauert und weiß bzw. hellblau verputzt. Eine Sanierung erfolgte im Frühjahr/Sommer 2010. | weitere Bilder |
| 09100334                         | Hubertstraße 6, 7 (Lage) | Wohnhäuser | Der Maurermeister Carl Leberecht Schade war 1875 der Ersteigentümer und -nutzer des Mietwohnhauses. Das Gebäude in der Hubertstraße Nr. 6 ist ein dreigeschossiger, vierachsiger Baukörper mit einem zweigeschossigen vierachsigen Trakt an der Westseite. Hier befindet sich ein Seitenflügel. Im Jahre 1929 wurde durch die Firma Hermann Pabel & Co. in der Nr. 7 der Laden ausgebaut. Die Hausnummer 7 ist ein zweigeschossiger langgestreckter Baukörper mit einem Pultdach. Die Fassaden sind durch analoge Formen, wie Gurt- und Sohlbankgesimse, Pilasterrahmungen der Fenster, zusammengefasste Gesimsverdachungen und Friesplatten, an den Brüstungsspiegeln gegliedert. Die Erdgeschosse besitzen eine kräftige Putznutung, und der Fassadenabschluss ist jeweils durch ein Kranzgesims unter einer Attika realisiert worden. Die beiden Gebäude erscheinen durch ihre Fassadengestaltung als eines. Sie besitzen eine risalitartig ausgebildete Mittelachse, und das Obergeschoss ist durch Doppelpilaster sowie eine reiche Attika akzentuiert. Aus der Bauzeit stammen das Straßen- und das Hoftor; das Hoftor ist mit einer Farbverglasung versehen. Die korbbogige gewölbte Durchfahrt ist mit einer Pilastergliederung und einem Terrazzoboden versehen. Die gut erhaltenen Gebäude mit ihren Fassaden im spätklassizistischen Stil gehören zu den letzten stadtgeschichtlichen und städtebaulich wichtigen vorstädtischen Wohnhäusern. Sie geben Aufschluss über die 1860/70 einsetzende Stadterweiterung, die durch die Ansiedlung Gewerbetreibender gekennzeichnet war. Ferner ist der ehemalige Wohn- und Firmensitz von Carl Leberecht Schade von städtebauhistorischem Interesse. | Wohnhäuser |
| 09100220                         | Hubertstraße 10 (Lage) | Mietwohnhaus | Die Errichtung des Gebäudes in der Hubertstraße 10 wurde 1890 durch den Bauherren Julius Lehming veranlasst. Die bauliche Ausführung übernahm das Baugeschäft Paul Broeßke. Es handelt sich um einen Eckbau mit vier zu zwei Achsen und einem Pultdach als Abschluss. Die abgestumpfte Hausecke an der Annenstraße/Hubertstraße ist durch Erker mit Balkonabschlüssen akzentuiert. Die Fassade ist von Putzquaderungen (im Erdgeschoss kräftiger ausgebildet) überzogen und horizontal mittels Putzbändern und Gesimsen gegliedert. Die Fenster des Baus sind mit profilierten Faschen gerahmt sowie im ersten Obergeschoss mit Gesimsverdachung und Brüstungsspiegeln. Das Obergeschossfenster der Hauseingangsachse und das Hauptfenster des Erkers besitzen einen Giebelabschluss mit einem plastischen Schmuck in Form eines männlichen Kopfes. Den Fassadenabschluss bildet eine Attika über einem Kranzgesims. Das Mietwohnhaus ist ein charakteristischer Vertreter des traditionellen und einfachen kaiserzeitlichen Mietwohnhauses. Der Bau orientiert sich noch am Spätklassizismus, aber durch den Erker und die Dekordetails weist er typische Merkmale der späten 1880er Jahre auf. | Mietwohnhaus |
| 09100342                         | Hubertstraße 23 (Lage) | Kapelle der Katholisch-Apostolischen Gemeinde | Im November 1883 war die Grundsteinlegung für den Neubau, und am 9. März 1884 konnte die Kapelle der Katholisch-Apostolischen Gemeinde eingeweiht werden. Es handelt sich um einen turmlosen Ziegelbau mit einer Apsis und einem Satteldach über einem Hängedach. An der Schmalseite befinden sich hohe Rundbogenportale mit begleitenden Rundbogennischen. | weitere Bilder |
| 09100299                         | Inselstraße 9 (Lage) | Villa mit Einfriedung | Die Villa wurde 1923/24 im Auftrag des Tuchfabrikanten Berthold Herfahrt durch das Architektur- und Baubüro August Patzelt erbaut. Im Jahre 1981 wurde das Gebäude instand gesetzt und wird seitdem als Kindergarten genutzt. Die Villa wurde an der Nordseite der Straße auf dem Eckgrundstück zur Feigestraße errichtet. Die Fassade ist bis auf die Fensterläden im Originalzustand. Das Bauwerk besitzt zwei Geschosse und ein hohes Souterrain. Des Weiteren hat es ein überstehendes Walmdach mit Fledermausgauben. Die Hausseiten sind durch unterschiedliche Bauteile wie Erker, Balkone und Risalite sowie unregelmäßig angeordnete, verschiedenförmige Sprossenfenster lebendig gestaltet. Die Straßenfront ist geprägt von einem zurücktretenden Erdgeschoss mit vorgesetzten ionischen Säulen aus Rochlitzer Porphyr-Tuff und einem um die Ecke geführten polygonalen Standerker unter einem Zeltdach. Die Fenster des Erkers sind durch kräftig genutete Naturstein-Rundpfeiler eingerahmt, und ihre Brüstungszonen sind konkav bzw. konvex gewölbt. An der Westseite ist ein Treppenhausrisalit mit einem seitlich angebauten massiven Durchfahrtstor existent. Das Eingangsportal ist zur Straße hin ausgerichtet und wird von Säulen aus Porphyr-Tuff gerahmt. Eine wuchtige Überdachung überfängt das Portal. Die Haustür und das Oberlicht sind mit einer expressionistisch geformten Verglasung versehen. Ein markantes Putzdekor aus stilisierten Lisenenordnungen sowie einer expressionistischen Ornamentik ziert die Ostfassade. Das massive Stichkappen-Gewölbe im Musikzimmer ist eine Besonderheit. Mit Blüten durchsetzte geschwungene Formen unterstreichen die kräftigen Stuckelemente in der Mitte des Raumes. Die straßenseitige Einfriedung ist ebenfalls expressionistisch ausgebildet. Sie hat einen Betonsockel und einen Betonpfeiler, die eiserne Zaunfelder tragen. Die Villa ist eine individuelle, qualitätsvolle architektonische Arbeit eines bisher unbekannten Baumeisters. Die konservative Grundform wurde zeittypisch mittels expressionistisch abgewandelten klassischen Bauschmucks aufgewertet. Durch seine Ecklage wirkt das Gebäude sehr repräsentativ und weithin sichtbar in den städtischen Raum. | weitere Bilder |
| 09100401                         | Karl-Liebknecht-Straße 2 (Lage) | Wohnhaus | | weitere Bilder |
| 09100402                         | Karl-Liebknecht-Straße 3 (Lage) | Mietwohnhaus mit Hofgebäude und Einfriedungsmauer | | weitere Bilder |
| 09100371                         | Karl-Liebknecht-Straße 4 (Lage) | Mietwohnhaus mit Kontoranbau sowie Lagergebäude mit Erbbegräbniskeller und Einfriedungsmauer | Das Gebäude in der Karl-Liebknecht-Straße 4 ist ein Mietwohnhaus mit einem umgebauten Erbbegräbnis auf dem Hof. Das Gebäude wurde 1880/81 von dem Maurermeister Paul Broeßke als Wohn- und Geschäftshaus erbaut. Es steht auf dem Eckgrundstück zur Roßstraße. | Mietwohnhaus mit Kontoranbau sowie Lagergebäude mit Erbbegräbniskeller und Einfriedungsmauer |
| 09100409                         | Karl-Liebknecht-Straße 6 (Lage) | Wohnhaus in Ecklage | bemerkenswertes Beispiel einer mit gotischen Stilzitaten versehenen, elegant zurückhaltend wirkenden Außen- und Innendekoration eines Mietwohnhauses des Historismus. Städtebaulich wichtiger Eckbau | weitere Bilder |
| 09100245                         | Karl-Liebknecht-Straße 9 (Lage) | Mietwohn- und Geschäftshaus | Das Gebäude wurde 1904 im Auftrag des Klempnermeisters Eduard Penning errichtet. Die Bauausführung wurde vom Baugeschäft Hermann Pabel & Co. übernommen. Es handelt sich hier um ein Mietwohnhaus, dessen Quergebäude eine Außenmauer besitzt. Im Jahr 1905 ist die Bank für Handel und Industrie eingezogen. Die Struktur des Erdgeschosses wurde oftmals verändert. Dies ist der hohen Mieterfrequentation geschuldet. | Mietwohn- und Geschäftshaus |
| 09100329                         | Karl-Liebknecht-Straße 18 (Lage) | Mietwohn- und Geschäftshaus | Das Mietwohn- und Geschäftshaus wurde 1897 für den Fleischermeister G. Greschke errichtet. Das Baugeschäft Dümpert & Hauke übernahm den Bauauftrag. Durch seine gut erhaltene Substanz aus der Bauzeit sowie die bauzeitliche Ladenausstattung im Blumenladen des Erdgeschosses hat das Bauwerk eine große städtebauliche Bedeutung als Geschäftshaus. | Mietwohn- und Geschäftshaus |
| 09100102                         | Karl-Liebknecht-Straße 24 (Lage) | Villa | Die Fabrikantenvilla wurde 1897 im Auftrag des Färbereibesitzers und Teppichfabrikanten Max Michaelis durch den Bauunternehmer Paul Boeßke errichtet. Im Jahr 1900 wurde ein Wintergarten mit vorgelagerter Terrasse zur Gartenseite angebaut. Zu DDR-Zeiten wurde das Gebäude als Standesamt genutzt, und im Wintergarten befand sich der Trausaal. | Villa |
| 09100322                         | Karl-Liebknecht-Straße 28, 28a (Lage) | Doppel-Mietwohnhaus mit Vorgarten und Einfriedung | Die beiden Mietwohnhäuser wurden 1906/07 für den Hausbesitzer Rudolf Kaiser erbaut. Die beiden Gebäude bilden ein annähernd symmetrisches Doppelhaus mit zwei geschweiften Zwerchgiebeln, die risalitartig vortreten und mittels eines erhöhten Dachbereichs zusammengefasst werden. | Doppel-Mietwohnhaus mit Vorgarten und Einfriedung |
| 09100302                         | Karl-Liebknecht-Straße 30 (Lage) | Wohnhaus mit Einfriedung | Das zweigeschossige Wohnhaus hat ein Berliner Dach und wurde 1908/1909 vom Kaufmann David Reissner erbaut. Am 10. September 2008 wurden vor dem Gebäude Stolpersteine für die in Konzentrationslagern verstorbene Familie von David Reissner verlegt. | Wohnhaus mit Einfriedung |
| 09100695                         | Karl-Liebknecht-Straße 110 (Lage) | Mietwohnhaus | | BW |
| 09100217                         | Karl-Liebknecht-Straße 127 (Lage) | Hausdurchfahrt mit Deckenfresko | Dieser vierachsige Bau mit Pultdach an der Nordseite der Straße wurde 1885 errichtet und 1998 saniert. Das Deckengemälde auf Leinwand im Eingangsbereich ist aus dem Jahr 1896 und stammt von dem renommierten Dekorationsmaler Gustav Fürst. Das Gemälde zeigt eine allegorische Darstellung des Handwerks sowie verschiedener Künste (Malerei, Baukunst, Musik). Es stellt den durch Fleiß erworbenen Wohlstand dar und symbolisiert damit das Glück des Hauses und seiner Familien. Hier handelt es sich um das einzige in Brandenburg vorkommende Deckengemälde auf Leinen in einem Mietwohnhaus. | Hausdurchfahrt mit Deckenfresko |
| 09100144                         | Karl-Liebknecht-Straße 130 (Lage) | Mietwohn- und Geschäftshaus (später Bankgebäude) | Der in historisierenden Formen gestaltete Bau in exponierter Lage wurde 1887/1888 errichtet und bildet mit den westlich benachbarten Mietwohnhäusern eine einheitliche Bebauung an der Nordseite der Straße. Dennoch setzt sich dieses Gebäude gestalterisch durch die Breite der Fassade und die reicheren Dekorationsformen der klassisch-orientierten Neurenaissance ab. | weitere Bilder |
| 09100145                         | Karl-Liebknecht-Straße 136 (Lage) | Bürger-Töchterschule (später Carl-Blechen-Schule) | Das Gebäude der ehemaligen Mädchen-Mittelschule (bürgerlich), ein rotes dreistöckiges Backsteingebäude, das im April 1875 eingeweiht wurde, war für die Stadt Cottbus ein großer Fortschritt. Der „Neubau“ befand sich auf dem Kirchgelände am „Spremberger Thore“, das billig von der Oberkirchengemeinde an die Stadt verkauft wurde. Heute ist das gesamte Schulgebäude in ein Einkaufszentrum in der Stadtmitte integriert. | weitere Bilder |
| 09100226                         | Karlstraße 82 (Lage) | Selbständige Evangelisch-Lutherische Kirche – Kreuzkirche | Die Kreuzkirche ist turmlos und hat kein Geläut, da auf den Erlass von König Friedrich Wilhelm IV. hin die Kirchenhäuser der Altlutheraner nicht über die mittlere Umgebung hinaus sichtbar sein durften. Die Kirche ist ein Backsteinbau mit großer Mittelapsis, ihr Grundriss hat die Form eines Kreuzes (Basilika) und wird von einem Satteldach mit Giebel an der Westseite abgeschlossen. Die Ecktürmchen sind mit Sandsteinkreuzen bekrönt, ebenso der Giebel der Westseite, in der sich das Hauptportal befindet. Über dem Portal ist außerdem ein Okulus zu sehen. Weiterhin erwähnenswert ist, dass der Kirchenbau ein Tonnengewölbe mit Kassetten aufweist. Die Fassade der Kirche wird von neoromanischen Stilelementen und Rundbogenfenstern mit Bleiverglasung dominiert. | weitere Bilder |
| 09100328                         | Karlstraße 95 (Lage) | Mietwohnhaus | Das viergeschossige Mietwohnhaus wurde 1896 erbaut und hat ein traufständiges Flachdach sowie vier Achsen. Die weiß gerahmten Fenster sind schmucklos. Die Fenster im zweiten Geschoss werden durch Fenstergesimse, die Blätterstuck aufweisen, vom ersten Geschoss optisch abgetrennt. Zwei schlichte Fenstergesimse trennen die anderen Geschosse voneinander. Die Fenster im zweiten Geschoss sind mit Dreiecksverdachungen verziert, in denen Ranken- und Blattornamente eingearbeitet sind. Eine gerade Verdachung besitzen die Fenster im dritten Geschoss. Eine rote Eingangstür mit Oberlicht bildet das Ende der ersten Achse. Im ersten Geschoss sticht ein Blumenrankenornament hervor, das die dritte von der vierten Achse trennt. Ein Balkon mit verziertem Eisengeländer fällt im zweiten Geschoss auf. Dahinter befindet sich eine Blendnische mit Ädikularahmung. Auch das dritte Geschoss weist einen Balkon mit Eisengeländer auf. Hier besitzen die Balkontür und das Fenster eine Rundverdachung. Das Gebäude wurde 2008 saniert. Zurzeit erfolgt eine Neuverputzung des Gebäudes (Stand Juli 2012). | weitere Bilder |
| 09100260                         | Kiekebuscher Weg 2 (Lage) | Straßenbahndepot mit Gleisanlagen und Einfriedung | Am 13. Juni 1927 wurde im Zuge der Straßenbahnlinienverlängerung vom Südfriedhof nach Madlow das Straßenbahndepot Madlow eröffnet. In dieses Backsteingebäude führen zwei Gleise von der Madlower Hauptstraße aus durch zwei große stählerne Tore. In der Dachgaube der Stirnseite befand sich damals eine Uhr. Dieses kleine Gebäude konnte nur bis zu vier Schienenfahrzeuge fassen, deshalb wurde es von 1971 bis 1981 als Bus-Karosseriewerkstatt genutzt. Danach wurden dort ein Turmwagen und die historischen Fahrzeuge untergebracht. Im Dezember 1998 wurde das Gebäude verkauft und nach der Gleiserneuerung der Wendeschleife im September 2010 vom Cottbuser Liniennetz getrennt. Das Gebäude ist zweigeschossig, wobei das Erdgeschoss auf Grund seiner Funktion sehr hoch ausfällt. Ein Sohlbankgesims trennt die beiden Etagen. Die Nordseite wird durch fünf große Rundbogenfenster im Erdgeschoss beherrscht. Ein Treppenhausrisalit in Form eines Turmes akzentuiert die Südseite, an der es einen kleinen eingeschossigen Anbau gibt. Jede Seite des Gebäudes trägt eine unterschiedliche Anzahl an Walmgauben. | weitere Bilder |
| 09100068                         | Klosterplatz 1 (Lage) | Pfarrhaus | Das zur Klosterkirche gehörige Pfarrhaus wurde 1852/53 als Diakonatswohnhaus auf einem Grundstück errichtet, das sich seit dem 14. Jahrhundert in kirchlicher Nutzung befindet. Der Entwurf stammt von T. Liersch, die Ausführung von Friedrich W. Schneider. Es ist ein schlichter traufständiger Putzbau, das heißt die Dachtraufe verläuft parallel zur Straße. 1988 wurde das Gebäude wieder instand gesetzt. Vor dem Pfarrhaus befindet sich ein schmaler Vorgarten und hinter dem Gebäude ein kleiner Hof. | Pfarrhaus |
| 09100062                         | Klosterplatz 2 (Lage) | Wohnhaus | Das in der zweiten Hälfte des 19. Jahrhunderts errichtete Wohnhaus wurde nach 1934 teilweise saniert und modernisiert. Inzwischen gehört das Haus vollständig zum Hauptgebäude der Jugendherberge am Klosterplatz 3 und ist mit dieser auch baulich verbunden. Das ehemalige Wohnhaus ist ein an die Stadtmauer angefügter, schmaler, parallel zur Straße verlaufender Putzbau unter einem Satteldach. In die nördliche Seite sind Teile der mittelalterlichen Stadtmauer integriert und machen das Gebäude damit zu einem baugeschichtlich interessanten Bauwerk. | Wohnhaus |
| 09100063                         | Klosterplatz 3 (Lage) | Ehemalige Malzdarre (heute Jugendherberge) | Die heutige Jugendherberge am Klosterplatz wurde um 1720 als Malzdarre (Malzrösterei) für brauberechtigte Bürger errichtet. Der Bau dieser Malzdarre und zweier weiteren erfolgte aufgrund eines Erlasses von 1718, der das Rösten von Malz aus Brandschutzgründen nur noch in Brauhäusern mit einer massiv eingewölbten Darre erlaubte. Die weit verbreitete Meinung, dass das Gebäude ursprünglich als Bastei diente, konnte bisher weder durch Quellen noch durch Baubefunde bestätigt werden. Ebenso wie in den verbundenen Gebäuden Klosterplatz 2 und 4 sind in die Nordseite des Baus Teile der Stadtmauer integriert. Die Nutzung der Malzdarre wurde 1734 aufgegeben, und das Gebäude diente ab 1751 dem Kaufmann Joachim Schmidt als Warenlager. 1842–1852 betrieb hier der Ratsherr Heinrich Kittel eine Tuchfabrik, danach wurde es als Lager und von 1876 bis 1901 als Felltrocknerei genutzt. Erst 1934–1936 wurde das Gebäude durch einen Umbau zur Herberge und die Rekonstruktion der Frontfassade vor dem Verfall gerettet. Der Entwurf stammt von Max Hanke und Stadtbaurat Schröder unter Betreuung durch Provinzialkonservator Blunk von der Denkmalpflege. 1990–1992 wurde die Herberge erneut saniert und als Jugendgästehaus wieder eröffnet. | weitere Bilder |
| 09100064                         | Klosterplatz 4 (Lage) | Kreisstockhaus (Wohnhaus) | Das ehemalige Kreisstockhaus wurde 1826 als Kriminalgefängnis für die Gerichte der adeligen Grundherren des Kreises Cottbus auf vorhandenem Baufragment mit Tonnengewölbe errichtet, wobei hier wie in den Nachbargebäuden Teile der mittelalterlichen Stadtmauer in die Nordwand integriert sind. Nach Aufhebung der Patrimonialgerichte wurde das Gebäude 1849 vom Kreis Cottbus übernommen und 1893 von der Stadt aufgekauft. Bei der Sanierung 1996/97 wurde bedauerlicherweise die bis ins Detail erhaltene Gefängnisstruktur beseitigt, einschließlich der Arrestzellen und Kaminanlagen. Dabei wurde auch die rechte Tür, die ursprünglich zu den Arrestzellen führte, zugemauert. Die linke Tür führte damals separat zur Wohnung des Gefängniswärters. Ebenso wurde bei der Rekonstruktion der Dachstuhl erneuert und wurden Fledermausgauben auf dem Dach und an der Nordseite ein Balkon angebaut. Trotz der Baumaßnahmen, die zum Verlust baugeschichtlicher Substanz führten, gehört der Bau zu den ältesten Gefängnisbauten im Land Brandenburg, die nicht mehr in einem Stadtmauerturm untergebracht waren. | weitere Bilder |
| 09100066                         | Klosterplatz 5 (Lage) | Ehemalige Tuchfabrik und Wohnhaus | Das Gebäude aus der Gründungsphase der Cottbuser Textilindustrie wurde im ersten Drittel des 19. Jahrhunderts auf einer Hausstelle unmittelbar an der Stadtmauer erbaut, die 1754 erstmals erwähnt wurde. Aus dieser Zeit stammt vermutlich noch die westliche Kelleranlage mit einem Kreuzgratgewölbe. Die Hausstelle war seit 1823 im Besitz eines Fabrikanten, der hier ein neues zweistöckiges Haus errichtete. Johann Samuel Kittel führte hier ab 1842 eine Tuchfabrik und Johann Friedrich Schranke ab 1851 eine Spinnerei. 1876 wird der Tuchfabrikant August Hermann Zeidler als Eigentümer genannt. In den frühen 1990er Jahren wurde das Gebäude saniert, dabei wurde der Dachstuhl erneuert, wurden Fledermausgauben aufgesetzt und der Gewölbekeller zu einer Gaststätte ausgebaut. | Ehemalige Tuchfabrik und Wohnhaus |
| 09100061                         | Klosterplatz 10 (Lage) | Franziskaner-Klosterkirche (Wendische Kirche) | | weitere Bilder |
| 09100067                         | Klosterstraße 19 (Lage) | Pfarrhaus | Das zweite Pfarrhaus der Klosterkirche in der Klosterstraße 19 wurde um 1850 an der Stelle eines Fachwerkbaus aus dem 17. Jahrhundert errichtet. Das damalige Pfarrhaus war der Magistratsakte zufolge im Jahr 1833 in einem schlechten Zustand und praktisch unbewohnbar. Das Gebäude ist fast identisch mit dem danebenliegenden Pfarrhaus am Klosterplatz 1 und teilt sich mit diesem einen Ziergarten. Es ist ebenfalls ein schlichter zweigeschossiger Putzbau. Das Pfarrhaus gehört mit seiner einfachen klassizistischen Fassadengestaltung und der bewahrten Bausubstanz zu den letzten gut erhaltenen Gebäuden aus der Mitte des 19. Jahrhunderts. | Pfarrhaus |
| 09100289 Wikidata                | Konrad-Wachsmann-Allee 2-8, Juri-Gagarin-Straße, Konrad-Zuse-Straße 1, 4, Universitätsstraße 22/Siemens-HalskeRing 1, 2, WalterPauer-Straße 2 (Lage) | Werke der bildenden Kunst auf dem Campus der Brandenburgischen Technischen Universität (ehemals Bildungszentrum Cottbus): Wandrelief „Mensch und Natur“ von Gerhard Bondzin, Wandbild „Der Bauarbeiter“ von Walter Heinrich, Sandsteinstele „Bauarbeiterdenkmal“ von Jürgen Woyski, Plastik „Zwei Mädchen in Muskauer Tracht“ von Heinz Mamat, „Brunnen des Friedens“, Wandrelief von Walter Heinrich, Wandrelief „Sonnenuntergang“ von Stefan Klinkigt                                                                   | Wandrelief „Mensch und Bildung“ von Fritz Eisel (am 2006 abgebrochenen Eingangsvorbau), Wandrelief „Mensch und Bildung“ von Gerhard Krüger, Wandrelief „Mensch und Natur“ von Gerhard Bondzin, Wandbild „Der Bauarbeiter“ von Walter Heinrich, Sandsteinstele „Bauarbeiterdenkmal“ von Jürgen Woyski, Plastik „Zwei Mädchen in Muskauer Tracht“ von Heinz Mamat, „Brunnen des Friedens“ als Kollektivarbeit unter Leitung von Walter Heinrich, Wandrelief von Walter Heinrich, Wandrelief von Stefan Klinkigk | weitere Bilder |
| 09100379                         | Lausitzer Straße 36 (Lage) | Mietwohnhaus mit Seiten- und Quergebäude | Das dreigeschossige Mietwohnhaus in der Lausitzer Straße 36 ist ein Putzbau mit Flachdach und wurde um 1900 in Jugendstilform errichtet. An der Vorderseite sticht ein Mittelrisalit hervor. Das Gebäude besitzt rechteckige schmucklose Fenster. Die rote Eingangstür ist ein wenig zurückgesetzt und besitzt ein Oberlicht. Das erste Geschoss wird optisch durch ein breites Sockelgesims, das mit Blumenornamenten verziert ist, vom zweiten Geschoss getrennt. Die Fenster im zweiten Geschoss haben teilweise eine rundbogige Verdachung. Diese sind je mit 3 Stuckornamenten verziert. Über dem Fenster im zweiten Geschoss direkt über dem Eingang ist eine Dreiecksverdachung angebracht, die mit einem Löwenkopfornament mit Krone geschmückt ist. Ein Fenstergesims trennt optisch das dritte vom zweiten Geschoss. Unter dem Flachdach befindet sich ein Traufgesims. An manchen Stellen ist der Putz abgebröckelt, und es kommen Backsteine zum Vorschein. Die Seiten- und Quergebäude befinden sich auf der Rückseite des Mietwohnhauses und sind von außen nicht einsehbar. | Mietwohnhaus mit Seiten- und Quergebäude |
| 09100221                         | Lausitzer Straße 43 (Lage) | Mietwohnhaus mit Hofgebäude und Hofmauer | Das Mietwohnhaus wurde in den Jahren 1903–1904 durch Baumeister H. Pabel & Co. errichtet. Den Auftrag dazu erteilte ein Malermeister namens H. Hentschel. Dieser Aspekt ist von Bedeutung, da das Treppenhaus von imposanter Wandmalerei geprägt ist. Dekorative Motive, teils mit Schablonen bzw. Freihandtechnik gefertigt, stellen Pflanzen und exotische Schönheiten in der Profilansicht dar. Diese Art der Gestaltung kann heute dem Eklektizismus zugeordnet werden. Ein derartiger Aufwand der Treppengestaltung war zur Kaiserzeit nicht unüblich. Heute ist es die einzige komplett erhaltene Treppenhausausmalung im westlichen Teil von Cottbus. Aber auch von außen besticht das Gebäude durch sein aufwendiges Fassadendekor und die beeindruckenden Details im Jugendstil. Motive wie Eichhörnchen, Eule und Bienenkorb, die wohl auch symbolisch zu verstehen sind, befinden sich an der Front. Teilweise handausgearbeitete Blattornamente und figürliche Darstellungen finden ebenso ihren Platz wie eine Kartusche mit drei Schilden unterhalb des Giebels. Diese sind wohl als Emblem der Innung des Bauherren zu verstehen. Zur optischen Gliederung wurden in den unteren beiden Geschossen Gesimse eingearbeitet, in den oberen beiden eine Struktur durch Lisenen geschaffen. Den Abschluss bilden ein Attikageschoss sowie ein zentraler Blendgiebel. Sowohl die Hofeinfassung als auch die darauf befindlichen Gebäude wurden polychrom, in diesem Fall aus Kalksandstein und Klinker, gestaltet. | Mietwohnhaus mit Hofgebäude und Hofmauer |
| 09100331                         | Lessingstraße 2 (Lage) | Mietwohnhaus | Das Mietwohnhaus wurde 1912 für den Kaufmann Gerhard Buchelt gebaut. Die Bauleitung sowie Planung hatte der Architekt Arthur Wiedemann inne. Im Jahre 1968 wurden zum Erhalt des Gebäudes am Dach und den Balkonen Instandsetzungsarbeiten durchgeführt. In den 1990er Jahren erfolgte eine umfassende Sanierung und Restaurierung. Hierbei wurden Fenster erneuert, das Dach ausgebaut und die Hoffront modernisiert. Die Fassade ist durch das Wechselspiel von zurück- und vorspringenden, geraden und geschwungenen Flächen geprägt. Das Gebäude hat ein Berliner Dach und eine hoch ausgeschweifte Dachtraufe, die den zentralen Erker überfängt. Im Kontrast dazu ist die Wandfläche zwischen Erker und Traufe stark konkav gewölbt. Die kolossalen, kannelierten Lisenen an den Obergeschossen und die vorspringenden Gesimse setzen einen prägnanten Gliederungsakzent. An den Brüstungs- und Sturzzonen der Fenster sind flach reliefierte Putzornamente zu finden. Die Haustür ist von konvex gebogenen Gewänden flankiert, und beidseitig schließen sich konkav ausgebildete Balkone mit einer schmiedeeisernen Brüstung an. Der Zugang zum Gebäude erfolgt über eine leicht gewendelte Treppe mit U-förmigem Treppenauge. Die Grundgliederung des Bauwerkes ist mit einem Mittelerker und einer zwerchgiebelartigen Traufzone ausgebildet. Ferner zeigt die Fassade eine Tendenz zum Jugendstil, da die glatten Fassadenbereiche allmählich zu räumlichen Körpern werden. Das Wohnhaus ist an die benachbarten Gebäude angepasst und im Vergleich zu ihnen von wesentlich höherer gestalterischer Qualität. Das Bauwerk ist ein einmaliges Dokument der Cottbuser Baukunst des frühen 20. Jahrhunderts. | Mietwohnhaus |
| 09100261                         | Leuthener Straße 8–18, Drebkauer Straße 20/21, 24/25 (Lage)                                                                                          | Wohnanlage Leuthener Straße | Der Wohnkomplex wurde ab 1926 etappenweise errichtet und ist geprägt von einer spätexpressionistischen Gestaltungsform. In diesem Wohnkomplex sind verschiedene Bauformen verwendet worden. Die dreigeschossigen Gebäude besitzen Satteldächer mit Walmdachgauben und Satteldächer mit Giebeldreiecken im Treppenbereich. Bei allen Gebäuden handelt es sich um Putzbauten. Das Erdgeschoss ist oft durch ein Gurtgesims optisch von den anderen Etagen getrennt. Das Erdgeschoss eines der Gebäude ist in regelmäßigen Abständen gebändert. Es gibt auch Gebäude mit Dreieckserkern, leicht vortretenden Erkern oder über Eck gelegenen, leicht hervortretenden Erkern. An diesen Erkern sind teilweise Putzmotive aufgetragen worden, wie z. B. ein kleines Segelboot oder eine Frau mit zwei Kindern. Eine andere Fassadengestaltung wird im Bereich des Treppenhauses sichtbar. Dort gibt es eine dreistufige Rahmung der Fenster des ersten und zweiten Geschosses, die ein dekoratives Fries aufweist. Die Gebäude wurden saniert und der Putz farblich gestaltet sowie die Rahmungen bzw. Putzmotive farblich hervorgehoben. Die Gebäude in der Drebkauer Straße 20/21 sind dreigeschossige Wohnhäuser. Im Erdgeschoss befinden sich Ladenflächen. Es handelt sich bei der Nr. 20 um einen Putzbau, bei dem das Erdgeschoss in Klinkerbauweise errichtet wurde. Der Eingangsbereich des einen Gebäudes ist an der rechten Frontseite zu finden, und das Treppenhaus ist risalitartig ausgebildet. Das Gebäude in der Drebkauer Straße 21 wurde 1924 errichtet. Das Gebäude ist das Endgebäude einer Reihenbebauung. An der rechten Seite der Front befindet sich im ersten und zweiten Obergeschoss ein Erker. Dieser ist durch eine parallele gleichmäßige Bänderung akzentuiert. Das Erdgeschoss ist bei beiden Bauwerken von den andern Etagen abgegrenzt. Dies wurde durch eine Rollschichtbänderung bzw. einfache Putzbänderung bewerkstelligt. Die Bauwerke besitzen ein Satteldach (Nr. 20) bzw. ein Walmdach (Nr. 21) mit Giebelgauben und sind traufständig. | Wohnanlage Leuthener Straße |
| 09100335                         | Lieberoser Straße 1/1a (Lage) | Mietwohn- und Geschäftshaus | Das Mietwohnhaus wurde 1888 als Eckgebäude an der Berliner Straße gebaut. Im Jahr 1899 folgte die Erbauung des nördlich anschließenden Erweiterungsbaus an der Lieberoser Straße mit eigenständigem Erscheinungsbild. Die Erschließung beider Hausteile erfolgt über eine Treppenanlage im jüngeren Gebäude. Der Bau wurde durch den Bäckermeister Behle in Auftrag gegeben. Das jüngere Gebäude wurde durch das Baugeschäft Hermann Pabel & Co. errichtet. Das Erdgeschoss wurde zunächst von einer Bäckerei genutzt. Die Schaufenster und die Ladentür wurden dann später zu Fenstern umgebaut. Der Eckbau besitzt ein flaches Dach, eine von vier zu vier Achsen breite Fassade und eine abgeschrägte Hauskante, wo ursprünglich der Ladeneingang zu finden war. Das Erdgeschoss ist von Putznutung und das Obergeschoss von Putzbändern überzogen. Die Fenster im ersten Obergeschoss sind zu Paaren formiert und von Pilastern sowie Gesimsverdachung gerahmt. In der obersten Etage sind die Fenster von eingezogenen Rundgiebeln bekrönt, die Medaillons mit Halbrelieffiguren einfassen. Zwischen den Konsolen des weit vorkragenden Kranzgesimses befinden sich Drempelfenster bzw. Ornamentplatten. Der Erweiterungsbau besitzt einen L-förmigen Grundriss und ein hohes Satteldach. Das Erdgeschoss besaß ursprünglich eine Beschriftung „Bäckerei von Hermann Kuba“. Des Weiteren hat es eine von Frieszonen überfangene Putzbänderung. Im Obergeschoss sind auch hier die Fenster paarig angeordnet. Diese haben ein etagenübergreifendes, florales Jugendstildekor und geflügelte Putti. Die Seitenachse hingegen hat pro Stockwerk variierende Fensterformen, die von Pilastern und Blendgiebeln eingefasst sind. Ferner ist hier der Hauseingang mit einer bauzeitlichen zweiflügeligen Tür zu finden. Die beiden Gebäude sind von städtebaulicher Bedeutung, da sie zum einen dem Eklektizismus als auch dem Historismus sowie dem Jugendstil angehören. Sie dokumentieren die Entwicklung der einzelnen Stilrichtungen. | Mietwohn- und Geschäftshaus |
| 09100148                         | Lieberoser Straße 7 (Lage) | Wohnhaus (Biedermeierhaus) mit Nebengebäuden und Garten | Das Biedermeierhaus war 1827 ein freistehendes Haus inmitten eines großen Gartens. Im selben Jahr erwarb es der Kaufmann und Rittergutsbesitzer Johann Friedrich Samuel Müller, der es dann zum Wohnhaus umbaute. Es zählte damals noch zu den Vorstadthäusern. Mitte der 1920er Jahre kaufte es der Fabrikbesitzer Gustav Krüger, der das Haus neu ausstattete. Später übernahm es die Familie Fuchs. Charakteristisch ist die große Freitreppe, auch die alten Baumbestände sind erwähnenswert. Der vordere Teil dieses Objektes wurde rechts und links von Wirtschaftsgebäuden eingerahmt. In der Mitte wurde ein großes Rondell angelegt, das ständig mit Blumen entsprechend der Jahreszeit bepflanzt wurde. Je zwei Buchs- und Fliederbäume flankierten den Hauseingang. Durch diese spezielle Bauweise war der Eingangsbereich mit der Freitreppe leicht mit den Pferdekutschen für die Gesellschaft erreichbar. Vom hinteren Teil des Wohnhauses führte auch eine kleinere Treppe zu einem tiefer gelegenen Blumengarten. Am Ende dieses Areals befand sich ein Obst- und Gemüsegarten, der vom Wohngarten durch eine natürlich gewachsene Hecke getrennt war. Von diesem Teil des Gartens ist durch den Bau der Lessingstraße nur noch ein Viertel übrig geblieben. Von etwa 1950 bis 1970 wurde das Gebäude als Schulhort genutzt, wo die Schüler der 1.–4. Klassen der 5. Polytechnischen Oberschule „Carl Blechen“ betreut wurden. Später nutzte das Standesamt Cottbus diese Räumlichkeiten für Trauungen, und es war das Bezirkshaus der Deutsch-Sowjetischen Freundschaft. 1991 erhielten die 1950 enteigneten Eigentümer dieses Anwesen zurück. Bis 1997 wurde dieses alte, wunderschöne Haus restauriert und strahlt nun wieder in neuem Glanz. Besonders erwähnenswert ist die Originalausstattung des Esszimmers aus dem Jahre 1890, das unbeschädigt die Jahrzehnte überstanden hat. | weitere Bilder |
| 09100149                         | Lieberoser Straße 12 (Lage) | Gutshaus Brunschwig | Das freistehende Haus wurde in der 1. Hälfte des 19. Jahrhunderts im klassizistischen Stil als Teil des Gutshofes Brunschwig errichtet. Teile des Gutshofes und des Parks sind noch zu erkennen. Das Haus ist ein siebenachsiger Putzbau mit Krüppelwalmdach. Die Fassade zur Hofseite ist in der Mitte des Hauses durch eine Treppenanlage und ein Giebeldreieck im Dachbereich bestimmt. An dieser Seite sind die Hauptgeschossfenster mit Profilrahmung durch schmales Sturzgesims verbunden. Sonstige Fenster sind von einfachen, eingetieften Faschen umrahmt. An der Ostseite befindet sich ein turmartiger, abgekanteter Vorbau mit Rundbogenfenster. Erhaltene bauzeitliche Ausstattungsdetails sind z. B. die Terrassentür mit Dekorsprossen, Türen im Dachgeschoss und die Treppe mit Geländern aus Profilstäben. 1900 erfolgte ein Umbau, bei dem Deckenstuck mit farbigen Malereien und zweiflügelige Kassettentüren mit üppigen neubarocken Supraporten geschaffen wurden. Im Salon ist ein zimmerhoher Ofen mit farbig ornamentierten Kacheln und Kronenabschluss zu sehen. Dort befindet sich außerdem ein wandfester, hölzerner Sitzeckeneinbau unter kräftiger Gesimsverdachung und eine integrierte ädikulaartig gerahmte Tür. Die ursprüngliche Hofeinfahrt ist mit Naturstein gepflastert. Im Gutshaus befindet sich heute eine Pension. | Gutshaus Brunschwig |
| 09100336                         | Lieberoser Straße 13 (Lage) | Landwirtschaftliche Schule mit Forstamt einschließlich der Einfriedung | Der Gebäudekomplex wurde 1925/26 als Lehranstalt der Landwirtschaftskammer der Provinz Brandenburg zur theoretischen Ausbildung von Landwirten erbaut. Im Souterrain wurde damals die Haushaltsschule mit aufgenommen, in der obersten Etage befanden sich die Lehrkraftswohnungen. 1926 wurde ein Erweiterungsbau geplant und 1929 umgesetzt, der die Schule mit dem rechtsseitig daneben errichteten Forstamt baulich verbinden sollte. Architektonisch folgt dieser Komplex der am Klassizismus orientierten Stilauffassung aus der Bauzeit sowie der gemäßigten Moderne durch die abgeknickte Form des Baukörpers und die leichte Asymmetrie. Der zweigeschossige L-förmige Putzbau steht im Scheitel der Straßengabelung Lieberoser Straße/Gulbener Straße. In den 1970er und 1980er Jahren wurde bei Instandsetzungsarbeiten die Fassade vereinfacht, indem die Brüstungsspiegel der Hauptgeschossfenster und die Giebelverzierung am Mittelrisalit entfernt wurden. Ebenfalls wurde der eingeschossige Anbau an der Schmalseite zur Gulbener Straße erweitert und aufgestockt. Die oberen Etagen sind mit Rauputz, das Souterrain mit Glattputz versehen. Die hohen Erdgeschossfenster sind kleinteilig gesprosst, über Sockelgesimse verbunden und von glatten Putzblenden mit Gesimsverdachungen gerahmt. Zurückhaltender eingefasst und kleiner ausgebildet sind die Fenster im Obergeschoss. Die zur Straßengabelung gerichtete Hauptfront ist konkav geknickt und durch einen übergiebelten Mittelrisalit und eine Fledermausgaubenreihung im Walmdach deutlich hervorgehoben. Der an der Nordseite befindliche Eingang ist portalartig gestaltet und wird über eine leicht geschwungene zweiläufige Freitreppe erschlossen. An der Schmalseite befinden sich Risalitgliederungen. Der Erweiterungsbau ist sechsachsig mit regelmäßiger Anordnung der Fenster ohne markante Details. Die Hauptfront der Hofseite zeigt sich mit einem zentralen Kopfbau unter einem Walmdach. Hier befindet sich der Nebeneingang. Das ursprünglich freistehende zweigeschossige Forstamt zeigt einen quadratischen Grundriss, ebenfalls mit Walmdach. Seit der Errichtung des Erweiterungsbaus erscheint diese Seite als beidseitig risalitartig vorgezogener Kopfbau der Landwirtschaftlichen Schule. An der Westseite befindet sich ein eingeschossiger Eingangsvorbau, an der Hofseite ein oktogonaler Standerker. Die bauzeitliche Einfriedung des 3500 m² großen Grundstücks besteht aus massiv verputzten Pfeilern (teilweise mit Kugelbekrönung), die Gitterzaunfeldern über Ziegelsockel fassen. | Landwirtschaftliche Schule mit Forstamt einschließlich der Einfriedung |
| 09100240                         | Lieberoser Straße 35/36 (Lage) | Kontor- und Lagerhaus sowie Fabrikgebäude der Firma W. Michovius | Im Jahr 1911 wurde das ehemalige Kontor-, Lager- und Fabrikationsgebäude als Firmensitz des Tuchgroßhandels- und Tuchversandunternehmens W. Michovius KG erbaut. Die Realisierung erfolgte durch die Baugeschäfte Dümpert & Hauke sowie Hermann Pabel & Co. 1910 beschloss das Unternehmen, das zu dem Zeitpunkt von den Erben geführt wurde, einen Neubau an der Ostseite der Lieberoser Straße. Durch das Cottbuser Architekturbüro Stiefler & Könecke wurde 1928 an der östlichen Schmalseite ein einachsiger Kopfbau angefügt. Das Gebäude besitzt einen T-förmigen Grundriss und wurde als eine Eisenbetonkonstruktion errichtet. Ferner besitzt es ein hohes Sockelgeschoss, und ein Flachdach bildet den Abschluss. Die Fassade ist 15 Achsen breit und hat eine Gliederung, die durch pilastergerahmte Seiten- und Mittelrisalite sowie sanft geschwungene und flache Blendgiebel bewerkstelligt wurde. Die Fenster der Hauptgeschosse besitzen einfassende Kolossalpilaster. Die Rhythmisierung der Fassade wird durch Friese und ornamentierte Brüstungsfelder unterstützt. Die Risalite wurden sehr aufwendig gestaltet. Die Pilaster besitzen ionische Kapitelle, und die Brüstungsfelder haben große Kartuschen. Im Blendgiebel des dreiachsigen Mittelrisalits, wo sich der Haupteingang befindet, ist eine Kartusche mit den Initialen des Firmengründers „WM“ vorhanden. In den Giebelgesimsen ist das profilierte Traufgesims weitergeführt. Die Eingangstüren und Sprossenfenster sind bauzeitlich gearbeitet. Die Lagerräume sind im Inneren durch Stürze der Eisenbetonkonstruktion unterteilt. Ein elegantes Treppengeländer ist in der zentralen Treppenanlage angebracht. Die im neuklassizistischen Stil versehene Fassade der modernen Baukonstruktion kann in gleichem Maße als repräsentativ wie angemessen betrachtet werden. | Kontor- und Lagerhaus sowie Fabrikgebäude der Firma W. Michovius |
| 09100282 Wikidata                | Lindenplatz (Lage) | Plastik „Huckepack-Jungen“ am Raumflugplanetarium | Die Huckepack-Jungen, eine Plastik aus Bronze, stellen eine lebensgroße Gruppe von Menschen dar, die auf einem Ziegelsteinsockel steht und sich am Lindenplatz in Cottbus-Sandow befindet. Es sind vier junge Menschen zu sehen, wobei zwei Kinder auf den Schultern von zwei Männern sitzen, in ihren Händen ein Tuch haltend, das über den Köpfen im Wind flattert. Man spürt die Freude und den Übermut der Personen. Die Plastik muss Ende der 1970er Jahre entstanden sein und steht unter Denkmalschutz. Es könnte die Szene nachgestellt worden sein, als Sigmund Jähn, der erste Kosmonaut der DDR, nach dem Flug ins Weltall im September 1978 von der Bevölkerung begrüßt wurde. Der Standort befindet sich nämlich genau gegenüber dem Raumflugplanetarium. Konkrete Angaben zu dem Anlass für diese Plastik findet man aber nicht. Sie stammt von dem Bildhauer Heinz Mamat (1930–2017), der seit 1962 in Cottbus lebte. Für seine Kunstwerke bevorzugt er Materialien wie Bronze, Granit, Beton und Gips. Eines seiner vielen Werke ist der Ehrenhain in der Puschkinpromenade in Cottbus aus dem Jahr 1979. Andere bekannte Plastiken von ihm stehen in Frankfurt/Oder und in Spremberg. | weitere Bilder |
| 09100139                         | Lindenplatz 21 (Lage) | Raumflugplanetarium „Juri Gagarin“ | Das Cottbuser Raumflugplanetarium „Juri Gagarin“ wurde am 26. April 1974 nach knapp zweijähriger Bauzeit eröffnet. Im Planetarium war bis Dezember 2012 ein Sternenprojektor „Spacemaster – Raumflugplanetarium“ von Carl Zeiss Jena im Einsatz. Der Kuppelraum hat einen Durchmesser von 12,5 Metern, in ihm konnten 156 Personen Platz finden. Nach fast 39-jähriger Betriebszeit, wurde diese Technik im Frühjahr 2013 durch ein Hybrid-Projektionssystem ersetzt. Dazu gehören der optomechanische Sternenprojektor „Chronos II“ der japanischen Firma Goto, synchronisiert mit einem 2-Kanal-Ganzkuppel-HD-Videosystem von RSA Cosmos aus Frankreich. Im Rahmen der Modernisierung wurde die Sitzplatzzahl auf 91 Plätze reduziert. Am 19. Juni 2013 wurde das Planetarium wieder eröffnet und ist seitdem eines der modernsten in Europa. Der Tag wird zur Nacht, und das ermöglicht jedermann, unter dem Sternenhimmel eine Zeitreise von der Vergangenheit bis in die Zukunft zu verfolgen, fremde Galaxien kennenzulernen. Besonders nachgefragt sind Veranstaltungen für Schulklassen, die gerade Astronomieunterricht haben. Sternenkundige können zu jeder Zeit Neues aus dem Universum bestaunen. Es gibt nicht nur Unterhaltung für Erwachsene, auch Kindervorstellungen finden hier statt. Die Jüngsten lernen die Sterne und vieles mehr in altersgerechten Geschichten kennen. Weiterhin bietet das Planetarium populärwissenschaftliche Programme an, sogar Konzerte stehen hier im Angebot. Für ausländische Besucher werden die Veranstaltungen eigens in ihrer Muttersprache angeboten. | weitere Bilder |
| 09100111                         | Lindenplatz 25–35, Hainstraße 22, 23, Wehrpromenade 1, 2 (Lage)                                                                                      | Denkmalensemble Kleines Spreewehr: Territorium zwischen Wehrpromenade und Eisenbahntrasse bzw. Spreeufer und Hainstraße/Lindenplatz mit den vier kurzen Wohnscheiben, der Wohngebietsgaststätte, der Ambulanz sowie dem Raumflugplanetarium und unter Einbeziehung des angrenzenden Landschaftsraumes der Spreeaue und der Ludwig-Leichhardt-Allee | Das Kleine Spreewehr ist ein Denkmalensemble zwischen der Wehrpromenade, der Eisenbahntrasse und dem Spreeufer. Östlich des Spreeufers verläuft die Ludwig-Leichhardt-Allee. Der Name dieser Allee führt zurück auf den ehemaligen Geographen und Australienforscher Ludwig Leichhardt (1813–1848 verschollen). Er ging in Cottbus zur Schule. Der Weg beginnt an der Sandower Brücke. Links und rechts dieser Allee zieren prächtige Kastanienbäume den Weg, die 1901 angepflanzt wurden. Im Verlauf des Weges trifft man auf der linken Seite auf das 2007 durch einen Brand zerstörte Restaurant „Kleines Spreewehr“. Dieses leerstehende Gebäude beherbergte einst auch einen Lebensmittelmarkt. Gleich nebenan befindet sich das ehemalige Sandower Ärztehaus, das wegen des Neubaus „Ostrower Tor“ geschlossen wurde. Einige Meter weiter entdeckt man das Kleine Spreewehr, das 1850 durch ein Hochwasser beschädigt wurde. Zu jener Zeit noch aus Holz, wurde es 1927 durch einen Betonbau ersetzt. Als es im Krieg 1945 zerstört wurde, konnte auch das 1902 erbaute E-Werk nicht mehr betrieben werden. Etwas weiter erreicht man das Raumflugplanetarium, das 1973/1974 errichtet wurde. Es trägt den Namen des ersten Menschen im Weltraum, Juri Gagarin. Dieses wissenschaftliche und auch kulturelle Denkmal ist sowohl für Kinder als auch für Erwachsene ein interessanter Anlaufpunkt. | Denkmalensemble Kleines Spreewehr: Territorium zwischen Wehrpromenade und Eisenbahntrasse bzw. Spreeufer und Hainstraße/Lindenplatz mit den vier kurzen Wohnscheiben, der Wohngebietsgaststätte, der Ambulanz sowie dem Raumflugplanetarium und unter Einbeziehung des angrenzenden Landschaftsraumes der Spreeaue und der Ludwig-Leichhardt-Allee |
| 09100147                         | Löbensweg 18 (Lage) | Nordfriedhof Gesamtkomplex | An der Nordgrenze der Stadt Cottbus wurde im Jahr 1870 ein Friedhof angelegt, der 1892 vergrößert worden ist. Der Nordfriedhof wurde in einer strengen Form errichtet. Ein gerader Weg vom Haupttor zur Feierhalle sowie eine Querachse teilen die Gesamtfläche in vier Hauptfelder. An Mauer und Zaun liegen die Gräber mit den Denkmälern der wohlhabenden Gesellschaft. 1928 wurden der Familienfriedhof der Brunschwigbesitzer Korn und der neue Brunschwigfriedhof in das Gesamtareal mit einbezogen. Es entstand eine neue Kapelle, die im September 1929 eingeweiht werden konnte. Heute besitzt der Nordfriedhof weitestgehend Parkcharakter, an Familiengräbern wird aber immer noch beigesetzt. An der West- und Südmauer angebrachte Gedenktafeln erinnern heute noch an das frühere Wirtschaftsleben sowie an das kulturelle und geistige Leben in Cottbus. Der interessierte Besucher findet z. B. das Grab vom Intendanten Ludwig Spannuth-Bodenstedt (1880–1930) sowie das Grabmal von Hugo Ruff (1843–1924), dem Mitbegründer des Vereins für Heimatgeschichte. Auch die Ehrenbürgerin und Malerin Elisabeth Wolf fand auf dem Nordfriedhof ihre letzte Ruhestätte. Die Gräber von Frau Dr. Vera Heppler und ihren drei Kindern, damals wohnhaft in der Leipziger Straße, sind eine stille Mahnung an die Lebenden, denn sie verloren ihr Leben am 15. Februar 1945 bei dem alliierten Bombenangriff auf Cottbus. An den 1948 verstorbenen großen Sohn des sorbischen Volkes Gotthold Schwela erinnert heute eine schlichte Tafel im vorderen Bereich des Nordfriedhofes. | Nordfriedhof Gesamtkomplex |
| 09100150                         | Ludwig-Leichhardt-Allee/Franz-Mehring-Straße (Lage)                                                                                                  | Ludwig-Leichhardt-Gedenkstein mit Gedenktafel | Die Ludwig-Leichhardt-Allee verläuft östlich des Spreeufers. Der Name dieser Allee führt zurück auf den ehemaligen Geographen und Australienforscher Ludwig Leichhardt (1813–1848 verschollen). Er ging in Cottbus zur Schule. Der befestigte Rad- und Wanderweg beginnt an der Sandower Brücke. Ein Findling mit Gedenktafel markiert den Beginn der Allee. Der Weg wird an den Seiten von Kastanienbäumen begrenzt, die 1901 angepflanzt wurden. Vorbei am Kleinen Spreewehr endet sie in der Nähe des Planetariums. | weitere Bilder |
| 09100177                         | Lutherkirchplatz 1 (Lage) | Lutherkirche | Zu den jüngeren evangelischen Kirchen der Stadt Cottbus gehört die Lutherkirche. Bis vor einigen Jahren war sie noch das höchste Gebäude im Cottbuser Süden, nun ist sie nahe an das Stadtzentrum gerückt. Die Lutherkirche wurde 1911/1912 nach den Plänen des Berliner Architekten Robert Leibnitz errichtet. Bei einem Bombenangriff im Februar 1945 wurde die Kirche fast völlig zerstört und sollte dann abgerissen werden. Durch eine große Spendenaktion der Gemeinde konnte die Kirche vor dem Abriss bewahrt und 1951 erneut eingeweiht werden. Bis 1978 zog sich die Beseitigung der äußeren Kriegsschäden hin, bei der zahlreiche Jugendstilelemente verloren gingen. Heute ist der Innenraum sehr schlicht gehalten, Kanzel und Altar sind in Klinkermauerwerk erbaut. Das 1910/1911 geschaffene Lutherdenkmal des Bildhauers Heinrich Goetschmann wurde 1983 in unmittelbarer Nähe der Kirche aufgestellt. | weitere Bilder |
| 09100255                         | Lutherstraße 5 (Lage) | Mietwohnhaus | Das vierachsige Mietwohn- und Geschäftshaus wurde im Auftrag von Fritz Pondygroch Ende 1901 errichtet. Die Planung erfolgte durch den Architekten Carl Siechler. Nach der Fertigstellung des Gebäudes 1902 hat der Kaufmann Adalbert Schüttge das Haus gekauft und vermietet. 1912 ging das Wohnhaus in den Besitz der Niederlausitzer Bank AG über. Das Erdgeschoss mit linksseitiger Hofdurchfahrt besitzt eine unauffällige Putzquaderung. Die Halbrundfenster und die Durchfahrt werden von friesartigen Stuckelementen überfangen, in denen sich Blumen und wappenförmige Kartuschen befinden. Ein durchgehendes Sohlbankgesims trennt das Erdgeschoss vom ersten Stock. Alle Fenster besitzen eine etagenweise variierende Ädikularahmung. Das Fenster in der dritten Achse wird zusätzlich durch Pilaster eingefasst. Die darüberliegenden Halbrundfenster des zweiten und des dritten Obergeschosses sind vertieft eingesetzt und asymmetrisch bodentief. Über dem Fenster der ersten Achse ist die Jahreszahl 1902 in einem Stuckelement eingearbeitet. Zwischen dem Gurt- und dem Sohlbankgesims des ersten Obergeschosses befinden sich Stuckornamente. Kleine, fensterbreite Stuckarbeiten finden sich unter den Sohlbänken der Rechteckfenster im dritten Obergeschoss. Die dritte Achse wird mit einer Lukarne abgeschlossen, die einen aufgesetzten Giebel mit zwei Türmchen und einen zeltdachförmigen Dachaufbau besitzt. Sie wird von zwei Gauben flankiert. Eine kleinere Lukarne schließt die erste Achse ab. Ein dreigeschossiges Hinterhaus wurde 1905 angebaut. Das Gebäude wurde in Reihenbauweise und unter Verwendung späthistoristischer Formen gebaut. | Mietwohnhaus |
| 09100256                         | Lutherstraße 19 (Lage) | Mietwohnhaus | Das viergeschossige Mietwohnhaus ist ein Klinkerbau mit sieben Achsen und wurde 1902 erbaut. Die dritte und vierte Achse sind als Risalit mit Schweifgiebelkrönung ausgebildet. Im Giebel sind über einem kleinen Halbrundfenster Blätterrankenornamente eingearbeitet. Unter dem Halbrundfenster schmückt ein Ornament in Form eines großen Blattes mit der Inschrift „A.W. 1902“ das Gebäude. Links vom Risalit sitzt eine Schleppgaube auf dem Pultdach, rechts sind es zwei Schleppgauben. Die Tür und die Fensterrahmen sind in Grün gehalten. Das erste Geschoss ist gelb verputzt und durch ein Fenstergesims, das mit Achteckstuck verziert ist, vom zweiten abgetrennt. Die Fenster im zweiten und dritten Geschoss haben eine ungeschmückte Halbrundverdachung. Die zwei Fenster im Risalit sind im zweiten Geschoss durch zwei Ornamente mit Blumenranken und je einem Bienenstock getrennt. Die Halbrundverdachungen der Fenster im dritten Geschoss im Risalit sind mit Stuck in Bänderform verziert. Die helle Verputzung der Ornamente, Stucke und Fensterumrahmungen heben sich optisch gut vom roten Klinkerputzbau ab. | Mietwohnhaus |
| 09100151                         | Madlower Hauptstraße (Lage) | Preußischer Postmeilenstein | Diesen Rundsockelstein aus Granit findet man in der Nähe der Straßenbahnhaltestelle des Badesees Madlow. Der Bau der Chaussee von Spremberg nach Cottbus wurde 1837 vollendet, und man nimmt an, dass der Meilenstein zu dieser Zeit aufgestellt wurde. Das noch erkennbare Oberteil hat die Form eines Kegelstumpfes mit einer Höhe von 84 cm, im unteren Teil beträgt der Durchmesser 42 cm und im oberen Teil 36 cm. Der im unbefestigten Seitenstreifen verschüttete Sockel misst im Durchmesser 50 cm. Heute nicht mehr erkennbar ist der 30–40 cm lange, bearbeitete Teil des ca. 100 cm langen Sockels. In Relation zu benachbarten Meilensteinen kann man davon ausgehen, dass die nicht mehr sichtbare Beschriftung „XVIII MEILEN BIS BERLIN“ lautete. | Preußischer Postmeilenstein |
| 09100153                         | Madlower Schulstraße (Lage) | Dorfkirche Madlow | Die Cottbuser Martinskirche befindet sich etwas außerhalb, idyllisch gelegen zwischen den Dörfern Kiekebusch und Madlow. Nach alten Überlieferungen soll die gotische Kirche die älteste in und um Cottbus sein. Sie ist Martin von Tours gewidmet, einem der bekanntesten Heiligen der katholischen Kirche. Entstanden ist die Martinskirche im 14. Jahrhundert. Der baulich jüngere Turm und das rechteckige Kirchenschiff sind aus Backstein errichtet. Die später angebaute Sakristei besteht aus Feldstein. Der untere Teil des Turmes ist untergliedert, und die oberen Geschosse sind horizontal getrennt und durch Blenden aufgelockert. Aus dem 15. Jahrhundert stammen die Turmglocken. Die innere Holzdecke ist in Sargdeckelform gebaut und sorgt für eine besondere Akustik. Im Jahre 1975 wurde der Innenraum der Martinskirche renoviert, und die Ausstattung aus dem 19. Jahrhundert wurde komplett entfernt. Eine von der Firma Löbling aus Erfurt gebaute Orgel befindet sich seit 1988 in der Kirche und wird für verschiedene Orgelkonzerte genutzt. | weitere Bilder |
| 09100011                         | Magazinstraße 28 (Lage) | Militärwachgebäude und Zeughaus | Die Magazinstraße zählt zu den ältesten Straßen in Cottbus. Das Gebäude in der Magazinstraße 28 war als Zeughaus des aus dem Schloss stationierten Dritten Garde-Landwehr-Bataillons erbaut worden und bis 1871 zum Schloss gehörig. In den Folgejahren wurde das Haus unter großem Substanzverlust instand gesetzt, was einen Deckeneinsturz 1959 wegen Schwammbefall zur Folge hatte. 1960 erfolgten ein Abriss der Fachwerkinnenwände und der Einbau massiver Decken- und Wandkonstruktionen. Bei der Sanierung 2000 bzw. 2001 erfolgte eine Erneuerung des Dachwerkes, und neue Gauben wurden versetzt. Es entstand ein langgestreckter, zweigeschossiger vierachsiger Putzbau mit strenger, frühklassizistischer Fassadengliederung. Den Abschluss bildet ein hohes Satteldach. Das Erdgeschoss wird über eine Sockelzone hervorgehoben und durch eine Putzquaderung betont. An der Fassade befinden sich Drillingsfenster, die im Erdgeschoss durch tiefe flachbogige Blenden überfangen und im Obergeschoss durch ein Sohlbankgesims verbunden sind. Die südliche Giebelseite ist durch flache Ecklisenen gefasst, die nördliche mit einer Dreifenstergruppe sowie drei kleinen kreisrunden Öffnungen im Giebel. Das ehemalige Zeughaus zeigt mit seiner Fassadengestaltung auf die Architektur der Zeit um 1800. Seit 2000 gehört das Gebäude in der Magazinstraße 28 zum Amtsgericht, heute befindet sich das Familiengericht dort. | Militärwachgebäude und Zeughaus |
| 09100311                         | Marienstraße 21, 22 (Lage) | Bautengruppe, bestehend aus zwei Mietwohnhäusern | Diese gleichartig gestalteten Putzbauten mit Mansarddächern wurden 1911/12 errichtet und zeigen die typischen Elemente (Loggien, dreigeteilte Fenster, flache, zurückhaltende Putzornamentik) der von der „Reformbewegung“ beeinflussten Baukunst nach 1900 auf. Die Erdgeschosse sind in der Mitte zurückgesetzt, und die somit entstandenen Vorhallen mit Haus- und Kellereingang werden mittig von Rundpfeilern auf Postamenten gestützt. Diese Vorhallen sind mit einem Volutengiebel mit Girlanden verziert. Die Vorhallen sind durch massive Balusterbrüstungen zur Straße abgeschlossen. Die Mittelachsen der beiden Obergeschosse sind mit jeweils dreigeteilten Fenstern ausgestattet. Die zweite Etage ist korbbogig mit ovalem Sprossenfeld und bekrönendem Friesfeld ausgestattet. Hier sind die massiven Teilungspfosten über Putzbänder verbunden und die dazwischen liegenden Brüstungsfelder mit Girlanden dekoriert. Geschossübergreifende, flach ausgebildete Pilaster umfassen die Fenster. Seitlich der Mittelachse befinden sich Loggien. Die oberen sind mit Rundpfeilern versehen. Die Fenster der Außenachsen sind ebenfalls mit Brüstungszier versehen und werden von Kolossalpilastern begleitet. Alle Pilaster und Rundpfeiler sind mit stark stilisierten geometrischen Kapitellen konstruiert. | Bautengruppe, bestehend aus zwei Mietwohnhäusern |
| 09100312                         | Marienstraße 28 (Lage) | Mietwohnhaus | Dieses Mietwohnhaus mit fein gearbeiteter spätklassizistischer Putzfassade wurde 1976 errichtet. 1996/97 folgte eine Restaurierung der Fassade und des Eingangsbereiches, eine Innensanierung und Dachstuhlerneuerung. Die Fenster wurden dem historischen Vorbild nachgebildet. Die Putzfassade ist symmetrisch gegliedert. Das Erdgeschoss wurde mit feinem Fugenschnitt und segmentbogig eingeschnittenen Wandöffnungen versehen. Mittig der Fassade befindet sich die Durchfahrt zum Hof. In den drei Obergeschossen sind die Fenster paarig unter differenziert gearbeiteten Gesimsverdachungen zusammengefasst. Im ersten Obergeschoss sind die Fenster zusätzlich von Pilastern gerahmt. Die Mittelachse der ersten beiden Stockwerke wurde hervorgehoben durch plastisch stärker ausgebildete Pilaster und kräftigere Gesimsverdachungen bzw. den bekrönenden Segmentbogengiebel mit in Laubwerk eingebundenem Erbauungsdatum. Hier sind zudem die Fenster von vertikalen Putzfeldern begleitet und im Sturz- bzw. Sohlbankbereich durch Ornamentfriese aufgewertet. 1997 wurde der Balkon über dem Durchfahrtstor nach historischen Aufnahmen rekonstruiert. Der Bauschmuck (Gesimse, Verdachungen, Rahmungen u. a. m.) aus Terracotta wurde erst bei den Restaurierungsmaßnahmen marmoriert. Das als Wendelstein ausgeführte Treppenhaus sowie der Grundriss der Wohnungen sind erhalten geblieben. In der Durchfahrt befindet sich eine dekorative Decken- und Wandmalerei, die ein Rankenwerk nach antiken Vorbildern zeigt. 1997 wurden hier zwei Fassungen freigelegt und im Zuge der Restaurierung gestalterisch verbunden. | Mietwohnhaus |
| 09100437                         | Marktstraße 2 (Lage) | Wohn- und Geschäftshaus | Repräsentativer viergeschossiger Bau mit reichem Schmuck der durch Erker symmetrisch gegliederten fünfachsige Fassade; Geschosse durch kräftige Gesimse getrennt, die Fenster durch aufwendig mit Spätrenaissance-Elementen dekoriertem Pilaster; Bilder-Kartuschen an den Gebäudekanten, blattgeschmückten Konsolen am Erker, Frontfenster gerahmt von plastisch stuckierten Eckpfeilern; Balkonabschluss mit schmiedeeisernem Gitter; die gekuppelten Fenster des Obergeschosses mit Teilungspfosten; bauzeitliche Haustür mit vergitterten Glaseinsätzen; Fassadenabschluss durch voluminöse, verzierte, Traufgesims tragende Konsolen; im Inneren Teile der früheren Grundrissstruktur sowie originale Bau- und Ausstattungsdetails (Treppe, Türen); aussagekräftiges Beispiel zeitgenössischer bürgerlicher Mietwohnhausarchitektur, auffallend feine, gut erhaltene, zeittypisch renaissanceorientierte Fassadendekoration; erheblich zum Gesamtbild der Marktstraße beitragend | weitere Bilder |
| 09100081                         | Marktstraße 7, 8 (Lage) | Wohnhäuser | Das Wohnhaus Marktstraße 7 wurde wohl in der zweiten Hälfte des 19. Jahrhunderts errichtet. Das Mansarddach des ursprünglich zweigeschossigen Hauses ist später zum Vollgeschoss umgebaut worden. Die Gaststättennutzung ist schon seit 1876 nachweisbar. Bei der Gesamtrekonstruktion im Jahr 1981 wurde massiv in den baulichen Bestand eingegriffen. Weitere Veränderungen im Inneren wurden nach 1991 vorgenommen. Durch Einbeziehung der Nr. 8 in die Gaststättennutzung hat das Gebäude Nr. 7 keinen straßenseitigen Hauseingang. Die Bewohner des Gebäudes Nr. 7 können nur durch den Eingang der heutigen Gaststätte „Roma“ das Haus betreten. Die Fassadenstruktur im Erdgeschoss mit der Lisenengliederung, einschließlich der Fensterformen, ist eine Gestaltungsidee aus den 1990er Jahren. Die Fassade in den Obergeschossen ist vertikal durch Pilaster gegliedert, die die Achsen trennen. Der flachbogige Abschluss der Fenster ist von einem kräftigen Putzband gerahmt. Das Wohnhaus gehört zu den beiden letzten, zumindest in ihrer Grundsubstanz erhaltenen Gebäuden aus der Zeit um 1800 im Gebiet um den Neumarkt. Das einst vom Potsdamer Spätbarock (Zopfstil) geprägte Fassadenbild (Mansarddach, Fensterschmuck) ist lediglich im ersten Obergeschoss noch deutlich.Der Bauherr Carl Friedrich Zöllner wird ab 1795 als Eigentümer des Grundstücks Marktstraße Nr. 8 genannt. Das Innere ist unter Substanzverlust mehrfach verändert worden, zuletzt in den 1990er Jahren. Bereits im 19. Jahrhundert ist das Dach mit Gauben versehen worden. Schon um 1950 wurde die Fassadenstruktur im Erdgeschoss beseitigt. Hier waren 1948 noch drei rundbogige Öffnungen mit Schlussstein und Türöffnung sowie Kämpferprofile, Pilasterrahmung und Gebälk zu sehen. Bei der Sanierung 1953 wurde die heutige, einfach ungeschnittene hochrechteckige Fenster- und Türform gewählt. Das Gebäude ist ein traufständiger, zweigeschossiger Putzbau von fünf Achsen unter einem Mansarddach. Die Tonnengewölbe im Keller sind vermutlich noch vom Vorgängerbau. Das Wohnhaus gehört zu den wenigen historischen Gebäuden um den Neumarkt, die erhalten geblieben sind. Auf Grund seines Baualters und spätbarocken Charakters dokumentiert es gemeinsam mit der benachbarten Nr. 7 als einziges Beispiel die hier im 18. und frühen 19. Jahrhundert vorherrschende Bebauungsstruktur. | Wohnhäuser |
| 09100054                         | Marktstraße 14 (Lage) | Kauf- und Mietwohnhaus „Zum Merkur“ | Das Mietwohn- und Geschäftshaus wurde 1896 durch den Bauherrn Paul Broeßke errichtet. Dieses ehemalige Wäsche- und Ausstattungskaufhaus „Merkur“, Inhaberin war Marie Lehmann, ist 1902 bis in den zweiten Stock ausgebrannt. 1910 wurde das Warenhaus durch die Firma Richter und Co. neu eröffnet. Im Jahr 1913 hielt das Herrenkonfektionsgeschäft von Paul Löst in diesem Gebäude Einzug. In der unteren Etage wechselten die Betriebe häufig und mit ihnen die Nutzung. Heute befindet sich das „Eiscafé Da Capo“ im Untergeschoss der Marktstraße 14, das 2006 eröffnet wurde. 1983 fanden an der Fassade umfangreiche Restaurierungsarbeiten statt. Durch die Modernisierung im Inneren 1992/93 veränderte sich der Grundriss. Im Erdgeschoss wurden die noch bauzeitlichen Schaufenster erneuert und der Geschäftseingang von der Gebäudeecke auf die Altmarktseite verlegt. Der repräsentative, viergeschossige Eckbau mit elf Achsen ist in historischen, vorwiegend neubarocken Formen unter einem Berliner Dach zur Marktstraße und mit zwei Achsen zum Altmarkt errichtet worden. Die Gebäudeecke mit dem dreigeschossigen Runderker wird durch die vergoldete Figur des Merkur, mit Heroldstab und Flügelhut, betont. Über der Figur des Merkur befindet sich die Jahreszahl 1896 und zwischen dem Kranzgesims die Aufschrift „Zum Merkur“. Sehr aufwendig und plastisch ist die Fassade gestaltet worden, für die damalige Zeit durchaus üblich. Das Erdgeschoss weist eine Putznutung auf, und die beiden mittleren Etagen sind durch Kolossalpilaster zusammengefasst, die auf verzierten Kartuschenkonsolen ruhen. Die verschiedenen Zwillings- und Drillingsfenster sind im ersten Obergeschoss durch Muschelwerk und Kartuschen hervorgehoben. Das obere Stockwerk nimmt die Gliederungsstruktur der Mittelgeschosse wieder auf und endet mit phantasievollen Stuckkonsolen und Ornamenten. Die Dachlandschaft ist mit unterschiedlichen Gauben und einem Zwerchgiebel mit rundbogigem Abschluss belebt. Die Verbindung von Plastiken und Inschriften ist ebenfalls ein Merkmal der spätgründerzeitlichen Repräsentations- und Dekorationsarchitektur. | Kauf- und Mietwohnhaus „Zum Merkur“ |
| 09100020                         | Mauerstraße (Lage) | Lindenpforte | 1879 wurde der alte Mauerturm der Stadtmauer durchbrochen und diente dann als offizielles Stadttor. Dadurch entstand eine kurze Verbindung zum neu erbauten Telegraphenamt und zum Buttermarkt (Berliner Platz). Beides befand sich vor der Altstadt. Anfangs bezeichnete man dieses Tor als Durchbruch. Später wurde das Tor auch Judentor genannt, weil die alte Synagoge danebenstand. Unmittelbar vor dem Tor wuchs eine prächtige Linde. Deshalb gab man dem Tor den noch heute üblichen Namen Lindenpforte. Ein Postkutscherdenkmal zu Ehren des Cottbuser Postkutschers steht seit April 2006 an der Lindenpforte. | Lindenpforte |
| 09100015                         | Mauerstraße 4–6 (Lage) | Polizeiwache | Der Bereich der heutigen Mauerstraße wurde um 1700 bebaut, er führte ursprünglich entlang der Innenseite der westlichen Stadtmauer von der Berliner Straße bis zum Spremberger Tor, bis zum Ursprung ist die Bebauung aber nicht mehr zurückzuverfolgen. Um 1780 wohnten in den Wollspinnhäusern rechts und links der heutigen Lindenpforte die Angestellten der Cottbuser Tuchfabriken. Die links von der Lindenpforte befindlichen Bauwerke an der Stadtmauer gehörten einst vermögenden Hugenotten, später um 1850 dann den gut situierten Juden der Stadt. In den Jahren 1904/05 kam es zu größeren Umbauten an einem Stockhaus, um dem Zweck eines Polizeigefängnisses zu entsprechen. 1908 siedelte sich in den Häusern der Mauerstraße 4–6 das Polizeirevier im Land Brandenburg an. Es ist heute das älteste Polizeigebäude im Land. Weitere Um- und Anbauten erfolgten 1935/1936. In den Gebäudekomplex einbezogen wurden drei Wieckhäuser der Stadtmauer. Das südliche wurde 1935 ganz neu aufgemauert und erhielt einen sehr hohen, historisch nicht belegten achtseitigen Sitzhelm. Fragmente neuer Mauerstücke, ein Walmdachabschluss sowie der zweigeschossige mehrteilige Putzbau mit Kreuzstockfenstern unterstreichen die mittelalterliche Substanz. Durch Zwerchhäuser mit Staffelgiebeln über den Eingängen an der Mauerstraße wurden neue Akzente gesetzt. Ein Sockel, die Türeinfassungen mit gekehlter Laibung und die Fensterrahmen sind durch dunkle Klinker vom hellen Putz abgesetzt. Frei ergänzt sind die Anbauten auf dem E-förmigen Grundriss, die in Richtung zur Mauer zwei kleine Höfe bilden. Die Wieckhäuser bestehen daher aus der restaurierten Originalsubstanz sowie aus freien Ergänzungen. Die Südseite ziert ein großformatiges keramisches Wandbild von Kurt Heinz Sieger (1969 signiert) mit Spreewaldmotiven. Zuletzt fanden 1993/94 mehrere Innenausbauten statt. Heute beherbergen die Häuser in der Mauerstraße 4–6 das Polizeirevier und das Sachgebiet Prävention. | Polizeiwache |
| 09100084                         | Mühlenstraße 12 (Lage) | Wohnhaus Liersch | Das Wendische Museum Cottbus zeigt Ausstellungsgegenstände der Wenden und Sorben in der Niederlausitz. | weitere Bilder |
| 09100086                         | Mühlenstraße 28–32, Am Spreeufer 2a (Lage) | Gebäudeensemble „Wichernhaus“ mit Stadtmission | Nach Teilabriss 2017 und danach erfolgter Renovierung sind nur noch die Gebäude Mühlenstraße 30/31 vorhanden. | weitere Bilder |
| 09100232                         | Münzstraße 10 (Lage) | Fabrikgebäude | Das 1855 errichtete Gebäude, direkt am Puschkinpark, wurde bis etwa 1990 als Lager für Trikotagen genutzt. Dann stand es lange Zeit leer, bis es in den Jahren 2009/10 durch eine Bauherrengemeinschaft saniert wurde. Entstanden ist eine moderne Seniorenresidenz, die den heutigen Baubestimmungen gerecht wird, aber die denkmalgeschützte Außenfassade behalten hat. Der fünfgeschossige Putzbau mit einem Satteldach steht auf einem T-förmigen Grundriss. An der Längsseite des Gebäudes, die Richtung Altstadt zeigt, befindet sich ein Mittelrisalit, der mit einem Dreiecksgiebel abschließt. Der Putzbau hat links und rechts neben dem Risalit eine Dachterrasse mit einer gemauerten Brüstung. Die Fassade wird durch Gurtgesimse zur optischen Gliederung der Etagen geteilt, unterschiedliche Fensterformen – Stichbogenfenster, französische Fenster – und Balkone prägen die Fassade. In der symmetrischen Giebelseite befinden sich pro Etage ebenfalls drei Stichbogenfenster, auch im Dreiecksgiebel aber ohne Oberlicht. Traufständig. | weitere Bilder |
| 09100021                         | Münzstraße 13 (Lage) | Münzturm | Im 15. Jahrhundert entstand die Stadtbefestigung, so auch in der Münzstraße. Durch große zusammenhängende Teile der ehemaligen Wall- und Grabenanlage ist noch heute die Begrenzung der Altstadt deutlich erkennbar. Große Teile der Stadtmauer sind in den Jahren 1934–1938 neu restauriert oder auch ergänzt worden. In den 1970er Jahren wurden einige Wiekhäuser abgerissen, die in regelmäßigen Abständen für die Verteidigung und zur Stabilisierung eingebaut worden waren. 1983 wurde mit der abschnittweisen Sanierung begonnen, um die historisch wertvolle Gesamtanlage zu erhalten. Einer der dazugehörigen Türme von der Befestigungsanlage ist der Münzturm. Er diente angeblich im Mittelalter als Münzprägestätte und bildet noch heute die Nordostecke der Stadtmauer. Im Bereich der Münzstraße wurde im Zuge der Erneuerung der Stadtmauer auch der Münzturm behutsam saniert. Der Turm ist aus Backstein errichtet und hat eine Rautenmusterung aus dunkel glasierten Ziegeln. Den Abschluss des Oberbaus bildet eine Helmkonstruktion. Im April 1993 waren die Sanierungsarbeiten beendet. | weitere Bilder |
| 09100244                         | Muskauer Platz 1a (Lage) | Schulgebäude, Turnhalle und Sanitärgebäude der 2. Realschule | Im Oktober 1913 wurde das große Backsteinhaus im neugotischen Stil am Muskauer Platz als 5. und 6. Gemeindeschule zu Cottbus feierlich eingeweiht. Zur Schulanlage gehörten das Hauptgebäude mit einem Teil für 396 Jungen und der andere Teil mit etwa 170 Mädchen. Der Schulbetrieb, der nach Geschlechtern getrennt wurde, sorgte für zwei Schulbezeichnungen. Auf dem Boden ist noch die Trennung durch Glaswände in allen Flurbereichen zu erkennen. Auch der Hofbereich wurde durch einen Drahtzaun von den Türen bis zur Mitte des alten Toilettengebäudes getrennt. Im April 1944 musste der Unterrichtsbetrieb eingestellt werden. Bis Mai 1945 wurde die Schule als Flüchtlingslager genutzt. Im Februar 1945 wurde sie von mehreren anglo-amerikanischen Fliegerbomben getroffen. Der Nordflügel des Hauptgebäudes sowie das Wohnnebengebäude wurden zerstört und sollten für immer verloren sein. Ab Oktober 1945 wurde die Schule wieder in Betrieb genommen. Im Jahr 2000 kam es zur Namensgebung „Sandower Realschule“. Zum 88. Jubiläum wurde ein Schulmuseum eingerichtet. 2007 begannen die Arbeiten zur Rekonstruktion des Gebäudes. Die Carl-Blechen-Grundschule zog danach in das Gebäude ein. Das Gebäude ist ein dreistöckiger Backsteinbau mit einem Walmdach. Die Fassade wird geprägt durch das farbliche Zusammenfassen der Fenster der beiden Obergeschosse und durch die auffälligen mit Ziertürmchen gekrönten Giebel. Zwischen den Fenstern der Obergeschosse befinden sich Putzspiegel mit variierenden Stuckelementen. Zwei Risalite dominieren die östliche Fassade. | Schulgebäude, Turnhalle und Sanitärgebäude der 2. Realschule |
| 09100119                         | Muskauer Straße 2–6, 4a–e, 5, 6a–e, 7a–e, Hans-Beimler-Straße 27–32 (Lage)                                                                           | Wohnhausensemble Muskauer Straße | Das Wohnensemble in der Muskauer Straße wurde um 1930 erbaut. Es grenzte an eine Kleingartensiedlung und befand sich zur Bauzeit in Stadtrandlage. Der dreigeschossige Block mit den Nummern 2–7 liegt direkt an der Hauptstraße, die zweigeschossigen Querblöcke (4a–e, 6a–e und 7a–e) liegen direkt dahinter. Sie wurden nach der Zeilen- und der Reihenbauweise errichtet. Diese Putzbauten sind unterkellert und waren mit einer Ofenheizung ausgestattet. Die überdachten Hauseingänge, das Flachdach und die Fassade sind schlicht gestaltet. Wie viele andere Wohnhäuser wurden diese 1993 voll saniert und modernisiert. 1966 wurden die Genossenschaftswohnbauten in das Wohngebiet Sandow integriert. Später bekam die Straße den Namen von Artur Becker, nach 1990 erhielt sie den alten Namen zurück. Der angebaute Plattenneubau Muskauer Straße 7–8 an der Hauptstraße wurde zurückgebaut, damit entstand wieder ein einheitliches Bild. Es folgten Dach-, Fenster- und Sanitärerneuerungen. In dem Block 4a–e sind die Küche und das Bad mit einem Fenster ausgestattet, für jede Wohneinheit wurde ein Balkon angebaut. Einige Unterschiede sind geblieben: Am Gebäude der Hauptstraße sind die Balkone an der hinteren Fassade angebaut worden, bei den dahinterstehenden Querblöcken an der Vorderseite, und die Fensterfronten in den einzelnen Blöcken variieren. Das gesamte Ensemble bekam einen Volldämmschutz und neue Außenfarbe. Die gelben Fassaden bilden einen bemerkenswerten Kontrast zu den dunkelroten Fensterrahmungen und Eingangstüren. Die Wohnqualität für die Mieter hat sich verbessert, sämtliche Gebäude werden nun mit Fernwärme versorgt. Die beiden zweigeschossigen Wohnblöcke in der Hans-Beimler-Straße 27–32 gehören aufgrund der Bauweise ebenfalls zu diesem Ensemble. | Wohnhausensemble Muskauer Straße |
| 09100087                         | Neumarkt 5 (Lage) | Neues Rathaus | Das Gebäude wurde von 1934 bis 1937 nach Entwürfen des städtischen Bauamtes erbaut. Beim Bau des Neuen Rathauses wurde das Geburtshaus von Carl Blechen abgerissen. Eine Gedenktafel erinnert an seinen Standort. Ursprünglich besaß das Gebäude nur drei und entlang der Berliner Straße vier Etagen und wurde von einem hohen Satteldach gekrönt. Über dem damaligen Haupteingang stand eine mächtige Rolandsfigur. Im April 1945 brannte das Gebäude fast völlig aus und wurde nur notdürftig wiederhergestellt. In den Jahren 1966 bis 1967 wurde das Rathaus auf einheitlich fünf Geschosse aufgestockt und bekam ein Flachdach. Das Rathaus mit seinen glatten Außenflächen ist völlig mit Ilse-Eisenklinkern verblendet. Mit den bündig abschließenden Fenstern wirkt es auf den ersten Blick nüchtern, weist jedoch einige Besonderheiten auf. An der Gebäudeseite zur Berliner Straße befindet sich ein Arkadengang mit Rundbögen, in deren Zwickel zwölf Handwerkszeichen prangen. Das Portal am Neumarkt wird von Steinmetzarbeiten geschmückt, und an der Nord-West-Ecke befindet sich ein Erker. Dazu wird aus dunkleren Ziegeln an zwei Gebäudekanten das Cottbuser Wappentier, der Krebs, dargestellt. Neben der Hofeinfahrt in der Mauerstraße befindet sich die Figur „Mutter mit Kind“. Das fast quadratische Gebäude hat nur zwei gerade Fronten, die beiden anderen sind leicht gewölbt, die Front zur Mauerstraße konvex und die zur Marktstraße konkav. Von 1995 bis 1998 erfolgte eine umfangreiche Sanierung des Gebäudes. | weitere Bilder |
| 09100154                         | Neumarkt 5 (Lage) | Carl-Blechen-Gedenktafel | Durch den Bau des neuen Cottbuser Rathauses 1934 wurde das Geburtshaus des Malers Carl Blechen abgerissen, eine Gedenktafel erinnert daran. Sie lautet: „Hier stand das Geburtshaus des berühmten Malers Carl Blechen 1798–1840“. Carl Blechen wurde am 29. Juli 1798 in Cottbus geboren. Sein Elternhaus stand in der Luckischen Gasse (heute Berliner Straße/Ecke Mauerstraße). Das Lyzeum an der Oberkirche besuchte er 10 Jahre, wo er durch die Freundschaft zu Christian Gottfried Lemmrich die Leidenschaft für das Malen entdeckte. Er war der erste bedeutende Freilichtmaler Deutschlands im 19. Jahrhundert. Von seinen langen Reisen in die Schweiz und nach Italien brachte er viele Ideen für seine Werke mit, die er in Aquarell, Öl, Blei und Kreide kreierte. Seine Bilder und Skizzen sind in vielen Ausstellungen zu sehen, so auch im Fürst-Pückler-Schloss des Branitzer Parks. Ihm zu Ehren erhielten eine Schule, ein Park und das 2008 eröffnete Einkaufszentrum seinen Namen. | Carl-Blechen-Gedenktafel |
| 09100002                         | Neustädter Platz 10 (Lage) | Gerber- oder Tuchmacherhaus | Das Wohnhaus an der Südseite des Neustädter Platzes ist ein ehemaliges Tuchmacherhaus, das um 1740 im Rahmen der Anlage der Cottbuser Neustadt errichtet wurde. Anfang des 19. Jahrhunderts wurde das Wohnhaus um eine Achse verbreitert und ein neuer Dachstuhl sowie eine Dachschleppe aufgebracht. Die Dachschleppe besitzt immer noch ihre einstige Funktion, nämlich die Belüftung des als Trockenraum dienenden Dachbodens. Das Gebäude wurde von 1996 bis 1998 saniert. Es wurden unter anderem alle Fenster erneuert, und es musste die Innenstruktur aus dem 18. Jahrhundert aufgegeben werden. Außerdem wurde der Durchgangsflur mit der Haustreppe entfernt. Im Zusammenhang mit dem Dachausbau wurde an der Hofseite eine Dachschleppe eingefügt, und die hölzernen Lüftungsklappen wurden durch Fenster bzw. verbretterte Bereiche ersetzt. Der massive, zweigeschossige Putzbau besitzt ein einseitig abgewalmtes Satteldach mit einer umlaufenden Dachschleppe. Das Bauwerk ist fünfachsig ausgebildet, wobei die Achsen unregelmäßig sind und die Mitte des Bauwerkes betont wird. Die Fassade besitzt eine klare Gliederung und zeigt eine schlichte Gestaltung. Die stichbogig abgeschlossene Türöffnung in der Mittelachse wird durch flache Wandvorlagen, die die Gebäudeecken fassen, betont. Dazu trennen Gurtgesimse die Geschosse voneinander, und die Fenster sind mit glatten, durch Schlusssteine unterbrochenen Rahmungen versehen. Die Giebelseite zur Breiten Straße verfügt über drei Achsen; die mittleren Fenster sind dort als Blindfenster gearbeitet. Aus dem frühen 19. Jahrhundert ist im Obergeschoss eine gesicherte Deckenfassung zu finden. Hier gibt es Schablonenmalereien in grünen und blauen Pastelltönen, die in ihrer Grundstruktur sowie Motiven (Laubwerk, Lyra) klassizistische Formen aufweisen. Da das Bauwerk der letzte in seiner Grundsubstanz erhaltene Zeitzeuge der wirtschaftlichen Entwicklung von Cottbus ist und aus einer Zeit stammt, in der das Tuchmacherhandwerk gefördert wurde, kommt dem Eckhaus eine stadt- und wirtschaftsgeschichtliche Bedeutung zu. | Gerber- oder Tuchmacherhaus |
| 09100003                         | Neustädter Platz 11 (Lage) | Tuchmacherhaus | Das Wohnhaus mit Seitenflügel wurde um 1740 gebaut. Das Grundstück wurde in dieser Zeit an Martin Klingmüller vergeben, und ab 1791 besaß es ein Tuchbereiter. Kurze Zeit später wurde ein eingeschossiger Seitenflügel angebaut, der in der zweiten Hälfte des 19. Jahrhunderts aufgestockt wurde. Es wird angenommen, dass in diesem Zusammenhang die Fassade durch ein Dekor aufgewertet wurde. Um 1900 wurde im linken Erdgeschoss ein Laden eingebaut. Bei der Sanierung 1997/98 ist es im Dachgeschoss zu unproportionierten Dachaufbauten gekommen. Hier wurde der denkmalpflegerische Aspekt unzureichend berücksichtigt. Im Innenraum wurden räumliche Verbindungen zur Nr. 10 mittels großflächiger Wanddurchbrüche hergestellt, und der Flur mit dem Treppenhaus wurde entfernt. Ein Ersatz ist auf der Rückseite zu finden. Das Gebäude ist als traufständiger, zweigeschossiger, vierachsiger und massiver Putzbau unter Satteldach ausgebildet. Die Straßenansicht ist durch ein fein getrepptes Gurtgesims mit unterbrochenem Zahnfries und schlichtem Traufgesims horizontal gegliedert. Die Fenster im Erdgeschoss und der Eingang in der rechten Außenachse sind von flachen Putzbändern mit einfachen Schlusssteinen gerahmt. Im Obergeschoss sind die Brüstungs- und Sturzzonen mit Zopfgirlanden geschmückt, zwischen den Fenstern sind medaillonartige Stuckornamente angebracht. Das Wohnhaus ist signifikant für die ehemalige Cottbuser Neustadt und gehört zu den letzten drei Gebäuden, an denen die ursprüngliche Maßstäblichkeit und die kleinteilige Bebauungsstruktur nachvollziehbar ist. Es gehört zu einem Ensemble mit baugeschichtlicher und städtebaulicher Relevanz. | Tuchmacherhaus |
| 09100055                         | Neustädter Straße 19 (Lage) | Wohnhaus | Die Baugeschichte dieses inzwischen dreigeschossigen Eckbaus, angrenzend am Altmarkt, ist bis heute nicht vollständig geklärt. Durch die noch vorhandene Kelleranlage wird eine Bebauung des Grundstücks im späten Mittelalter angenommen. Den Auftrag für das Gebäude dafür gab damals wahrscheinlich Samuel F. Mund, der ab 1794 als Eigentümer des Grundstücks gelistet war. Bildmaterial aus dem Jahre 1840 zeigt ein noch dreiachsiges, zweigeschossiges Gebäude mit Schweifgiebel. Im Laufe der Geschichte veränderte sich durch mehrmaligen Besitzerwechsel die Außenansicht und die Innenstruktur immer wieder. Ab 1876 war der Kaufmann G. Hartwig neuer Inhaber. Er ließ vermutlich aufstocken und die zwei Hauptansichtsseiten mit reichem spätklassizistischem Dekor versehen. Den Fassadenabschluss bildete nun ein hohes Drempelgeschoss unter schmuckvoller Attika. Eine Änderung der Innenstruktur erfolgte durch W. Kohn, der ab 1891 Eigentümer war. Dem Stil der damaligen Zeit angepasst, wurden 1926, zusammen mit den benachbarten Häusern Altmarkt 20/21, die Fassaden schlicht gestaltet. Ein einfacher Treppengiebel gab der Altmarktseite ein neues Erscheinungsbild. Von 1979 bis 1987 wurde das Haus komplett rekonstruiert und dabei auch die Treppenanlage ersetzt. Seit der Erbauung erhalten geblieben ist ein langer Gang, der von der Neustädter Straße 18 in den Gewölbekeller mit Mittelstütze führt. Diese besteht im Sockelbereich aus Mischmauerwerk und im Übrigen aus Klosterformatziegeln. Von außen stellt sich heute ein schlichtes Gebäude von fünf Achsen auf der Neustädter Straße und drei Achsen auf der Altmarktseite dar. Die Fassade wird von hochrechteckigen Obergeschossfenstern mit schmaler, gerader Verdachung sowie Putznutungen bestimmt. Über dem hohen Drempel befindet sich ein flaches, von der Neustädter Straße ansteigendes Pultdach. | Wohnhaus |
| 09100026                         | Oberkirchplatz 11 (Lage) | Wohnhaus | Dieses anfangs nur als Wohnhaus dienende, spätbarocke Bürgerhaus wurde 1785 für den Tuchfabrikanten Christian S. Lutze erbaut. Es ist ein zum Oberkirchplatz ausgerichteter, dreigeschossiger Putzbau mit Mansarddach und Gauben mit Dreiecksgiebeln. Der Ostgiebel steht frei; die Ecken sind abgerundet. Die Fassade gestaltet sich symmetrisch, siebenachsig mit Putznutung und Gurtgesims über dem Erdgeschoss. In der Mittelachse befindet sich die doppelte Haustür in abgefasster Korbbogennische und mit strahlenförmig gesprosstem Oberlicht. Im ersten Obergeschoss wurden große Rechteckfenster verbaut. Kleinere Stichbogenfenster, eingefasst von geohrten Rahmungen mit Schlussstein und einheitlich mit Sohlbankgesimsen auf Konsolen, bilden den Abschluss der zweiten Etage. Von 1985 bis 1987 wurde das Haus umfassend instand gesetzt und um ein Schaufenster erweitert. Des Weiteren entstanden völlig neue Wohnungsgrundrisse; die Erdgeschossgewölbe und -decken sowie Stuckdecken wurden dabei entfernt. Die bauzeitliche Treppenanlage mit Brettbalustern reicht seitdem nur noch bis zum ersten Obergeschoss und wird durch eine weiterführende Stahlkonstruktion komplettiert. Gänzlich erhalten ist das Dachwerk mit sowohl im Bereich der Mansarde als auch im Spitzboden liegender Konstruktion. | Wohnhaus |
| 09100032                         | Oberkirchplatz 12 (Lage) | Pfarrkirche St. Nikolai (Oberkirche) | Die Oberkirche St. Nikolai ist eine im 16. Jahrhundert aus älteren Bauteilen errichtete Backstein-Hallenkirche; sie steht am Oberkirchplatz und der Sandower Straße in der Nähe des Altmarktes. Die Oberkirche ist die größte mittelalterliche Kirche in der Niederlausitz, sie wurde am Ende des Zweiten Weltkriegs stark zerstört und erst in den 1970er Jahren wieder hergestellt. Sie enthält einige bemerkenswerte historische Ausstattungsstücke wie Altaraufsatz von 1661, Taufstein aus dem 18. Jahrhundert sowie etliche Grabdenkmale aus dem 16. und 17. Jhd. | weitere Bilder |
| 09100195                         | Ostrower Damm 1–3 (Lage) | Tuchfabrik „C. S. Elias“ mit den beiden viergeschossigen Fabrikationsgebäuden, Färberei, Kesselhäusern, Shedbau, Wollwäscherei, Stallung und Remise, mit Fabrikantenvillen Ostrower Damm 1 und 3 sowie den jeweils dazugehörigen Villengärten | | weitere Bilder |
| 09100350                         | Ostrower Damm 10, 11 (Lage) | Tuchfabrik von Friedrich Adolf Eschenhagen, bestehend aus dem Hauptgebäude, dem Kopfbau der Fabrikationshalle sowie dem Fabrikschornstein | Friedrich Adolf Eschenhagen gründete 1860 seine erste Teppichfabrik in Cottbus. Um 1870 entstand am Verbindungsweg zwischen dem Dorf Ostrow und dem Mühlengraben (seit 1893 Wasserstraße) dann ein viergeschossiges Hauptgebäude mit 30 Achsen Länge für seine Fabrikanlage, von der nur noch der Kopfbau der Produktionshalle vorhanden ist. Direkt entlang der Nordseite des Gebäudes entstand in den späten 1880er Jahren eine eingeschossige Fabrikationshalle, von der heute nur noch der als Firmensitz genutzte Kopfbau zum Ostrower Damm existiert. Außerdem ist noch ein Fabrikschornstein erhalten geblieben. Das Produktionsgebäude mit seiner zeittypisch prunkvollen Putzfassade mit historisch-eklektizistischen Formen war in Cottbus einzigartig. Mit der Repräsentationsarchitektur unterstrich der Fabrikbesitzer den wirtschaftlichen Erfolg seines Betriebes auch nach außen. Das viergeschossige Produktionsgebäude ist heute in seiner Außenarchitektur wie in seiner Innenstruktur stark verändert. Besonders der Kopfbau mit der symmetrischen Schmuckfassade war einzigartig, und die Fassade ist heute noch erhalten. Die in kräftige Profilrahmen mit Zierdetail gestellten Segmentbogen sind durch Sohlbankgesims verbunden. Die Fenster sind oberhalb reich dekoriert und von einem Dachsims und dem wuchtigen Traufgesims im Wandbereich eingerahmt. Die Gebäudeecken und die beiden Mittelachsen mit einem Eingang werden von ornamentierten Pilastern gefasst. Das Pilastermotiv wird bis in die Attika geführt und von Knopfaufsätzen bekrönt. Über den beiden Mittelachsen befindet sich ein geschweifter Blendgiebel mit großer Kartusche, wobei sich der in Volutenform auslaufende Giebelsims aus dem Traufgesims entwickelt. Auf dem Gelände der ehemaligen Tuchfabrik Friedrich Adolf Eschenhagen in dem Hauptgebäude und dem Kopfgebäude sind heute verschiedene Firmen angesiedelt. | Tuchfabrik von Friedrich Adolf Eschenhagen, bestehend aus dem Hauptgebäude, dem Kopfbau der Fabrikationshalle sowie dem Fabrikschornstein |
| 09100262                         | Ostrower Damm 17/18, Franz-Mehring-Straße 62 (Lage)                                                                                                  | Tuchfabrik Jürss und Elger, bestehend aus viergeschossigem Produktionsgebäude und Fabrikantenvilla | Das Fabrikgebäude am Ostrower Damm 18 wurde nach 1870 auf einem Grundstück erbaut, das vorher bereits gewerblich genutzt worden war. Nach Tuchfabrikant Hilpert um 1800 betrieb der Färber August Nikolai sein Handwerk dort, das später von Samuel Ferdinand Koppe übernommen wurde. 1875 ließ der Tuchfabrikant Adolf Koppe zusätzlich ein Maschinen- und Kesselhaus sowie ein Fabrikgebäude errichten. Franz Koppe baute die Färberei 1881 weiter zur industriellen Produktionsstätte mit mehrgeschossigen Fabrikgebäuden und Dampfkraftanlage aus. Er vermietete nach 1895 Räume zur Tuchherstellung, so auch an die Firma Jürss & Elger, die 1921 die gesamte Immobilie erwarb. Erstmals zu dieser Zeit waren damit alle Produktionsschritte bei der Tuchfabrikation unter einem Dach untergebracht. Das Unternehmen Jürss & Elger existierte aber wohl bereits um 1885 in der Stadt. Zwei Zufahrten führten zu einem kopfsteingepflasterten Hof, um den sich die Fabrikgebäude gruppierten. Die Gebäude waren quaderförmige, flach gedeckte Sichtziegelbauten, hatten gleichmäßige Fensterachsen und eine Gesimsgliederung. An der Nordseite des Hofes zur heutigen Franz-Mehring-Straße stand das die Anlage beherrschende viergeschossige Hauptgebäude mit zehn Fensterachsen Breite. Auch hier prägten die gleichmäßige Fenstergestaltung und vielfältig umlaufende Gesimse die Fassade. Nach dem Krieg forderte die Siegermacht Reparationsleistungen von der Tuchfabrik. Im Hof standen schon die verpackten Maschinen zum Abtransport bereit, als sich Betriebsleute und Bürger der Stadt an die sowjetische Militäradministration wandten und den Abtransport verhinderten. Die Firma Jürss & Elger wurde 1946 enteignet, es entstand die Tuchfabrik Cottbus. Bis kurz nach 1990 produzierte hier der VEB „Tuchfabrik Cottbus“ (Werk I). Bis heute ist an der Ostfassade das Firmenlogo „VEB Tuchfabrik Cottbus“ zu erkennen, der Schriftzug „Kammgarn- und Streichgarngewebe aus Wolle“ kündet noch immer an der Nordfassade von der Tuchfabrikation. Im Jahre 2004 begannen Abrissbagger ihr Werk an einem Teil der Nordfront der ehemaligen Tuchfabrik Jürss & Elger. Eigentlich sollte ein neues Gewerbeobjekt entstehen, aber der Abriss wurde 2005 gestoppt. Die Villa des Tuchfabrikanten am Ostower Damm 17 wurde 1892 erbaut. Der zweigeschossige Putzbau mit einem Flachdach, interessantem Bauschmuck der Neurenaissance und kräftig profilierten Gesimsen ist sehenswert. Die Villa wurde fachgerecht saniert und wird als Wohn- und Geschäftshaus genutzt, bis 2013 wurde auch die erhaltene Fabrikhalle saniert. Zwischen der Villa und dem ungenutzten Fabrikgebäude ist im Verlaufe der Sanierung ein Treppenhaus in Glaskonstruktion entstanden. | Tuchfabrik Jürss und Elger, bestehend aus viergeschossigem Produktionsgebäude und Fabrikantenvilla |
| 09100196                         | Ostrower Damm 20, Rosenstraße 1 (Lage) | Hauptgebäude der Tuchfabrik Wilhelm Müller | | Hauptgebäude der Tuchfabrik Wilhelm Müller |
| 09100233                         | Ostrower Platz 8 (Lage) | Wohnhaus (ehemaliges Bauernhaus) einschließlich Hofpflasterung | Traufständiges Wohnhaus, vier Fenster, umrahmt mit einer in den Putz eingeritzten Verzierung. Der doppelt stehende Dachstuhl besitzt eine mittig ausgerichtete Fledermausgaube. Ein Teil des Gebäudes besitzt einen Hochkeller. Baujahr: 19. Jahrhundert. | Wohnhaus (ehemaliges Bauernhaus) einschließlich Hofpflasterung |
| 09100243                         | Ostrower Platz 9–13 (Lage) | Wohnhausgruppe mit Nebengebäuden | Das alte Ostrow liegt im historischen Zentrum von Cottbus. Der Ort ist seit 1498 urkundlich belegt. Die Ostseite des Ostrower Platzes wird von sechs zusammenstehenden Häusern begrenzt. Da diese jedoch in verschiedenen Jahren errichtet wurden, weichen Trauf- und Firsthöhe ab. Die festverputzten Bauten besitzen Satteldächer mit unterschiedlichen Gaubenformen. Die innenständigen Gebäude besitzen zur Erschließung des rückwärtigen Grundstückes eine Durchfahrt. * Nr. 9. Traufständiges Wohnhaus mit drei verzierten Holzsprossenfenstern sowie einer seitlich angeordneten Tordurchfahrt. Durch den Umbau im Jahr 1901 erhielt das Gebäude zum Teil einen Gewölbekeller sowie eine erhöhte Traufkante und eine Rundgaube. Baujahr: 1848. * Nr. 10. Traufständiges Wohnhaus, vier hochrechteckige Fenster mit einfachen geohrten Faschen sowie eine linksmittig angeordnete korbbogenförmig abgeschlossene Tordurchfahrt, ausgestattet mit einem bauzeitlichen, aufgedoppelten, zweiflügeligen Tor. Durch den Dachausbau in den 1930er Jahren erhielt das Dach eine mittig angeordnete, dreifenstrige Flachdachgaube. Baujahr: um 1850 * Nr. 11. Traufständiges Wohnhaus, sechs Fenster sowie eine rechtsmittig angeordnete Tordurchfahrt mit abgefasster Laibung. Das Dach besitzt vier gleichmäßig angeordnete Giebelgauben. Baujahr: erste Hälfte des 19. Jahrhunderts * Nr. 12. Traufständiges Wohnhaus, drei Fenster sowie eine rechtsmittig angeordnete korbbogenförmig abgeschlossene Tordurchfahrt. Links davon befindet sich ein separater, bogenförmiger Hauseingang. Das Dach besitzt zwei symmetrisch angeordnete Giebelgauben. Baujahr: Mitte des 19. Jahrhunderts * Nr. 13. Giebelständiges Wohnhaus, im Untergeschoss drei Fenster, im oberen Giebelteil befinden sich zwei kleinere Rechteckfenster. Auf der sichtbaren Dachfläche befinden sich zwei symmetrisch angeordnete Giebelgauben. Baujahr: um 1800, umfangreich 1990 modernisiert. | weitere Bilder |
| 09100242                         | Ostrower Platz 16 (Lage) | Hofanlage mit Doppelwohnhaus, Scheune und Einfriedung | Das Gebäude am Ostrower Platz 16 wurde 1873/1874 erbaut. Der Kern des Wohnhauses wurde zunächst als Fachwerkbau errichtet und zum Ende des 19. Jahrhunderts an der westlichen Giebelseite zum Doppelhaus erweitert. Zusätzlich erfolgte zum Ostrower Platz hin eine erweiterte Bebauung um 2 Meter sowie eine Erneuerung der Außenwände in Mauerwerksbauweise. Einzigartig sind die Dachstühle. Über dem älteren, straßenseitigen Wohnteil befindet sich im Giebelbereich ein Firstständer mit angeblattetem Kehlbalken im Querverband. Unterzüge mit Kopfbändern und Streben sind im Längsverband verknüpft. Die weiteren Sparrenabstände mit der späteren Ziegeleindeckung werden durch Windrispen verstärkt. Über dem Erweiterungsbau werden der doppelt stehende Stuhl sowie die Kehlbalken durch schwalbenschwanzartige Verblattungen mit den Sparren verbunden. Die Straßenfront gliedert sich durch schlichte Fenstereinschnitte. Die langgestreckte südliche Hofseite weist einfache Fenster und Türen auf. Ein Stufengiebel verziert die westliche Schmalseite. Die dicht an das Nachbarhaus angrenzende Nordseite besitzt nur eine kleine Kellerluke. Im älteren Wohnteil liegt ein kleiner von der Diele her zugänglicher tonnengewölbter Hochkeller unter dem Herdraum. Der Hof zum Ostrower Platz ist durch eine Mauer abgeschlossen. Die Mauer wird von einem Flachbogentor unterbrochen, das von Torpfeilern umrahmt ist. Die Scheune an der Südseite des Hofes aus dem späten 19. Jahrhundert besteht aus einem einfach verputzten Ziegelbau mit einem Satteldach. 2008 wurde das Wohngebäude denkmalgerecht saniert, und heute befindet sich dort eine Zweigstelle des Integrationskindergartens „Otti“. | Hofanlage mit Doppelwohnhaus, Scheune und Einfriedung |
| 09100327                         | Ostrower Platz 17 (Lage) | Hofanlage mit Wohnhaus und Scheune | Die Gebäude wurden um 1800 erbaut und befanden sich in den Jahren 1830 bis 1840 im Besitz von Friedrich Bertram. Seit 1907 sind die Gebäude Eigentum der Auguste-Stiftung. Das Wohnhaus ist ein eingeschossiges, giebelständiges Gebäude mit Satteldach an der Westseite des Ostrower Platzes. Die Fassade hat einen niedrigen Sockel, worin zwei Kellerfenster durchbrochen sind. Drei unregelmäßig angeordnete Fenstereinschnitte dominieren das Erdgeschoss. Im Giebel befinden sich zwei große Fenster mit je einer kleinen Rechtecköffnung seitlich. Alle Fenster sind von glatten Putzbändern eingefasst. An der zum Hof zugewandten rechten Traufseite befindet sich der Hauseingang. Zum Gebäude Ostrower Platz 16 führt eine schmale Brandgasse. Im Inneren dominiert eine Ernhaus-Struktur. Im Hof stehen Wirtschaftsgebäude aus dem 19. Jahrhundert. Nach einer Sanierung wird heute das Gebäude weiter als Wohnhaus genutzt. | Hofanlage mit Wohnhaus und Scheune |
| 09100156                         | Ostrower Straße 15, Ostrower Wohnpark 7 (Lage) | Tuchfabrik „Hasselbach & Westerkamp“ in Einheit von Fabrikgebäude (Ostrower Wohnpark 7) und Fabrikantenvilla mit Garten sowie Kontorgebäude | | Tuchfabrik „Hasselbach & Westerkamp“ in Einheit von Fabrikgebäude (Ostrower Wohnpark 7) und Fabrikantenvilla mit Garten sowie Kontorgebäude |
| 09100197                         | Parzellenstraße 27/28 (Lage) | Tuchfabrik „Westerkamp“ mit Hauptgebäude, Shedhalle, Heizhaus sowie Kontor- und Wohngebäude | Auf dem Grundstück Parzellenstraße 27/28 erbaute Wilhelm Westerkamp Jr. um 1926 eine elektrisch betriebene Tuchfabrik. Diese Fabrik wurde in einem Stück mit sämtlichen Hallen und Gebäuden traditionell um einen Hof errichtet. Das Fabrikgebäude besteht aus einer viergeschossigen Halle mit zwei pfeilerartigen Erschließungstürmen, wobei in einen davon ein Aufzug integriert ist. Hier wurden weiße Putzflächen gegen gelbe verklinkerte Lisenen gesetzt und die Flächen zeitgemäß gestaltet. Diese Tuchfabrik war die letzte neuerrichtete Tuchfabrik entlang der Spree in Cottbus. Am 15. Oktober 1950 zog ein VEB-Bekleidungsbetrieb in diesen Fabrikkomplex ein. Nach der Wende wurde die Tuchfabrik Westerkamp Jr. zu einem Gewerbepark mit dem Namen „Die Fabrik“ umgestaltet. Hier waren nur wenige Änderungen notwendig, weil die hohen und weiten Räume der Gebäude viele Gestaltungsmöglichkeiten für nachträgliche Einbauten boten. Diese nachträglichen Einbauten genügten auch einer modernen Gebäudeaufrüstung und den bautechnischen Anforderungen, ohne dass große Eingriffe in die Konstruktion oder Architektur vorgenommen werden mussten. | weitere Bilder |
| 09100337                         | Parzellenstraße 47 (Lage) | Weberei Wilhelm Stoffel, bestehend aus Wohn- und Kontorgebäude mit Anbau sowie Weberei | Das Gebäude auf dem Areal Parzellenstraße 47 wurde im Zeitraum von 1925 bis 1927 aus rotem Backstein im Auftrag von Wilhelm Stoffel vom Bauherren und Architekten Otto Nickel errichtet. Es ist ein langgestreckter, traufständiger Bau aus Ziegelstein mit einem Flachdach. Der Schornstein ist erhalten. Das Gebäude besteht aus einem zweigeschossigen sowie einem dreigeschossigen Gebäudeteil. Die Hochrechteckfenster sind teilweise vergittert. Den ersten eingeschossigen Gebäudebau verziert ein ca. 3 Meter langer Stufengiebel. Herausragend sind rechteckige vorspringende Backsteinbänder, die übereinander aufgereiht sind und sich vom Keller bis zum Dach erstrecken. Diese schmücken den dreigeschossigen Bau, der zur Straße hin steht. Die Geschosse an der Vorderfront werden durch quadratische Dekorationsfelder abgetrennt. Ein zugemauertes Fenster verziert zusätzlich die rechte Seite des Frontgebäudes. Die Weberei nahm wegen finanzieller Probleme von Wilhelm Stoffel, ausgelöst von der damaligen Inflation, nie ihren Betrieb auf. Daraufhin fiel das Gebäude in den Besitz von Otto Nickel, der seit 1910 ein Baugeschäft in Cottbus besaß und schon damals als ein angesehener Architekt galt. Er verstarb 1931. Seine Witwe verkaufte 1936 die Gebäude an die Edeka Großhandel GmbH Cottbus. Diese nahm einen Umbau vor. Der direkt an die Südwestseite des Wohn- und Kontogebäudes anschließende eingeschossige Anbau wurde zur Büronutzung umgebaut. Bis heute ist die erfolgte Verkleinerung der Fenster an der Fassade zum Hof ablesbar. Nach dem Zweiten Weltkrieg diente das Areal als Warenumschlagplatz für die sowjetische Besatzungsmacht. Im Oktober 2007 wurde das Gebäude in die Denkmalliste des Landes Brandenburg, Teil Cottbus, aufgenommen. Seit 2008 befindet sich das Gebäude im Besitz von Thomas Brucksch, dem Inhaber des Veranstaltungsservices „Eventcompany Cottbus“. Es folgten eine Restaurierung und ein Umbau des Gebäudes unter Aufsicht des Architekten Fred Warta. Seit September 2010 ist das Gebäude mit historischem Hintergrund eine moderne Veranstaltungsstätte namens „Kontor 47“. | weitere Bilder |
| 09100106                         | Puschkinpromenade 1–15a, Zimmerstraße 1/2 (Lage) | Puschkinpromenade: Abschnitt der Straße Puschkinpromenade zwischen Friedrich-Ebert-Straße und Zimmerstraße einschließlich der Bebauung an der Nordseite der Straße mit den typischen Vorgärten und deren Einfriedungen sowie dem Altbaumbestand | Die heutige Puschkinpromenade aus dem 19. Jahrhundert ist der jahrhundertealte Verbindungsweg in West-Ost-Richtung von den drei Brunschwigdörfern bis zum einzigen Spreeübergang nach Sandow. Sie verläuft entlang der Stadtbefestigung an der Nordseite der Altstadt von der heutigen Karl-Marx-Straße bis zur Zimmerstraße am Spreeufer. | weitere Bilder |
| 09100157                         | Puschkinpromenade (Lage) | Ehrenhain für die Opfer des Faschismus und Militarismus | Der Ehrenhain für die Opfer des Faschismus und Militarismus befindet sich in der Puschkinpromenade, in der Nähe der nördlichen Stadtmauer und im Bereich der früheren Wallanlagen von Cottbus. Im Zentrum des überdimensionalen Denkmals sind in der kleinen mit Betonplatten befestigten Anlage eine fallende Einzel- und eine von Sandstein flankierte Gruppe aus Bronze zu sehen. Die Rückwand der Gruppenplastik besteht aus Vogtländer Schiefer und stellt ein sich wellendes Banner dar. | Ehrenhain für die Opfer des Faschismus und Militarismus |
| 09100211                         | Puschkinpromenade 2 (Lage) | Mietwohnhaus | Das Mietwohnhaus in der Puschkinpromenade 2 ließ der Bauherr Oskar Mittag 1881/82 errichten. In den Jahren von 1997 bis 2000 wurde das Gebäude umfassend saniert und rekonstruiert; dabei wurde unter anderem das Flachdach zurückgesetzt und eine Aufstockung vorgenommen. Die Schauseite wurde nach denkmalpflegerischen Gesichtspunkten restauriert, die Seiten- und Rückfronten der Fassade dagegen modernisiert und schlicht gestaltet. | weitere Bilder |
| 09100107                         | Puschkinpromenade 6 (Lage) | Friedrich-Wilhelm-Gymnasium | Schon 1715 wurde in Cottbus eine Lateinschule am Oberkirchplatz erbaut, ein zweigeschossiger Fachwerkbau mit repräsentativer Fassade. Nach 1818 als Lyzeum geführt, verlieh König Friedrich Wilhelm III. am 20. März 1820 der Schule seinen Namen. Sie wurde als Gelehrtenschule anerkannt. Weil immer mehr Kinder auf diese höhere Schule gehen wollten, war sie bereits 1850 zu klein. Die Stadt erwarb 1860 das Baugrundstück in der späteren Puschkinpromenade 6 für einen geplanten Neubau. Von 1865 bis 1867 wurde das Friedrich-Wilhelm-Gymnasium, geplant von dem Architekten und preußischen Hofbaurat Adolf Lohse, von der Cottbuser Firma des Maurermeisters Friedrich Wilhelm Schneider ausgeführt. Heute Erich-Kästner-Grundschule | weitere Bilder |
| 09100252                         | Puschkinpromenade 6a (Lage) | Direktorwohnhaus | Das Direktorwohnhaus des Friedrich-Wilhelm-Gymnasiums wurde 1906/1907 an der westlichen Schulhofseite erbaut. Zuständig für den Bau des direkt an der Puschkinpromenade stehenden Hauses war die preußische Kreisbauinspektion Cottbus unter der Leitung des Geheimen Baurats Robert Beutler. Es ist ein neuklassizistisches zweigeschossiges Gebäude unter einer bewegten Dachlandschaft mit einem Dreiecksgiebel mit Okulus an der Frontseite. | Direktorwohnhaus |
| 09100339                         | Puschkinpromenade 11 (Lage) | Wohnhaus mit Einfriedung | Das Grundstück Ecke Puschkinpromenade/Friedrich-Ludwig-Jahn-Straße wurde im Jahre 1875 bebaut. Das villenartige Gebäude hat ein hohes Souterrain, drei Stockwerke und wird von flachen Walmdächern abgedeckt. Die Grundfläche des Hauses ist V-förmig, die offene Seite zeigt zur Puschkinpromenade. | Wohnhaus mit Einfriedung |
| 09100108                         | Puschkinpromenade 13/14 (Lage) | Augusta-Schule (heute Konservatorium) | Neubau der 1873 gegründeten Augusta-Schule, 1907–1912 in zwei Bauabschnitten; Neubarock in Kombination mit Jugendstilformen; zählt zu den herausragenden Vertretern des Kommunalbaus um 1910 in der Niederlausitz | Augusta-Schule (heute Konservatorium) |
| 09100109                         | Puschkinpromenade 15 (Lage) | Gartenhaus | Das Gartenhaus ließ sich um 1800 die renommierte Tuchmacherfamilie Lutze erbauen. Bis in die Jahre 1883/84 wurde das Gartenhaus im damaligen Adressbuch als Sommerwohnung des Rentiers und Stadtrats Robert Lutze verzeichnet. | Gartenhaus |
| 09100208                         | Räschener Straße 12–22 (Lage) | Wohnanlage „Beamtenhäuser“ einschließlich Vorgärten und Hofbereiche | In der Räschener Straße wurden von 1903 bis 1914 21 Häuser durch den „Wohnungsverein zu Cottbus, eingetragene Genossenschaft mit beschränkter Haftpflicht, Cottbus“ (heute „e. G. Wohnen“) errichtet. Der Wohnungsverein baute bevorzugt in Eisenbahnnähe. Die Gebäude wurden von der Baufirma Pabel gebaut. Es handelt sich hier um dreigeschossige Mehrfamilienhäuser, die sich als Blockrandbebauung an der orthogonalen Struktur des bestehenden Bebauungsplans orientierten. Im Straßenzug 12–22 wiederholen sich bestimmte Gebäudetypen, die lediglich durch variierende Fassadenelemente differieren. Nach dem Krieg wurden weitere Bauabschnitte bis 1928 fertiggestellt. Die Gebäude in der Räschener Straße 12–22 sind bemerkenswerte Vertreter der Entwicklung vom Einzelhaus zum Siedlungsblock. Die Gebäude besitzen ein Zwerchdach mit Gauben. In der Mitte der Fassaden gibt es jeweils einen Risalit, der den Eingangsbereich innehat. Die Fenster sind gerahmt und zum Teil mit bogigen Rollschichten gestaltet. Einige Bauwerke haben ein Ochsenauge im Zwerchgiebel, der den Abschluss des Risalits bildet. Oberhalb der zweiten Etage befindet sich ein Traufgesims inmitten der Vorderansicht des Gebäudes und dient der Fassadengliederung. Es wurde aus Dachziegeln hergestellt und bildet so ein ganz einfaches Dekorelement. Der Innenhof ist symmetrisch angelegt und die Vorgärten mit einer halbhohen Ziegelmauer eingefriedet. Die Ziegel der Einfriedung sind optisch denen des jeweiligen Gebäudes angepasst. | Wohnanlage „Beamtenhäuser“ einschließlich Vorgärten und Hofbereiche |
| 09100158                         | Richard-Wagner-Straße 2–5, 51–54, Karlstraße 46, 47, Schmellwitzer Straße 133, 134 (Lage)                                                            | Eingangsbereich Einfamilienhaussiedlung | Die sechs Häuser im Eingangsbereich der Einfamilienhaussiedlung sind Vertreter der Architektur der zwanziger Jahre des 20. Jahrhunderts. Gebaut wurden die zweigeschossigen Gebäude während des Ersten Weltkrieges als Beamtensiedlung. Sie haben alle den gleichen Grundaufbau mit verschiedenen Verputzungen. Es handelt sich um Zweifamilienhäuser mit Satteldach. Einige Haustüren haben verschieden gestaltete Verdachungen und sind über eine dreistufige Treppe erreichbar. An den Hausseiten stehen Anbauten als Garage oder ein Unterstand für Autos. Jedes Grundstück wird von einem Zaun, der jedes Mal anders gestaltet ist, von der Straße getrennt. Als einziges Haus verfügt die Nr. 4/5 über eine Sonnensolaranlage auf dem Dach. | weitere Bilder |
| 09100213                         | Rudolf-Breitscheid-Straße 1 (Lage) | Kauf- und Mietwohnhaus „Weiße Taube“ | Das Gebäude in der Rudolf-Breitscheid-Straße 1 wurde 1897 im Auftrag des Kaufmanns Otto Rechnitz als Eckgebäude errichtet. Es ist das ehemalige Kaufhaus „Weiße Taube“. Die Bauausführung übernahm das Cottbuser Baugeschäft C. L. Schade jun. Während der Nachkriegszeit wurden die Gauben, der Zwerchgiebel und der Dachreiter vom Dach entfernt. 2001 wurde die Hausfassade saniert und in diesem Zuge auf dem Dach große Dachhäuser gebaut, die in ihrer Form und Anordnung nicht den bauzeitlichen Vorbildern entsprechen. | Kauf- und Mietwohnhaus „Weiße Taube“ |
| 09100214                         | Rudolf-Breitscheid-Straße 2 (Lage) | Hotel und Restaurant „Weiße Taube“ | Das frühere Restaurant und Hotel „Weiße Taube“ entstand 1899–1901 und befindet sich auf einem Eckgrundstück zwischen der Rudolf-Breitscheid-Straße und der Taubenstraße. Der Bauherr und Inhaber war Otto Rechnitz. Der Architekt Georg Schneider entwarf 1897 die Pläne für das ehemalige Hotel. Die Bauleitung und Entwurfsüberarbeitung wurde durch das Cottbuser Architektur- und Baubüro August Patzelt realisiert. Nach vollständiger Renovierung wurde hier 1912 das Hotel „Monopol“ eröffnet. Seit Anfang der 1920er Jahre bis 1995 beherbergte es das Finanzamt Cottbus-Mitte. In den 1950er Jahren zog der Rat des Kreises sowie der Rat der Stadt in dieses Gebäude. 1999/2000 wurde das Bauwerk umfassend instand gesetzt. | Hotel und Restaurant „Weiße Taube“ |
| 09100257                         | Rudolf-Breitscheid-Straße 12 (Lage) | Kreissparkasse | Das Eckgrundstück Bahnhofstraße/Rudolf-Breitscheid-Straße wurde bis 1935 als größere Gartenanlage genutzt. Die Kreissparkasse kaufte das Gelände und ließ ein neues Gebäude errichten. Im Jahre 1937 konnte dann der schmucklose Vorkriegsbau aus verputzten Ziegelsteinen eingeweiht werden. | Kreissparkasse |
| 09100207                         | Rudolf-Breitscheid-Straße 13 (Lage) | Mietwohnhaus | Das Mietwohnhaus wurde 1907/08 für den Maurermeister Moritz Hausten errichtet. Das Gebäude besitzt ein Berliner Dach und ist in eine Blockrandbebauung integriert. Die Putzfassade wurde durch einen Erker betont, der zum obersten Geschoss hin mit einem Austritt abschließt. | Mietwohnhaus |
| 09100315                         | Rudolf-Breitscheid-Straße 66 (Lage) | Mietwohnhaus | Dieser an der Nordseite der Straße stehende Putzbau mit Berliner Dach wurde 1907/08 errichtet. Dieses Gebäude verbindet auf individuelle Weise neubarocke Dekorelemente mit großflächiger Fachwerkzier und ist damit ein markantes Beispiel eines Mietwohnhauses aus der Zeit kurz nach der Wende zum 20. Jahrhundert. Das Gebäude wurde 1973 instand gesetzt. Eine Fassadensanierung und eine Modernisierung des Inneren fanden 1990 statt. Hierbei erfolgten u. a. ein Fahrstuhlanbau an der Rückseite des Hauses sowie der Ausbau des Daches unter Verlust der straßenseitigen Dachhäuser. | Mietwohnhaus |
| 09100316                         | Rudolf-Breitscheid-Straße 67 (Lage) | Mietwohn- und Geschäftshaus | Dieses Gebäude unter Satteldach und mit kurzem seitlichem Hofflügel entstand 1911 und zeigt anschaulich die Einflüsse der Reformarchitektur. Allerdings zeigen die mächtigen Erker und Dachaufbauten ansatzweise eine Wende ins Monumentale. 1973 wurden bei Instandsetzungsmaßnahmen die seitlichen Erkerfenster geschlossen. Weitere Instandsetzungs- und Restaurierungsmaßnahmen der Fassade und der Durchfahrt fanden 1995 statt. | Mietwohn- und Geschäftshaus |
| 09100317                         | Rudolf-Breitscheid-Straße 69 (Lage) | Mietwohnhaus | Dieses 1910 errichtete Mietwohnhaus zeigt die konservative Baukunst der Zeit vor dem Ersten Weltkrieg. Hier wurde 1999 die Fassade, unter Erhaltung der Obergeschossfenster, instand gesetzt und der Innenbereich unter Erhaltung der bauzeitlichen Ausstattungselemente (u. a. Eingangsbereich mit Mosaikfußboden und Wandfliesen, Treppenanlage über ovalem Grundriss mit gekrümmt zweiläufiger Treppe und Oberlicht, Stuckdecken, Türen, Parkettboden der großbürgerlichen Wohnungen) saniert. | Mietwohnhaus |
| 09100318                         | Rudolf-Breitscheid-Straße 69a (Lage) | Mietwohnhaus | Der von einem Mansarddach abgeschlossene Putzbau mit L-förmigem Grundriss wurde 1911/12 errichtet. Die Fassade wurde analog zur Hausnummer 69, jedoch etwas zurückhaltender in der Anwendung von Bauschmuck gestaltet. | Mietwohnhaus |
| 09100324                         | Rudolf-Breitscheid-Straße 70 (Lage) | Mietwohn- und Geschäftshaus | Das Mietwohnhaus wurde 1912 durch den damaligen Eigentümer, das Architektur- und Baugeschäft Dümpert & Haucke, im neuklassizistischen Stil errichtet. Bis nach 1945 war hier der Sitz der Außenstelle der Siemens-Schuckert AG. Diese war maßgeblich am Bau des Elektrizitätswerkes, der Elektrifizierung der Stadt Cottbus und dem Aufbau der Straßenbahn beteiligt. Um 1995 erfolgte eine Modernisierung bzw. Teilrekonstruktion des Gebäudes mit Erhaltung der Raumstrukturen und Deckenstuckdekorationen sowie der Türen, der Haupttreppe und eines hofseitigen Treppenturms mit Wendeltreppe. Anschließend wurde das Objekt weiterhin als Bürogebäude genutzt. | Mietwohn- und Geschäftshaus |
| 09100325                         | Rudolf-Breitscheid-Straße 71 (Lage) | Mietwohn- und Geschäftshaus | Das Mietwohnhaus wurde vom Eigentümer, dem Architektur- und Baugeschäft Dümpert & Haucke, entworfen und 1907–1909 erbaut. Dessen Firmensitz befand sich in der Zeit von 1905 bis 1930 auf dem rückseitig anschließenden Grundstück zur Schwanstraße. | Mietwohn- und Geschäftshaus |
| 09100227                         | Rudolf-Breitscheid-Straße 78 (Lage) | Kino „Weltspiegel“ | Der Cottbuser Weltspiegel ist ein mehreckiger, langgestreckter, verputzter Ziegelbau und der älteste noch bespielte Kinozweckbau in Deutschland. Er entstand nach einem Entwurf des Architekten Paul Thiel und wurde durch das Bauunternehmen Moritz Hausten gebaut. Am 4. Oktober 1911 war der erste Film zu sehen. Bis 1929 wurden Stummfilme ausgestrahlt, die mit Musik von einem Piano begleitet wurden. Das Kino fasste zu dieser Zeit etwa 800 Besucher. Seit der Eröffnung wurde der Weltspiegel bis März 1998 ununterbrochen als Kino genutzt. In den 1950er Jahren wurden bei Instandsetzungsarbeiten auch Veränderungen an der Fassade vorgenommen. Auch der Schriftzug „Weltspiegel“ wurde entfernt. Im Inneren des Gebäudes wurden Paneele, Beleuchtung sowie die Bestuhlung erneuert. Zudem wurde das Saalfoyer vergrößert. Weitere Restaurierungsarbeiten fanden in den Jahren 1977 und 1990 statt, wobei 1977 auch die Kinotechnik modernisiert wurde. Unter anderem wurde ein neuer Bildwerferraum gebaut. Die Bühne und das Bühnenportal wurden auf Breitwand umgestellt. Von 1998 an stand das Gebäude leer. Erst im März 2010 begannen aufwendige Sanierungsarbeiten. So erhielt die Fassade ihr ursprüngliches Aussehen aus dem Eröffnungsjahr. Außerdem bietet ein neuer Anbau an den Weltspiegel Platz für zwei weitere kleinere Kinosäle mit jeweils 90 Plätzen sowie ein Café. Bei der Sanierung wurde auch eine moderne Lüftungsanlage eingebaut. | weitere Bilder |
| 09100160                         | Saarbrücker Straße 30 (Lage) | Wasserturm Sachsendorf | Südlich des Cottbuser Stadtrandes am Sachsendorfer Birkenwäldchen gelegen, befindet sich einer von zwei Cottbuser Wassertürmen. Der 45 m hohe Wasserturm wurde 1897 errichtet und diente nach Inbetriebnahme zur Versorgung des Stadtgebietes mit Wasser. Noch heute ist der über einhundertjährige Wasserturm in Betrieb und zählt zu den technischen Baudenkmälern in Cottbus. In seiner Kuppel umfasst der Turm 1000 Kubikmeter Wasser. Seit einiger Zeit befindet sich im Untergeschoss ein kleines Wassermuseum, in dem man über die Geschichte der Wassererhebung in der Vergangenheit und Gegenwart von Cottbus informiert wird. Nach Voranmeldung und zu besonderen Anlässen können Besuche im Museum und Turmbesteigungen vorgenommen werden. Einen einzigartigen Anblick bekommt der Turm in den Abend- und Nachtstunden, wenn er von unten angestrahlt wird. | weitere Bilder |
| 09100161                         | Sachsendorfer Straße (Lage) | Alter Lokomotivschuppen | In den Jahren 1940–1943 in Klinkermauerwerk errichteter Halbrundlokschuppen mit 30 Gleisen und einer Drehscheibe (26 m). Das Dach ist freitragend, mit Balkenbindern in Ingenieur-Holzbauweise. Bis 1968 ausschließlich für Dampflok-Unterhaltung genutzt, später auch für Diesel- und Elektroloks. Das ursprüngliche Holzdach ist 1979 gegen ein Stahldach ausgewechselt worden. | Alter Lokomotivschuppen |
| 09100163                         | Sandower Hauptstraße 29, Willy-Brandt-Straße 1 (Lage)                                                                                                | Gedenktafel der Arbeiterbewegung | An der Sandower Hauptstraße 29, Ecke Willy-Brandt-Straße, steht ein Denkmal der Arbeiterbewegung gegen den Kapp-Putsch. Es erinnert an die dramatischen Ereignisse vom März 1920. Auf der Steinsäule ist „Ehre dem revolutionären Kampf der Arbeiterklasse im Roten Sandow“ zu lesen. Eine weitere Information auf der Tafel an der Hauswand: „Hier stand das Gebäude, in dem der Militärstab der revolutionären Arbeiterwehr Cottbus und Umgebung den Kampf gegen Lüttwitz und Kapp im März 1920 siegreich führte“. Am 13. März 1920 ließ sich Wolfgang Kapp zum Reichskanzler ausrufen und versuchte gemeinsam mit Walther von Lüttwitz, die Weimarer Republik zu stürzen. Es war ein Putsch der Reichswehr gegen die Regierung. Es kam in und um Cottbus zu Kämpfen für die demokratische Republik. Die arbeitende Bevölkerung ging zum organisierten Widerstand, dem Generalstreik, über. Das Hauptzentrum der Demonstrationen lag in der Spremberger Straße, die durch Major Bruno Ernst Buchrucker unterbunden werden sollten. Die Reichswehrtruppen mit ihren Maschinengewehren stellten sich den Demonstranten entgegen. Es gab vier Tote und fünf Verletzte. Im Vorort Sandow wurden Behelfsquartiere eingerichtet. Von hier aus wurden gegen die Truppen des Majors Buchrucker, die Plakate mit dem Slogan „Schutz den Arbeitswilligen!“ aushingen, weitere Aktionen festgelegt und koordiniert. Es entstand die „Rote Garde“. Sie verhinderte Angriffe von Reichswehrkompanien und den Einsatz eines Panzerzuges. Nachdem der Putsch am 17. März gescheitert war, wurde am 19. März auch diese Gruppe aufgelöst, und einen Tag später kam es zum Abbruch des Streikes. Diesen Kämpfern zu Ehren entstand diese Gedenktafel und eine weitere am Spremberger Turm. | Gedenktafel der Arbeiterbewegung |
| 09100162 Wikidata                | Sandower Straße (Lage) | Tuchmacherbrunnen | Der Tuchmacherbrunnen in der Sandower Straße befindet sich unterhalb des Schlossberges am ehemaligen Sandower Tor. Vom Altmarkt kommend, in Richtung Sandower Brücke gehend, befindet er sich auf der rechten Seite hinter einem Stück alter Stadtmauer. Der Brunnen wurde zwischen 1937 und 1938 von Richard Kuöhl (Hamburg) aus Sandstein und Bronze erschaffen. Er ist ein Zeichen der Würdigung des jahrhundertelangen, traditionellen Tuchmachergewerbes in der Stadt Cottbus. Der Brunnen hat einen Durchmesser von 3,50 m, und in dem Sandsteinrand ist die Inschrift „Ein Handwerk wird geehrt, das gute Tuch wirkt und schert“ zu lesen. Mittig steht eine Stele, deren Abschluss eine Kugel bildet. Im unteren Drittel wird die Säule von einem Bronzerelief umgeben. Es zeigt in Einzeldarstellungen die Tuchherstellung vom Weiden der Schafe, der Verarbeitung der Wolle am Spinnrad über das Weben am Webstuhl bis hin zum Tuchhandel. Der Platz um den Brunnen wird von einer kleinen Mauer umgeben, an der sich Sitzbänke befinden. Er ist der einzige Brunnen der Stadt, der 24 Stunden ununterbrochen sprudelt. Anfang der 1980er Jahre wurde er durch Vandalismus zerstört und von D. Oehme 1984 wieder originalgetreu aufgebaut. | weitere Bilder |
| 09100056                         | Sandower Straße 1 (Lage) | Mietwohnhaus | Das Haus wurde 1868 erbaut. Im Jahre 1945 brannte das Dach, der Dachstuhl wurde darauf neu erstellt. Das Haus liegt an der Ecke Altmarkt. Es ist schmal mit drei Achsen, drei Geschossen und einem hohen Drempel. | Mietwohnhaus |
| 09100092                         | Sandower Straße 17 (Lage) | Wohnhaus | Das Wohnhaus wurde um 1825 erbaut. Das Haus ist eingeschossig, traufständig und hat ein Krüppelwalmdach. Vor dem Eingang befindet sich eine Freitreppe. Rechts vom Haus befindet sich eine Toreinfahrt. Das Haus steht links direkt an der Stadtmauer. | weitere Bilder |
| 09100249                         | Sandower Straße 19 (Lage) | Gemeindeschule mit Turnhalle | Das Haus ist die ehemalige Gemeindeschule, erbaut wurde die Schule in den Jahren 1895 bis 1896. Die Schule hat 26 Klassenräume, im nördlichen Teil befand sich die Knabengemeindeschule im südlichen Teil die Mädchengemeindeschule. Für beide Schulen wurde östlich von dem Schulgebäude eine Turnhalle gebaut. | weitere Bilder |
| 09100199                         | Sandower Straße 42 (Lage) | Wohnhaus | Das Haus entstand aus ursprünglich zwei Häusern. Der linke Teil entstand im späten 18. Jahrhundert. Nach 1857 wurde auf dem benachbarten Grundstück ein Haus neu gebaut, der alte Eingang wurde auch für das neue Haus genutzt. Das Haus ist zweigeschossig mit einem Satteldach. Es liegt an der Ostseite der Sandower Straße gegenüber dem Oberkirchplatz. | Wohnhaus |
| 09100269                         | Sandower Straße 48 (Lage) | Wohnhaus (Bäckerbörse) | Das Wohnhaus entstand in der zweiten Hälfte des 18. Jahrhunderts. Es liegt gegenüber dem Chor der Oberkirche St. Nikolai. Seit 1896 befindet sich hier eine Gaststätte, sie war später Treffpunkt der Bäckergesellen, daher der Name Bäckerbörse. Das Haus ist klein, hat zwei Geschosse und ein Vollwalmdach. | Wohnhaus (Bäckerbörse) |
| 09100029                         | Sandower Straße 50, Gerichtsplatz 7 (Lage) | Wohnhaus | Das bürgerliche Wohnhaus wurde 1795 bis 1796 im klassizistischen Stil erbaut. Bauherr war Ferdinand Köhler, der von 1810 bis 1831 der zweite Bürgermeister von Cottbus war. Im Jahre 1905 wurde das Haus vom Magistrat der Stadt gekauft und diente unter anderem als Armenbüro, Standesamt und Stadtarchiv. Das Haus steht an der Ecke zum Gerichtsplatz. Es ist ein zweigeschossiges Haus mit Mansarddach. | Wohnhaus |
| 09100030                         | Sandower Straße 54 (Lage) | Wohnhaus | Das Haus wurde im Kern wohl um das Jahr 1698 erbaut, wobei Wandreste eines Vorgängerbaues verwendet wurden. Die Fassade im Barock-Stil mit Pilaster-Gliederung stammt aus der Mitte des 18. Jahrhunderts. Unter einem Teil des Gebäudes befindet sich ein tonnengewölbter Keller. Im 19. Jahrhundert wurde das Haus mehrfach umgebaut. Das Haus liegt an der Ecke Gertraudtenstraße gegenüber der Oberkirche St. Nikolai. Es hat acht Achsen, zwei Stockwerke und ein Walmdach mit Fledermausgauben. In dem Haus befindet sich heute ein Restaurant. | Wohnhaus |
| 09100031                         | Sandower Straße 57 (Lage) | Wohn- und Handwerkerhaus (später Gasthaus) | Ein Haus an dieser Stelle wird zum ersten Mal im Jahre 1544 erwähnt. Beim Stadtbrand 1671 wurde das Haus stark beschädigt. In zwei Bauabschnitten wurde das Haus wieder aufgebaut, dabei wurde das mittelalterliche Backsteinwerk verwendet. Ab 1734 befand sich hier eine Zinngießerei. Seit 1825 befindet sich hier ein Gasthaus. | Wohn- und Handwerkerhaus (später Gasthaus) |
| 09100057                         | Sandower Straße 59 (Lage) | Wohn- und Gasthaus | Das Wohnhaus steht an der Ecke zum Altmarkt. Es wurde um 1780 erbaut. Es ist ein zweigeschossiger Bau mit einem Satteldach. | Wohn- und Gasthaus |
| 09100099                         | Schillerplatz (Lage) | Denkmalensemble Schillerplatz, Platzraum mit Platzwänden und alleeartigem Baumbestand | Der Schillerplatz wird von der Schillerstraße, August-Bebel-Straße, Wernerstraße und Karl-Liebknecht-Straße eingerahmt. Seit 1880 wurde der Platz als Viehmarkt genutzt und auch so genannt. Im März 1905 beschloss die Stadtverordnung den Bau eines Theaters, und schon im November 1905 wurde das Projekt des Architekten Bernhard Sehring bestätigt, und seit dem Mai 1907 trägt der Viehmarkt den Namen Schillerplatz. Mit dem Bau des 2,4 Hektar großen Parks wurde 1908 begonnen. Das am 1. Oktober 1908 eingeweihte Theater ist mit einer architektonisch gestalteten Schmuckanlage versehen. Der Eingangsbereich wird durch einen halbrund verlaufenden, leicht ansteigenden Fahrweg erschlossen. Zwischen den Fahrwegen liegen viertelkreisförmige und vertiefte Rasenflächen mit höher liegenden Randstreifen, die zur Straße hin abfallen. Der Schillerplatz ist eine bedeutende städtische und gärtnerisch gestaltete Platzanlage. Zur 800-Jahr-Feier 1956 fand eine von Joachim Scherzer geplante Neugestaltung statt. So entstand auch ein großes Wasserbecken in barocker Formsprache, versehen mit drei Fontänen und mit wasserspeienden Brunnenfiguren am Rand, umgeben von einer Rabatte. Der Bereich ist zu einer ebenso repräsentativen wie auch modernen Grünanlage umgestaltet worden, um der alten Anlage ein gleichwertiges Pendant entgegenzusetzen. Damit ist der Schillerplatz auch von gartenhistorischem Interesse. Um ein längeres Verweilen in diesem Park zu erreichen, wurde in den 1960er Jahren ein Kiosk mit Imbiss gebaut. Doch dieser ist seit Jahren geschlossen. | weitere Bilder |
| 09100022                         | Schillerplatz (Lage) | Schillerplatz (gestaltete Platzanlage) | Der Platz längst der Schiller-, Werner- und August-Bebel-Straße wird von einer Roteichen-Doppelreihe begrenzt. Auf den umliegenden, durch gerade und diagonal verlaufende Wege regelmäßig gegliederten Rasenflächen befindet sich ein lockerer Bestand an Laubbäumen wie Krimlinde, Zucker-Ahorn und Edelkastanie. Die Einmündung der Vorfahrt zum Theater und der axiale Weg sind durch Säuleneichen bepflanzt und seitlich mit Rasenflächen versehen. An den Seiten des zentralen Baukörpers des Theaters sind jeweils drei Riesenlebensbäume und Strauchgruppen zu finden, gelegen in schmalen längsrechteckigen Rasenflächen. Die Südseiten sind mit Hecken bepflanzt. An diese schließen sich große, querrechteckige und abgesenkte Rasenparterres an. An den Längsseiten befinden sich Reihen von Buchsbaum-Kugeln, davor wegseitige Hecken. Vor den Schmuckanlagen befindet sich auf den nach Norden abschließenden seitlichen Terrassen und Trennmauern je ein Grünstreifen, der symmetrisch mit Gehölzen (Eibe, Lebensbaum, Scheinzypresse und Buchsbaum) bepflanzt ist. Die Rasenflächen sind von Rasenbändern eingefasst. Die Wege sind mit Splitt und Sitzbänken versehen. Mehrere Höhenstrahler im Park sorgen bei Dunkelheit für Beleuchtung. | Schillerplatz (gestaltete Platzanlage) |
| 09100101                         | Schillerplatz 1 (Lage) | Staatstheater | Das Staatstheater Cottbus ist das einzige staatliche Theater in Brandenburg. | weitere Bilder |
| 09100164                         | Schillerstraße 21/22 (Lage) | Verwaltungsgebäude der Wehrmacht (später Reichsbahndirektion) | Im Jahr 1938 erwarb die Heeresstandortverwaltung das Grundstück, das ursprünglich ein Teil des Gartens der Villa in der Karl-Liebknecht-Straße 25 war. Anschließend wurde 1939 dieses Haus als Dienstgebäude für einen Divisionsstab und als Kommandozentrale der Cottbuser Division erbaut. Eine Besonderheit dieses Gebäudes ist die bauliche Erweiterung nach Norden, die 1943 noch nicht im Stadtplan verzeichnet war, sich aber dem Ursprungsbaustil im größten Teil anschließt. Nach 1945 bis Anfang der 1990er Jahre hatten die Reichsbahndirektion sowie die sowjetische Kommandantur hier ihren Sitz. Zurzeit befindet sich ein Ärztehaus mit diversen Arztpraxen in dem Gebäude. Dieser L-förmige, zweigeschossige Bau mit seinen schlichten, traditionellen Formen (Steildach und Sprossenfenster) zeigt sich als typischer Vertreter der nationalsozialistischen Architektur. Dieses Gebäude besitzt rau geputzte Wandflächen und Fenster mit Sandsteinrahmung, unterteilt durch Quersprossen. An der Südwestecke befinden sich ein Eingangsvorbau mit Loggia und ein Anbau im Hof. Der etwas später errichtete nördliche Teil ist etwas erhöht und hebt sich durch andere Fenstereinfassungen als die des Ursprungsbaus und eine größere Dachhöhe ab. Der Eingang befindet sich unter einer durch Arkaden geöffneten Vorhalle, deren Bogenöffnungen aus dekorierten Sandsteinwänden bestehen. Hier sind die Formen des „Eisernen Kreuzes“ in den Kreisformen noch erkennbar. | weitere Bilder |
| 09100435                         | Schillerstraße 42 (Lage) | Mietwohnhaus | | weitere Bilder |
| 09100165                         | Schillerstraße 48 (Lage) | Mietwohnhaus | In den Jahren 1901/02 wurde das Mietwohnhaus in der Schillerstraße für den Architekten und den Maurermeister Dümpert & Hauke errichtet. Die Ausführung wurde durch deren eigenes Baugeschäft realisiert. Es ist das erste Gebäude, das ausschließlich von Formen des Jugendstils geprägt ist. Die für den Jugendstil typische geschwungene Linie zieht sich hier durch den gesamten Baukörper. Dies ist gut am Kellerfenster und Eingang zu erkennen. Die Fassadengliederung ist asymmetrisch ausgebildet. Die rechte Seite ist vorspringend gearbeitet. Hier gibt es einen geschweiften Zwerchgiebel sowie einen geschweiften Kämpfer am großen ovalen Giebelfenster. Im Fassadenvorsprung ist ein polygonaler Erker mit einem seitlichen Balkon gebaut worden. Das Erdgeschoss ist mit einer feinen Ritzquaderung versehen. Ein geschweiftes Putzband ist im Erdgeschoss dort angebracht, wo sonst ein geschweiftes Sockelgesims wäre. Die Fenstergewände des Hauses sind abgerundet. Ferner schwingen die Erker und Gesimslinien aus. Über die Wandflächen spannt sich das vegetabile Dekor in Rispen- und Bandformen. Diese sind als Fensterrahmung, in der Traufzone und als Giebelabschluss wiederzufinden. An dieser Stelle verschmelzen Bauform und Dekor. Des Weiteren sind Details wie Fenstergitter und -sprossen mit ihren geschwungenen Formen aus Rispen und Blättern in die Gesamtstruktur des Gebäudes eingebunden. Weiterhin verfügt das Gebäude über eine bauzeitliche Einfriedung mit partiellem Vorgarten im Zusammenhang mit einer Blockrandbebauung. Verschiedene Dekore oder Motive wiederholen sich zum Teil in Ausstattungsdetails, wie z. B. den Türen. Die Innenausstattung ist in Form von Stuckdecken, Kachelöfen sowie Fenster- und Türbestand weitgehend bauzeitlich erhalten. Ferner existieren ein Treppenhaus mit einer gewendelten Treppe und ein polychromer Terrazzoboden. Das Gebäude gilt als das schönste Haus von Cottbus und ist ein charakteristischer Vertreter des frühen ornamentalen Jugendstils. | weitere Bilder |
| 09100103                         | Schillerstraße 55 (Lage) | Villenartiges Wohnhaus | Das villenartige Mietwohnhaus in der Schillerstraße 55 wurde 1895 für den Rentier Heinrich Starcke erbaut. Die Bauausführung wurde durch den Architekten, Bauunternehmer und späteren Stadtrat Ewald Schulz bewerkstelligt. Es handelt sich hier um ein zweigeschossiges Gebäude mit einem Mansardterrassendach. Das Grundstück hat eine bauzeitliche Lanzetteneinfriedung und an der freistehenden Seite einen Treppenturm. Dort befindet sich der Eingang und die Einfahrt zum ehemaligen Remisen- und Stallgebäude. Die Frontseite des Hauses ist durch einen Mittelrisalit mit Zwerchgiebel symmetrisch gegliedert. Im Erdgeschoss sowie an den Kanten des Obergeschosses wurde eine Putzquaderung angebracht. Die Fenster im Obergeschoss sind durch Segmentbogenverdachungen, Brüstungs- und Sturzdekore akzentuiert. Des Weiteren besitzt das Bauwerk einen Dachwalm mit einem Ziergitterabschluss und ein bauzeitliches Dachhäuschen mit einem Kugelaufsatz, dessen Turm eine Dachhaube hat. Das Innere ist von einer repräsentativen umfangreichen Originalsubstanz geprägt. Hier findet man unter anderem Stuck- und bemalte Holzdecken, aber auch den authentischen Tür- und Fensterbestand. Durch die gerundeten Fensterformen ist das verspielte Neurokokodekor mit Muschel- und Bandwerk zu erkennen. Diese Stilrichtung kristallisierte sich in den letzten Jahren des Späthistorismus heraus. Das Gebäude hat eine baugeschichtliche Bedeutung. Dies ist an seinem typischen Stadtvillencharakter zu erkennen. Ferner ist das Wohnhaus durch die Einfahrt für die damaligen Kutschen sowie durch die Ausstattung für einen gehobenen Lebensstil gekennzeichnet. | weitere Bilder |
| 09100014                         | Schloßberg/Goethestraße (Lage) | Grünanlage am Schloßberg | Die Grünanlage befindet sich am Nord-, Ost- und Südhang des Schloßberges. Sie wird nördlich durch die Magazin- und Sandower Straße begrenzt. Im Osten grenzt die Goethestraße an und im Süden die Straße Am Spreeufer. Im Westen wird die Anlage durch das Amtsgericht, die auf der Kuppe des Schloßberges um das frühere Landgericht verlaufende Mauer sowie durch das Grundstück der Magazinstraße 27 abgesteckt. Zum Schlossgebiet gehörten mehrere Gärten, die den Komplex der Baulichkeiten auf dem Schloßberg umgaben. Der Name Amtsgärten stammt daher, dass die Amtshauptleute diese nutzen durften. Auf dem Plan von Handtschky aus den Jahren 1720/24 sind die Gärten dargestellt, und es ist zu erkennen, dass sie alle einmal eine Einfriedung besaßen. Die gesamte Anlage ist von städtebaulicher, sozialgeschichtlicher, gartenhistorischer und kultureller Bedeutung. Es ist in dieser Form eine einzigartige Gartenanlage in Brandenburg, die eine stadträumliche und ortsbildprägende Wirkung besitzt. | weitere Bilder |
| 09100075                         | Schloßkirchplatz 1, Spremberger Straße 5 (Lage) | Mietwohn- und Geschäftshaus | Das Mietwohn- und Geschäftshaus wurde in zwei Bauabschnitten an der Nordseite des Schloßkirchplatzes und Ecke Spremberger Straße errichtet. Paul Sack hatte 1876 das Grundstück erworben und ließ dort 1878/79 ein repräsentatives Gebäude an der Ecke zum Katharinengässchen errichten. Im Jahr 1910 wurde im Auftrag von Franz Sack ein Mietwohn- und Geschäftshausanbau im barocken Stil gebaut. | Mietwohn- und Geschäftshaus |
| 09100072                         | Schloßkirchplatz 2 (Lage) | Wohnhaus | Das Mietwohnhaus wurde um 1800 errichtet. Es ist ein schlichtes zweigeschossiges Bürgerhaus mit zehn Fensterachsen. Im Jahr 1887 wurden im Auftrag des neuen Eigentümers, des Hoffotografen C. Metzner, ein Umbau, eine Aufstockung und eine Neudekoration der Fassade vorgenommen. 1950 wurden erhaltende Maßnahmen durchgeführt, damit keine Einsturzgefahr herrscht. 38 Jahre später war das Gebäude wieder einsturzgefährdet. Ein Jahr später wurde deshalb das Äußere instand gesetzt. Ein Teilabbruch des nordöstlichen Außenwandbereiches, einschließlich innerer Wände und Decken, wurde 1993 bewerkstelligt. Des Weiteren wurde das Bauwerk zu einem Hotel und einer Bank umgenutzt. In diesem Zuge gab es eine umfassende Sanierung und Modernisierung sowie eine strukturelle Umgestaltung des Erdgeschosses. Das Gebäude besitzt nun drei Geschosse und ein Berliner Dach. Die gesamte Ostseite des Schloßkirchplatzes wird durch das Haus eingenommen. Die südliche Schmalseite zeigt zur Schloßkirchstraße und die nördliche zum Katharinengässchen. Dort befindet sich eine alte Werbung des Hoffotografen Metzner. Diese wurde originalgetreu wiederhergestellt. Die Fassade an der Ost- und Südseite ist aufwendig in Neurenaissanceformen gegliedert. Von einer kräftigen Diamantquaderung sind im Erdgeschoss die Gebäudekanten als auch die drei Eingänge (der mittlere ist eine Zugabe aus dem 19. Jahrhundert) eingefasst. Die Fassade der Obergeschosse besitzt eine Putznutung. Die beiden Schauseiten werden mittels Gurt-, Stockwerk- und Traufgesimsen horizontal strukturiert. Mit Hilfe von Pilastern und Segmentgiebeln entstand eine reiche Fensterrahmung in der Beletage. Ein vollplastischer Kopf in einer Muschelform ist in den Giebelfeldern eingebunden, und die Brüstungen sowie Sturzzonen wurden mit ornamentierten Reliefplatten bzw. Halbbalustern ausgestattet. In der dritten Etage sind die Fenster mit geohrten Faschen versehen, und es gibt ein umlaufendes Sohlbankgesims auf einer Akanthuskonsole. Die breitgelagerte Hauptfassade wird in der dritten und achten Achse durch flache Risalite mit dreiteiligen Fenstern und Balkonen akzentuiert. Das 1993–1995 gebaut abgewalmte Mansarddach hat dicht gereihte, stehende Gauben. Im Inneren gibt es die in der Mittelachse gelegene Treppenanlage mit einem Holzbalustergeländer aus dem 19. Jahrhundert. Das große barocke Kellergewölbe unter dem rechten Hausteil wird heute als Restaurant genutzt. Das markante Wohn- und Geschäftshaus gehört zu den letzten barocken Gebäuden in der südlichen Altstadt. Zugleich dokumentiert es den wirtschaftlichen Aufschwung der Stadt im 19. Jahrhundert. Dies geschieht durch den baulichen Wandel vom barocken Stil zur Neurenaissance. | Wohnhaus |
| 09100073                         | Schloßkirchplatz 5 (Lage) | Ehemaliges Kaufhaus Schocken | Im Jahre 1926 wurde das um 1770 erbaute Giebelhaus am Schloßkirchplatz 5 erweitert und das Kaufhaus Schocken eröffnet. Das Gebäude war ein viergeschossiger Eisenbeton-Skelettbau mit vertikal zweifach gebrochener Fassade, die horizontal durch Fensterbänder strukturiert waren. Schwere Schädigungen erhielt das Gebäude im Zweiten Weltkrieg, daraufhin erfolgte eine Instandsetzung durch die Konsumgenossenschaft. Das weiß verputzte Erdgeschoss erhielt zwei große Schaufenster. Zwischen Erdgeschoss und erstem Obergeschoss verlief ein Gurtgesims, das später den Schriftzug „Kaufhaus Schocken Kommanditgesellschaft auf Aktien“ trug. Die Obergeschosse bekamen Buca-Eisenklinker und vorspringende Betongesimse. Hier wurden die ersten Fahrstühle der Stadt installiert und eine großzügige Treppenanlage eingebaut. Die Fensterbänder mit einer Brüstungshöhe von 140 cm ohne Sturz erreichten eine optimale Beleuchtung, dafür löste man die tragende Eisenbeton-Skelettstruktur weitgehend von der Fassade und verlagerte die Stützen in den Innenraum. Dies wurde bei Kaufhäusern in der Zeit oft angewendet (Mendelsohn-System). 1945 wurden fünf Stützen in die Fassadenebenen eingesetzt und die Ecken der Fensterbänder verkleidet sowie verputzt. Ab 1963 war wegen der schlechten Bausubstanz eine weitere Nutzung des Hauptgebäudes als Kaufhaus nicht mehr möglich. Es wurde 1980 abgerissen. Lediglich der Erweiterungsbau am Schloßkirchplatz wurde weiter genutzt bis 1993. Der Abriss des hinteren, stark beschädigten Seitenflügels erfolgte 2000. Eine Sanierung im Mai 2005 verwandelte das Gebäude in ein modernes Wohn- und Geschäftshaus. | Ehemaliges Kaufhaus Schocken |
| 09100074                         | Schloßkirchplatz 6, Spremberger Straße 9 (Lage) | Wohnblock mit Ladengeschoss | Da die Vorgängerbauten am Schloßkirchplatz aus dem 19. Jahrhundert im Zweiten Weltkrieg stark beschädigt wurden, erfolgte eine Abtragung der Gebäude. Erste Planungen für eine Neubebauung gab es 1955. Den Entwurf lieferte 1957/58 der Chefarchitekt Wilhelm Flemming. Am Schloßkirchplatz 6 entstand ein viergeschossiger verputzter Ziegelbau mit Walmdach auf einem der vier Grundstücke südlich der Schlosskirche. Ein schwarzer Kunststein verschönerte den Gebäudesockel. Das Erdgeschoss mit den Ladentüren wurde voll verglast. Am südlichen Teil des Erdgeschosses beleben Pfeiler das Fassadenbild. Die Front zum Schloßkirchplatz bekam eine Durchfahrt mit eisernem Gittertor. Die Obergeschosse bekamen paarweise angeordnete, einfach eingeschnittene Rechteckfenster mit glatten Putzfaschen und Sohlbänken aus Kunststein. In der zweiten und dritten Etage wurden französische Fenster mit schmiedeeisernen Brüstungsgittern eingesetzt. Ein Putzbild, das dem Thema Völkerfreundschaft gewidmet ist, dekoriert die Front zum Schloßkirchplatz. Das Dach ist eine Bernsdorfer Gittersparren-Konstruktion. Zwölf Wohnungen sind über zwei Treppenanlagen zu erreichen. Die Trittstufen sowie die Eingangspodeste sind mit Terrazzoplatten belegt. 2001 erfolgte eine Sanierung zum Wohn- und Geschäftsgebäude, wobei das Architekturbild der 1950er Jahre der DDR weitgehend erhalten blieb. | weitere Bilder |
| 09100452                         | Schmellwitzer Schulstraße 4 (Lage) | Wohnhaus | Das Kupferhaus ist eins von knapp 40 in Deutschland erhaltenen, die von 1929 bis 1934 von den Hirsch Kupfer- und Messingwerken in Finow bei Eberswalde gebaut wurden. Es zählt zum größeren Bautyp Kupfercastell. | weitere Bilder |
| 09100200                         | Schwanstraße 10 (Lage) | Villa mit Gartengrundstück und straßenseitiger Einfriedung | Die Villa in der Schwanstraße 10, auch „Villa Ruff“ nach dem Auftraggeber Clemens Ruff genannt, wurde um 1900 erbaut. Hermann Pabel, der bedeutende Cottbuser Bauunternehmer, hat die zweigeschossige Jugendstilvilla errichtet. Nach 1919 war der Geschäftsbücherfabrikant Otto Enke Eigentümer der Villa. Besonders auffällig sind die Fenster- und Türrahmungen, die mit roten Klinkern im Kontrast zu den ockerfarben verputzten Wandflächen stehen, Schmuckdetails (Zierfachwerk, Eingangsverdachungen und Ziegelabdeckung der Fensterbänke) sind in Grün gehalten. Das Erbauungsjahr steht an der Ostseite mit Stuck. Die hochwertige Innengestaltung ist in großem Ausmaß erhalten geblieben. Der Treppenaufgang besteht aus Marmor und über der Balustrade, an der Wandseite, mit Holzpaneel; am ersten Treppenabsatz wurde eine weibliche Plastik eingearbeitet. Im Obergeschoss ist eine Kassettendecke angebracht, begleitet von einer Weinlaubmalerei. Die Wohnraumdecken wurden mit profilierten Holzleisten bzw. mit stark plastischem Stuckdekor überzogen. Ein schmiedeeiserner Zaun auf einem roten Klinkersockel umgibt den Garten zur Straße hin. Der Eingang wurde als Torbogen ebenfalls aus roten Klinkern gemauert, die Abdeckung auf dem Torbogen besteht aus glasierten Dachziegeln. Im Garten wurde in den 1920er Jahren ein rundes Bassin aus Beton errichtet, dessen Abdeckungen aus Keramik-Formsteinen bestehen. In der Mitte des Wasserbeckens steht eine Skulptur auf einem Ziegelmauerwerk, der Sockel ist mit großen Natursteinen verblendet. Neben dem Wasserbecken steht eine Bank aus Kunststein in neubarocker Form, die Engelköpfe an den Füßen sind erhalten geblieben. 1969 wurde in dem Haus eine orthopädische Klinik eröffnet. In den 1990er Jahren wurde das Gebäude komplett restauriert und wird noch immer von einer Arztpraxis genutzt. | Villa mit Gartengrundstück und straßenseitiger Einfriedung |
| 09100447                         | Schwanstraße 11 (Lage) | Mietwohnhaus | | weitere Bilder |
| 09100112                         | Seminarstraße 3–7, 25–40, Diesterwegstraße 4, Bonnaskenstraße 18/19, 22, Pestalozzistraße 4 (Lage)                                                   | Seminarstraße mit den anliegenden Grundstücken und deren historischer Bebauung sowie der Straßenführung und -anlage mit der alleeartigen Baumanpflanzung | | Seminarstraße mit den anliegenden Grundstücken und deren historischer Bebauung sowie der Straßenführung und -anlage mit der alleeartigen Baumanpflanzung |
| 09100323                         | Seminarstraße 4 (Lage) | Villa Dreifert mit Gartenlaube, dem Areal des Villengartens einschließlich seiner historischen Einfriedung | Die Villa in der Seminarstraße 4 wurde 1914 im Auftrag des gebürtigen Cottbuser Geheimrats Hugo Dreifert erbaut. Nach seinem Tod erwarb die Stadt Cottbus das Gebäude. Bis 1945 wohnten dort alle Nachfolger von Hugo Dreifert, daher ist das Gebäude auch als Oberbürgermeistervilla bekannt. Nach dem Zweiten Weltkrieg war das Gebäude ein Heim für Kriegswaisen, später wurde es zu einem Kindergarten umgebaut. Heute befindet sich darin die Integrationskindertagesstätte „Villa Kunterbunt“. Das zweigeschossige Gebäude besitzt ein Walmdach mit Dachgeschoss. An der Vorderfront des Hauses in der Mitte des Walmdachs befindet sich zur Straße hin eine Fledermausgaube. Im zweiten Geschoss ist über dem Eingang ein Halbrundfenster mit Sprossen aus Stein auffällig, das von zwei kleinen Rundfenstern links und rechts flankiert wird. Das erste Geschoss wird vom zweiten Geschoss durch ein breites Gurtgesims getrennt, das mit Schnörkeln verziert ist. Eine Zierleiste mit Blumenrankenornamenten, die sich unter dem Halbrundfenster bzw. über dem Eingang befand, wurde durch den Schriftzug „Kindergarten Nord“ ersetzt. Der zurückgesetzte, von korinthischen Säulen gestützte Eingang besitzt eine von kleinen Fenstern umrahmte Tür. An der linken Hausseite befindet sich ein kleiner Anbau und auf dem Walmdach noch eine Fledermausgaube. Von der historischen Einfriedung ist nur eine ca. 150 cm hohe Backsteinmauer mit Pfeilern geblieben, die an das Grundstück zur linken Seite grenzt. Eine Autoeinfahrt ist auf der linken Seite der Vorderseite des Hauses durch zwei große Torpfosten gekennzeichnet. An der rechten Hausseite befand sich der ursprüngliche Eingang. Die grüne Holztür mit der Hausnummer 4 ist erhalten sowie die beiden Eingangspfosten. Dahinter befindet sich die Gartenlaube. Die Garteneingangsflügel des vormals weißen, jetzt grünen Gartenzauns werden von zwei quadratischen Steinsäulen flankiert, die bis 1945 noch einen runden Aufsatz besaßen. Der Garten wurde in eine Rasenfläche umgewandelt. Neubarocke Gestaltungselemente dominieren die Villa. Das Gartenhäuschen ist in sachlicher neuer Formensprache gehalten. | Villa Dreifert mit Gartenlaube, dem Areal des Villengartens einschließlich seiner historischen Einfriedung |
| 09100166                         | Sielower Straße 10 (Lage) | Ingenieurschule für Bauwesen | Das Gebäude wurde 1952/53 nach Plänen von Wilhelm Flemming und Karl Irmler errichtet. Das Schulgebäude aus früher Nachkriegszeit wurde in klassizistischer Bauweise gebaut. Es ist geprägt durch seine zurückhaltende, handwerkliche Solidität und seine räumliche Großzügigkeit. Die Schule ist ein dreigeschossiger Ziegelbau mit abgewalmtem Steildach. Ursprünglich war das Dach mit holländischen S-Pfannen eingedeckt. Der Eingang ist überdacht von einem Balkon mit schmiedeeisernen Gittern. Über dem Eingang befinden sich Hallen mit kreuzbewehrten Stahlbetonplatten. Tore, Türen und Fußböden sind mit Travertin verkleidet. Ende des Jahrhunderts war man der steigenden Schülerzahl nicht mehr gewachsen. Als komplementäres Element wurde ein dreigeschossiger Ergänzungsbau entlang der Nordstraße angefügt. Der Altbau wurde nur geringfügig verändert. Das Gebäude dient teilweise als Verwaltung. Die Flurbereiche werden als offene Garderoben genutzt. Das Kellergeschoss dient als bauliche Reserve für die Haustechnik und als soziale Räume. An der Westseite gibt es einen barrierefreien Zugang. Das Gebäude befindet sich direkt auf dem BTU-Campus im Norden der Stadt. | Ingenieurschule für Bauwesen |
| 09100146                         | Sielower Straße 13, 14/Universitätsplatz (Lage) | Ehemalige Hochschule für Lehrerbildung (Erweiterungsbau) | Als Sport- und Feierhalle der ehemaligen Hochschule für Lehrerbildung wurden die Gebäude 1938 eröffnet. Der Baustil ist charakteristisch für die Architektur des „Dritten Reiches“. Nach dem Zweiten Weltkrieg nutzte die Sowjetarmee beide Häuser als Offizierskasino und Kulturhaus. Im Jahr 1953 wurde das Gelände der kasernierten Volkspolizei übergeben und später von der Nationalen Volksarmee zum Kulturzentrum umgebaut. Bis Ende 2011 wurden die Räumlichkeiten von der Brandenburgischen Technischen Universität als Freizeit- und Begegnungsstätte genutzt. Dazu gehörten ein Kinosaal mit Bühne im Keller und eine Gaststätte. Zurzeit stehen die Häuser leer. Äußerlich bestimmen blasse Fassaden, zerbröckelte Treppen im Terrassenbereich und verbrauchte Dachziegel das Bild. Das Haus Sielower Straße 13 hat eine Freitreppe, die zum Haupteingang führt. Der Eingang ist als Vorbau errichtet worden und hat eine zweiflügelige Glastür mit Metallrahmung. Das Gebäude ist zweigeschossig und mit einem Walmdach versehen. Das Haus ist direkt mit den vier Gebäuden der Sielower Straße 14 verbunden. Diese Häuser sind auch zweigeschossig und haben ein Walmdach mit Dachgauben. Es sind einfache Fenster und zum Teil Blindfenster vorhanden. Zu dem Gelände gehört eine große Terrasse mit einer Freitreppe. Die Gebäude befinden sich gegenüber der Universitätsbibliothek Cottbus. | weitere Bilder |
| 09100167                         | Sielower Straße 37 (Lage) | Königliches Lehrerseminar (später Niedersorbisches Gymnasium Cottbus) | Nach Plänen des Architekten Arno Pasig wurde das Königlich-Preußische Lehrerseminar am 25. Juni 1910 eingeweiht. Das Gebäude wurde im Jugendstil erbaut. Aus finanziellen Gründen wurde die Schule 1925 geschlossen. 1930 erfolgte die Wiedereröffnung als Pädagogische Akademie. Die Einweihung als Hochschule für Lehrerbildung erfolgte 1934. Bereits 1939 wurde die Schule erneut geschlossen. Ab 1945 diente das Gebäude als Neulehrerausbildungsstätte. Die Eröffnung als Sorbische Oberschule erfolgte 1952 und ab 1970 als Sorbische Erweiterte Oberschule. Seit 1991 befindet sich dort das Niedersorbische Gymnasium. Der Altbau wurde mehrfach umgebaut. Der Eingang von der Sielower Landstraße ist zwar noch zu erahnen, wurde aber funktionell verlegt. Der Altbau und die Turnhalle stehen unter Denkmalschutz. Das Gymnasium wurde wegen erhöhter Schülerzahl modernisiert. Für den Sportunterricht wurde eine moderne Zweifeldhalle mit Zuschauerhang gebaut. Aus der alten Turnhalle entstand ein Mehrzweckgebäude mit großem Speisesaal, einem Bühnenbereich und einer Cafeteria. | Königliches Lehrerseminar (später Niedersorbisches Gymnasium Cottbus) |
| 09100181                         | Sielower Straße 37 (Lage) | Lutherdenkmal | Wie in vielen anderen Städten gibt es auch in Cottbus ein Lutherdenkmal. Dieses wurde von Heinrich Goetschmann erschaffen. Die Quellenangaben zu der Bauzeit des Denkmales sind unterschiedlich. Martin Luther steht auf einem Postament aus Granit in Überlebensgröße. Die Figur ist aus reinweißem hartem Sandstein gemeißelt, er hält in der rechten Hand einen Hammer und in der linken eine Pergamentrolle. Es wurde der Moment nachgestellt, als er am 31. Oktober 1517 seine 95 Thesen an die Tür der Schlosskirche zu Wittenberg schlug. Das Denkmal stand bis in die 1970er Jahre vor der sorbischen Oberschule, wurde anschließend entfernt und stand nach 1983 vor der Lutherkirche. Nach starken Beschädigungen restaurierte man es 1997 wieder, und 1998 erfolgte seine Rückkehr auf seinen alten Sockel vor dem Niedersorbischen Gymnasium in der Sielower Straße 37. Martin Luther zu Ehren gibt es am letzten Tag im Oktober in den evangelischen Bundesländern einen Feiertag – den Reformationstag. | Lutherdenkmal |
| 09100070                         | Spremberger Straße / Schloßkirchplatz (Lage) | Schlosskirche | Eine französisch-reformierte Gemeinde bildeten französische Hugenotten, die sich im Jahr 1701 in Cottbus niederließen. 1705 bekamen sie vom Brandenburger Kurfürsten die Erlaubnis, ihre Kirche zu erbauen. Am 7. Januar 1714 konnte die einschiffige Schlosskirche mit Walmdach nach siebenjähriger Bauzeit eingeweiht werden. Als 1757 ein deutsch-reformierter Geistlicher als Hof- und Schlossprediger berufen wurde, bürgerte sich der Kirchname im Volke ein. | weitere Bilder |
| 09100094                         | Spremberger Straße 16/Bergstraße 2, Spremberger Straße 19/Am Turm 23, Spremberger Straße 20/Am Turm 22 (Lage)                                        | Mietwohn- und Geschäftshäuser | Zunächst wurde 1896 im Auftrag des Kaufmanns Max Cohn das dreiachsige Mietwohnhaus Spremberger Straße 16 mit Seitenflügel entlang der Burgstraße von der Baufirma Paul Broeßke errichtet. Nachdem das angrenzende Eckgebäude abgerissen worden war, erfolgte 1910 die Erweiterung des Mietwohnhauses durch den turmartigen Eckbau mit Laden. Ausgeführt wurde der Anbau durch die Firma Hermann Pabel & Co. Das Gebäude ist besonders durch die Verbindung von späthistoristischer Gestaltung des Mietwohnhauses und der vom Jugendstil beeinflussten Bauform des Eckbereiches geprägt. | weitere Bilder |
| 09100219                         | Spremberger Straße 17 (Lage) | Mietwohn- und Geschäftshaus | Das dreigeschossige Mietwohn- und Geschäftshaus Spremberger Straße 17 mit Mezzaningeschoss wurde 1878/79 nach dem Abriss der Bastei auf der östlichen Straßenseite für den Buchbindermeister Otto Seidel erbaut. Als Eckbau mit U-förmigem Grundriss reicht das Gebäude in die Burgstraße sowie zum Brandenburger Platz. Die Hauptfassade mit sieben Achsen ist zur Spremberger Straße ausgerichtet. Zum Brandenburger Platz ist das Gebäude fünf und zur Burgstraße zwei Achsen breit. Das Gebäude wurde Ende der 1990er Jahre instand gesetzt und modernisiert. Im Erdgeschoss befinden sich Geschäfte, in den oberen Geschossen Mietwohnungen. | Mietwohn- und Geschäftshaus |
| 09100225                         | Spremberger Straße 29–31 (Lage) | Wohn- und Bürohaus | Der Dresdner Kaufmann Wolrad Waldschmidt eröffnete 1890 in der Spremberger Straße 30 eine Textilhandlung. Durch zahlreiche An- und Umbauten entstand bis 1931 aus dem zweigeschossigen Bau, der mit zwei Anbauten versehen war, das sechsstöckige Großstadtkaufhaus Waldschmidt. Im Zweiten Weltkrieg zerstört, entstand 1956/57 ein Wohn- und Bürohaus aus den Ruinen. Heute setzt sich der Wohn- und Geschäftshaus-Komplex aus fünf vier- bis sechsgeschossigen Gebäudeflügeln zusammen. Die Hauptfassade ist zur Spremberger Straße gerichtet, der rechte Seitenflügel bildet die südliche Randbebauung des mit der Stadtpromenade angelegten „Heronvorplatzes“, und das Quergebäude steht mit seiner Traufseite an der Straße Am Turm. | weitere Bilder |
| 09100076                         | Spremberger Straße 32–34 (Lage) | Wohnblock mit Ladengeschoss | Der Gebäudekomplex in der Spremberger Straße 32–34 ist ein Wohnblock mit Ladengeschoss. Das Bauwerk wurde 1953/54 gebaut, und der Entwurf stammt von W. Kampmann und W. Hinze. Im Jahr 1991 wurden an dem Gebäude Instandsetzungsmaßnahmen unter anderem an der Fassade und in der Ladenzone vorgenommen. Der viergeschossige Wohnblock unter einem Satteldach befindet sich an der Westseite der Spremberger Straße gegenüber der Schlosskirche. | weitere Bilder |
| 09100095                         | Spremberger Straße 40/41, 42/43 (Lage) | Wohn- und Geschäftshaus | Das Wohn- und Geschäftshaus in der Spremberger Straße 40/41 wurde 1909/10 errichtet. In Auftrag gegeben wurde das Bauwerk von dem Fleischermeister Wilhelm Kahle. Die Bauausführung übernahm die Firma des Regierungsbaumeisters a. D. Otto Rost. Im Jahr 1985 wurde das Gebäude restauriert. Das Dach und die Fassade wurden instand gesetzt, die Schaufenster in Stahl-Aluminium erneuert und ein hinteres Treppenhaus ausgebaut. In den Jahren 1987 und 1990 wurden weitere Veränderungen in der Schaufensteranlage durchgeführt. Das Wohn- und Geschäftshaus verdeutlicht in seiner architektonischen Ausprägung die damals sich entwickelnde Baukunst. Die Verwendung von eigenwilligen Ornamenten, inspiriert durch den Jugendstil, und die Verwendung von wirkungsvollen Bauschmuckdetails prägen das Gebäude. | Wohn- und Geschäftshaus |
| 09100018 Wikidata                | Stadtpromenade 1, 6, 10–12, Berliner Platz 1, 6, Mauerstraße 7, 8 (Lage)                                                                             | Warenhaus einschließlich Fußgängerterrassen und Innenwandbild „Cottbus im Jahr 1730“, Stadthalle einschließlich der Treppenanlage mit Springbrunnen, Wohnscheibe, Punkthaus Am Turm, Punkthaus Berliner Platz mit Betonrelief Geschichte der Arbeiterbewegung, Gaststätte „Am Stadttor“ mit Wandmosaik „Cottbuser Bauernmarkt“, Volksbuchhandel sowie Straßenverkehrsfunktionsgebäude des ehemaligen neuen Stadtzentrums „Stadtpromenade“                                                                                 | | weitere Bilder |
| 09100169                         | Stadtpromenade (Lage) | Plastik „Junge Lehrerin“ | Diese Bronzeplastik steht in der Stadtpromenade mit Blickrichtung zur westlichen Stadtmauer und zur Lindenpforte. Sie wurde 1972 von Ernst Sauer gegossen, der 1923 in Dresden geboren wurde und bis zu seinem Tode im Jahr 1988 zahlreiche Plastiken und Skulpturen in seiner Wahlheimat Senftenberg sowie in Cottbus schuf. Diese Plastik stellt eine junge Lehrerin in Lebensgröße dar und steht auf einem Ziegelsteinsockel. | Plastik „Junge Lehrerin“ |
| 09100173                         | Straße der Jugend (Lage) | Alter jüdischer Friedhof (Gelände zwischen Straße der Jugend 54 und 56) | Ab 1814 wurde es durch die Regierung untersagt, Verstorbene über weite Strecken zu transportieren. Damit war es nicht mehr möglich, jüdische Verstorbene in Friedland zu begraben. In Cottbus gab es bis dahin keine eigene Bestattungsfläche für die jüdischen Verstorbenen. Der erste jüdische Friedhof der Stadt Cottbus, der „Alte Jüdische Friedhof“, entstand um 1817 in der Dresdener Straße. Zur ursprünglichen Fläche wurde 1861 ein im Süden anliegendes Stück Land hinzugekauft, auf dem eine Feierhalle errichtet wurde. Nachdem auf dem „Alten Jüdischen Friedhof“ um 1916 alle Grabstätten belegt waren, wurde eine neue Fläche benötigt. 1916/17 entstand innerhalb des städtischen Hauptfriedhofs, des Südfriedhofs, der „Neue Jüdische Friedhof“ (siehe Nr. 93). Dieses Gelände wurde bis 1919 für Bestattungen genutzt. Nachdem ca. 100 Beerdigungen stattgefunden hatten, war die Platzkapazität erneut ausgeschöpft. Während der Nazi-Herrschaft wurde der Friedhof geschändet, es blieb aber eine Reihe von Grabsteinen erhalten. 1945 wurde die Begräbnisstätte bei einem Bombenangriff teilweise zerstört. Auf Antrag des Stadtgartenamtes wurde 1950 das Gelände in eine Parkanlage mit Gedenkstein umgewandelt, wobei nicht immer die jüdischen Bestattungstraditionen beachtet wurden. Der „Alte Jüdische Friedhof“ ist heute noch in seiner vollständigen Grundfläche vorhanden. Der erwähnte Gedenkstein und Teile der alten Friedhofsmauer erinnern an die Nutzung als Friedhof für die ortsansässige jüdische Bevölkerung. | Alter jüdischer Friedhof (Gelände zwischen Straße der Jugend 54 und 56) |
| 09100222                         | Straße der Jugend 5 (Lage) | Mietwohn- und Geschäftshaus mit Hofgebäude | Dieses Gebäude mit Berliner Dach wurde an der östlichen Straßenseite 1888/89 für den Nähmaschinenfabrikanten Wenzel Kos erbaut. Der Hofbuchdrucker Joachim Trowitzsch erwarb 1912 das Gebäude, ließ die Fassade neu gestalten und das Gewerbegebäude auf dem Hof (Druckerei) modernisieren. Das Mietwohnhaus ist durch einen Übergang im zweiten Obergeschoss mit dem zweigeschossigen Gewerbegebäude verbunden. Die Fassade zeigt klassizistische Formen, bereichert durch Jugendstilelemente, sowie aber auch die gleichzeitigen Reformbestrebungen der Architektur um 1910, sichtbar anhand der Stilisierung der Einzelformen, der Reduktion des Dekors und der rhythmisch aufwärtsstrebenden Fassadengliederung. Im Erdgeschoss des Wohnhauses befinden sich, jeweils links und rechts neben dem Hauseingang, Geschäfte. Die Fenster der ersten beiden Stockwerke sind durch umlaufende Rahmungen aus Rundstäben und Pilastern zusammengefasst. An den Seitenachsen sind diese Fenster dazu von Dreiecksgiebeln überfangen. Mittig der Fassade fungiert als Blickpunkt ein Erker mit Balkonabschluss. Hier sind die geschossübergreifenden Pilaster verziert (Blumengefäße als Basis und Kapitell, der Schaft mit aufeinandergesetzten Balusterstäben). Das mittige Brüstungsfeld ist mit Stuckreliefs verziert (Blumen-Weintrauben-Gesteck im Rollwerk). Die Balkonfenstergruppen werden bekrönt von kartuschenbesetzten, stark plastisch gerahmten Dreiecksgiebeln. Der attikaartige Drempel über dem Erker ist betont durch plastisches Dekor. Im Bauinneren sind die bauzeitlichen Ausstattungselemente zahlreich erhalten (Treppenanlage, Türen, Deckenstuck, Fußbodenfliesen und Öfen). Im Eingangsflur zur Treppe befinden sich kräftig kolorierte, umlaufende Stuckleisten und -bänder, die das längliche Deckenfeld rahmen. Mittig des Deckenfeldes ist eine über Eck gesetzte quadratische Stuckkassette, die ein rundes, blattdekoriertes Medaillon trägt. | weitere Bilder |
| 09100298                         | Straße der Jugend 11 (Lage) | Mietwohnhaus mit Seitenflügel | Dieses Gebäudeensemble mit einem L-förmigen Grundriss an der Ostseite der Straße wurde 1890 errichtet. Die straßenseitige Fassade ist mit hellroten Klinkern verblendet. Die Fensterrahmungen und -verdachungen sind geschossweise differenziert und schmuckvoll gearbeitet. Die rechte Seitenachse wurde als flacher Risalit ausgebildet und hervorgehoben durch reich dekorierte Polygonalerker. Hier sind die Fenster gerahmt von Dreiviertelsäulen bzw. Lisenen, ihre Brüstungen und Sturzfelder sind mit Friesplatten versehen. Der Zwerchgiebel des Risalits zeigt Renaissanceformen, ein Zahnschnittfries begleitet das kräftige Traufgesims auf Konsolen. Der dreigeschossige Seitenflügel wurde mit einem Flachdach ausgestattet. Der Seitenflügel wurde ebenfalls mit dunkelroten Ziegeln verblendet und durch variationsreiche Schmuckbänder in gelben Ziegeln horizontal gegliedert. Die Treppenhäuser sind als Risalite mit abgerundeten Ecken vorgezogen. Größtenteils sind Fenster, Türen sowie die Treppenanlage und ein raumhoher, reich verzierter, weißer Kachelofen über fünfeckigem Grundriss bauzeitlich erhalten geblieben. Dieses Mietwohnhaus repräsentiert ein typisches gutbürgerliches Gebäude der Kaiserzeit, das die Herausbildung der Dresdener Straße zur lebendigen Geschäftsstraße Ende des 19. Jahrhunderts dokumentiert. | weitere Bilder |
| 09100295                         | Straße der Jugend 16 (Lage) | Bürger-Kasino | Das Bürger-Kasino wurde Mitte des 19. Jahrhunderts im spätklassizistischen Stil errichtet und inzwischen mehrmals umgebaut und saniert. | weitere Bilder |
| 09100121                         | Straße der Jugend 16 (Lage) | Gedenktafel der Freien Deutschen Jugend (FDJ) | Die Gedenktafel der FDJ (Freie Deutsche Jugend) von Cottbus befindet sich neben dem Eingang des „Glad-House“, in der Straße der Jugend 16 und weist auf die Gründung der ersten FDJ-Gruppe in dieser Stadt hin. Auf der Gedenktafel das Wappen der FDJ und folgender Text: „In diesem Gebäude wurde am 1. April 1948 die erste Ortsgruppe der Freien Deutschen Jugend Cottbus gegründet“. Die FDJ war der einzige staatlich anerkannte Jugendverband in der DDR. Während dieser Zeit war das Gebäude das Klubhaus der Jugend, wo verschiedene Veranstaltungen für die Jugendlichen stattfanden. Die Gedenktafel ist schwer erkennbar, da 2011 nach der Restaurierung des Gebäudes die Tafel mit der gleichen Farbe überstrichen wurde wie die Außenfassade. | weitere Bilder |
| 09100170                         | Straße der Jugend 22/23 (Lage) | Katholische Christuskirche mit Pfarr- und Schulhaus einschließlich Einfriedung | Auf Initiative des Pfarrers Florian Birnbach in Neuzelle, der für die katholische Mission in Cottbus verantwortlich war, wurde 1848 mit dem Bau einer Kirche in der heutigen Straße der Jugend begonnen. Der Entwurf stammte von Kreisbaumeister Fritsch und Maurermeister E. G. Stoske. Der Bau wurde nach dem Tod von Stoske 1850 unter der Leitung von F. W. Kahle vollendet und die Kirche unter dem Namen „Zum guten Hirten“ im Oktober 1850 geweiht. Als in Cottbus eine zweite katholische Gemeinde gegründet wurde, setzten 1965–1967 die Gemeindemitglieder den Kirchenbau wieder instand. Geweiht wurde die Kirche 1967 unter dem neuen Namen „Christuskirche“. Die Grundsteinlegung für das ehemalige Pfarrhaus fand im Jahre 1850 statt. Der Bau wurde ebenso wie bei der Kirche unter der Leitung vom Maurermeister Kahle ausgeführt. | weitere Bilder |
| 09100313                         | Straße der Jugend 24 (Lage) | Katholisches Schwesternheim „St.-Elisabeth-Haus“ | Das Grundstück wurde 1878, in unmittelbarer Nachbarschaft zur Christuskirche, durch die Gemeinde erworben. 1886 wurde dann die Schwesternniederlassung gegründet und der Bau unter der Bauherrschaft des bischöflichen Stuhls begonnen, die Ausführung übernahm die Cottbuser Firma des Maurermeisters Richard Helmke. Die kirchlichen Schwestern waren für die Altenpflege, Fürsorge und Kinderbetreuung verantwortlich. Das Gebäude wurde 1927/28 um drei Fensterachsen an der Nordseite durch Architekt Hubert Schmidt (Entwurf) erweitert und der Gesamtbau mit einem Souterraingeschoss versehen. Das Gebäude ist neun Fensterachsen breit mit einer einfachen, durch Gesimse gegliederten Fassade, die auf Straßenseite von einem Mittelrisalit unter einem Zwerchhaus geteilt wird. Unter der zweiten Fensterachse befindet sich ein wuchtiges Eingangsportal mit profilierten Mauerblenden. Auf der Hofseite wurde 1900 an die Mitte des Baus ein dreigeschossiger Anbau mit einem Zeltdach angefügt. Im zweiten Obergeschoss des Anbaus befindet sich hinter dem Spitzbogen mit der Statue eines Schutzengels mit Kind die ehemalige Herz-Jesu-Kapelle. Nach der Fertigstellung der Erweiterung 1927/28 wurden das Souterrain- und das Erdgeschoss als Spielschule für ca. 120 Kinder eingeweiht. Das erste Obergeschoss und das ausgebaute Dach wurden zu Pflegezimmern und Wohnräumen der Schwestern. Das Herz-Jesu-Kloster der Elisabeth-Schwestern bestand bis 1983. Bei der Instandsetzung im Jahr 1984 beseitigte man die Dachgauben aus den 1920er Jahren. Heute beherbergt der Bau unter anderem eine katholische Kindertagesstätte. Im späten 19. Jahrhundert war es um das Gesundheits- und Fürsorgewesen in Cottbus schlecht bestellt, aber das Elisabeth-Haus war eine der wenigen Sozialeinrichtungen, die in dieser Zeit in der Stadt bestanden. Es gehört heute zu den letzten baulichen Zeugnissen der in Cottbus teilweise unter der Obhut der Kirche stehenden Wohlfahrtspflege. | Katholisches Schwesternheim „St.-Elisabeth-Haus“ |
| 09100301                         | Straße der Jugend 48 (Lage) | Mietwohnhaus | Das dreigeschossige Gebäude mit Dachgeschoss wurde um 1900 erbaut. Es besitzt ein Krüppelwalmdach mit zwei Zwerchgiebeln. An der fünfachsigen Vorderseite des Hauses stechen zwei Seitenrisalite heraus, die mit Stuck verziert sind. Auch die Rahmungen der rechteckigen Fenster sind mit Stuck geschmückt. Ein Zwerchgiebel, auf dem die Dachfläche aufgelagert ist, bildet den Risalitabschluss. Drei Loggien, eine davon nachträglich verglast, dominieren den Risalit in der fünften Achse. Optisch sind die Geschosse durch Stuckverzierungen getrennt. Auch hier bildet ein Zwerchgiebel den Abschluss des Risalits. In diesem Giebel befindet sich ein Halbrundfenster. Zwischen den ersten beiden Geschossen verläuft ein Gurtgesims. Ein breites Sockelgesims trennt optisch das Kellergeschoss vom ersten Geschoss. Zwei Kellerfenster sind mit verzierten Eisengittern versehen, während die restlichen Fenster ungeschmückte Rechteckfenster sind. Über der roten Eingangstür mit Oberlicht in der vierten Achse wurde ein Bänderstuck eingearbeitet. Darüber befinden sich zwei quadratische Fenster, wobei das Fenster im dritten Geschoss Stuckverzierungen im Rahmen aufweist. Den Abschluss bilden zwei kleine Fenster im Dachgeschoss. Die nicht mehr genutzte zweite Eingangstür ist über eine Treppe erreichbar. Sie befindet sich auf der linken Seite des Gebäudes, die glatt verputzt ist. Ein 150 cm hoher, mit Blattmustern verzierter Eisenzaun grenzt das Gebäude von der Straße ab. Zwei Backsteinsäulen mit je einem eingelassenen Rundbogen flankieren den Eingang der Einfahrt, der über einen kleinen Hof zur Rückseite des Gebäudes führt. Dort sorgt ein Anbau mit zwei Loggien sowie zwei Balkonen für eine Erweiterung des Gebäudes. | weitere Bilder |
| 09100247                         | Straße der Jugend 75, Lutherstraße 155 (Lage) | Gemeindeschule IVa/b mit Turnhalle, Schulhof, Vorgärten und Umwegung | | weitere Bilder |
| 09100314                         | Straße der Jugend 103 (Lage) | Mietwohn- und Geschäftshaus | Im Jahr 1888/89 wurde die Genehmigung für den Bau dieses viergeschossigen Gebäudes erteilt. Auftraggeber war Richard Helmke und Ersteigentümer der Malermeister August Manke. Es ist ein gutbürgerliches Mietwohnhaus vor der Wende des 20. Jahrhunderts mit einem rechten Seitenflügel auf dem Hinterhof. Die symmetrische Fassade mit dem detailreichen Bauschmuck ist typisch für die Bauphase. Das erste und das zweite Obergeschoss sind gleich groß, während das dritte niedriger gehalten wurde. Das Erdgeschoss wird von Pilastern, die Obergeschosse von Pilastern und Lisenen strukturiert. Der Blick auf die Hausvorderwand zeigt, dass dieses Gebäude von Stockwerk- und Sohlbankgesims sowie von Putzbändern gegliedert wird. In jeder Etage wurden die oberen Fensterumrahmungen mit anderen Stuckmotiven verziert. Im mittleren Fassadenbereich dominiert ein Balkon. Rechts und links unterhalb sind Frauengesichter erkennbar. Im 3. Obergeschoss ist mittig ein Medaillon mit plastischem Frauenkopf zu sehen. Das Traufgesims zeigt prächtig dekorierte Konsolen im Wechsel mit arkadenförmiger Bordüre. Erhalten geblieben sind über das Jahrhundert die Stuckgliederung im Eingangsbereich, die Treppenanlage mit gedrechselten Pfosten und die bauzeitlichen Türen. In dem Repräsentationsraum ist ein schmuckvoller raumhoher, gestufter Kachelofen zu bewundern. Zu DDR-Zeiten war in diesem Geschäft, auf der linken Seite des Einganges, der Schneidermeister Henseler ansässig. Heute ist es ein Modegeschäft. Auf der rechten Seite der Eingangstür wechselten die Besitzer verschiedener Branchen öfter. | Mietwohn- und Geschäftshaus |
| 09100300                         | Straße der Jugend 105, Taubenstraße 4 (Lage) | Wohnhaus mit Gewerbehofbebauung, bestehend aus Wohn- und Kontorgebäude mit Güterboden, Stall- und Remisengebäude, Wirtschaftsgebäude sowie Lagerhaus einschließlich der beiden straßenseitigen Einfriedungen und Hofpflaster | Für das villenartige Wohnhaus wurde die Baugenehmigung 1888/89 an das Cottbuser Baugeschäft Paul Broeßke erteilt. Die Gewerbebauung dahinter zur Taubenstraße mit einem Wohn-, Kontor- und Lagergebäude wurde bereits 1866 vom Speditionsgeschäft Casper & Michovius genutzt. 1903 übernahm die Spedition Paul & Thiele dieses Objekt. Hinter dem villenartigen Wohnhaus befindet sich das ehemalige eingeschossige massive Stall- und Remisengebäude mit Futterboden, wo heute nach umfassender Renovierung Büros untergebracht sind. Das zweieinhalbgeschossige Lagerhaus, das mit der Giebelseite zur Taubenstraße steht, ist ein roter Sichtziegelbau mit geschossübergreifenden Lisenen und Sohlbankgesimsen sowie einem Attikageschoss. Das von der Gewerbeeinfahrt nördlich gelegene anderthalbgeschossige Gebäude war das Wohn- und Kontorgebäude, nach einem Brand 1928 wurde es auf den Kellermauern neu errichtet. Der Gebäudekomplex ist ein Beispiel für einen vollständig erhaltenen Gewerbehof und ein Zeugnis für das Wirken des traditionsreichen Cottbuser Speditionsunternehmens Casper & Co. | weitere Bilder |
| 09100234                         | Straße der Jugend 107 (Lage) | Wohnhaus mit Hofpflasterung | Im Jahre 1877 bekam der Brennereibesitzer und Stadtrat Otto Schnitter die Baugenehmigung für dieses Haus. Es wurde an der Westseite der damaligen Dresdener Straße (heutige Straße der Jugend) errichtet und war bis 1912 im Besitz dieser Familie. Das Wohnhaus ist ein anderthalbgeschossiger Putzbau auf einem hohen Kellergeschoss. An der Straßenfassade mit Mittelrisalit sind der Sockel durch kräftige Putzbänderung und das Erdgeschoss durch Putzstreifen strukturiert. Die Hausecken sind hier besonders hervorgehoben worden. Der über die Traufe ragende flache Risalit mit Dreiecksverdachung und der Übergang zum Giebeldreieck sind mit einer Laub- und Früchtegirlande dekoriert. Die Risalitfenster variieren geschossweise, unter anderem haben sie kräftige Dreiecksverdachungen. Die Fenster des Hauptgeschosses wurden mit Hilfe von Gesims- und Dreiecksverdachung dekorativ aufwendiger ausgestattet, und im Obergeschoss neben dem Mittelrisalit wurden sie in schlichter Architektur gehalten. Die Fassade des freistehenden Nordgiebels wurde auf dieselbe Art und Weise gestaltet. Auf der Hofseite befindet sich der Hauseingang mit der bauzeitlichen Tür, deren Teilverglasung durch filigrane Gitter geschützt wird. Der Hof ist mit Kopfstein gepflastert. Dieses Hausbeispiel aus der spätklassizistischen Wohnhausarchitektur zählt zu den ersten kaiserzeitlichen Gebäuden, die vor dem Spremberger Tore entstanden und die städtische Bebauung in dieser Straße einleiteten. | Wohnhaus mit Hofpflasterung |
| 09100235                         | Ströbitzer Schulstraße 42 (Lage) | Gemeindeschule mit Turnhalle und Einfriedung | Die Schule wurde 1913/14 erbaut. Die Grundschule ist die erste christliche Schule in Cottbus. Sie trägt heute den Namen des 1996 verstorbenen evangelischen Bischofs Dr. Gottfried Forck. Anfang 2000 wurde die Trägerschaft vom Diakonischen Werk Niederlausitz e. V. übernommen. Bei dem Gebäude handelt es sich um einen dreigeschossigen Backsteinbau mit überstehendem Walmdach. Gestaltungselemente an der Gesimsunterseite kommen nach der Aufarbeitung wieder richtig zur Geltung. Auch die Malereien im Eingangsbereich wurden restauriert. Die Fenster im ersten und zweiten Stock sind Rundbogenfenster, die Fenster im Dachgeschoss viereckige Sprossenfenster. Bei den Fenstern im Treppenhaus wurde der Öffnungs- und Schließmechanismus auf Kettenzugbasis erhalten. Nach der Sanierung behielt die Vorderfront der Fassade weitgehend ihr früheres Aussehen. An der Rückseite wurde eine Stahltreppe montiert, diese ist von allen Etagen als Fluchtweg zu benutzen. Im Gebäude befinden sich eine Aula, eine Lehrküche mit Speiseraum und eine Schulbibliothek. Der Schule ist ein etwa ein Hektar großes Gelände zugeordnet, das als Schulhof viel Platz zum Spielen und Entdecken bietet. Auf dem Gelände befindet sich auch die 265 Quadratmeter große Turnhalle, die 2008 saniert wurde. Hierbei handelt es sich auch um einen Backsteinbau mit Walmdach und großen Rundbogenfenstern. Dabei wurde das Dach neu eingedeckt, ein neuer Parkettfußboden wurde verlegt und die Haustechnik auf den neuesten Stand gebracht. Das Gelände ist zur Schulstraße mit einer Hecke und einem Metallzaun eingegrenzt. | Gemeindeschule mit Turnhalle und Einfriedung |
| 09100201                         | Stromstraße 14 (Lage) | Städtisches Sommerbad | Am westlichen Ufer der Spree eröffnete 1925 das städtische Gemeinschaftsbad. Das Schwimmbecken hatte eine Größe von 50 × 30 Metern. Das Bad verfügte über einen Sprungturm und zahlreiche Umkleidekabinen aus Holz. Durch eine Treppenanlage direkt zur Spree hatte man Zugang zu einem Flussfreibad. Das Cottbuser Sommerbad zählt zu den ältesten Freibädern Deutschlands. Nach der Wende wurde die Anlage vom Jugendhilfeverein Cottbus übernommen. Im Jahre 1992 wurde der Bäderbetrieb eingestellt. Das Hauptgebäude wurde 2001 durch einen Brand schwer beschädigt. In enger Absprache mit dem Denkmalschutz wurde das Bad 2006–2008 saniert. Es wurden schlichte Bauformen aus Lärchenholz für den Eingangsbereich verwendet. Die vorhandenen pavillonartigen Massiv- und desolaten Holzbauten wurden mit wenigen Neubauten ergänzt. Eines der größeren Gebäude wurde als Veranstaltungsort für Jugendmusik schallschutztechnisch umgebaut. Auch die Sanitäranlagen und das Schwimmbecken wurden erneuert. Das Baden im Becken ist wegen einer fehlenden Filteranlage aber nicht gestattet. Aus den ehemaligen Umkleidekabinen entstanden Proberäume für Bands. Es ist gelungen, denkmalgeschützte Objekte städtebaulich und funktional, praktisch lebendig und sozial prägend zu erhalten. Das Gelände wird heute als Jugendfreizeitstätte genutzt. | Städtisches Sommerbad |
| 09100307                         | Taubenstraße 7/8 (Lage) | Gasthof „Zur Sonne“ mit Wohnhausanbau | Das Gebäude wurde im frühen 19. Jahrhundert errichtet. Erstmals erwähnt als Gasthof „Blaue Taube“ im Jahre 1842. Durch die Erweiterung zur Restauration wurde der Kellerbereich erweitert. Zeitgleich wurde an der Ostseite ein Wohnhausanbau errichtet. Seit 1880/81 trägt der Gasthof den Namen „Zur Sonne“. Die Gebäude liegen traufseitig, an der hier platzartig erweiterten Taubenstraße. Der Gasthof ist ein zweigeschossiger Massivbau mit einseitigem Krüppelwalmdach, dessen Giebel an die Fortführung der Taubenstraße grenzt. Die Trauffassade wird geschmückt von schlichtem Trauf- sowie profiliertem Gurt- und Sohlbankgesims, außerdem ist die dritte Achse von rechts, in der sich der Hauseingang befindet, als Risalit leicht vorgezogen. Im dreigeschossigen Wohnhausanbau befinden sich im Erdgeschoss lediglich eine Toreinfahrt sowie der Hauseingang. Im Gegensatz zum Hauptgebäude besitzt der Anbau ein einfaches flaches Satteldach. | Gasthof „Zur Sonne“ mit Wohnhausanbau |
| 09100308                         | Taubenstraße 31 (Lage) | Mietwohnhaus mit Seitenflügel sowie Einfriedungsmauer zur Tiegelgasse | Das Mietwohnhaus wurde 1888 im Auftrag von Robert Schmittchen durch Maurermeister Gustav Patzelt an der westlichen Straßenseite errichtet. Das Erdgeschoss und die erste Etage wurden anfangs als Fremdenzimmer genutzt. Nach einer Umwandlung entstanden ein Ladengeschäft und Wohnungen. Die Haustür und Geschäftseinbauten sowie Türen und Fenster sind aus der Bauzeit erhalten geblieben. Die Fassade stellt sich unkonventionell dar. An den Seitenachsen befinden sich flache, aber reich dekorierte Balkonerker mit integrierten Giebelverdachungen. Dieselben Verdachungen findet man außerdem über dem Mittelfenster im ersten Obergeschoss, über dem Hauseingang und den Dachhäusern. Den Abschluss bilden schulterbogenförmige Zwerchgiebel unter einem Berliner Dach. Im ersten Obergeschoss befinden sich gerahmte Zwillingsfenster, deren Brüstungen mit Maskenornamenten verziert sind. Die Fenster im zweiten Geschoss werden von Überschlaggesimsen bekrönt, auf denen anstelle von Schlusssteinen Köpfe eingearbeitet wurden. Abgesehen von dem barockisierenden Deckenstuck im Eingangsbereich und den straßenseitigen Räumen, ist der Bau in Größe und Ausstattung ansonsten einfach gehalten. | Mietwohnhaus mit Seitenflügel sowie Einfriedungsmauer zur Tiegelgasse |
| 09100218                         | Taubenstraße 32 (Lage) | Altes städtisches Krankenhaus mit Waschhaus, Garten und Hofbereich | Als erstes und ältestes städtisches Krankenhaus von Cottbus vermittelt der Bau wesentliche architektur- und sozialgeschichtliche Erkenntnisse über die Entwicklung des Krankenhausbaus im 19. Jahrhundert. 1815 erwarb der Magistrat das Gebäude samt angefügtem Waschhaus mit dem Ziel, ein Lazarett zu errichten. Nach eigenem Entwurf setzte Maurermeister Friedrich W. Kahle das Vorhaben 1845/46 um. Es diente sowohl der Behandlung armer Zivilpersonen als auch Militärangehöriger. Das weit in den Hof zurückgesetzte, zweigeschossige Gebäude grenzt direkt an die parallel liegende Tiegelgasse. Der Grundriss ist durch die Grundstücksstruktur trapezförmig. Die Hoffassade zur Taubenstraße gestaltet sich neunachsig und ist durch Fensterreihung, Gesimse und Brandstrukturen stark horizontal gegliedert. Kontrastierend sind die glatten Putzbänder in der Brüstungszone der Fenster mit dem die restlichen Wandflächen überziehenden Quaderverputz. Die Kreuzstockfenster sowie der mit einem Segmentgiebel bekrönte Hauseingang sind von glatten Putzfaschen gerahmt. Das hervortretende Traufgesims ist profiliert. Die Südseite wurde 1892 um drei Achsen erweitert. Die Westansicht ähnelt der Hoffassade, was die Gliederung betrifft. Im Zusammenhang mit der Umnutzung zu Wohngebäuden wurden 1931 die Dachkammern ausgebaut und auf dem hohen Satteldach Dachhäuser in Fachwerkkonstruktion errichtet. Türen und die Kelleranlage stammen aus beiden Bauphasen und blieben, wie die ursprüngliche Raumeinteilung, erhalten. Bis 1914 diente das Gebäude als einziges Krankenhaus für die 50.139 Einwohner. Mit Stiftungsmitteln des Tuchfabrikanten Clemens Ruff 1914 zunächst als Siechenhaus eingerichtet, wurde der Bau in der Zeit des Ersten Weltkrieges als Vereinslazarett und bis 1930 als Altersheim genutzt. Das Waschhaus ist ein eingeschossiger Ziegelbau mit Satteldach. Es wurde zwischen 1846 und 1867 im Hofbereich erbaut. | Altes städtisches Krankenhaus mit Waschhaus, Garten und Hofbereich |
| 09100276                         | Thiemstraße 39 (Lage) | Verwaltungsgebäude des Garnisonslazaretts mit Einfriedungsmauer zur Straße und Figurengruppe „Säuglingsschwester mit Kindern“ | Das Verwaltungsgebäude in der damaligen Feldstraße mit dem Garnisonslazarett wurde 1905 errichtet. Im März 1914 wurde die Feldstraße in Thiemstraße, nach Dr. Carl Thiem, umbenannt. Das ehemalige Garnisonslazarett in der Thiemstraße 37 und das Verwaltungsgebäude in der Thiemstraße 39 wurden 1955 in das größte Säuglingsheim der DDR umgebaut. Zur gleichen Zeit stellte man die Figurengruppe „Säuglingsschwester mit Kindern“ zwischen den Gebäuden auf. Sie stammt von der Bildhauerin Dorothea von Philipsborn und ist heute denkmalgeschützt. Die Figuren sind auf einem Backsteinsockel platziert und zeigen eine Säuglingsschwester in Uniform mit einem Säugling im Arm. Vor der Schwesterfigur spielt ein Junge mit einem Auto, linksseitig steht ein Mädchen, und rechtsseitig sitzt ein Junge mit einem kleinen Hund auf dem Arm. Das zweigeschossige Gebäude in der Thiemstraße 39 ist ein Ziegelbau mit Walmdach. Die Souterrain-Bogenfenster sind vergittert. Das Dachgeschoss wurde zu Wohnungen für Jugendliche umgebaut. An der Vorder- sowie an der Hinterfront dominiert je ein Mittelrisalit mit Giebelgaube, die auf jeder Seite von zwei Schleppgauben flankiert werden. Die Bogenfenster sind mit Rollschichten verziert. Der ursprüngliche Eingang, von der Straße aus, ist aus einer Holztür mit Oberlichtern gefertigt, die mit einem Rundbogen verziert ist und eine kleine Überdachung aufweist. Ein Ornament in Form einer Blume ist als Verzierung in der Tür eingeschnitzt. Über der Tür ist ein Schriftzug in altdeutscher Schrift zu lesen, allerdings nur teilweise erhalten. Er lautet „Säuglings- & Kinderheim“. Das Treppenhaus wird von außen optisch abgehoben. Eine ein Meter hohe Backsteinmauer, diese diente einst zur Einfriedung, trennt das Gebäude von der Straße. Heute befindet sich dort eine Zweigstelle der Jugendhilfe Cottbus e. V., die die im Dachgeschoss lebenden Jugendlichen betreut. | weitere Bilder |
| 09100291                         | Thiemstraße 55 (Lage) | Villa Thiem | Die Villa wurde 1914 als Wohnhaus für den Krankenhausgründer Dr. Carl Thiem gebaut. Bei dem zweigeschossigen Gebäude handelt es sich um eine denkmalgeschützte, gründerzeitliche Villa. Das freistehende Haus ist ein Putzbau mit einem Krüppelwalmdach. Das Gebäude hat Sprossenfenster, die im zweiten Stock mit Fensterläden versehen sind. 1990 zog das Frauenzentrum Cottbus in die Räumlichkeiten ein. Im Jahr 2005 wurden Sanierungsmaßnahmen an der Fassade und den Fenstern durchgeführt. Feuchteschäden im Keller wurden beseitigt. Ebenso wurden die Außenanlagen neu gestaltet. So wurden Rampen für einen behindertengerechten Zugang errichtet. | weitere Bilder |
| 09100178                         | Thiemstraße 71 (Lage) | Wohnhochhaus | Das 13-geschossige Hochhaus in der Thiemstraße 71 ist ein typisches Haus der DDR-Geschichte. Es ist ein klassischer Vertreter der sozialistischen Architektur der 1960er Jahre, in dieser Zeit wurde es erbaut. Schaffung von viel Wohnraum auf wenig Platz war damals die Devise. Das Hochhaus steht unter Denkmalschutz und gehört zum Gebäudeeingangsensemble Sachsendorf/Madlow. Gleichzeitig nennt man es auch das Cottbuser Südtor zur Innenstadt. Nachdem sich viele Investoren über ein Jahrzehnt vergeblich bemüht hatten, in das Haus zu investieren, wurde im Frühjahr 2010 durch die Marseille-Kliniken mit dem Umbau begonnen. Da es immer mehr ältere Bürger in der Stadt gibt, entstand hier nun die Paulinenwohnanlage, die im Juni 2010 als Einrichtung für betreutes Wohnen eröffnet wurde. Es sind 117 altersgerechte Ein- und Zweiraumwohnungen mit Balkonen und behindertengerechten Bädern geschaffen worden. | weitere Bilder |
| 09100179                         | Thiemstraße 111 (Lage) | Altes Hauptgebäude des Krankenhauses | Die „Vereinigte Städtische und Thiemsche Heilanstalt“ wurde von 1912 bis 1914 im Jugendstil erbaut. Offiziell eingeweiht am 27. Juni 1914, war sie das größte Krankenhaus in dieser Region, geleitet von dem bekannten Chirurgen Carl Thiem. Ein großer, von vier Säulen getragener Balkon überdacht den Haupteingang und die Vorfahrt des langgestreckten Gebäudes. Ende 1920 erfolgte der Bau der Seitenflügel, wo die Röntgenabteilung und Dienstwohnungen untergebracht waren. Zu dieser Zeit waren ungefähr 500 Betten belegt, aber schon im Zweiten Weltkrieg verdoppelte sich die Belegung, weil ein Teil als Lazarett genutzt wurde. Beim großen Bombenangriff am 15. Februar 1945 wurden etwa 90 % des Krankenhauses zerstört. Bis Ende 1949 musste dann die stationäre Krankenversorgung in Nachbarstädten erfolgen. 1952 wurde das wieder aufgebaute Krankenhaus Bezirkskrankenhaus. Die wirtschaftliche Entwicklung und die wachsende Einwohnerzahl machten Erweiterungsbauten und Änderungsbauten nach 1970 notwendig; am 1. Oktober 1975 erfolgte die Grundsteinlegung für einen Neubau. 1991 wurde das Bezirkskrankenhaus in „Carl-Thiem-Klinikum“ umbenannt, im Eingangsbereich befindet sich eine Büste von Carl Thiem. Ferner entstanden neue Parkplätze, eine neue Cafeteria, moderne Operationssäle sowie ein Hubschrauberlandeplatz auf dem Dach der Notaufnahme. | weitere Bilder |
| 09100180 Wikidata                | Thiemstraße 111 (Lage) | Weiblicher Akt mit Brunnen | Der weibliche Akt mit Brunnen, auch Hygiea-Brunnen genannt, steht unmittelbar rechts vor dem alten Hauptgebäude des Krankenhauses der Stadt Cottbus an der Thiemstraße 112 auf einer Rasenfläche. Die Figur ist eine Nachbildung der griechischen Göttin Hygiea, sie war im alten Griechenland die Göttin der Gesundheit, Sauberkeit und Reinheit. Als erste Aktplastik wurde sie für die Öffentlichkeit geschaffen. Für den Entwurf und die Ausführung des Brunnens war Rudolf Enderlein aus Doberschau bei Bautzen verantwortlich. Im März 1956, zur Eröffnung der Poliklinik am Cottbuser Krankenhaus, ist der Brunnen aufgestellt worden. Der Brunnen steht auf einem Sockel, der eine Schale von etwa 2 m Durchmesser trägt. Der obere Rand ist etwa 10 cm breit und ungefähr 1,50 m hoch. Mittig ragt eine kleine Säule heraus, worauf eine unbekleidete, lebensgroße Frau steht. In der linken Hand hält sie ein Handtuch, das sie mit der rechten auf dem Rücken festhält. Auf Grund der Verwitterung ist nicht erkennbar, aus welchem Material der Brunnen besteht, entweder aus Muschelkalk oder Sandstein. Ursprünglich lief das Wasser aus vier Öffnungen in der kleinen Säule, ob der Brunnen noch funktionstüchtig ist, ist unklar, da er nicht betrieben wird. | weitere Bilder |
| 09100340                         | Thiemstraße 118 (Lage) | Wohnhaus des Stadtbaurates Schröder mit Gartenhecke | Die Baupläne für dieses Wohnhaus stammen von Karl Ludwig Hellmuth Schröder. Unter seiner Aufsicht als Stadtbaurat in Cottbus, welchen Posten er seit dem 7. Mai 1928 innehatte, wurde das Gebäude erbaut. Am 5. Juni 1929 zog er mit seiner Familie ein. 1938 ging er in den Vorruhestand und lebte noch ein Jahr in Pommern, bevor er bei einem Autounfall 1939 ums Leben kam. Einige Gebäude, die nach seinen Plänen und unter seiner Bauaufsicht entstanden, sind heute denkmalgeschützt, wie z. B. die Feuerwehrhauptwache und die Bauhausschule. Auch am Bau des neuen Rathauses war er beteiligt. Das Gebäude wird auch „Stadtbauratvilla“ genannt. Es ist ein Klinkerbauwerk mit überstehendem Walmdach und einem breiten Gesims. Die zweiflügeligen schmucklosen Fenster besitzen eine einfache Putzrahmung. Herausstechend sind zwei Terrassen mit Terrassentüren an der vorderen Hausseite links und rechts. Beide Terrassen stehen auf je acht Vierecksäulen, und sie sind mit einem Geländer gesichert. Zwei Anbauten an den Häuserseiten erweitern die Hausstruktur. Das Dach der rechten Hausseite ist mit einer Schleppgaube und mit einem kleinen Fenster verziert. Eine kleine Giebelgaube schmückt die linke Hausseite. Eine Gartenhecke verläuft an der Vorderfront des Hauses. Sie umschließt einen ca. 1,50 m hohen Metallzaun. Das Wohnhaus ist eine Mischung aus traditioneller Bauweise und dem „Neuen Bauen“. | weitere Bilder |
| 09100096                         | Töpferstraße (Lage) | Japanischer Pavillon | Den Japanischen Pavillon findet man in der Cottbuser Innenstadt im Puschkinpark am Rand der Wallpromenade. In Brandenburg einmalig, wurde das „japanische Teehäuschen“ am 26. November 1906 im Zuge einer Initiative zur Stadtverschönerung eingeweiht. Verantwortlich waren insbesondere Architekt Pasig, Stadtbaumeister Georg Nippert und Stadtgartendirektor Julius Kurfeß. Die Ausführung der Bauarbeiten erfolgte durch die Baufirma Alfred Simon. Der Pavillon steht auf einem quadratischen Sockel, und an der Ostseite führen sechs Stufen zum Pavillon. Farbige Fliesen schmücken den Boden, sind aber beschädigt worden. Die Dachkonstruktion ist auf vier runden Massivsäulen (Holzimitat) gelagert. Das weit ausschwingende pagodenähnliche Dach wurde von einer Dachdeckerfirma aus dem Riesengebirge mit Holzschuppen aus Espenholz eingedeckt. Später wurde es durch Preolitschindeln (Duroplastik) ersetzt. Der Pavillon wurde im Ersten Weltkrieg zerstört, und 1920 wurde mit der ersten Renovierung begonnen. Für die in den 1980er Jahren erneuerten Pflanzen wählte man Arten aus Kleinasien. Der Pavillon wurde zuletzt im Jahr 2001 renoviert. Die Gründe für die Wahl fernöstlicher Optik sind nicht bekannt. | weitere Bilder |
| 09100097                         | Töpferstraße 2/2a, Klosterstraße 15 (Lage) | Mietwohnhaus | Die Jugendstilvilla Töpferstraße 2 wurde 1906/07 als Mietwohnhaus erbaut, der Bauherr war der Kaufmann Richard Max Wagner, und die Ausführung des Baus erfolgte durch die Firma Hermann Pabel & Co. Vor der Teilung der Wohnungen im Jahr 1932 gab es zwei Wohnungen und je einen Dienstbotenaufgang pro Etage, durch ein zentrales Treppenhaus verbunden. 1982 wurden das Dach und die Fassade instand gesetzt, eine vollständige Sanierung erfolgte 1999. Der Bau ist das größte Mietwohnhaus in Cottbus aus der Zeit Anfang des 20. Jahrhunderts und repräsentativ für diese Zeit. Der Grundriss ist annähernd L-förmig und folgt dem Verlauf der Töpferstraße an der Ecke zur Klosterstraße. Bedingt durch die Steigung der Töpferstraße ist das Gebäude teilweise drei- statt vierstöckig. Die Villa ist mit ihren zweigeschossigen Erkern mit Balkonen, Risaliten mit Loggien und vielfältigem Bauschmuck sowie der Dachlandschaft mit Mansarden, Zwerchhäusern und Gauben ein architektonisches Kunstwerk und ein bewegender Anblick. Die Fenster sind unterschiedlicher Form und Größe: flachbogig oder gerade eingeschnitten und von Faschen eingerahmt. Die auf dem Bild sichtbare Ecke überragt das restliche Gebäude um ein Stockwerk und wird von einem Turmaufsatz mit Belvedere (Aussichtspunkt) gekrönt. Im Inneren des Hauses sind viele der ursprünglichen Details zum großen Teil erhalten geblieben: hölzerne Stabgeländer, Treppenfenster mit Farbverglasung und vielfältige, filigran verarbeitete Deckenstuckaturen. Architektonisch bemerkenswert sind vermischte Einflüsse des Neubarocks und des Jugendstils. Das innere und das äußere Erscheinungsbild lassen auf hohes kunsthandwerkliches Können schließen und verleihen dem Gebäude die individuelle und prägnante Erhabenheit eines Wohnhauses für die gehobene Bürgerschicht. | weitere Bilder |
| 09100246                         | Uferstraße 1 (Lage) | Wilhelmsmühle | Der Gebäudekomplex der Wilhelmsmühle entstand zwischen 1840 und 1930 in mehreren Bauabschnitten. Der ältere Teil des heutigen Gebäudes geht auf einen dreigeschossigen Ziegelneubau des Walkmeisters Carl August Marschan zurück, nachdem 1836 die alte Weißgerberwalkmühle wegen Baufälligkeit abgerissen worden war. Der Neubau wurde als Tuchwalke genutzt und 1856 zur Mahlmühle umgerüstet und in Wilhelmsmühle umbenannt. Dieser Ursprungsbau, der schräg zur Straße Am Amtsteich erbaut wurde, ist an der Südwestecke der Anlage noch nachvollziehbar. Im Osten an diesem Ursprungsbau angrenzend, erfolgte noch vor 1876 der Anbau einer eingeschossigen Ölmühle, die 1904 durch den heutigen zweigeschossigen Bau ersetzt wurde. Ein dazwischenliegender Baukörper mit dem 1930/40 eingebauten Haupttreppenhaus gehört wohl zu diesem neuen Anbau. Ebenfalls 1904, im Zusammenhang mit dem Neubau der Ölmühle, wurde im Norden an die alte Walkemühle, das alte Turbinenhaus ersetzend, ein zweigeschossiger Gebäudeteil mit Büroräumen und einer Angestelltenwohnung im Obergeschoss angebaut. Georg Marschan verkaufte im Jahre 1902, im Zuge des geplanten Baus des Elektrizitätswerkes, die Wasserkraft der Wilhelmsmühle an die Stadt Cottbus und verpflichtete sich in diesem Vertrag, die Fassaden seiner Gebäude der Architektur des neu entstehenden E-Werkes anzupassen. Die Umgestaltung des Ursprungsbaus und die Fassaden der Neubauten mit einer Vielzahl an Ornamenten, Staffelgiebeln und einem Zierfachwerk auf der Nordseite sind somit als einheitlicher Entwurf zu sehen. Um 1930 wurde noch ein Garagentrakt aus dunkelroten Klinkern östlich an die Wilhelmsmühle angefügt. Dieser in der Fassade Einflüsse des Expressionismus und des Neuen Bauens zeigende Baukörper lässt eine Errichtung im Zusammenhang mit dem Bau des Dieselkraftwerkes, das gleiche Elemente aufweist, annehmen. 1941 wurde die Wilhelmsmühle stillgelegt und ging in den Besitz der Stadt über. Der Einbau von Wohnungen im folgenden Jahr, die Nutzung als Kindergarten und später als Jugendklub durch den VEB Energieversorgung Cottbus führte zu eingreifenden Veränderungen in die Gebäudesubstanz. Eine Bauaufnahme fand im Sommer 2002 durch Studenten der BTU Cottbus im Rahmen der Planung von Sanierungs- und Umnutzungsarbeiten der neuen Eigentümer Drommer & Schwiedersky statt. | weitere Bilder |
| 09100182                         | Uferstraße 10, 16, 16a, 17 (Lage) | Gerberhäuser | Das Gerberhandwerk dient zur Herstellung von Leder. Einige der wenigen noch bestehenden Gerberhäuser in Cottbus befinden sich in der Uferstraße, direkt am Mühlengraben. Diese um 1730 entstandenen Fachwerkhäuser fallen besonders wegen der weiten Fensteröffnungen der Trockenböden auf. Außerdem sind große Fensterläden zu erkennen, die damals zur Regulierung der Luftzufuhr zum Trocknen des Leders dienten. Da besonders das Aufschließen der Felle mit erheblichen Geruchsbelastungen verbunden war und weil man wegen Reinigungszwecken auf viel Wasser angewiesen war, wurden diese Arbeiten außerhalb von Cottbus an den Mühlengraben verlegt. Durch den Dreißigjährigen Krieg von 1618 bis 1648 erlitt dieses Handwerk eine schwere Niederlage, sodass es 1652 nur noch einen Gerber in Cottbus gab. Nach kurzer Wiederbelebung nach dem Krieg gab es am 20. März 1671 einen weiteren Rückschlag, als ein an der Stadtmühle ausgebrochenes Feuer auch viele Gerberhäuser vernichtete. Auf der Mühlengrabenseite steht ein um 1860 erbautes Walkerhaus. Die Ansicht auf dieser Seite erweckt den Eindruck, dass hier die Zeit stillstehen würde. | weitere Bilder |
| 09100293                         | Vetschauer Platz 6 (Lage) | Feuerwache Ströbitz | Bereits im Jahr 1845 sammelten die Bürger erstmals Geld für die Beschaffung von Löschgeräten. Als dann die Gaststätte „Alte Welt“ 1906 abbrannte, wurde ein Komitee zur Gründung einer Feuerwehr gebildet. Im Sommer 1906 wurde im damals noch eigenständigen Ströbitz eine Feuerwehr ins Leben gerufen. Der erste nachweislich ausgestellte Dienstausweis trägt das Datum 1906. Die Feuerwehr feierte im Jahre 2006 ihr 100-jähriges Bestehen. Ein fünftoriges Feuerwehrhaus im Klinkerstil mit vieretagigem Schlauch- oder Steigerturm wurde am 16. November 1913 am heutigen Vetschauer Platz, damals Hindenburgplatz, eingeweiht. Die Erweiterung der Wagenhalle mit Mannschaftsfunktionsräumen und einer Wohnung für den Gerätewart wurde 1931 erbaut. Das Feuerwehrhaus (Feuerwache) ist die Unterkunft der Feuerwehr in einem Ort. Sie beherbergt neben den Einsatzfahrzeugen Aufenthalts- und Sanitärräume für die Mannschaft, Verwaltungsbereiche und Werkstätten. Der Schlauch- oder Steigerturm ist oft ein markantes Zeichen einer Feuerwache oder eines Feuerwehrhauses. Hauptsächlich dient der Turm zum Trocknen von Druckschläuchen nach dem Einsatz oder zur Pflege der Schläuche. Dies war besonders früher wichtig, als die Schläuche noch aus Hanf waren. Auch die heutigen Materialien aus Kunstfaser müssen getrocknet werden. Darüber hinaus kann der Turm auch für Anleiter- und Abseilübungen genutzt werden. Die Sirene ist ebenfalls auf dem Turm befestigt. Mit der Gemeindegebietsreform am 1. Juli 1950 wurde die Feuerwehr Ströbitz ein Teil der Feuerwehr der Stadt Cottbus. Mit Geld vom Bürgerhaushalt Ströbitz wurden 2005 das Dach und der Turm rekonstruiert. Da die Ströbitzer nie eine Kirche hatten, ist der Steigerturm zum Wahrzeichen des Stadtteils geworden. | weitere Bilder |
| 09100267                         | Vetschauer Straße (Lage) | Wasserturm | Der Wasserturm in der Vetschauer Straße befindet sich unmittelbar südlich des Bahnhofgeländes. Der Hochbehälter wurde im Auftrag der Deutschen Reichsbahn zur Versorgung der Heißdampf-Lokomotiven 1914 errichtet. Der Kessel gehört zum Typ „Behältersysteme Klönne“ und hat ein Fassungsvermögen von 500 m³. Das Brauchwasser wurde mittels Pumpen aus der Spree in den Behälter gepumpt. Der Turm ist seit 1955 außer Betrieb; die technische Ausstattung des Hochbehälters ist nicht mehr vorhanden. Der Turm steht zum Verkauf. | weitere Bilder |
| 09100251                         | Virchowstraße 2 (Lage) | Eigentumswohnungen | Dieses einseitig freistehende Haus mit Berliner Dach wurde 1906/07 im Auftrag des Zimmerpoliers Adolf Klaschke errichtet. Es bildet den Auftakt der Bebauung an der Südseite der Virchowstraße. Das Zwerchhaus mit geschwungenem Giebel zeigt eine symmetrisch gegliederte Fassade und einen an der Mittelachse hervorgehobenen Polygonalerker mit Austritt (Balkon) in Traufhöhe. In Erdgeschosshöhe wurden Putznuten als gestalterisches Dekorationselement ausgewählt und die Fenster mit einer blütenkelchartigen Putzkrönung und Quaderfriesen unterhalb der Sohlbänke versehen. Die Fenster und der Hauseingang sind bauzeitlich. Die Obergeschosse sind durch vertikale Rauputzbänder mit geometrischen Schmuckelementen zusammengefasst. Im ersten Obergeschoss sind die Fensterstürze durch ein ornamentiertes Band verbunden, das die geschwungene, mit Kartuschenmotiv versehene Verdachung mit einbindet. Das Bauinnere ist komplett erhalten. Hier findet man u. a. Windfang- und Wohnungstüren mit vielfältiger Sprossung, Treppenfenster mit Farbverglasung, Öfen mit ornamentierten Kacheln und schmuckvolle Giebelaufsätze. Im Eingangsflur und beim Treppenaufgang findet man, als beispielhaftes Merkmal für diese Bauzeit, eine farbig gefasste Jugendstil-Schablonenmalerei (naturalistisches Blütenarrangement in geschwungene-lineare und geometrische Ornamente eingebunden) sowie je ein großes Bild (Ideallandschaften mit Stadtsilhouetten) in den seitlichen Wandeinfassungen. | Eigentumswohnungen |
| 09100250                         | Virchowstraße 5 (Lage) | Mietwohnhaus | Dieses 1895 erbaute Gebäude besitzt einen L-förmigen Grundriss und ein Berliner Dach mit Gauben unter spitzen Zeltdächern. Hier ist die Fassade mittels Gesimsen, variierender Fensterformen und eines Seitenrisalits gegliedert. Bandartige Fenstereinfassungen bilden den Kontrast. Der flache Risalit wird bekrönt von einem Zwerchgiebel, der wiederum Dekorationselemente wie Volutenbänder und kleine Obeliskaufsätze aufweist. Die Fassadengestaltung ist für die bauzeitliche Entstehung des Gebäudes sachlich zurückhaltend und verfügt über keine Putzornamente. Das Einfahrtstor und die Fenster sind bauzeitlich. An der Hofseite, zwischen Vorderhaus und Seitenflügel, befinden sich Etagenbalkone. Die Innenstruktur des Hauses orientiert sich am großstädtischen Mietwohnhausbau, mit je einer Fünfzimmerwohnung pro Stockwerk und einer enormen Eingangsflurhöhe mit Fußbodenfliesen aus der Bauzeit. Wie auch in der Virchowstraße 2 findet man hier im Eingangsflur und Treppenbereich eine für die Bauzeit typische Jugendstil-Schablonenmalerei und Seitenwanddekorationen mit gerahmten Ideallandschaftsbildern. | Mietwohnhaus |
| 09100236                         | Virchowstraße 14 (Lage) | Mietwohnhaus | Der 1911 errichtete Putzbau mit breitgelagerter Fassade, Berliner Dach und lebhaft ausgebildeter Dachzone verknüpft Stilelemente des Heimat- und Jugendstils mit historischen Formen. Hier ist das Parterre durch eine gestalterische Absetzung geprägt. Die Obergeschosse mit zwei markanten Erkern sind symmetrisch gegliedert. Die Erker sind mit Segmentgiebeln versehen, die den zentralen, höheren Fachwerk-Dreiecksgiebel begleiten. Die Erker selbst zeigen einen figuralen und vegetabilen Schmuck, als Unteransicht findet sich hier jeweils ein Widderkopf. Der rundbogige Eingang ist portalartig gestaltet, der Pilaster hier ist mit Kastanienlaub verziert; darüber ruht eine geschwungene Voute mit stilisiertem Akanthusblattring und Frauenkopf. Die jugendstilistische Hauseingangstür ist bereichert durch florales Dekor und Ziergitter. Das erste und das zweite Stockwerk sind durch Lisenen zusammengefasst. Zwischen den Fenstern des ersten und zweiten Stockwerkes sieht man Medaillons, gerahmt von pflanzlichem Zierwerk. Die Fachwerkkonstruktion des obersten Stockwerkes wird von einem stilisierten Konsolgesims getragen. Das vorkragende Traufgesims ist, wie auch das Giebelgesims, mit Schablonenmalerei kassettiert. Ursprünglich war die Hofseite des Gebäudes mit Putzspiegeln in Rautenmusterung versehen. Die individuelle Ausführung der Wand- und Deckenbemalung mit Stuckdekor im Inneren dieses Hauses ist einzigartig. Der Eingangsflur zur Treppe wurde hier mit Holzpaneelen versehen, darüber befinden sich girlandengerahmte Medaillons mit Kindermotiven. Die Decke ist geteilt durch dreijochige Rippengewölbe, in deren Scheitel plastische Kastanienblüten gesetzt wurden. Die Gewölbekappen und -wangen sind mit stilisiertem Kastanienlaub und Kastanien bemalt. Der Treppenaufgang wird begleitet von einem aufgemalten Wandpaneel; die Decke hier ist mit Kastanienlaubfriesen verziert. | Mietwohnhaus |
| 09100338                         | Virchowstraße 15 (Lage) | Mietwohnhaus | Das 1911 erbaute Haus mit symmetrisch gegliederter Fassade und Berliner Dach verfügt über zwei dreigeschossige vertikal gegliederte Erker, die durch phantasievolle Bauzierden an Fensterbrüstungen und Kanten dekorativ hervorgehoben sind. Die abschließenden Erkerhauben fassen einen Dachhecht ein. Der Hauseingang wird durch einen Pilaster mit Fruchtgehängen gerahmt. Über dem Türsturz befindet sich eine Volutenkartusche mit eingestellter vollplastischer Maske. Im ersten Obergeschoss ist das Gurtgesims als Verdachung über der Maske geschweift weitergeführt. In den beiden mittleren Etagen sind die schlichten Fensteröffnungen in Rahmenwerk aus Lisenen gestellt, hier dekorieren Putzspiegel die Brüstungsfelder. Durch ein ebenfalls über die Erker laufendes Fries wird das oberste Geschoss abgehoben. | Mietwohnhaus |
| 09100319                         | Virchowstraße 16 (Lage) | Mietwohnhaus | Dieses Gebäude entstand 1905 im Auftrag des Architekten Paul Sack. Es zeichnet sich aus durch seine architektonische Geschlossenheit, den hohen Anspruch auf Wohnqualität und die aufwendige Fassadengestaltung. Hier zeigt sich deutlich der zu der Zeit stattfindende Wandel der Architektur vom Eklektizismus zur modernen, vereinfachten Reformarchitektur. Die breitgelagerte, siebenachsige Fassade ist durch einen zweigeschossigen Mittelerker unter geschweiftem Zwerchgiebel stark betont worden. Kolossalpilaster und seitliche Balkonachsen verbinden die Obergeschosse. Auf prägnante Gliederungsdetails, abgesehen von dem Traufgesims und umlaufender zarter Putzäderung in Erdgeschosshöhe, wurde weitestgehend verzichtet. Durch Belebung der Brüstungsspiegel mittels wechselnder Putzstrukturen und Fenster- sowie Balkonvariationen wird die Ansicht aufgewertet. Die an der Mittelachse konzentrierten Dekore in Form von Kartuschen, Rankenwerk, die halbplastischen figürlichen Darstellungen im Zwerchgiebel (hier eine Meerjungfrau) und seitlich oberhalb der bauzeitlichen Eingangstür (weibliche Akte) zeigen gestalterische Vielfalt. Der an der Hofseite befindliche Dienstbotentreppenturm ist von Balkonen gefasst, die Fassade hier wurde kalksandsteinsichtig belassen. Die Wohnungsgrundrisse, Treppenanlagen, Terrazzofußböden und Wohnungstüren sind bauzeitlich erhalten geblieben. | Mietwohnhaus |
| 09100198                         | Vom-Stein-Straße 26–29, Von-Schön-Straße 9 (Lage) | Kasernenanlage, bestehend aus sechs Kasernengebäuden und dem diese Gebäude unmittelbar umgebenden Grünbereich | In den Gebäuden sind heute eine Reihe von Gerichten und Behörden untergebracht, so z. B. in der Vom-Stein-Straße 28 das Sozialgericht Cottbus und das Arbeitsgericht Cottbus, in der Vom-Stein-Straße 27 das Verwaltungsgericht Cottbus und in der Vom-Stein-Straße 29 das Finanzamt Cottbus. | Kasernenanlage, bestehend aus sechs Kasernengebäuden und dem diese Gebäude unmittelbar umgebenden Grünbereich |
| 09100001                         | Waldstraße (Lage) | Walderholungsheim | Die Cottbuser Heilfürsorge für Kinder hatte 1908 das städtisch betriebene Walderholungsheim erhalten. Das Walderholungsheim entstand, da seit dem Jahr 1899 Cottbuser Schulärzte eine Erweiterung der vorbeugenden Maßnahmen bei der Schuljugend gefordert hatten. Der Bau des Walderholungsheims konnte 1907 erfolgen, da die Stadt Cottbus und der Heilstättenverein den Betreiber finanziell und materiell unterstützten. Die Madlower Waldbesitzer beschwerten sich jedoch über den Bau beim Bezirksausschuss Frankfurt/Oder, da Beeinträchtigungen ihrer Handlungsfreiheiten beim Einschlag gesehen wurden. Im Februar 1912 bekam die Stadtgemeinde Cottbus das Enteignungsrecht zur Errichtung einer Waldschule und eines Beamtenerholungsheimes verliehen. Durch diese Maßnahme konnte der Bau eingeleitet werden, zumal er vertretend durch eine Stiftung anlässlich der Silberhochzeit des Kaiserpaares unterlegt wurde. Dieses wurde vom Stadtbaurat Richard Bachsmann und dem Stadtbaumeister Georg Nippert abgewickelt. Es wurde die Baukunst auf das Walderholungsheim übertragen, die auch an den Bauten des Südfriedhofs demonstrierte. Am zweigeschossigen Längsbau mit vorgesetztem risalitartigem Vorbau, der als Dreiecksgiebel abschloss, reihten sich zahlreiche, der Gotik entlehnte Fenster an der Erdgeschosszone entlang. Äußerlich war sichtbar, dass sich dort die gemeinschaftlichen Aufenthaltsräume befanden sowie unter dem Dach die Schlafsäle lagen. Das Grundstück war mit einem hohen Drahtzaun gesichert, der demonstrativ durch ein Walmdach tragendes Portal durchbrochen war. Im August 1920 konnten zwei Baracken zur Ganztagsbetreuung und zum Schulunterricht für 60 erholungsbedürftige Kinder übergeben werden. Walderholung und schulische Betreuung traten immer mehr in den Mittelpunkt, was seinen Niederschlag im Bau eines massiven Waldschulgebäudes fand. Im August 1929 erklärte der Stadtschulrat zahlreichen Ehrengästen, dass für 52.000 und 18.800 Reichsmark Bau- bzw. Inventarkosten vier Klassenräume, ein Lehrerzimmer und die Küche mit Speisesaal eingerichtet werden konnten. Die Jugenderholung hatte jedoch bald ein Ende, da die Nationalsozialisten den Komplex für ihre Zwecke konfiszierten. Die Madlower Bauern montierten Reste der Waldschule ab und bauten damit ihre aus dem Zweiten Weltkrieg übrig gebliebenen Ruinen aus. | weitere Bilder |
| 09100279                         | Walther-Pauer-Straße (Lage) | Strommast | Der Strommast ist ein Teil der ersten europäischen 110-kV-Hochspannungsfernleitung, die von 1910 bis 1912 errichtet wurde. Die Trasse führte von Lauchhammer nach Riesa. Es ist ein 18 Meter hoher, aus Winkelprofilen genieteter Stahlgittermast. | weitere Bilder |
| 09100665                         | Walther-Pauer-Straße 2 (Lage) | Hörsaalgebäude | | BW |
| 09100238 Wikidata                | Walther-Rathenau-Straße 16–18 (Lage) | Kirche Schmellwitz | Die Zinzendorf-Kirche im Cottbuser Stadtteil Schmellwitz wurde vom Architekten Hans Palm geplant. Es handelt sich um eine schlichte und praktische Klinkerkirche, die am 19. Dezember 1937 eingeweiht wurde. Mitte der 50er Jahre des 19. Jahrhunderts bekam die Kirche einen dringend erforderlichen Anbau. Im Jahr 2001 wurde das Dach neu gedeckt und der Außenbereich verändert. Im Jahre 1962 erhielt die Kirche ihre jetzige räumliche Gestalt und ihren Namen nach Nikolaus Ludwig Graf von Zinzendorf (1700–1760). | weitere Bilder |
| 09100185                         | Warschauer Straße (Lage) | Ehemaliger Ostfriedhof | In der Gründerzeit zwischen 1848 und 1873 wuchsen durch die wirtschaftliche Entwicklung in den Städten auch die Einwohnerzahlen. Das Dorf Sandow, östlich des Stadttores, entwickelte sich ebenfalls sprunghaft. Die Zunahme der Bevölkerung sorgte für steigende Geburtenzahlen, aber auch für eine höhere Sterberate. 1888 entstand für Sandow ein neuer Friedhof in der Warschauer Straße, auf dem bis 1946 bestattet wurde. Die Begräbniskapelle wurde schon 1884 erbaut und 1931 renoviert. Durch den Luftangriff 1945 stark zerstört, musste sie 1956 abgerissen werden. Die Glocke fand 1948 ihren Platz auf dem 1903 eröffneten Südfriedhof. Nachdem sämtliche Grabmäler und Grabumrandungen abgeräumt worden waren, blieb nur ein Obelisk aus schwedischem Granit übrig, eine Erinnerung an die Gräber der Familien Gentzen und Werner. Entstanden ist im Laufe der Zeit auf diesem Areal ein kleiner Park mit einem alten Baumbestand. | weitere Bilder |
| 09100186                         | Warschauer Straße 1–6 (Lage) | Arbeitergenossenschaftsbau | Am 16. März 1935 wurde die „Gemeinnützige Wohnungsbau der Werktätigen e. GmbH“ gegründet, bekannter als „Gewoba“. Die ständig wachsende Einwohnerzahl führte zu einer Wohnungsnot. Um dem zu begegnen, wurden 1937 die Wohnblöcke Warschauer Straße 1–15 erbaut. Mitglieder der „Gewoba“ zogen ein. Jedes Haus bestand aus zwei Etagen mit je zwei Zimmern, Küche und WC. Im Keller befanden sich Abstellräume, Waschküche und Trockenraum. Alle Mieter eines Einganges mussten sich ein Gemeinschaftsbad teilen. Jeder Wohneinheit stand eine Gartenparzelle zur Verfügung, wo meist Gemüse angebaut wurde. Dadurch erhielt dieser Wohnkomplex einen dörflich-ländlichen Charakter. Bis 1997 wurden diese Blöcke nach und nach innen und außen rekonstruiert. Die 2002 öffnete Seniorenresidenz am Sanzeberg übernahm nun die umgebauten altersgerechten Blöcke 1–6 als Appartements. Es sind 40 barrierefreie Ein- bis Dreiraumwohnungen von 34 m² bis 81 m² mit Balkonen entstanden. Es gibt einen gläsernen Außenlift. Die Bäder sind komfortabel ausgebaut worden. Jede Wohneinheit verfügt über einen Notruf. Der Service für die Bewohner ist derselbe wie nebenan im Hauptgebäude der Anlage. | Arbeitergenossenschaftsbau |
| 09100187                         | Warschauer Straße 22/23 (Lage) | Wohnblock | Der dreigeschossige Wohnblock in dieser Straße ist 1956/57 nach einem Entwurf von R. Thiele erbaut worden. Es ist das erste Gebäude in Cottbus, das in Großblockbauweise errichtet wurde. Weitere Häuser in ähnlicher Bauweise stehen in der Franz-Mehring-Straße und in der Willy-Brandt-Straße. Der Wohnblock hat zwei Eingänge mit je sechs Wohnungen und ist voll unterkellert. Das Ziegeldach ist abgewalmt. Eine lebhaft bunte Fassadengestaltung mit Tiermotiven über den Eingängen ist erkennbar. Die französischen Fenster geben dem Haus eine besondere Note. Es sind Fenstertüren ohne Balkon mit einem ca. 40 cm hohen Gitter als Absturzsicherung. Auch die Schmuckelemente am Treppenhausgeländer sind typisch für die Bauzeit. | Wohnblock |
| 09100104                         | Wernerstraße 9 (Lage) | Mietwohnhaus | Das Wohnhaus im Kontext der Blockrandbebauung wurde 1904/05 im Auftrag des Schmiedemeisters Hermann Kieschke vom Architektur- und Baugeschäft Dümpert & Haucke erbaut. Die annähernd symmetrische Fassade wird von zwei zentralen, trapezförmigen Erkern beherrscht, die sich über alle drei Obergeschosse erstrecken. Die Gliederung der Fassade erfolgt durch einen Wechsel von Farben und Putzstrukturen. Bei der Gestaltung wurde Rau-, Glatt- und Kammputz verwendet. Putzquaderung und farblich abgesetzte Wellen, Streifen und Ornamentbänder fassen die Fenster ein oder verbinden sie miteinander. Das oberste Geschoss mit seinen gruppierten Fenstern ist mit einem Fußwalm abgesetzt. Die darüberliegende Traufzone wird von weit ausladenden Konsolen gestützt und mit einem gemalten Fries aus stilisierten Rosen geschmückt. Diese stilisierten Rosen finden sich ebenfalls in einem Ziergitter auf dem Dach wieder. Sich verschlingende Rosenzweige an den Erkern zwischen dem ersten und zweiten Obergeschoss wurden als Auftragstuck direkt vor Ort angefertigt. Der Name des Bauherrn steht über der seitlichen Hofeinfahrt. Die Fenster mit Schrägversprossung sind typisch für den frühen Jugendstil mit seiner Farbigkeit und seinen reliefierten Oberflächen. Auch im Inneren ist die bauzeitliche Ausstattung unverändert erhalten geblieben. Mit der fast komplett erhaltenen Fassade ist das Gebäude eines der wenigen intakten Vertreter dieser Architekturära am Schillerplatz. | weitere Bilder |
| 09100436                         | Wernerstraße 44 (Lage) | Mietwohnhaus | Freistehendes Gebäude mit in drei asymmetrisch angeordnete Achsen unterteilter Fassade. Das Ornament von stilisierten Pflanzen- und figürlichen Motiven bestimmt. Merkmale des frühen, ornamentalen Jugendstils aufweisend. Am zentralen Blendgiebel stilisierter Adler mit Kartusche. Im Detail erkennbarer Antragstuck. Bauzeitliche Innenstrukturen unter dem Einfluss des Art Nouveau. Bis in Details im Zustand der Entstehungszeit erhalten. Von Bedeutung auch als Wohnhaus des renommierten Stuckateurs und Bildhauers Walter Adler, dessen qualitätvoller, häufig manuell ausmodellierter Stuckdekor sich an vielen Fassaden in Cottbus findet. | weitere Bilder |
| 09100263                         | Wernerstraße 46 (Lage) | Reitanlage, bestehend aus Wohn- und Vereinshaus mit Einfriedung sowie Reithalle und Stall | Auf dem Eckgrundstück Wernerstraße/Wilhelm-Külz-Straße, das dem Tuchfabrikanten Adolf Westerkamp gehörte, entstand 1890–1893 diese Reitanlage. Das vollunterkellerte Klubhaus, ein Sichtziegelgebäude, wurde vom Architekten und Bauunternehmer, dem späteren Stadtrat Ewald Schulz erbaut und hob sich von der Wohnarchitektur der Umgebung ab. Es hatte zwei Geschosse und ein flaches Abschlussgeschoss. Die detailreiche, rote Ziegelfassade war mit schwarzen Klinkerstreifen und Formsteinfriesen geschmückt. Die turmartige Erhöhung des Eckbereichs, die polygonalen Ecktürmchen, die Spitzbogenfenster und der Zinnenabschluss sind Formen der englischen Tudorgotik, die hier in die deutsche Backsteinarchitektur übernommen wurden. Die hofseitig gelegene Reithalle und das Stallgebäude waren ebenfalls Sichtziegelbauwerke. Die Reithalle hatte wegen der besseren Belüftung eine nach unten offene Dachkonstruktion. Nach dem Ersten Weltkrieg wurde die Anlage nicht mehr als Reitklub betrieben, sondern gewerblich genutzt. Die Reithalle und der Stall wurden inzwischen abgerissen. | weitere Bilder |
| 09100202                         | Wernerstraße 58 (Lage) | Mietwohnhaus einschließlich Einfriedung, Vorgarten und des rückwärtigen Gartenbereichs | Dieses zweigeschossige Mietwohnhaus wurden 1888/89 errichtet. Es ist ein Sichtziegelbau mit regelmäßiger, axialer Gliederung. Der Eingang ist als Seitenrisalit mit einem geschweiften Zwerchgiebel ausgeführt. Durch die hellen Gesimse und Quaderrahmungen der Fenster auf den roten Klinkern entsteht ein deutlicher Kontrast. Im Inneren befindet sich im Eingangsbereich ein dekorativer Fliesenboden. Das Gebäude ist ein typischer Vertreter der nordeuropäischen Neorenaissance. | Mietwohnhaus einschließlich Einfriedung, Vorgarten und des rückwärtigen Gartenbereichs |
| 09100304                         | Wilhelm-Külz-Straße 11 (Lage) | Logengebäude der Freimaurer mit Einfriedung | Im Jahr 1797 wurde in Cottbus die erste Loge der Freimaurer Zum Brunnen in der Wüste gegründet. 1897 war ihr Logenhaus zu klein geworden, und ein neues Quartier sollte errichtet werden. Der Eisenacher Architekt Baumeister gewann einen ausgeschriebenen Wettbewerb. Sein rechteckiges Grundkonzept wurde von dem Steglitzer Geheimen Landesbaurat Otto Techow und dem Hallenser Architekten Richard Musche vervollständigt, Hermann Pabel wurde mit der Bauausführung beauftragt. 1908 wurde das Logenhaus im Spätjugendstil mit neubarocken Elementen in der damaligen Lausitzer Straße fertiggestellt. Geprägt wird die Fassade durch ein Kartuschendekor unter der geschweiften Verdachung. Das Mansarddach wurde von ebenfalls geschweiften Kuppeln verziert. Bei Dachumbauten im Jahr 1950 gingen diese Kuppeln verloren. Der Haupteingang mit einem Kartuschendekor wird von Säulen flankiert. Die Fenster des Erdgeschosses an der Nordseite sind von geschossübergreifenden Pilastern eingefasst, wogegen die Fenster in der oberen Etage durch Balusterbrüstungen und Schlusssteine hervorgehoben werden. Ganz anders an der Ostseite, dort besitzen die Fenster teilweise eine Rundbogenrahmung und Dekorfelder. Mit der Machtergreifung der Nazis wurde der Freimaurerorden verboten und die Loge von der SA und der Polizei in Besitz genommen. Gegen Ende des Krieges diente es als Lazarett. 1950 wurde das Gebäude in Volkseigentum übereignet und von der Deutsch-Sowjetischen Freundschaft genutzt. In der Mitteletage befand sich eine Volksbücherei und im Obergeschoss der Radiosender Sender Cottbus. Da die Loge im Erdgeschoss über einen großen Festsaal mit einer Bühne verfügte, wurde 1957 die Kammerbühne gegründet und als Veranstaltungsort des Stadttheaters betrieben. Erst nach 16 Jahren Leerstand wird die Loge seit 2011 nach Plänen von Matthias Gropp vom Cottbuser Architektur- und Ingenieurbüro Alpha Plan saniert und zu einem Wohn- und Geschäftshaus umgewandelt. Die Fassade und das historische Treppenhaus bleiben dabei erhalten, der große Festsaal wird jedoch komplett abgerissen, wodurch ein Innenhof entsteht. | Logengebäude der Freimaurer mit Einfriedung |
| 09100450                         | Wilhelm-Külz-Straße 17 (Lage) | Mietwohnhaus mit Gaststättenutzung | | Mietwohnhaus mit Gaststättenutzung |
| 09100210                         | Wilhelm-Külz-Straße 20 (Lage) | Bahnhofsempfangsgebäude der Spreewaldbahn Cottbus | Am 18. April 1904 wurde mit dem Bau des dreigeschossigen Empfangsgebäudes mit Gaststätte begonnen. Die Inbetriebnahme datiert auf den 5. Dezember 1904. Im Jahre 1924 folgte die Errichtung eines Anbaus. Die Architektur des Empfangsgebäudes ist typisch für viele andere Bauten der Spreewaldbahn, dazu gehören ein aufgesetztes Fachwerk, das Krüppelwalmdach und die Rund- bzw. Spitzbogenfenster. Zu den Besonderheiten dieses Bauwerkes gehört eine plastische Fassade mit Treppenhausturm. | weitere Bilder |
| 09100439                         | Wilhelm-Külz-Straße 36 (Lage) | Mietwohnhaus | Das Mietswohnhaus wurde von 1905 bis 1906 im Jugendstil erbaut. Es ist ein viergeschossiges traufständiges Haus mit einem Satteldach. Die Fassade ist symmetrisch gegliedert und hat ab dem ersten Geschoss vier Fensterachsen. Im Erdgeschoss befinden sich rechts und links vom Eingang je drei Fenster. In den beiden mittleren Geschossen befinden sich in den äußeren Achsen Erker, auf den Erkern Balkone im oberen Geschoss. | Mietwohnhaus |
| 09100155                         | Wilhelm-Nevoigt-Platz (Lage) | Ehrenmal für die Opfer des Ersten Weltkrieges, auf dem einstigen Ströbitzer Anger | Das von Prof. Schulz entworfene Mahnmal wurde am 13./14. August 1927 eingeweiht und zeigt zwei Soldaten des Infanterie-Regiments Nr. 52 aus Cottbus. Das Denkmal wurde am 24. September 2005 restauriert, wobei drei fehlende Tafeln mit den Namen von 142 Gefallenen angebracht wurden. Wie viele Ströbitzer im Ersten Weltkrieg ihr Leben verloren, ist aber bis heute nicht bekannt. Auf der Gedenktafel steht: „Ihren Helden des Weltkrieges in Dankbarkeit und Treue, die Gemeinde Ströbitz“. Ebenfalls auf dem Platz steht ein Gedenkstein für die Opfer des Zweiten Weltkrieges mit der Inschrift: „1939–1945, Zum Gedenken an die Opfer, Vermissten und Gefallenen im 2. Weltkrieg der Gemeinde Ströbitz“. Des Weiteren steht noch ein Gedenkstein für die Soldaten des Deutsch-Französischen Kriegs von 1864/1866 und 1870/1871 auf der Anlage. Dieser Stein war nach 1945 verschwunden und wurde 2005 durch eine Nachbildung ersetzt. Er trägt die Aufschrift: „1864/66, 1870/71, Mit Herz und Hand fürs Vaterland, Erinnerung an die Kriegsteilnehmer von Ströbitz“. | weitere Bilder |

### Branitz
| ID-Nr.                           | Lage | Bezeichnung | Beschreibung | Bild            |
| -------------------------------- | --- | --- | --- | --------------- |
| 09100127                         | Zum Kavalierhaus 9–12, 23, Robinienweg 1, 4, 4a, 5–8, 10, Museumsweg 10, Vorparkstraße 1, Kastanienallee 11, 23 (Lage) | Branitzer Park mit Schloss einschließlich Terrassenanlage; Marstall und Kavalierhaus mit italienischer Mauer und Pergola; Parkschmiede; Cottbuser Torhaus mit Toranlage; Branitzer Parkwärterhaus; Gärtner- bzw. Parkinspektorenhaus (Ersatzneubau); neuem Gutshof bestehend aus Gutsinspektorenhaus, Rinder- und Pferdestall mit Kutscherhaus, Schafställe mit Schäferwohnung, Scheunen, Einfriedungsmauern und Torpfeilern; Parkvorwerk bestehend aus Pferdestall mit Kutscherwohnung und Wagenremise, Ziegelscheune, Lattenscheune, Waschhaus, Schmiede; Schlossgärtnerei mit Oberhaus und Gewächshäusern; Büdnerhaus; Park mit garten- und bildkünstlerischer Ausstattung u. a. Schlosssee mit Venus Capua; Rosenlaube; Pyramidensee mit Tumulus [Grab Pückler], Insel mit Gedenk-stein und Grabkreuz der Fürstin Lucie von Pückler-Muskau und Ägyptischer Treppe; Brücken, Landpyramide; Erbbegräbnis Pückler; Schwarzer See mit Schwanenhäuschen und Fischbalkon | Im Branitzer Park befindet sich die größere Seepyramide, die letzte Ruhestätte des Fürsten Hermann von Pückler-Muskau und seiner Frau. Die kleinere Landpyramide ist eine der ältesten Landpyramiden im europäischen Raum. Inmitten des Parkes befindet sich das Branitzer Schloss. Dieses beherbergt unter anderem drei orientalische Räume, die an Pücklers Reisen in den Orient erinnern. Im September 2011 stießen Landschaftsbauer im Branitzer Park auf Fundamentreste der ehemaligen Schlossgärtnerei, in der Hermann Fürst von Pückler Ananas eigenhändig gepflegt und geerntet haben soll. Das Schloss Branitz wurde zwischen 1770 und 1772 errichtet und im Jahr 1846 umfangreich umgestaltet. | weitere Bilder  |
| 09100414 Teilobjekt zu: 09100127 | Zum Kavalierhaus (Lage)                                                                                                | Schlosspark | | weitere Bilder  |
| 09100504 Teilobjekt zu: 09100127 | Zum Kavalierhaus (Lage)                                                                                                | Gartenpyramide | | weitere Bilder  |
| 09100416 Teilobjekt zu: 09100127 | Zum Kavalierhaus (Lage)                                                                                                | Gartenpyramide | | weitere Bilder  |
| 09100497 Teilobjekt zu: 09100127 | Zum Kavalierhaus 11 (Lage)                                                                                             | Schloss | Das Schloss wurde zwischen 1770 und 1772 unter August Heinrich Graf von Pückler gebaut und war ab 1845 der Familienstammsitz. Nach der Enteignung der Fürsten von Pückler bei der Bodenreform nach dem Zweiten Weltkrieg befand sich von 1946 bis 1961 das Cottbuser Stadtmuseum im Schloss Branitz, danach war bis 1990 das Bezirksmuseum Cottbus dort untergebracht. Zwischen 2013 und 2022 wurde das Schloss schrittweise saniert. | weitere Bilder  |
| 09100 Teilobjekt zu: 09100127    | Zum Kavalierhaus 9 (Lage)                                                                                              | Kavalierhaus | Das Kavalierhaus, das als Wohnraum für die höfische Gesellschaft diente, wurde im frühen 18. Jahrhundert gebaut und bei der Gestaltung des Branitzer Parks in den Jahren 1857 und 1858 umgebaut. Seit 1988 wird das Gebäude gastronomisch genutzt. | weitere Bilder  |
| 09100499 Teilobjekt zu: 09100127 | Zum Kavalierhaus 10 (Lage)                                                                                             | Marstall | Der Marstall aus der zweiten Hälfte des 18. Jahrhunderts diente ursprünglich als Unterstand für die Lieblingspferde des Fürsten von Pückler-Muskau. Der Stall wurde später ausgebaut, zwischen 1991 und 1993 restauriert und wird seitdem für Ausstellungen genutzt. | weitere Bilder  |
| 09100500 Teilobjekt zu: 09100127 | Kastanienallee 11 (Lage)                                                                                               | Schmiede & Wohnhaus | Die Schmiede befindet sich an der südöstlichen Parkseite. Sie wurde zwischen 1849 und 1851 nach dem Vorbild des Kleinen Schlosses Babelsberg gebaut und diente neben dem Zweck als Schmiede auch als Torhaus zum Park. Heute befindet sich das Archiv des Fürst-Pückler-Museums in dem Gebäude. | weitere Bilder  |
| 09100501 Teilobjekt zu: 09100127 | Zum Kavalierhaus 23 (Lage)                                                                                             | Torhaus & Wohnhaus | | weitere Bilder  |
| 09100502 Teilobjekt zu: 09100127 | Robinienweg 7 (Lage)                                                                                                   | Wohnhaus | | BW              |
| 09100503 Teilobjekt zu: 09100127 | Vorparkstraße 1 (Lage)                                                                                                 | Wohnhaus | | BW              |
| 09100415 Teilobjekt zu: 09100127 | Museumsweg 10 (Lage)                                                                                                   | Torhaus & Wohnhaus | | BW              |
| 09100417 Teilobjekt zu: 09100127 | Robinienweg 1, 4, 4a, 5, 6, Kastanienallee 23 (Lage)                                                                   | Gutshof | | weitere Bilder  |
| 09100418 Teilobjekt zu: 09100127 | Robinienweg 5 (Lage)                                                                                                   | Inspektorenhaus | Das Haus ist Teil des Neuen Gutshofes und bildet die südliche Begrenzung. | Inspektorenhaus |
| 09100419 Teilobjekt zu: 09100127 | Robinienweg 5 (Lage)                                                                                                   | Stall & Wohnhaus | | BW              |
| 09100420 Teilobjekt zu: 09100127 | Kastanienweg 23, Robinienweg 1 (Lage)                                                                                  | Stall & Wohnhaus | Die Häuser sind Teile des Neuen Gutshofs, es sind zwei nebeneinanderstehende Gebäude, die die östliche Begrenzung bilden. | BW              |
| 09100421 Teilobjekt zu: 09100127 | Robinienweg 4, 4a, 6 (Lage)                                                                                            | Scheune | Die beiden Scheunen bilden die nordwestliche Begrenzung des neuen Gutshofes. | BW              |
| 09100426 Teilobjekt zu: 09100127 | Robinienweg 8, 10 (Lage)                                                                                               | Vorwerk | | BW              |
| 09100422 Teilobjekt zu: 09100127 | Robinienweg 10 (Lage)                                                                                                  | Stall | | BW              |
| 09100423 Teilobjekt zu: 09100127 | Robinienweg 10 (Lage)                                                                                                  | Remise | | BW              |
| 09100424 Teilobjekt zu: 09100127 | Robinienweg 8, 10 (Lage)                                                                                               | Scheune | | BW              |
| 09100425 Teilobjekt zu: 09100127 | Robinienweg 8, 10 (Lage)                                                                                               | Scheune | | BW              |
| 09100427 Teilobjekt zu: 09100127 | Robinienweg 8 (Lage)                                                                                                   | Waschhaus | | BW              |
| 09100432 Teilobjekt zu: 09100127 | Robinienweg 10 (Lage)                                                                                                  | Schmiede | | BW              |
| 09100428 Teilobjekt zu: 09100127 | Zum Kavalierhaus 12 (Lage)                                                                                             | Gärtnerei | | BW              |
| 09100429 Teilobjekt zu: 09100127 | Zum Kavalierhaus 12 (Lage)                                                                                             | Gewächshaus | | Gewächshaus     |
| 09100430 Teilobjekt zu: 09100127 | Zum Kavalierhaus 12 (Lage)                                                                                             | Heizhaus | | Heizhaus        |
| 09100431 Teilobjekt zu: 09100127 | Zum Kavalierhaus 12 (Lage)                                                                                             | Gewächshaus / Orangerie | | weitere Bilder  |

### Döbbrick
| ID-Nr.   | Lage                         | Bezeichnung | Beschreibung | Bild           |
| -------- | ---------------------------- | ----------- | --- | -------------- |
| 09100284 | Döbbricker Dorfstraße (Lage) | Dorfkirche  | Im Jahr 1857 gründeten die Döbbricker Bewohner eine altlutherische Gemeinde. 1911 wurde dann eine neue Dorfkirche im Neo-Rokoko-Stil mit originaler barocker Innenausmalung in der Dorfstraße 20 erbaut. Das Eingangstor der Dorfkirche befindet sich an der Nordfassade, die mit einem Volutengiebel mit schneckenförmig gerollten Ornamenten geschmückt ist. Die Wände, Bänke und Decken sind mit Blumen und Blütenranken Farben bemalt. Die Außenwände weisen einen roten Putz auf. Der Altar und das Kreuz sind aus Eichenholz. Hinter dem Altar in der Apsis befindet sich die Sakristei. Auf dem Dach befindet sich ein kleiner hölzerner Turm für die Glocke. 2008 bekam die Kirche eine neue Glocke. Die kleine Glocke von 1873 mit wendischer Schrift steht auf dem Kirchenhof in einem alten Glockenstuhl neben einem neu erbauten Backofen. | weitere Bilder |

### Groß Gaglow
| ID-Nr.   | Lage              | Bezeichnung | Beschreibung | Bild           |
| -------- | ----------------- | ----------- | --- | -------------- |
| 09100303 | Dorfstraße (Lage) | Dorfkirche  | In Groß Gaglow musste eine um 1688 erbaute kleine Fachwerkkirche aufgrund ihrer Baufälligkeit abgerissen werden. 1891 wurde für die evangelische Kirchengemeinde in Groß Gaglow eine neue Dorfkirche aus Backstein errichtet. Während des Zweiten Weltkrieges traf 1945 eine Granate das Gebäude, deren Schäden 1950 behoben wurden. Erhalten ist ein vergoldetes hölzernes Wappenepitaph mit Akanthusrahmen, das von Trophäenschmuck umgeben ist. Das Epitaph ist dem 1742 verstorbenen W. F. v. d. Heyde gewidmet, wie man der Schrifttafel am Sockel entnehmen kann. Ein freistehender Altar und eine hölzerne Kanzel befinden sich im Inneren sowie ein offener Dachstuhl und eine Hufeisenempore. Die Kirche besitzt eine große Apsis mit Kreuzgewölbe. Die Turmhaube erhielt 1990 eine Eindeckung. | weitere Bilder |

### Kahren
| ID-Nr.                           | Lage                         | Bezeichnung                            | Beschreibung | Bild           |
| -------------------------------- | ---------------------------- | -------------------------------------- | --- | -------------- |
| 09100433                         | Am Park 21 (Lage)            | Schule mit Schulhof und Altbaumbestand | Erbaut 1952/53 als Thomas-Münzer-Schule. Seit dem Schuljahr 2006-2007 steht das Gebäude leer. | weitere Bilder |
| 09100013                         | Kahrener Dorfstraße 2 (Lage) | Dorfkirche                             | Die evangelische Dorfkirche ist ein spätgotischer Bau aus grobgefügtem Feld- und Raseneisenstein aus der Zeit um 1500. Der hölzerne Altaraufsatz aus dem 16. Jahrhundert zeigt Darstellungen von der Opferung Isaaks, dem Abendmahl und der Anbetung der Hirten. Angrenzend befinden sich das Pfarrhaus als auch das Kriegerdenkmal Kahren. | weitere Bilder |
| 09100457 Teilobjekt zu: 09100013 | Kahrener Dorfstraße 2 (Lage) | Taufengel                              | Der Taufengel hängt mittig vor dem Altar. | BW             |

### Schlichow
| ID-Nr.   | Lage                          | Bezeichnung                                                                                       | Beschreibung | Bild                                                                                              |
| -------- | ----------------------------- | ------------------------------------------------------------------------------------------------- | --- | ------------------------------------------------------------------------------------------------- |
| 09100005 | Schlichower Dorfstraße (Lage) | Herrenhaus mit Park sowie Großviehstall des Gutshofs Schlichow, Schlichower Dorfstraße, Schlichow | Das unmittelbar an der Hauptstraße von Dissenchen gelegene Herrenhaus wurde um 1780 von den Gutsherren von Pannwitz in typisch spätbarockem Stil errichtet. Es ist umgeben von einem parkartig angelegten Garten und mehreren unverputzten Gebäuden, die früher als Ställe dienten. Der unterkellerte, eingeschossige Mauerwerksbau mit Putzfassade wird von einem hohen Mansardwalmdach bekrönt. Frontal im unteren Teil des Daches befinden sich zwei stehende Gauben mit bogenförmiger Verdachung. Darüber und jeweils an den Giebelseiten befinden sich Fledermausgauben und auf der Rückseite vier stehende Gauben. Das Gebäude wird durch Sockel, Gesims unter der Mansardentraufe sowie durch die Traufe des oberen Daches optisch horizontal gegliedert. Der Eingangsbereich gestaltet sich in Form eines dreiachsigen Mittelrisalits mit Zwerchgiebel. Die darin verbauten Fenster wurden mit Rundbogenstürzen ausgestattet und mit Pilastern eingefasst. Im Zuge einer Umgestaltung 1936 wurden der Risalit sowie die Freitreppe umgebaut. Die vorhandene zweiflügelige Eingangstür mit geschwungenem Abschluss und Oberlicht ist vermutlich original erhalten geblieben. Mittig darüber und über den Fenstern findet man konische Schlusssteine, die über den seitlichen Öffnungen wie Palmetten geformt sind. Seitlich des Risalits befinden sich in unregelmäßigen Abständen je drei Fensterachsen und auf der Rückseite neun Fensterachsen, ebenfalls in differenzierender Anordnung. | Herrenhaus mit Park sowie Großviehstall des Gutshofs Schlichow, Schlichower Dorfstraße, Schlichow |

### Sielow
| ID-Nr.   | Lage                        | Bezeichnung         | Beschreibung | Bild           |
| -------- | --------------------------- | ------------------- | --- | -------------- |
| 09100283 | Dissener Straße 26a (Lage)  | Holländer-Windmühle | Die Mühle wurde Mitte 1845 als Getreidemühle erbaut und etwa 1900 zur Motormühle ausgebaut. Die heutige Ausstattung stammt überwiegend aus den 1930er Jahren und ist weitestgehend erhalten. Die konische Turmholländer-Windmühle mit Haube ist aus Ziegelmauerwerk erbaut worden und hat infolge des Umbaus keine Flügel mehr. Für die Wohnnutzung kam dieses Bauwerk nicht in Frage, da sie über Jahre verfallen war. Es wurde 2003/04 fachgerecht saniert und um einen Bau zu Wohnzwecken erweitert. | weitere Bilder |
| 09100376 | Sielower Chaussee 87 (Lage) | Dorfkirche          | Die heutige Kirche wurde 1906 errichtet. Die äußere Gestalt erinnert an den Vorgängerbau von 1752. Der dem Barock entlehnte, kreuzförmige Putzbau wird von Walmdächern mit Fledermausgauben gedeckt. Besondere Merkmale der Kirche sind farblich hervorgehobene Ecklisenen und von aufwendig verzierten Faschen umrahmte Rundbogenfenster, die mit ovalen Okuli gepaart sind. Jedem Nebeneingang der Kirche ist ein Vorbau vorgesetzt. Der Glockenturm mit Zwiebelhelm an der Südseite der Kirche, in dem sich auch das Hauptportal befindet, wurde im April 1945 zerstört und 1956 wiederhergestellt. 1981 wurde die Kirche renoviert, so dass auch Gemeinderäume entstanden. Im Inneren der evangelischen Kirche befindet sich ein wertvoller Altar, der von einem Schüler Tilman Riemenschneiders gefertigt wurde. Das Altarbild zeigt ein Relief der Maria Magdalena aus dem zweiten Drittel des 15. Jahrhunderts. In den seitlichen Nischen des Altars sind die Apostel Petrus und Paulus dargestellt, am übrigen Aufsatz ist ein Gemälde des Abendmahls zu sehen. Die Orgel stammt von der Firma Friedrich Ernst Gustav Heinze aus Sorau. | weitere Bilder |

### Skadow
| ID-Nr.   | Lage                           | Bezeichnung | Beschreibung | Bild |
| -------- | ------------------------------ | --- | --- | --- |
| 09100248 | Skadower Hauptstraße 33 (Lage) | Gehöft mit Wohnhaus, zwei Wirtschafts-Stallgebäuden, Scheune und Taubenturm, einschließlich der straßenseitigen Einfriedung | Das Grundstück Skadower Hauptstraße 33 ist ein Vierseiten-Gehöft, das heißt, der Innenhof ist von Stallungen und Wirtschaftsgebäuden umgeben. Das Wohnhaus wurde Ende des 19. Jahrhunderts errichtet und wurde Mitte der 1970er Jahre Eigentum der damaligen LPG. In den 1990er Jahren ging es in privates Eigentum über und wurde saniert. Der Eingangsbereich ist als Mittelrisalit vorgezogen. Die Haustür und die Fenster des Erdgeschosses tragen eine einfache Verdachung, und unter den Fenstern befinden sich Putzspiegel. Inmitten des Hofes steht ein bauzeitlicher, aus Backstein errichteter Taubenschlag. | Gehöft mit Wohnhaus, zwei Wirtschafts-Stallgebäuden, Scheune und Taubenturm, einschließlich der straßenseitigen Einfriedung |

### Willmersdorf
| ID-Nr.   | Lage              | Bezeichnung | Beschreibung | Bild           |
| -------- | ----------------- | ----------- | --- | -------------- |
| 09100006 | Dorfstraße (Lage) | Dorfkirche  | Der Entwurf für die evangelische Willmersdorfer Kirche stammt vom Architekten Hans Palm. 1938 wurde das Gebäude in der Dorfstraße erbaut und am Erntedankfest eingeweiht. Die Außenansicht ist geprägt durch Großräschener Klinker. Strukturiert werden die Langhauswände durch hohe Fenster und vorspringende Klinkerstreifen. Der Nordfassade wurde in der Mitte ein fünfgeschossiger Turm mit zweigeschossigen Anbauten vorgesetzt. Die Obergeschosse der Nordfassade und des Turmbereiches sind als Fachwerke mit Ziegelausfachung gebaut. Den Abschluss des Turms bilden ein geschlossener eingezogener Pyramidenhelm, der 1993 eine Kupferdeckung erhielt, sowie eine Wetterfahne. Diese Wetterfahne zeigt auf der einen Seite einen Bauern mit Pfeife hinter einem Pflug und auf der anderen Seite ein germanisches Sonnenrad. Unter der Wetterfahne befindet sich eine vergoldete Kugel, darüber ein vergoldetes Kreuz. Das Gebäude hat ein hohes Satteldach. Im Inneren des Kirchengebäudes befindet sich an der Nordwand die Empore. Die Apsis hat ein rundes Fenster mit der Darstellung eines aussäenden Mannes. Die Eingangstür, die Fensterrahmung und eine abgeknickte Dachform lassen die expressionistische Kunst erkennen. Die Kirche ist ein stilrein erhaltener Sakralbau. Eine Sanierung erfolgte 1992 bis 1996, einschließlich Elektro-Anlage und Einbau einer Bankheizung. 1998 bekam das Kirchengebäude einen neuen Putz sowie einen neuen Anstrich. | weitere Bilder |

## Ehemalige Baudenkmale
| ID-Nr. | Lage                                   | Bezeichnung                                          | Beschreibung | Bild |
| ------ | -------------------------------------- | ---------------------------------------------------- | --- | --- |
|        | Friedhofskapelle (Lage)                | Friedhofskapelle auf dem Alten Stadtfriedhof         | Die Friedhofskapelle entstand um 1835 nach Plänen und unter Leitung des Baumeisters C. G. Kahle unter Schinkels Einfluss. Es handelte sich um einen dorischen Prostylostempel mit niedrigen seitlichen Säulengängen. Die Kapelle wurde 1962 abgerissen.                                                                                       | BW |
|        | Branitz, An der Friedenseiche 5 (Lage) | Gaststätte Friedenseiche mit ehemaligem Kaffeegarten | Die Gaststätte wurde im Mai 2011 abgerissen. | Gaststätte Friedenseiche mit ehemaligem Kaffeegarten                                                                            |
|        | Cottbus, Berliner Platz 3 (Lage)       | Villa Sanitätsrat Fischer                            | Das Bauwerk Berliner Platz 3 entstand 1832/1833 im klassizistischen Stil. An der Tür waren Dorische Säulen zu sehen. Es wurde in den 1960er Jahren im Zuge der Anlage der Stadtpromenade abgerissen. | [[Vorlage:Bilderwunsch/code!/C:51.7621938,14.3295176!/D:Cottbus, Berliner Platz 3, Villa Sanitätsrat Fischer!/\|BW]]            |
|        | Cottbus, Burgstraße 8 (Lage)           | Tuchmacherhaus                                       | Das Gebäude wurde im Jahre 2010 abgerissen. | [[Vorlage:Bilderwunsch/code!/C:51.758801,14.334893!/D:Cottbus, Burgstraße 8, Tuchmacherhaus!/\|BW]]                             |
|        | Cottbus, Mönchsgasse 1 (Lage)          | Bürgerhaus                                           | Das Gebäude entstand in den Jahren 1804 bis 1806 im klassizistischen Stil. Bemerkenswert ist der Puttenfries. | [[Vorlage:Bilderwunsch/code!/C:51.761324,14.332369!/D:Cottbus, Mönchsgasse 1 '"`UNIQ--ref-00000065-QINU`"' , Bürgerhaus!/\|BW]] |
|        | Cottbus, Sandower Straße 13 (Lage)     | Wohnhaus                                             | Das Wohnhaus in der Sandower Straße 13 wurde in zwei Bauphasen errichtet, das Erdgeschoss Ende des 17. Jahrhunderts, das Obergeschoss entstand Mitte des 18. Jahrhunderts. Ab Anfang des 19. Jahrhunderts wurde das Haus teilweise als Gaststätte genutzt, ab 1851 befand sich hier eine Brauerei. Das Haus stand seit 1987 leer und zerfiel. | Wohnhaus |
|        | Cottbus, Sandower Straße 20 (Lage)     | Wohnhaus                                             | Das Wohnhaus in der Sandower Straße 20 war ein zweigeschossiger Barockbau aus dem Jahr 1778. | [[Vorlage:Bilderwunsch/code!/C:51.7608952,14.3355764!/D:Cottbus, Sandower Straße 20, Wohnhaus!/\|BW]]                           |
|        | Cottbus, Straße der Jugend 100 (Lage)  | Wohn- und Geschäftshaus                              | Dieses zweigeschossige Fachwerkhaus stand seit vielen Jahren leer und wurde im Mai 2022 aufgrund Einsturzgefährdung abgerissen. | weitere Bilder |
|        | Cottbus, Wernerstraße 62 (Lage)        | Wohnhaus                                             | Das Gebäude wurde im Oktober 2010 abgerissen. | [[Vorlage:Bilderwunsch/code!/C:51.760368,14.335849!/D:Cottbus, Wernerstraße 62, Wohnhaus!/\|BW]]                                |